# Burgos
Burgos es una ciudad y municipio de España en la comunidad autónoma de Castilla y León, capital de la provincia homónima. Con 176 551 habitantes (INE 2024), es el segundo municipio más poblado de la comunidad autónoma, tras Valladolid, e integra un área metropolitana de 200 000 habitantes.
Las evidencias arqueológicas demuestran la existencia de asentamientos del Neolítico, Calcolítico, Edad del Bronce y la Primera Edad del Hierro tanto en el cerro del Castillo como en el de San Miguel; si bien se considera que Diego Rodríguez Porcelos fundó la ciudad en 884.
Se convirtió en capital del condado de Castilla en 930 (Subordinado al reino de León hasta la intervención del conde Fernán González), así como del reino de Castilla, e incluso fue corte intermitente de la Corona de Castilla desde 1230 hasta el reinado de los Reyes Católicos. Tras la decadencia española, fue capital de Castilla la Vieja, capital provisional de Castilla y León, capital sublevada durante la Guerra Civil, y por último, capital de España desde el 1 de abril al 18 de octubre de 1939.
En esta ciudad destacan la catedral de Santa María, el monasterio de Santa María la Real de las Huelgas, la cartuja de Miraflores, el museo de la Evolución Humana y sus zonas verdes en torno a los ríos Arlanzón y Vena. Cabe mencionar que el Camino de Santiago pasa por la urbe, y también que el yacimiento de Atapuerca se encuentra a 15 km de esta.
La ciudad experimentó una fuerte industrialización durante el siglo xx, especialmente en los sectores alimentario y automotriz, auspiciada por la implantación del Polo de Desarrollo durante el franquismo; con miras a explotar su privilegiada ubicación en el centro de la mitad norte peninsular.
Cuenta con una amplia oferta educativa liderada por la Universidad de Burgos, alberga las sedes del Tribunal Superior de Justicia de Castilla y León y del Instituto Castellano y Leonés de la Lengua, y acoge eventos como iRedes, las jornadas de ForoBurgos, o la Pasarela de la Moda de Castilla y León.

## Toponimia
Hay varias teorías sobre el origen de su topónimo. Hay quien se inclina por su procedencia del bajo latín burgus, formado del griego Πύργος pyrgos, que significa «torre» y que haría referencia a las dos torres de vigilancia edificadas sobre el cerro del Castillo. Otros opinan que procede del germánico Berg, «monte» o «montaña», y origen último del término burgo, que significaba castillo y después pasó a ser sinónimo de ciudad, muy presente en los topónimos europeos y en las tierras de Castilla. A este respecto, Vegecio indica que bergus, burgus, significa castillo pequeño. Guadix añade que en árabe burgo significa casa pajiza y que podrían haber tomado esta voz de los godos. Burgos podría venir del godo baurgs, con el significado de población fortificada. Una composición similar tiene el nombre de la ciudad de Burgas en Bulgaria. Numerosas ciudades llevan en su nombre el sujeto germánico burg, que significa «ciudad», como Hamburgo y Estrasburgo.
Según Real Despacho de Armas de la Diputación Provincial de Burgos, expedido el 24 de septiembre de 1877, por Luis Vilar y Pascual «decano de los Cronistas Reyes de Armas de número del Rey Nuestro Señor», sostiene que:

El nombre de Burgo significa casas junto al río, y el de Burgos, varias casas o pequeñas poblaciones esparcidas por el territorio, que se reunieron formando una ciudad.

## Geografía
La ciudad de Burgos se ubica en el centro de la provincia de Burgos, a 248 km al norte de Madrid, en la comunidad autónoma española de Castilla y León. Las coordenadas de la ciudad son latitud 42° 20′ 27″ N y longitud 3° 41′ 59″ O. Su término municipal tiene una extensión de 107,08 km² y se encuentra a 859 m sobre el nivel del mar según el Instituto Geográfico Nacional, llegando a una altitud de 932 m en el vértice geodésico del cerro de San Miguel, que preside la ciudad.
Su privilegiada situación, aproximadamente en el centro del norte peninsular, la sitúa como ciudad de paso obligado de la meseta hacia País Vasco y Francia, además de suponer el punto de partida de dos de los principales accesos a Cantabria.
| Noroeste: Tardajos y Alfoz de Quintanadueñas | Norte: Alfoz de Quintanadueñas, Quintanilla Vivar y Villayerno Morquillas | Nordeste: Hurones y Rubena           |
| Oeste: Villalbilla de Burgos                 |                                                                           | Este: Orbaneja Riopico               |
| Suroeste: Villagonzalo Pedernales            | Sur: Villagonzalo Pedernales, Villariezo y Saldaña de Burgos              | Sureste: Cardeñajimeno y Cardeñadijo |

### Relieve
Situada en una zona de baja montaña, se encuentra en la zona de confluencia del río Arlanzón y varios de sus afluentes. La ciudad es prácticamente llana en las zonas más pobladas, que se extienden principalmente en la vega formada por los ríos Arlanzón y Vena.
A pesar de ello, su término municipal incluye zonas de baja montaña, las cuales en su mayoría se tratan de cerros que no superan los 80 m de elevación sobre el nivel de la llanura. El centro de la ciudad está situado a una altitud de 859 m sobre el nivel de mar, mientras que la altitud del municipio varía desde los 827 m en el último tramo del río Arlanzón en el municipio, hasta los 997 m al norte, en Las Lomas.

### Hidrografía

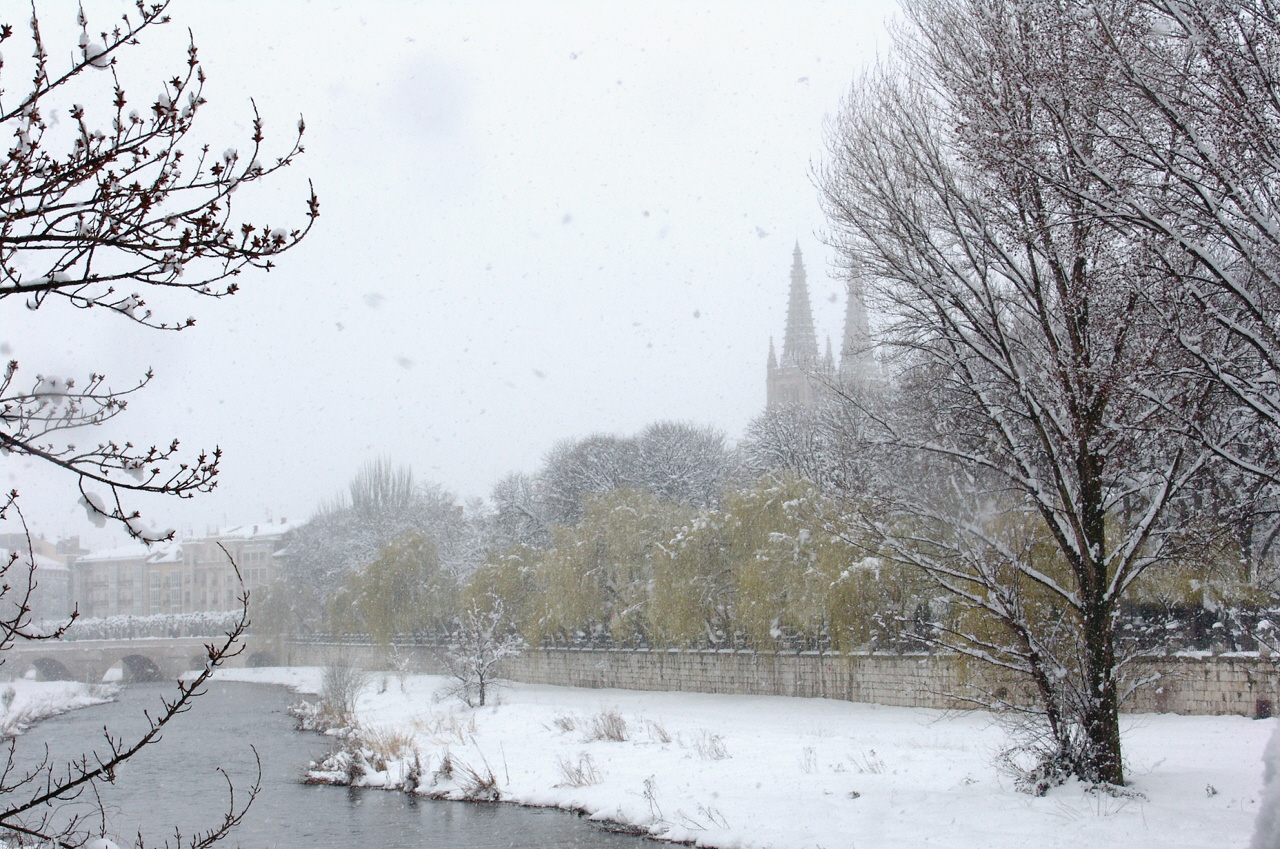
Río Arlanzón en la ciudad

El principal eje fluvial de la ciudad es el río Arlanzón, que atraviesa el término municipal de este a oeste recibiendo los siguientes afluentes:
- Por la margen derecha: el Vena, que rodeaba la cerca amurallada, el Morquillas que desemboca en el Vena a la altura de Villímar; el Pico antaño afluente del Vena y hasta su desvío al este de Villayuda atravesaba el antiguo pueblo de Gamonal; el arroyo Mataperros en el barrio de San Pedro de la Fuente; el arroyo de Valdecerradillo en la barriada Yagüe y por último el Ubierna en el barrio de Villalonquéjar.
- Por la margen izquierda el Cardeñadijo, que desemboca entre el Instituto Cardenal Mendoza y la iglesia del Carmen (junto al puente Bessón), el arroyo del Doradillo que desemboca por Fuentes Blancas y el arroyo de Valduercos en la granja de Villargámar.

Existe un gran número de arroyos, alguno de los cuales se llegan a secar durante el verano, como el arroyo de Villatoro, el cual desemboca en el río Ubierna. Burgos es la ciudad española con la mejor calidad de agua potable, y su abastecimiento se encuentra en la cercana localidad de Arlanzón, captada del río homónimo.

### Clima

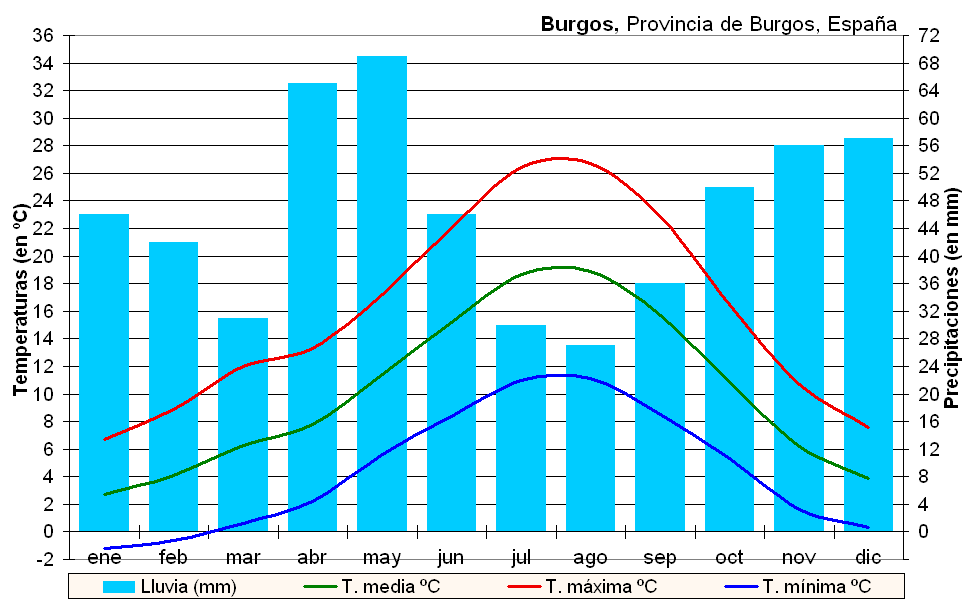
Climograma de Burgos (Villafría)

De acuerdo con la clasificación climática de Köppen, el clima de Burgos es un clima de transición incluido dentro del subtipo clima mediterráneo continentalizado (Cs) o clima mediterráneo de interior, con una gran amplitud térmica (cerca de 17 °C) entre las temperaturas medias de los meses más cálidos de verano (cerca de 20 °C) y los más fríos de invierno (cerca de 3 °C), una estación seca en verano y unas precipitaciones anuales inferiores a los 1000 mm, con una media anual de varios años próxima a los 600 mm. Las variables del clima de Burgos son distintas tanto del clima mediterráneo típico de la costa mediterránea (Csa) y del sur peninsular, por la altitud de la Submeseta Norte con menores temperaturas y mayores precipitaciones, como del clima oceánico atlántico (Cfb), o clima templado húmedo, el cual tiene abundantes precipitaciones anuales (> 1000 mm), sin estación seca, y unas temperaturas más suaves en invierno.
No obstante, excepto en la media de las temperaturas mínimas de invierno, Burgos se aproxima con sus precipitaciones anuales al clima mediterráneo de transición al oceánico (Csb). La estación más lluviosa es la primavera mientras que el verano es suave y mucho menos húmedo que en la España atlántica. Los inviernos son muy nevosos y fríos, con temperaturas mínimas nocturnas que en las olas de frío pueden descender de -10 °C. Suelen ser frecuentes las nevadas copiosas por temporada, prolongándose incluso hasta muy entrada la primavera. Las precipitaciones siguen un patrón muy parecido al del clima mediterráneo típico y están entre los 400 o 600 mm, con un máximo durante el otoño y la primavera. La menor influencia del mar, no obstante, hace que sea un clima más seco que el típico.
El clima de Burgos, como el de otras ciudades españolas como León o Teruel, presenta unas temperaturas de aproximadamente dos a cinco grados más bajas que en el resto de las zonas con este clima, motivado principalmente por la altitud a la que se encuentra la ciudad (entre 800 y 900 m s. n. m.).
| Parámetros climáticos promedio de observatorio del Aeropuerto de Burgos (891 m s. n. m.) (periodo de referencia: 1991-2020, extremas 1943-presente) | Parámetros climáticos promedio de observatorio del Aeropuerto de Burgos (891 m s. n. m.) (periodo de referencia: 1991-2020, extremas 1943-presente) | Parámetros climáticos promedio de observatorio del Aeropuerto de Burgos (891 m s. n. m.) (periodo de referencia: 1991-2020, extremas 1943-presente) | Parámetros climáticos promedio de observatorio del Aeropuerto de Burgos (891 m s. n. m.) (periodo de referencia: 1991-2020, extremas 1943-presente) | Parámetros climáticos promedio de observatorio del Aeropuerto de Burgos (891 m s. n. m.) (periodo de referencia: 1991-2020, extremas 1943-presente) | Parámetros climáticos promedio de observatorio del Aeropuerto de Burgos (891 m s. n. m.) (periodo de referencia: 1991-2020, extremas 1943-presente) | Parámetros climáticos promedio de observatorio del Aeropuerto de Burgos (891 m s. n. m.) (periodo de referencia: 1991-2020, extremas 1943-presente) | Parámetros climáticos promedio de observatorio del Aeropuerto de Burgos (891 m s. n. m.) (periodo de referencia: 1991-2020, extremas 1943-presente) | Parámetros climáticos promedio de observatorio del Aeropuerto de Burgos (891 m s. n. m.) (periodo de referencia: 1991-2020, extremas 1943-presente) | Parámetros climáticos promedio de observatorio del Aeropuerto de Burgos (891 m s. n. m.) (periodo de referencia: 1991-2020, extremas 1943-presente) | Parámetros climáticos promedio de observatorio del Aeropuerto de Burgos (891 m s. n. m.) (periodo de referencia: 1991-2020, extremas 1943-presente) | Parámetros climáticos promedio de observatorio del Aeropuerto de Burgos (891 m s. n. m.) (periodo de referencia: 1991-2020, extremas 1943-presente) | Parámetros climáticos promedio de observatorio del Aeropuerto de Burgos (891 m s. n. m.) (periodo de referencia: 1991-2020, extremas 1943-presente) | Parámetros climáticos promedio de observatorio del Aeropuerto de Burgos (891 m s. n. m.) (periodo de referencia: 1991-2020, extremas 1943-presente) |
| Mes | Ene. | Feb. | Mar. | Abr. | May. | Jun. | Jul. | Ago. | Sep. | Oct. | Nov. | Dic. | Anual |
| --- | --- | --- | --- | --- | --- | --- | --- | --- | --- | --- | --- | --- | --- |
| Temp. máx. abs. (°C) | 19.1 | 22.4 | 24.6 | 29.8 | 33.4 | 38.8 | 39.3 | 39.0 | 36.8 | 32.1 | 24.0 | 21.0 | 39.3 |
| Temp. máx. media (°C) | 7.3 | 9.1 | 12.9 | 15.0 | 19.2 | 24.3 | 27.9 | 28.0 | 23.3 | 17.5 | 11.0 | 8.1 | 17.0 |
| Temp. media (°C) | 3.5 | 4.3 | 7.1 | 9.1 | 12.7 | 16.9 | 19.8 | 19.9 | 16.1 | 11.9 | 6.8 | 4.2 | 11.0 |
| Temp. mín. media (°C) | -0.3 | -0.6 | 1.3 | 3.0 | 6.1 | 9.5 | 11.7 | 11.8 | 9.0 | 6.1 | 2.6 | 0.3 | 5.0 |
| Temp. mín. abs. (°C) | -22.0 | -17.6 | -12.0 | -6.9 | -7.6 | 0.0 | 0.1 | 0.8 | -1.4 | -5.0 | -9.9 | -17.1 | -22.0 |
| Precipitación total (mm) | 47 | 35 | 44 | 60 | 57 | 43 | 24 | 19 | 33 | 63 | 63 | 57 | 546 |
| Días de precipitaciones (≥ 1 mm) | 8.2 | 6.9 | 7.5 | 9.0 | 9.0 | 5.8 | 3.5 | 3.4 | 5.3 | 8.3 | 9.7 | 8.2 | 84.7 |
| Días de nevadas (≥ 0.01 mm) | 5.2 | 5.3 | 3.6 | 1.6 | 0.2 | 0.0 | 0.0 | 0.0 | 0.0 | 0.1 | 1.7 | 3.5 | 21.3 |
| Horas de sol | 87 | 122 | 177 | 192 | 242 | 279 | 329 | 307 | 231 | 164 | 96 | 84 | 2301 |
| Humedad relativa (%) | 85 | 78 | 70 | 69 | 66 | 61 | 55 | 55 | 63 | 73 | 82 | 85 | 70 |
| Fuente: Agencia Estatal de Meteorología | | | | | | | | | | | | | |

### Morfología urbana
Se trata de una ciudad de configuración lineal, extendida de este a oeste por el valle de los ríos Arlanzón y Vena, que cuenta con un casco antiguo de notable acervo monumental, reformado en el siglo XIX, pero manteniendo en lo esencial la trama urbana y su patrimonio, tanto arquitectónico como ambiental. Un conjunto de pequeñas poblaciones, el Alfoz de Burgos, que todavía no ha crecido desmesuradamente como en los casos de Valladolid, León o Salamanca, rodea la ciudad.

... Yo era un niño del extrarradio, que creció en los barrios industriales. Cuando me acercaba al corazón de la ciudad, esta aparecía en el horizonte como un espejismo: rodeada de árboles, inverosímilmente hermosa, con sus agujas góticas erguidas como las lanzas de los caballeros medievales. Burgos parecía el escenario de la más simpática y aventurera de las obras teatrales. Edmundo de Amicis tuvo la misma sensación y comparó Burgos con un teatro de marionetas. ¿Se puede vivir en un lugar más alegre, más divertido? Cualquier niño diría que no.
Óscar Esquivias, La ciudad de los príncipes y los dragones ()

## Símbolos

### Escudo

Escudo de Burgos

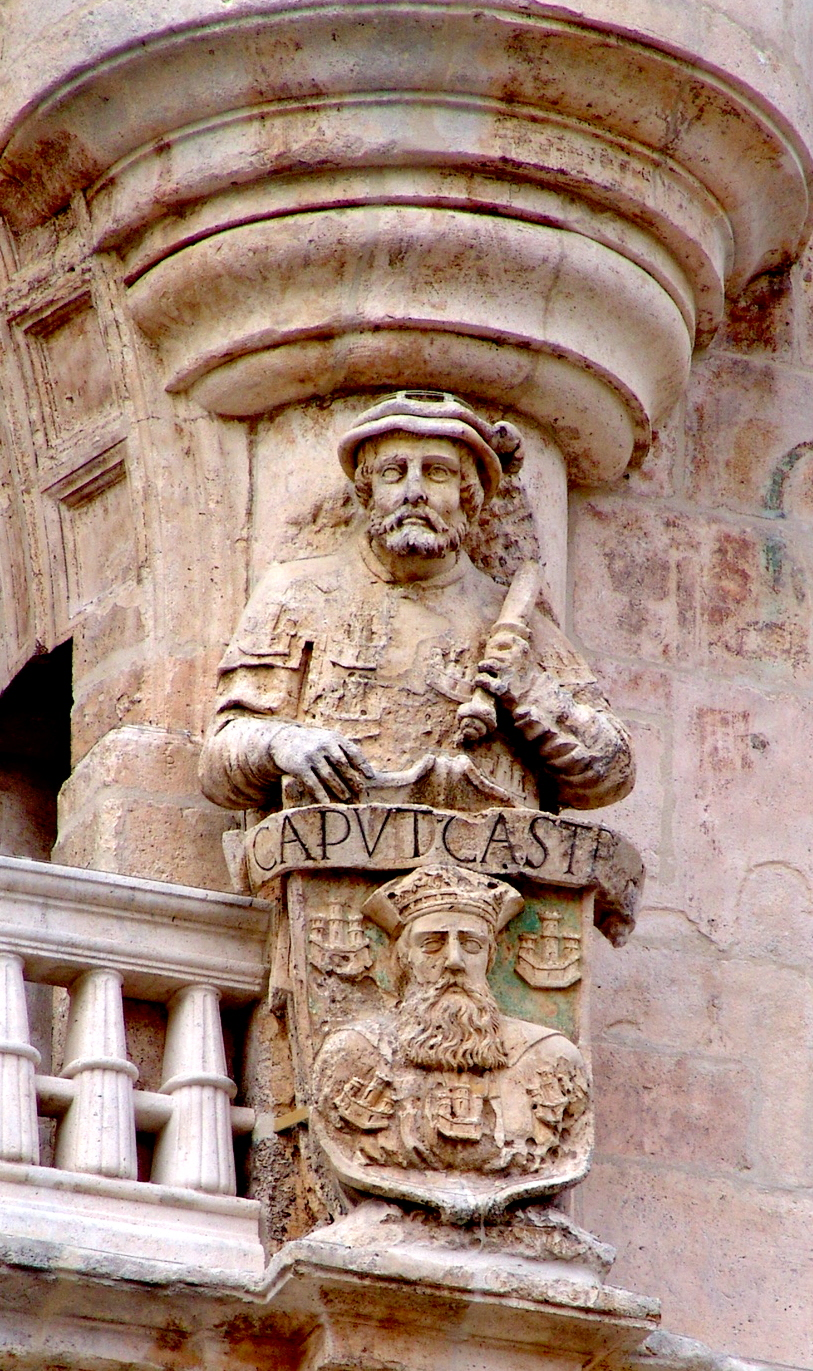
Macero de la ciudad de Burgos, escultura en el Arco de Santa María

El escudo de Burgos aparece documentado desde el año 1259, y se describe como:
Sobre un campo de sinople, medio cuerpo de rey coronado; el rostro de carnación y el cabello cuadrado como se usaba y decía en el medievo; la corona de oro con pedrería y cuatro florones de acanto interpolados de perlas. Manto de púrpura y sobre él tres castillos de tres torres almenados, mamposteados en sable.
Significan los tres castillos sobre los que la ciudad de Burgos tenía propiedad y jurisdicción y que eran:
- Lara, dado a Burgos por Alfonso X, en 1255
- Muñó, dado por Alfonso XI en 1332
- Cellorigo, en 1370, por Enrique II.

El medio cuerpo de rey, que representa a Fernando III, y que ya aparece en un documento en 1259 y que se ha llamado el «Caput Castellae» por los cronistas, expresa el hecho de ser Burgos capital del reino de Castilla, ciudad en la que nacían reyes, habitaron, administraron justicia y acuñaron moneda.
Sobre el cuerpo regio, muralla de plata que corre de parte a parte y se apoya en sus extremos en sendos escudetes con castillos de oro. Dicha muralla se carga sobre su arco con barbacana y con tres torres, la central del homenaje; está mamposteada de sable.
Quiere significar la tierra de Castilla defendida por sus castillos en todos sus confines.
Al timbre, una corona real, de la misma traza que la del rey, probando el rango permanente de la ciudad, madre de reyes (quae reges peperit), según leemos en los títulos de Burgos.
Como lambrequines, unos ramos de sinople, frutados en oro y cintas de gules en las que se leen, en sable, los títulos más preciados por los burgaleses: «Caput Castellae», «Camera Regia», «Prima Voz et Fide»...(Cabeza de Castilla, Cámara del Rey y la Primera en voz y en lealtad).

### Bandera
La bandera de Burgos se compone de dos franjas horizontales de la misma anchura, la superior roja y la inferior parda, con el escudo de la ciudad centrado en la misma. Fue concedida de forma oficial a la ciudad por el emperador Carlos I en una de sus visitas. Como curiosidad, esta bandera, aun siendo de origen medieval, rompe las leyes de la heráldica. Esto es así puesto que mezcla gules (esmalte heráldico equivalente al rojo) con leonado (un esmalte equivalente al marrón únicamente empleado en Inglaterra, y que no obedece a los siete esmaltes de la tradición heráldica europea). Por tanto, una excepción poco habitual en las banderas medievales.

### Himno
El himno a Burgos fue compuesto en los años 1926 por el músico burgalés Rafael Calleja Gómez, con letra de Marciano Zurita. Es cantado todos los años durante las fiestas de la ciudad, frente al arco de Santa María.

### Títulos
La sucesión histórica y el motivo de los títulos de la «Muy Noble, Muy Más Leal y Muy Benéfica Ciudad de Burgos» son:
- Noble Ciudad: Figura ya en los documentos de Alfonso X como título tradicional. De hecho, en los documentos de la época de Alfonso X y Sancho IV figura como la Ciudad de Castilla, y no solo Ciudad de Burgos.
- Muy Noble Ciudad: Concedido por Fernando IV por su fidelidad durante su minoría de edad frente a las pretensiones de los Infantes de la Cerda.
- Muy Leal: Concedido por Isabel I por su apoyo frente a los partidarios de Juana la Beltraneja, que poseían el Castillo de Burgos, y haberlo conquistado después de un duro asedio.
- Muy Más Leal: Concedido por Carlos I por defender con hombres y armas la ciudad de Pamplona frente a la invasión francesa de 1521-1523, y participar posteriormente en la recuperación de la fortaleza de Fuenterrabía.
- Muy Benéfica: Concedido durante la dictadura de Franco en 1952.[29]

### Títulos del escudo
- Caput Castellae: Cabeza de Castilla, como ciudad principal y capital del Condado de Castilla y del reino posteriormente.
- Camera Regia: Cámara del rey, por ser ciudad en la que nacieron y habitaron reyes y reinas y desde aquí, administraron justicia, acuñaron moneda, etc
- Prima Voz et Fide: Primera en la voz y fiel. Los representantes de Burgos eran los primeros en hablar en las cortes y de sentarse los primeros a la derecha del rey

### Otros títulos
En los antiguos escudos de la ciudad, y en las actuales medallas del alcalde y concejales figuran las leyendas que orlan el escudo de la ciudad, a las que se añade la tradicional frase, en latín y usada por la ciudad desde el medioevo:
«Civitatis quae reges peperit regnaque recuperavit»: «Ciudad que vio nacer reyes y recuperó reinos». La primera parte se refiere tanto a los Condes de Castilla como a los reyes que nacieron en la ciudad, en tanto que la segunda refiere a Burgos como cabeza del reino que recuperó otros reinos para Castilla y la cristiandad.
El Ayuntamiento de la ciudad de Burgos tiene el tratamiento de Excelentísimo, otorgado por Isabel II en 1855.

## Historia

### Prehistoria
El valle del Arlanzón muestra ocupaciones humanas desde tiempos remotos. A tan solo 15 km del casco urbano se encuentran los yacimientos de Atapuerca, considerados como la cuna del primer europeo. Se han datado restos humanos en los yacimientos de la sierra de Atapuerca con más de 1 000 000 de años de antigüedad. Según las investigaciones arqueopaleontológicas, hasta la fecha hay restos óseos humanos de cuatro especies distintas: Homo antecessor (Pleistoceno Inferior), Homo heidelbergensis (Pleistoceno Medio), Homo neanderthalensis (Pleistoceno Superior) y Homo sapiens (Holoceno), lo cual se correlaciona con los análisis geoespaciales de distribución de asentamientos realizados en la cuenca del Arlanzón.
En la ciudad de Burgos también existió un importante asentamiento de la Edad del Bronce a la Primera Edad del Hierro en el cerro del Castillo y en el cerro de San Miguel, además de algunas evidencias celtibéricas de la Segunda Edad del Hierro y romanas, si bien las últimas muy escasas. Por el momento, en el castillo de Burgos solo hay una secuencia de dataciones radiocarbónicas para los niveles de la Edad del Bronce a la Primera Edad del Hierro (niveles del sector II: NX, NXII, NI, NV y NVI), con unas dataciones de 14C que van desde el 3230 ± 70 al 2400 ± 110 BP. En otro trabajo arqueológico actualizado se realizó una nueva recopilación y recalibración de todas las dataciones radiocarbónicas del castillo, con la curva de calibración Intcal13.
Según este estudio, los rangos de las dataciones radiocarbónicas recalibradas al 95 % de probabilidad revelan la existencia de ocupaciones desde la Edad del Bronce Antiguo/Medio al tránsito a la Segunda Edad del Hierro. No obstante, aunque no hay dataciones para otros niveles, los trabajos realizados también demuestran que hay importantes restos materiales del Calcolítico en El Castillo (Nivel XIII), y del Neolítico y el Calcolítico en el cerro de San Miguel, pero estos últimos han sufrido importantes alteraciones postdeposicionales por la superposición de los niveles de la Edad del Bronce y de la Edad del Hierro, además de las habituales alteraciones medievales y contemporáneas. La Prehistoria Reciente del Neolítico a la Edad del Bronce no solo está documentada en El Castillo y en el cerro de San Miguel, —al igual que en las cuevas de la sierra de Atapuerca (p. ej., cueva del Mirador y cueva Mayor)—, sino que hay abundantes yacimientos en el valle del Arlanzón, con numerosos asentamientos del Neolítico (VI al IV milenio a. C.), Calcolítico (III milenio a. C.) y Edad del Bronce (II milenio a. C.).

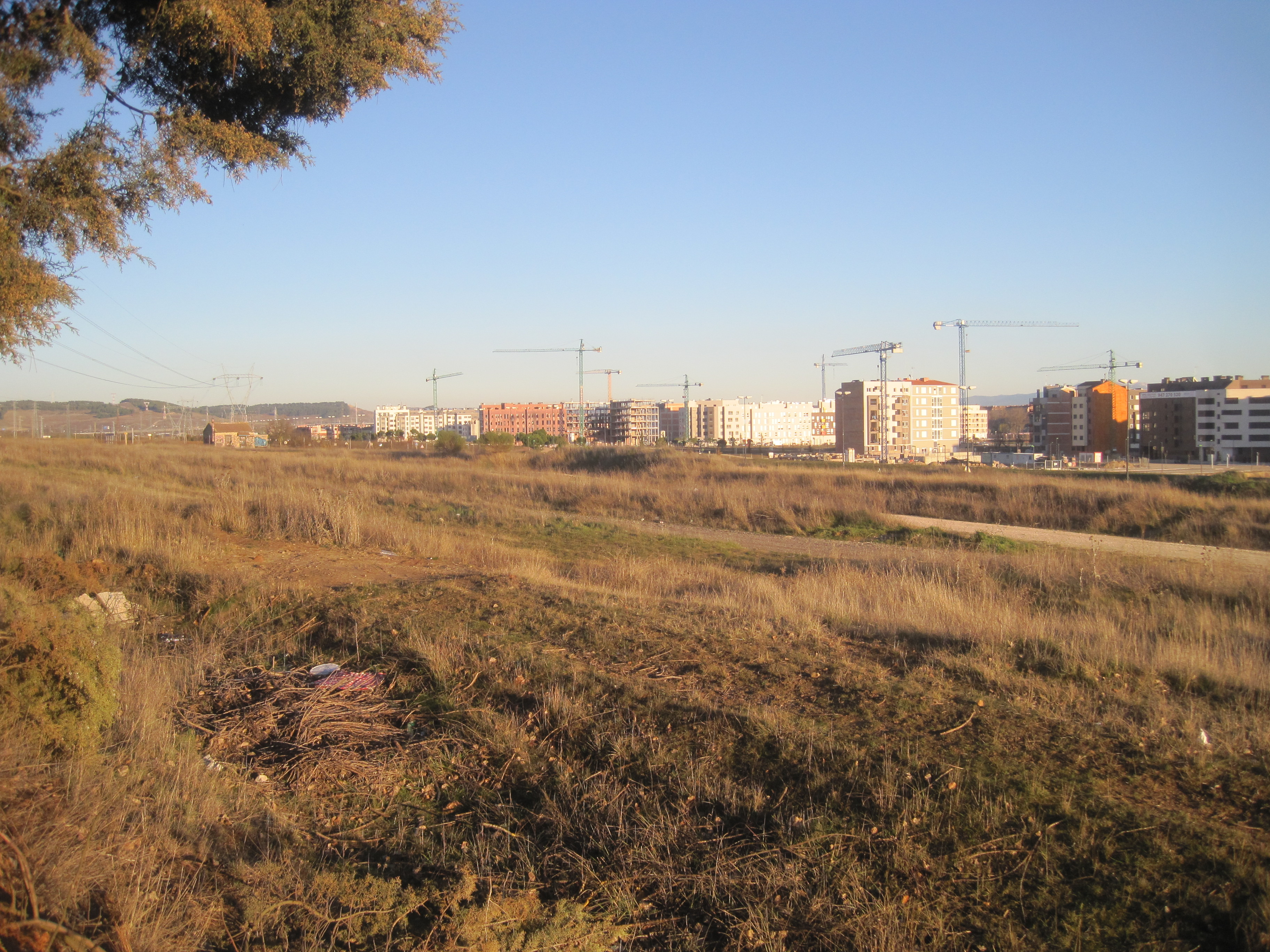
La vía romana que unía Italia con Hispania pasaba por el norte de Burgos. Todavía se conserva la calzada en algunos tramos, como este situado paralelo a la ronda interior norte

### Edad Antigua

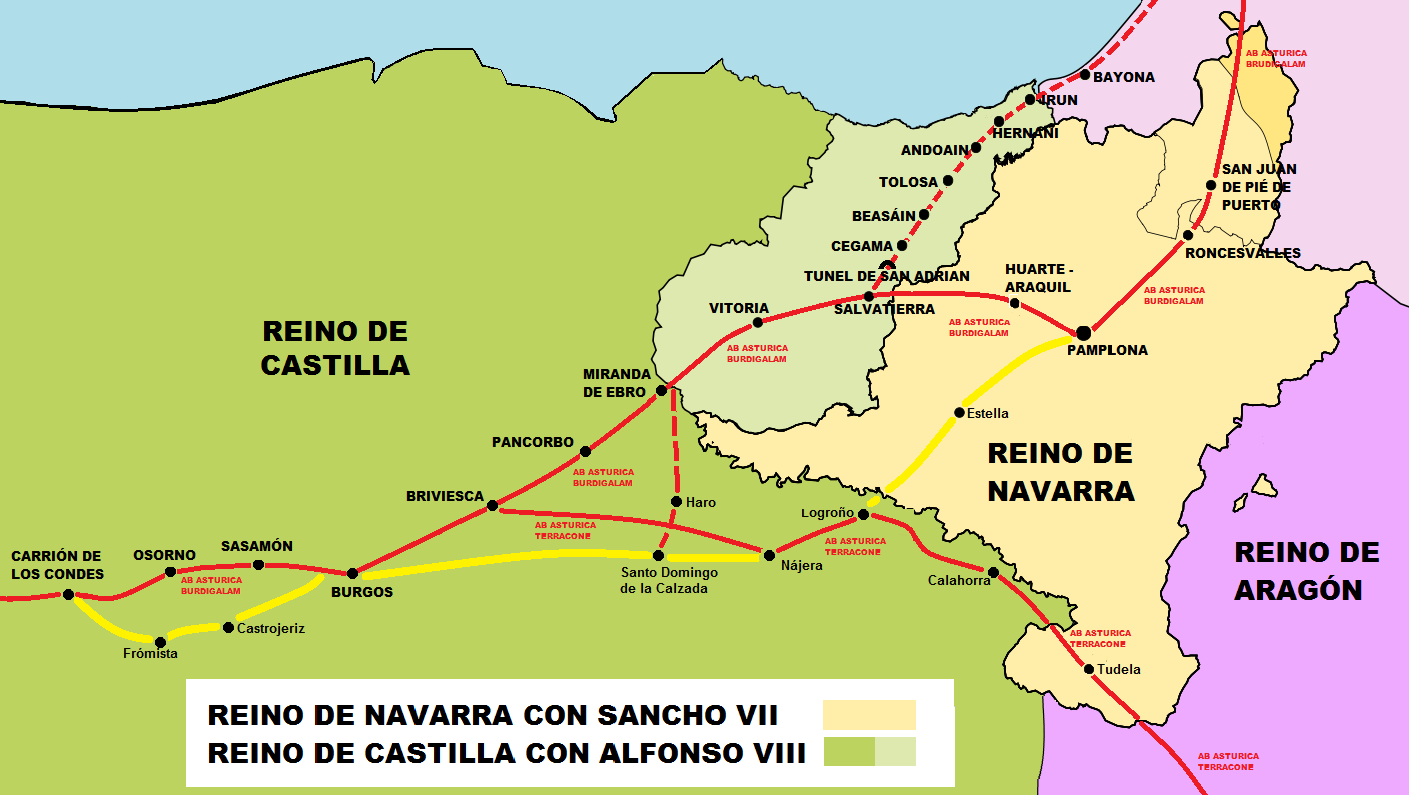
Reino de Castilla en 1200. Caminos de Santiago-Calzadas romanas

Aunque no se tiene constancia de asentamientos importantes en la ciudad, existen numerosos yacimientos de la época romana, sobre todo en las zonas más cercanas al río Arlanzón.
Vía romana
Por el norte de la ciudad discurre una calzada romana entre los municipios colindantes de Villayerno Morquillas y Tardajos, de este a oeste. Se trata del Itinerario Antonino A-34, que unía Astorga con Burdeos. Actualmente, confundidos como un simple camino rural, sus últimos restos entre el paraje de Casa la Vega y el desvío del ferrocarril sufren un serio peligro de desaparecer por los planes urbanísticos en la zona. El tramo mejor conservado de esta calzada se encuentra en el término municipal de Quintanapalla.

### Edad Media
En una crónica árabe se cita una población saqueada en el año 860 denominada Burchia, que parecía corresponder con la actual Burgos, pero en 2004 se demostró que la población de Burchia no tenía nada que ver con la actual ciudad.
Cerca del año 884, Alfonso III intentó detener el avance musulmán y envió a Diego Porcelos a levantar una fortificación en un cerro de la margen derecha del río Arlanzón. Esto contribuiría a que el lugar fuese creciendo por su importancia estratégica.
En el 931, Fernán González logró reunir el gobierno de los condados de Burgos, Lara, Lantarón, Cerezo y Álava, dejando a Burgos como capital del condado de Castilla.
Reino de Castilla

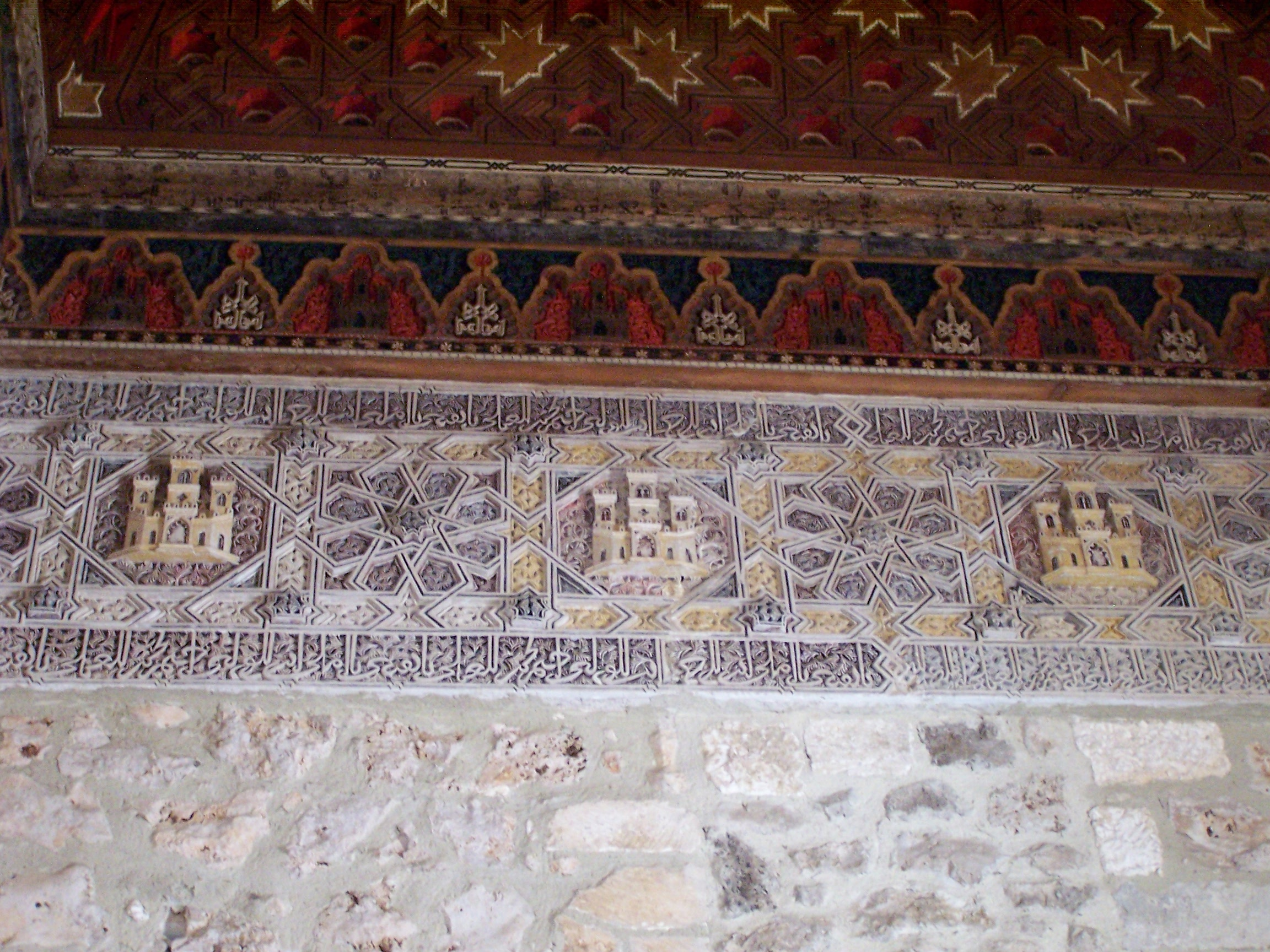
Yesería mudéjar con la heráldica del reino de Castilla en el monasterio de Las Huelgas

Cuando en 1038 Fernando I era coronado rey de León, formando el reino de Castilla, Burgos fue elegida su capital. En 1071 Sancho II encerró en Burgos a su hermano García para arrebatarle el reino de Galicia. En 1074 Alfonso VI, rey tras el fallecimiento de su hermano Sancho, cedió su palacio en Burgos para la construcción de la catedral de Santa María. Ese mismo año las también hermanas de este, Elvira y Urraca, trasladan la diócesis de Oca a Gamonal.
En 1080, Alfonso VI de León y Castilla convocó un concilio general de sus reinos en la ciudad y declaró oficialmente la abolición de la liturgia hispánica y su sustitución por la romana. Tras la conquista de Toledo en 1085 por Alfonso VI, Burgos perdía la capitalidad del reino de Castilla en favor de esta ciudad. Esto no paralizó el crecimiento de Burgos, donde se seguirían realizando algunas Cortes. A propósito de esta ciudad, el geógrafo árabe Al-Idrisi escribe en el siglo XII:

Es una gran ciudad, atravesada por un río y dividida en barrios rodeados de muros. Uno de estos barrios está habitado particularmente por judíos. La ciudad es fuerte y acondicionada para la defensa. Hay bazares, comercio y mucha población y riquezas. Está situada sobre la gran ruta de los viajeros.

### Edad Moderna

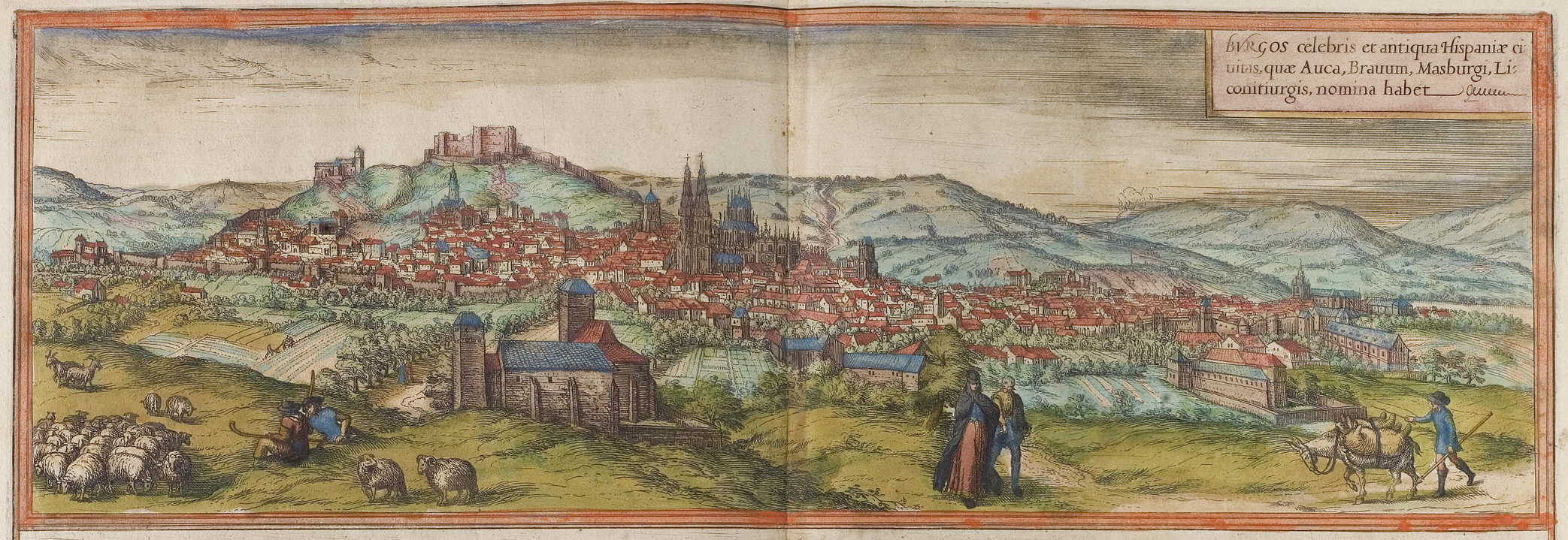
Vista de Burgos en el en el Civitates orbis terrarum

El siglo XVI supuso para Burgos el siglo de su plenitud. Hacia finales del siglo XV y comienzos del siglo XVI, la ciudad, que había nacido sobre un medio agrícola, vuelve las espaldas al campo y se dedica a funciones polarizadas en torno al comercio. Es durante el siglo XVI cuando Burgos explota al máximo las ventajas de su situación geográfica. En la ciudad se legalizó la conquista militar de Navarra por Castilla, ya que el duque de Alba informó de este suceso el 11 de junio de 1515 en las Cortes Castellanas reunidas en la ciudad.

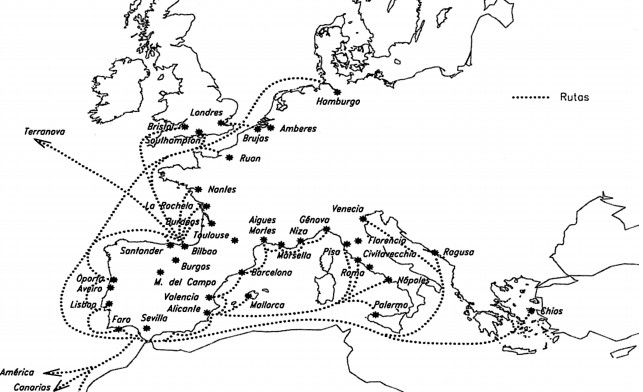
Comercio internacional de los siglos y. Consulado de Burgos

A finales del siglo XVI se inició un periodo de decadencia de la ciudad. Las principales causas no fueron exclusivamente internas, pues alcanzaron una categoría superior: las guerras de Flandes, el descubrimiento de América y el centralismo de los monarcas absolutos, agravado con las circunstancias del traslado de la capital a Madrid, entre otras. También influyeron causas de carácter localista, como las famosas pestes, que castigaron especialmente a la ciudad, principalmente en el último cuarto de siglo, diezmando su población.
Desarmado el marco económico y social burgalés, decayeron los caminos y las vías de comunicación; Burgos entró en un gran sopor y aislamiento. La crisis se refleja en un documento custodiado en el archivo municipal, que dice: «La Ciudad está tan despoblada y sin gente, que la que hay se sale a vivir fuera, por no poder sustentarse y están las casas y edificios casi todos arruinados y por el suelo». En este estado de desolación permanece Burgos hasta las últimas décadas del siglo XVIII, en que el despotismo ilustrado pareció renovar levemente la ciudad.

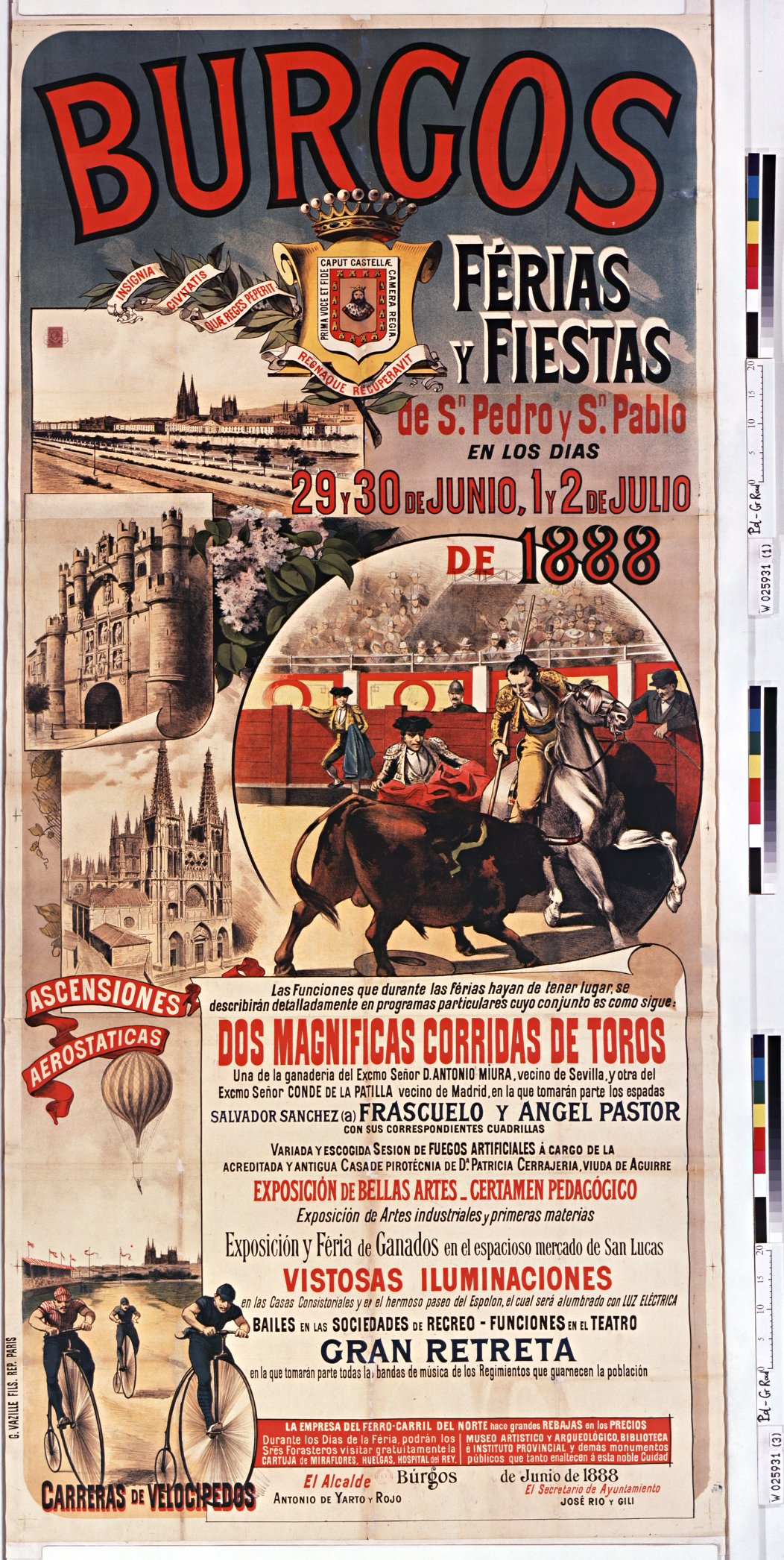
Cartel de fiestas de Burgos de 1888

Se intentó restaurar el Consulado; la Real Cédula de 16 de marzo de 1763 reponía la gran institución del Consulado, pero un monopolio lanero no tenía sentido en una economía de escasa exportación. En Burgos había que implantarlo todo artificialmente: el dinero, los mercaderes, los medios de transporte.
Desde finales del siglo XVIII y durante el siglo XIX, las medidas de promoción industrial de Cataluña y Vascongadas por parte de los monarcas ilustrados, unido a las políticas proteccionistas, consiguió relanzar la incipiente y poco competitiva industria manufacturera aplicando aranceles a los productos extranjeros. Por ejemplo, una vara de paño flamenco pasó de costar 2 pesetas a costar 6, de forma que los paños catalanes que costaban 5 pesetas pasaron a venderse en toda España y las colonias. Esto trajo consigo una respuesta de ingleses y holandeses aplicando los mismos aranceles, por lo que la lana y el cereal castellanos dejaron de venderse. Así, una fanega de trigo castellano pasó de costar 10 pesetas a costar 5, también influido por la irrupción de Estados Unidos en el mercado global del cereal. Castilla vendía sus productos más baratos y estaba obligada a comprar más caro. El resultado fue un empobrecimiento considerable de Castilla con el consiguiente estancamiento comercial e industrial.
El Consulado languideció muy pronto y a partir de 1781 se orientó hacia una Academia de Artes y Oficios y otras actividades benéfico-culturales muy a tono con la mentalidad de la época. Algo semejante sucedió con la Facultad de Medicina, establecida en el antiguo hospital de la Concepción, instaurada en 1799, desapareciendo hacia 1817. En esta época la ciudad experimentó superficiales reformas de urbanismo: «El puente de San Pablo, la reposición de manguardas, la composición de caminos, el Consistorio que se va a construir en el lugar de unos corredores antiguos e indecentes».

### Edad Contemporánea

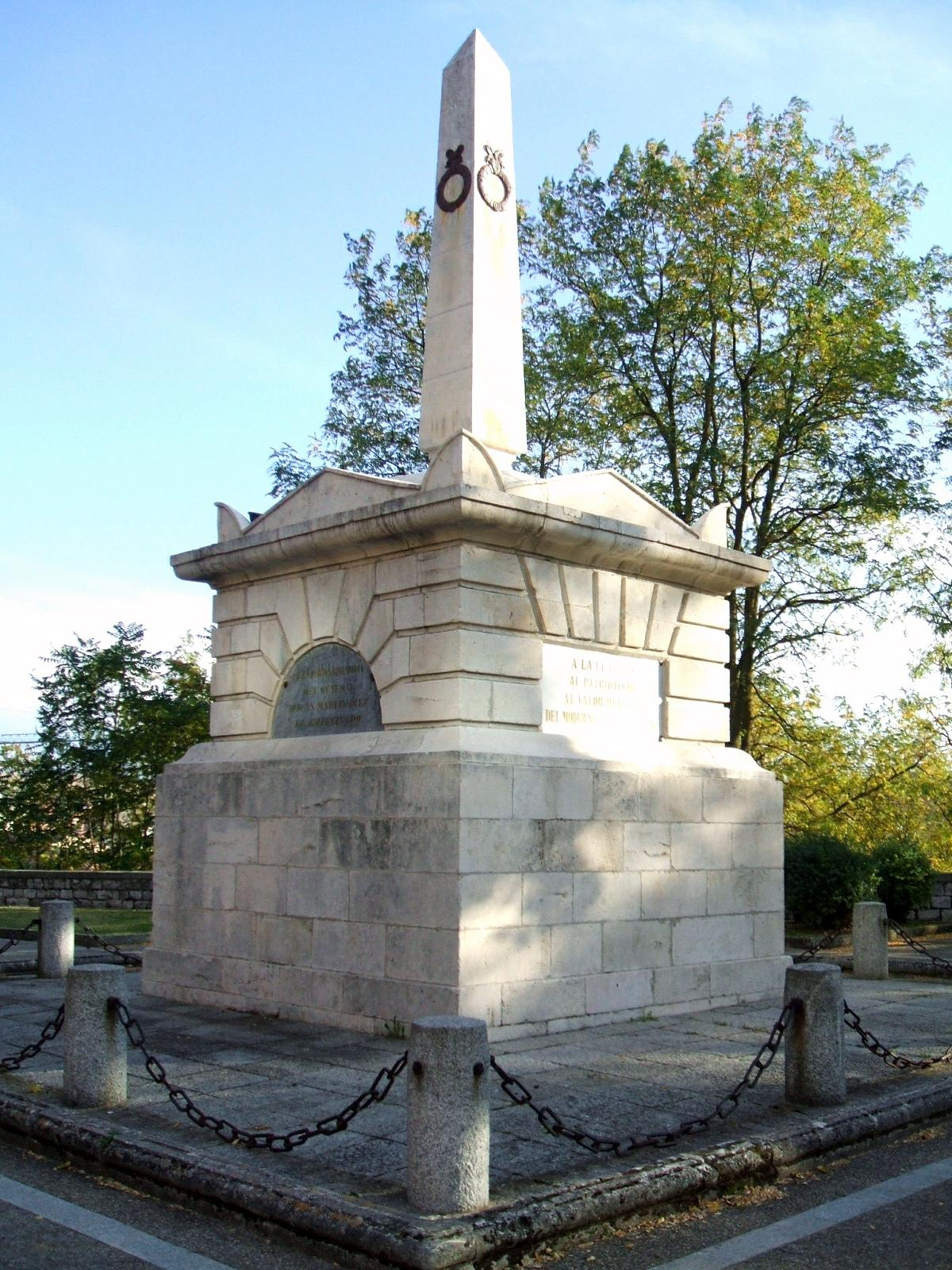
Monumento funerario a «El Empecinado» en Burgos

Los restos de El Empecinado se conservan en el monumento funerario que se erigió por suscripción popular en Burgos a mediados del siglo XIX. La guerra de la Independencia española afectó especialmente a la economía castellana. Las cosechas de 1811 y 1812 fueron malas y escasas debido a la incertidumbre que sentían los agricultores ya que los ejércitos y las guerrillas se aprovisionaron sobre el terreno mediante requisas. La falta de subsistencia extendió el hambre y provocó una intensa crisis de mortandad en 1812. No solo cayó la producción agrícola, hubo industrias que casi desaparecieron como la textil lanera de Castilla, ya que los rebaños de ovejas merinas sirvieron para alimentar a las tropas.
Además se produjo el expolio de muchas de las obras de arte que atesoraban los distintos edificios religiosos, como la Cartuja de Miraflores, el expolio y dispersión de restos del sepulcro del Cid Campeador, y otros conventos ya desaparecidos, sobre todo por parte del Gobernador de Castilla la Vieja, el general Darmagnac. La voladura del castillo en 1813 por parte de los soldados napoleónicos destrozó iglesias como la de Santa María la Blanca, así como gran parte de las vidrieras de la catedral.

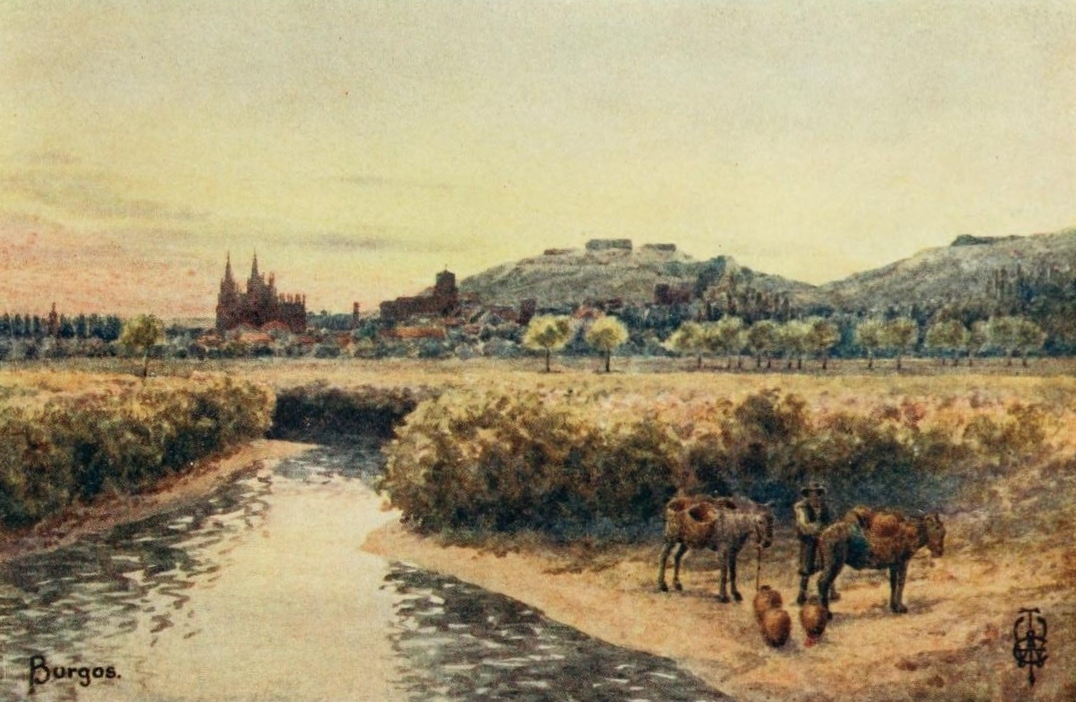
Burgos desde el este, acuarela de Edgar T. A. Wigram, publicada en su obra Northern Spain en 1906

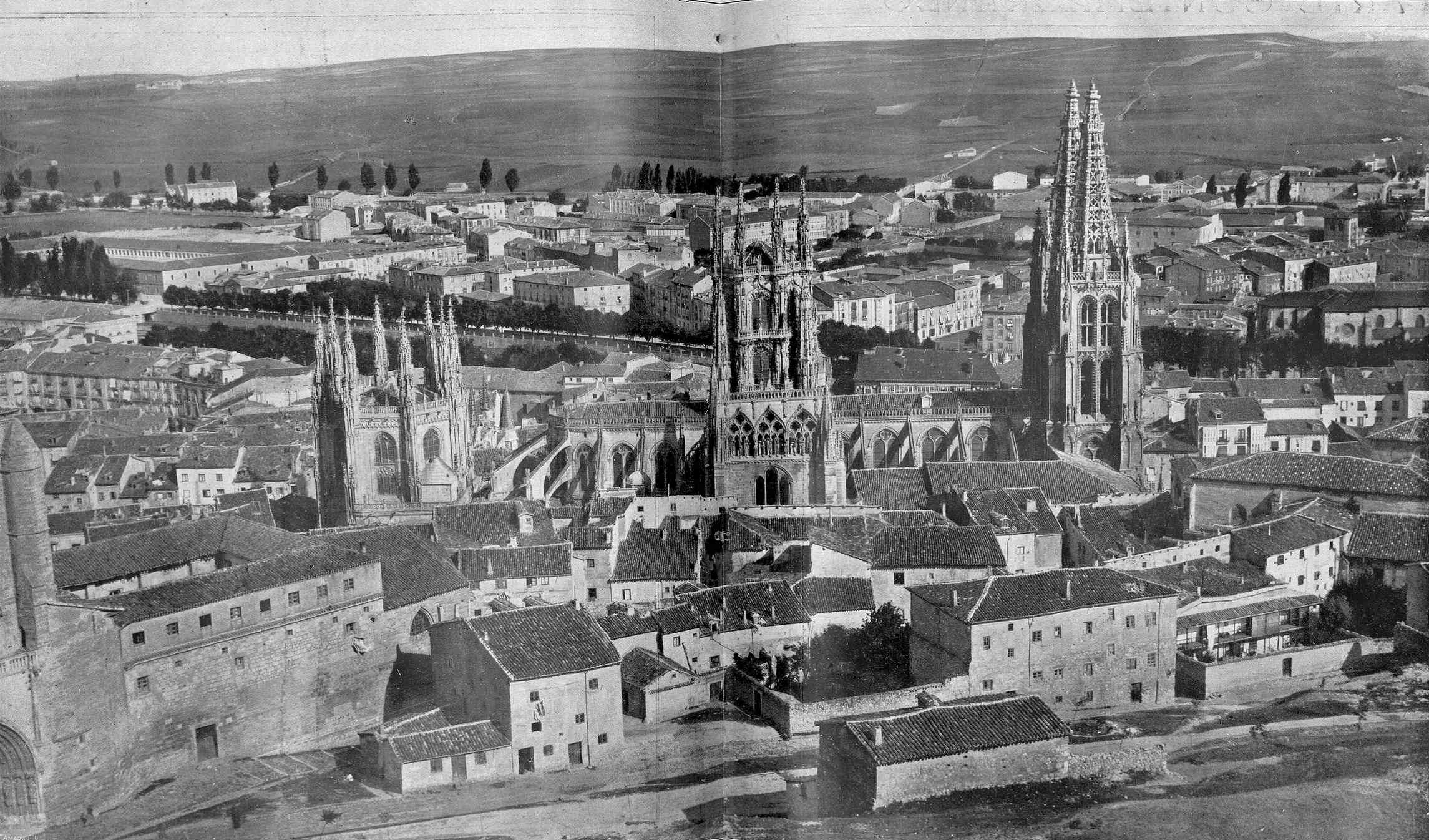
Vista de Burgos en la primera mitad del (La Esfera, 1921)

Durante la guerra civil española, la ciudad de Burgos fue sede de la Junta de Defensa Nacional. En la ciudad tuvo también lugar la formación del Primer Gobierno nacional de España (1938-1939), durante el cual el dictador Francisco Franco asumió oficialmente los cargos de jefe de Estado y de Gobierno. El gobierno franquista permaneció en Burgos hasta el 18 de octubre de 1939, cuando se trasladó a Madrid. El 9 de agosto se forma en esta ciudad el segundo gobierno franquista.
El 3 de diciembre de 1970, tuvo lugar el llamado Proceso de Burgos, un juicio contra dieciséis miembros de la organización terrorista ETA acusados del asesinato de tres personas. Las condenas a muerte de seis de los encausados no se ejecutaron, conmutándose por penas de reclusión.

#### SigloXXI
En el siglo XXI se construyó una nueva estación de ferrocarril en Burgos se encuentra a las afueras de la ciudad, la antigua estación es actualmente el centro de ocio infantil y juvenil La Estación. También se construyó un nuevo hospital en Burgos el HUBU para sustituir al antiguo General Yagüe que fue derruido en 2017.
El 29 de julio del 2009 en Burgos hubo un atentado en la casa cuartel de la guardia civil perpetrado por la banda terrorista ETA, afortunadamente no hubo víctimas mortales pero hubo 65 heridos y el edificio quedó seriamente dañado y tuvo que ser rehabilitado. Este hecho fue considerado como un «milagro», en lo que podía haberse convertido en la mayor matanza perpetrada por ETA debido a la cantidad de explosivos, la hora y el lugar elegido; ya que se trataba de viviendas de familias enteras que se encontraban durmiendo en aquel momento.

## Economía
Ya desde la Edad Media, actuó como un importante centro económico del norte peninsular, centrado en el comercio, sobre todo el relacionado con el de la lana, que tuvo su apogeo en el siglo xv.
En el siglo xx, se produjo una fuerte industrialización, culminada con la creación de los grandes polígonos industriales en la década de 1970. El establecimiento del Polo de Promoción Industrial de Burgos, unido a las ventajas de localización debidas a la posición geográfica, facilitaron el desarrollo de la industria, generando un tejido empresarial.
Su privilegiada localización geográfica, le ha permitido convertirse en un importante nudo de comunicaciones en el norte de España, tanto de rutas nacionales como internacionales. Estos factores, unidos a un sector terciario desarrollado, con presencia destacada del turismo, la convierten en la 18.ª ciudad en actividad económica de la nación.
Es la sede de algunas empresas con la mayor facturación de Castilla y León, como el Grupo Antolin (uno de los mayores grupos empresariales del sector de automoción a nivel mundial), y posee fábricas de algunas de las empresas de mayor facturación de España, como Campofrío, San Miguel, Bridgestone, Smurfit Kappa, Matutano. También destacan por su actividad Adisseo España, Benteler España, Quesos Arias, Hiperbaric, Cerámicas Gala, L'Oréal, Grupo Cropu, Gonvarri Industrial, Nicolás Correa, Kronospan, o la única planta de producción de Ferroli en España.
La ciudad de Burgos representa en torno al 60 % de la economía provincial y al 20 % de la regional,[cita requerida] actuando como un centro económico provincial, que llega hasta incluso zonas limítrofes de La Rioja o Palencia. En la actualidad, el sector económico con más peso es el industrial, aunque el sector servicios cada vez cuenta con mayor ocupación y desarrollo. En 2009, la ciudad lidera el sector de fabricación de piezas para el automóvil en la comunidad, puesto que existen 25 fabricantes que dan empleo a unos 5000 trabajadores.
También existe industria química, como el Grupo Adisseo, que fabrica metionina para todo el mercado de Estados Unidos. Esta producción fue asumida en exclusiva en la planta burgalesa en 2012 debido a su alta competitividad industrial. En la zona oeste de la ciudad se encuentra la Fábrica Nacional de Moneda y Timbre - Real Casa de la Moneda, en la cual se fabrican parte de los billetes de euro que se distribuyen por toda Europa.

### Sector primario
Agricultura
A pesar de que disminuye cada año, todavía queda en el término municipal una gran cantidad de suelo agrícola, con cultivo cerealístico como el trigo en su mayor parte.
Ganadería
Existen pequeñas granjas para la producción de huevos o de leche, la mayoría agrupadas en cooperativas situadas en zonas periféricas de la ciudad.

### Sector secundario

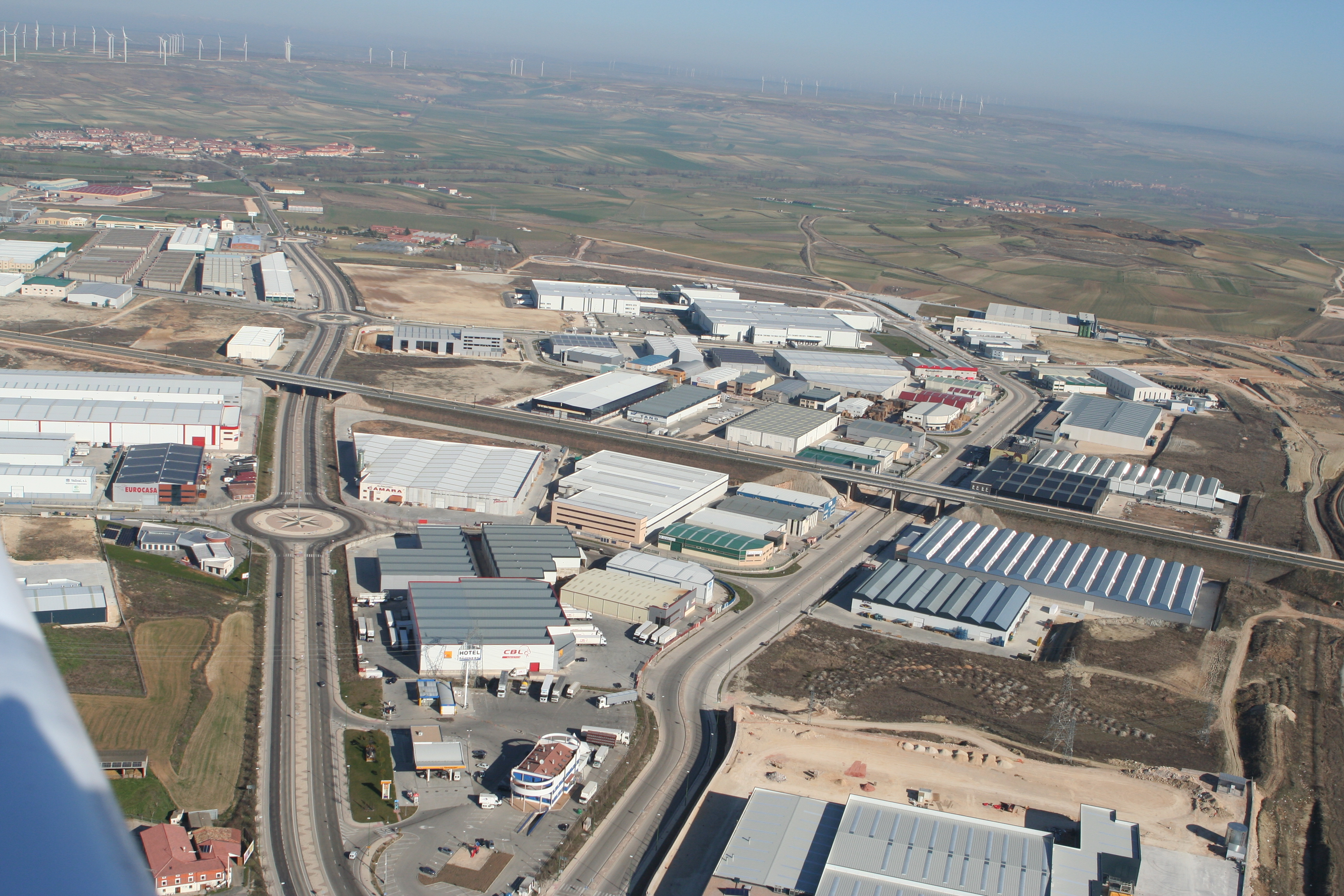
Vista aérea de la zona este del polígono industrial de Villalonquéjar

Burgos es una ciudad diversificada en la que predomina el sector servicios, seguido de una industria manufacturera diversificada, y que se beneficia de su buena ubicación en ciertos corredores logísticos, contando con una importante actividad empresarial. El número de centros de trabajo por 1000 habitantes alcanza una media de 42,9, lo que lo sitúa por encima de ciudades como Valladolid, Vitoria, Zaragoza, Sevilla y de la media nacional, y su renta per cápita supera en un 12,5 % la media nacional.
Dispone de suelo industrial ampliamente consolidado, así como una gran expansión de futuro proyectado en el parque tecnológico de Burgos y el centro de actividades económicas (CAE).

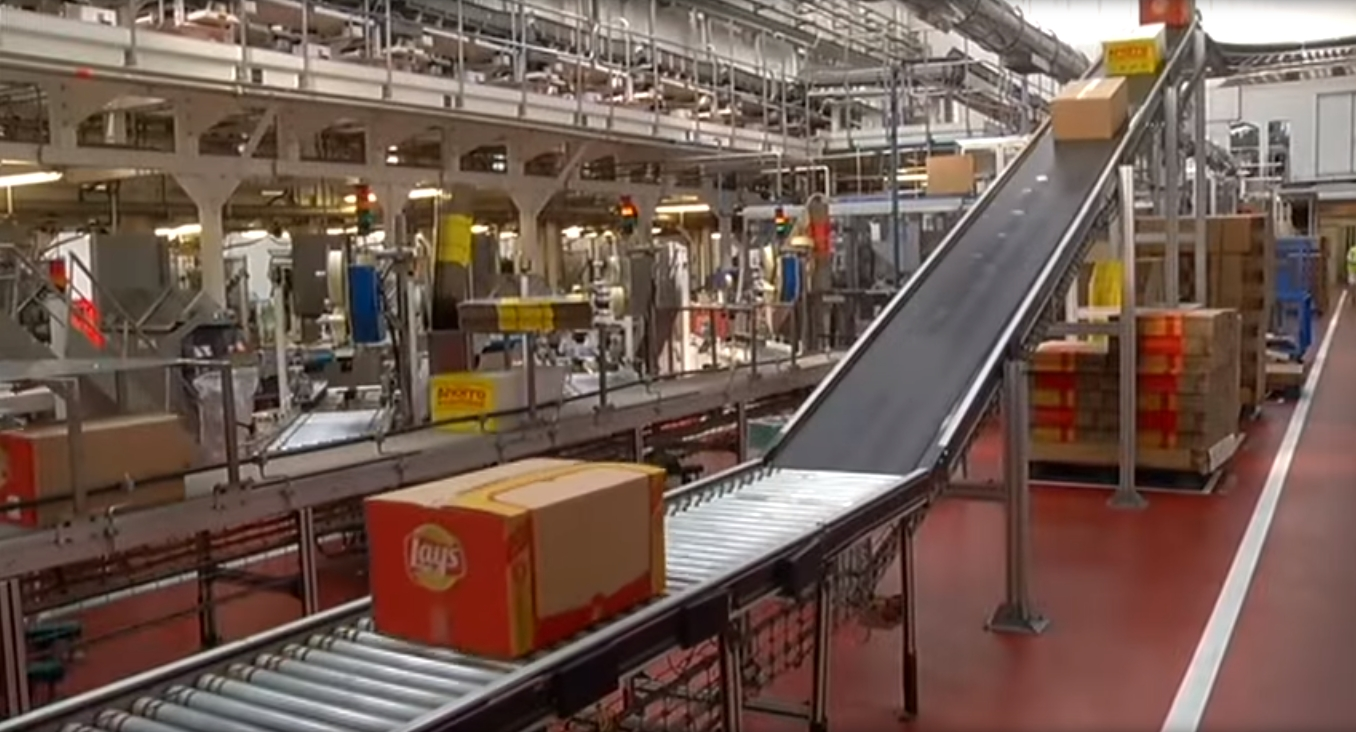
Fábrica de PepsiCo Iberia

Burgos es considerada una ciudad de carácter preeminentemente industrial. La ciudad experimentó su primera gran industrialización en 1964, al ser una de las ciudades declarada Polo de Promoción Industrial, concentrada en buena parte en torno al polígono de Gamonal y al de Villalonquéjar.
En 2007, Burgos empleaba a 20 217 personas en el sector (un 22 % de la población ocupada), convirtiéndose en el segundo foco industrial de Castilla y León en términos absolutos, solo superada ligeramente por Valladolid. Su índice industrial, es superior al de ciudades como Valencia, Bilbao o Sevilla.[cita requerida]
Los polígonos industriales de Burgos reúnen alrededor de 1500 empresas y sus conexiones son inmejorables, todo ello rodeado como perfecta tela de araña por las nuevas infraestructuras: el aeropuerto, el tren de alta velocidad y las nuevas rondas que circunvalan la ciudad.
Actualmente cuenta con una gran superficie dedicada a la industria, repartida entre tres polígonos industriales principales y otros polígonos de menor tamaño:
Polígono industrial de Villalonquéjar
Situado al noroeste de la ciudad y desarrollado en cuatro fases, tres de ellas ya consolidadas y la última urbanizada y con algunas empresas ya implantadas en ella. Cuenta con un total de 10 millones de m², por lo que es el polígono industrial de mayor superficie de Castilla y León, donde trabajan más de 12 000 personas en 515 empresas. El grado de ocupación es del 75 %.
Existen empresas de dilatada historia industrial, como el Grupo Nicolás Correa, cuyo spin-off, Hiperbaric, es proveedor líder mundial en la fabricación de equipos de alta presión para alimentación.
En 2014, la ciudad se convirtió en la sede del sur de Europa de la empresa Benteler, anteriormente situada en Barcelona, debido a la alta productividad y eficiencia de su plantilla.
Polígono industrial de Burgos Este / Gamonal

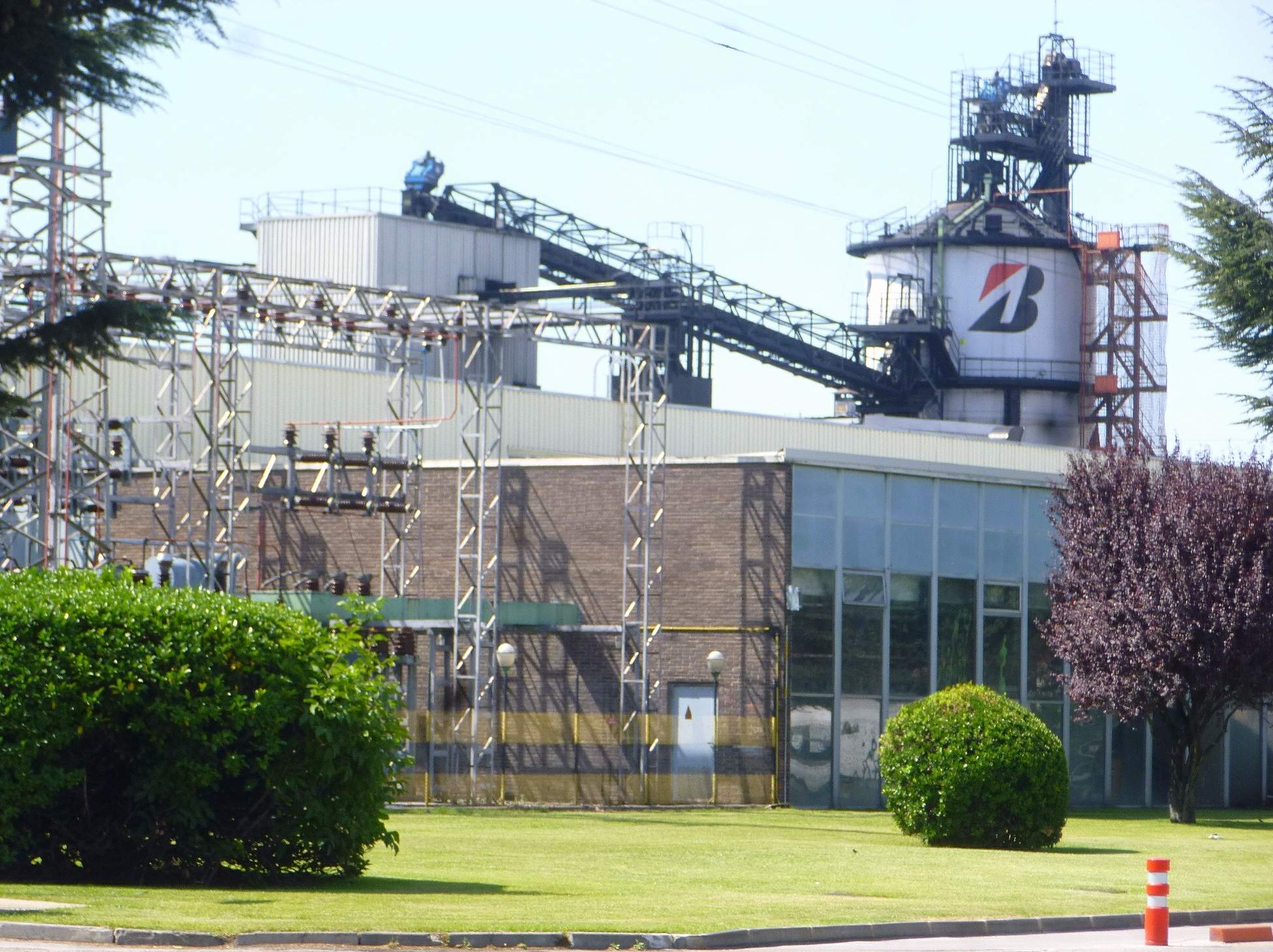
Planta de Bridgestone Hispania en el polígono industrial de Gamonal

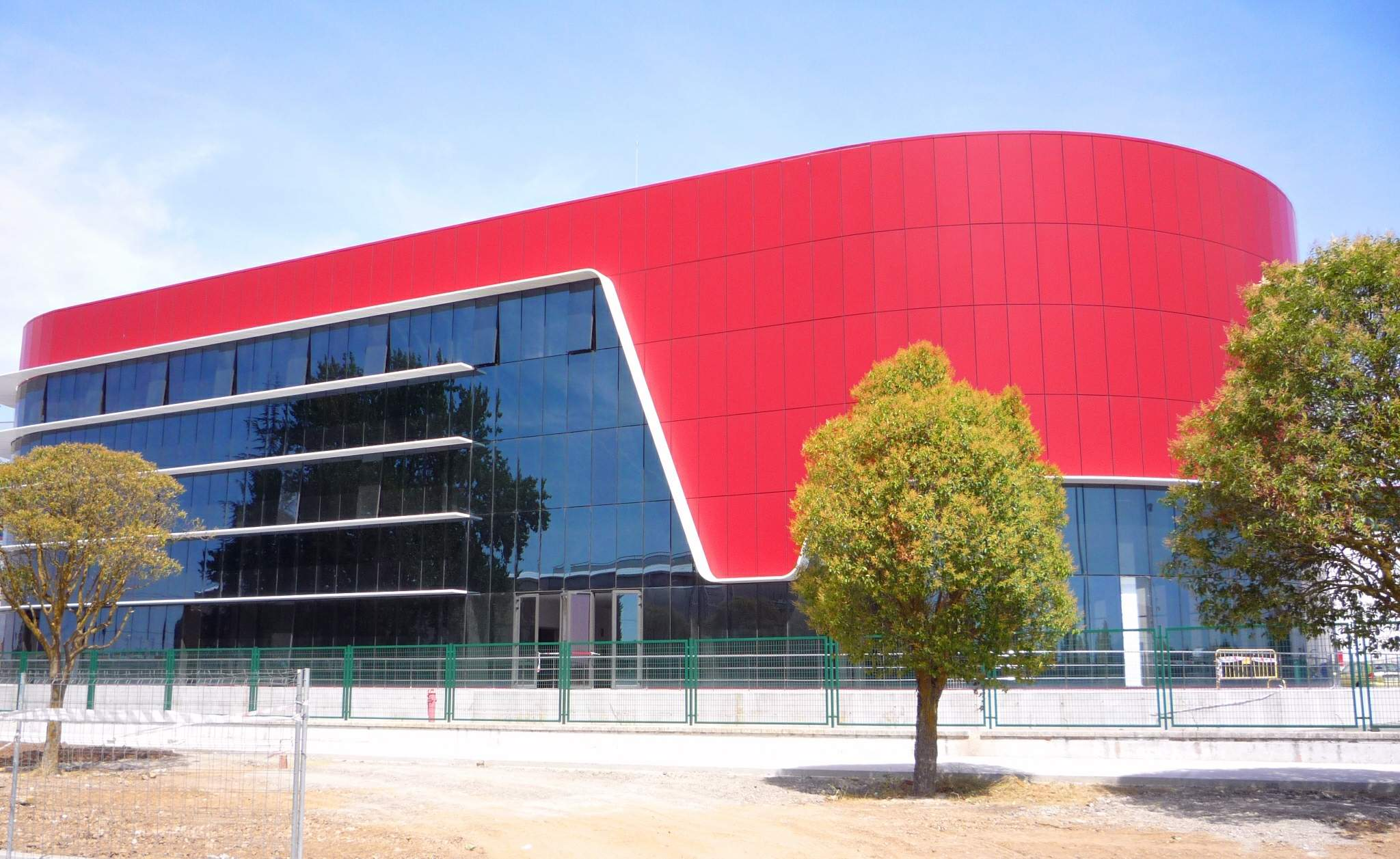
La nueva planta de Campofrío, inaugurada en noviembre de 2016 en el mismo emplazamiento de la anterior factoría, destruida en el pavoroso incendio de 2014, en el polígono industrial de Gamonal (Imagen tomada en agosto de 2017)

Ubicado al este del municipio, entre los barrios de Gamonal, Villímar, Villayuda-La Ventilla y Villafría; bien comunicado, ocupa una superficie bruta de 350 ha, con 950 empresas. El grado de ocupación es del 97,9 %. En él se sitúan empresas importantes como la cervecera San Miguel, Campofrío, Bridgestone, Gonvarri y Matutano (Grupo PepsiCo).
Polígono industrial Monte la Abadesa
Situado al sur de la ciudad, a lo largo de la A-1, con acceso desde las carreteras BU-V-1002 y BU-P-1001. Junto con los polígonos industriales contiguos de Los Pedernales (Villagonzalo Pedernales) y El Clavillo (Villariezo) conforman en conjunto más de 450 ha de suelo bruto.
Polígono industrial Los Brezos
Situado en el oeste de la ciudad, en la N-120, en el término municipal de Villalbilla de Burgos, lindando con el término de Burgos.
Polígono industrial Burgos-Buniel
Todavía en fase de proyecto, se tiene prevista la construcción del Polígono industrial Burgos-Buniel, considerado de interés regional. La superficie considerada inicialmente es de 1033,54 hectáreas, lo que supone una edificabilidad de 5 840 295 m². En él podrían trabajar unas 30 000 personas. Afectará a los municipios de Albillos, Buniel, Burgos, San Mamés, Villagonzalo Pedernales y Villalbilla. Promovido por Mobart y Caja Círculo, se situará entre las autovías BU-30 (Circunvalación de Burgos) y A-62 (Autovía de Castilla), prolongándose al sur de esta última.
Parque tecnológico de Burgos
Está previsto que sea un espacio de empresas tecnológicas situado en la ciudad española de Burgos. Fue promovido por la Junta de Castilla y León en 2006, encontrándose actualmente en construcción.

### Sector terciario

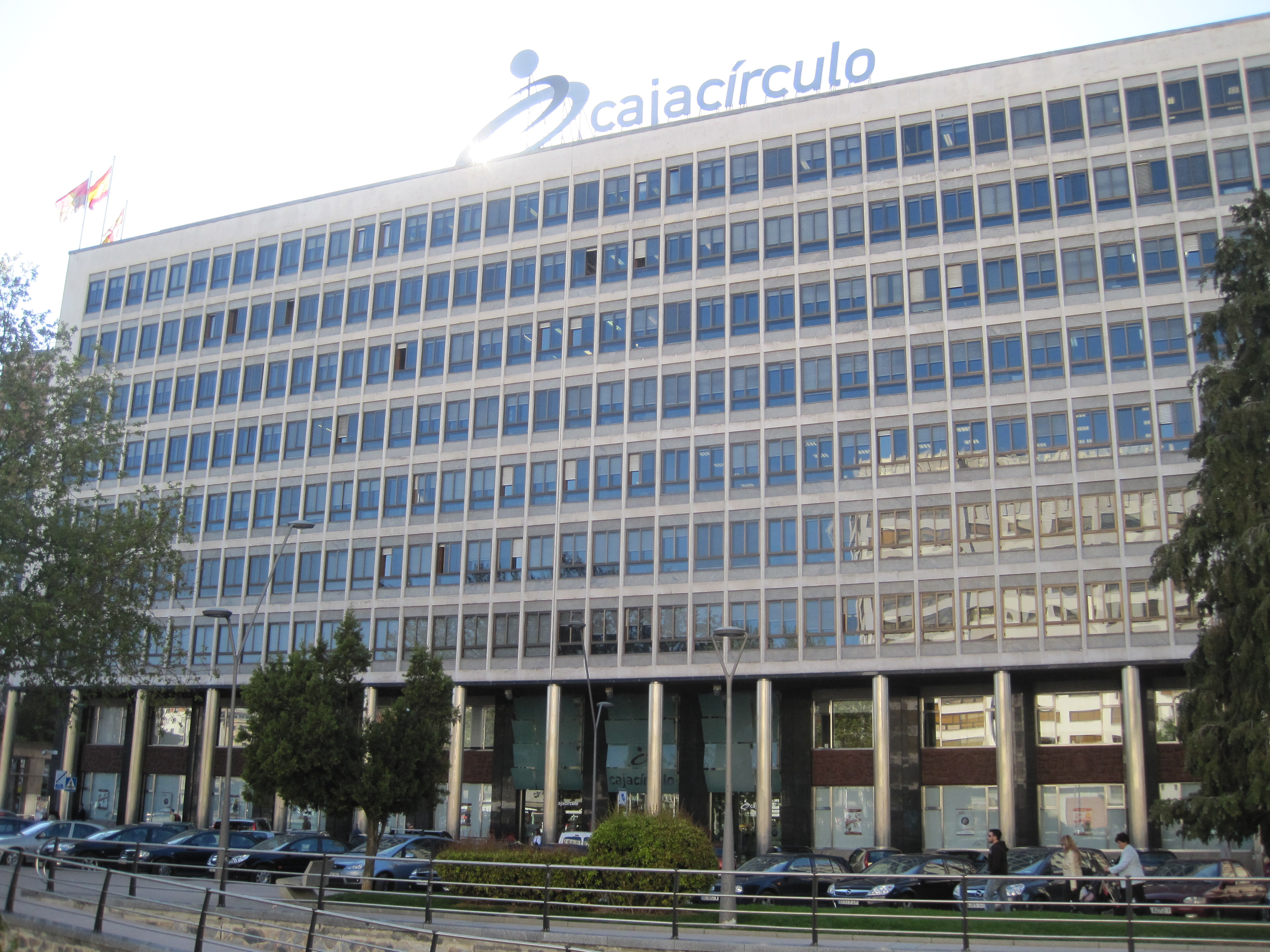
Oficinas centrales de una de las cajas que opera en la ciudad, actualmente dentro del grupo IberCaja

La ciudad tiene actividades terciarias ligadas con los servicios administrativos, financieros y turísticos, siendo la sede de una cooperativa de ahorro y crédito (Caja Rural de Burgos). Anteriormente, fue también la sede de dos cajas de ahorros (Caja de Burgos y Caja Círculo), de las cuales solo quedan actualmente sus respectivas fundaciones: Fundación Caja Burgos y Fundación Caja Círculo.
Tras las fusiones de las cajas de ahorros, Caja de Burgos está integrada en CaixaBank y Caja Círculo en el Grupo Ibercaja. La sede de la dirección territorial de Castilla y León y Asturias de CaixaBank se encuentra en la ciudad.
I+D+i
El CEEI, Centro Europeo de Empresas e Innovación de Burgos, situado en el barrio de Villafría, favorece la creación de empresas, sobre todo de innovación.
A principios de 2010, comenzó la urbanización del parque tecnológico de Burgos, que ocupará una parcela de 123,79 ha, y afectará a dos términos municipales, Burgos y Cardeñajimeno. Se convertirá en el parque tecnológico más grande de Castilla y León, y albergará principalmente actividades tecnológicas de empresas en sectores tales como bienes de equipo, robótica, automoción, nuevos materiales y agroalimentación.
Mercados tradicionales

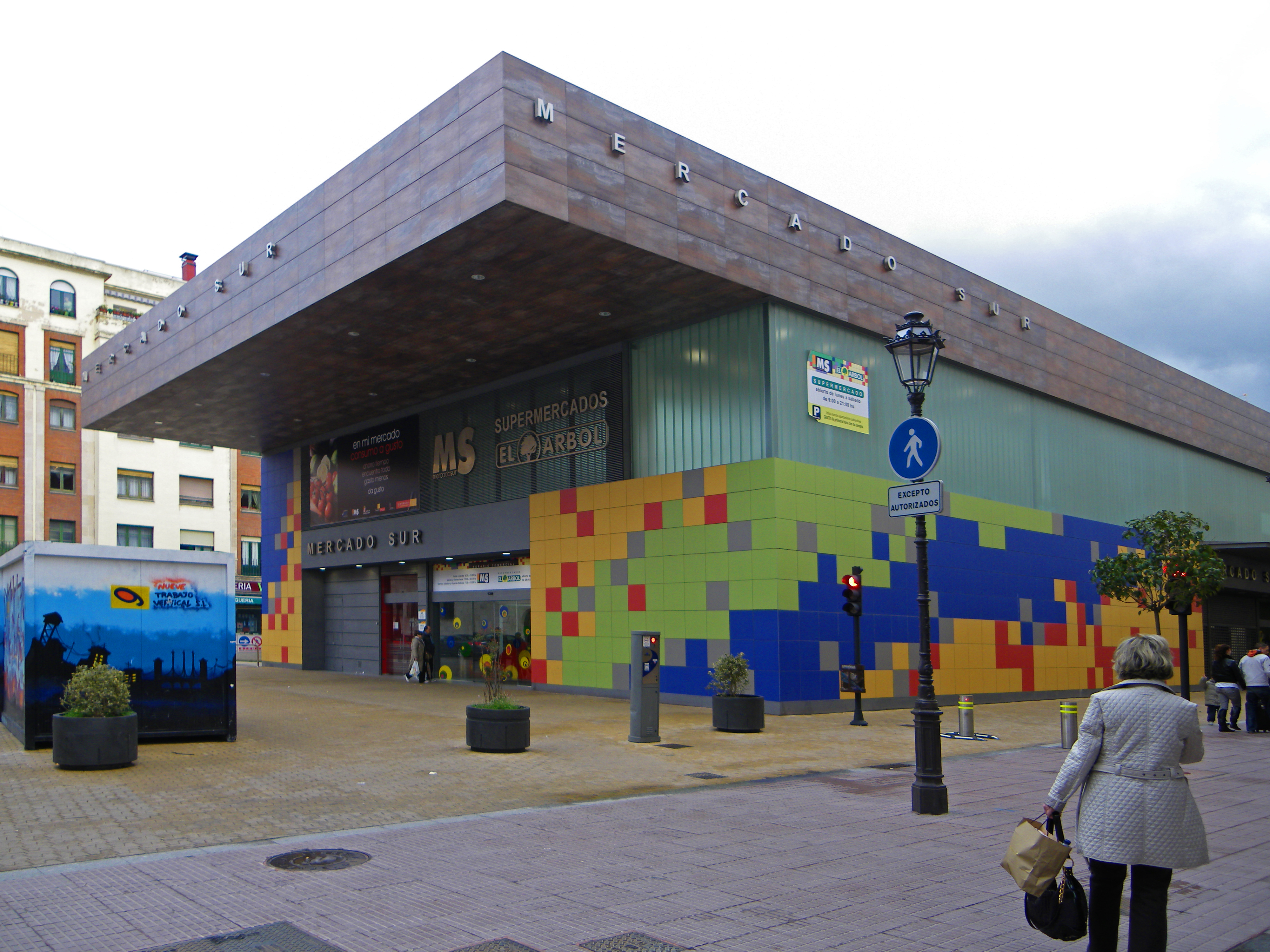
Acceso principal a uno de los mercados de la ciudad

Existen en la actualidad dos mercados principales de estas características: el Mercado Norte en la plaza de España y el mercado Sur, muy cercano a la estación de autobuses. En el barrio de Gamonal se encuentra también otro mercado municipal en la zona conocida como G-9. Se caracterizan por estar constituidos por decenas de puestos de venta que ofrecen productos en su mayoría artesanales y de procedencia provincial o regional.
Además, los miércoles y sábados laborables, hay un mercadillo hortofrutícola con puestos de productores locales y de la región. La ubicación tradicional de este mercadillo es en las inmediaciones del estadio de El Plantío, pero debido a las obras a las que está siendo sometido, se ha trasladado al barrio de Gamonal.
Centros comerciales
Actualmente hay tres centros comerciales de gran superficie, situados de forma que den cobertura a la mayor parte de los ciudadanos:
- Centro comercial Parque Burgos. En la zona sur de la ciudad, en él está situado el hipermercado Hipercor. A este centro comercial se accede a través de la carretera BU-11, saliendo de Burgos en dirección Madrid (junto al nudo del Landa).
- Centro Comercial El Mirador. Situado en la carretera de Santander, saliendo de Burgos antes de llegar al barrio de Villatoro, en él se encuentra el hipermercado Carrefour.
- Centro Comercial Camino de la Plata. Situado entre el populoso barrio de Gamonal y el ensanche, en pleno centro geográfico de la ciudad, allí se sitúa el hipermercado Alcampo.

Hostelería

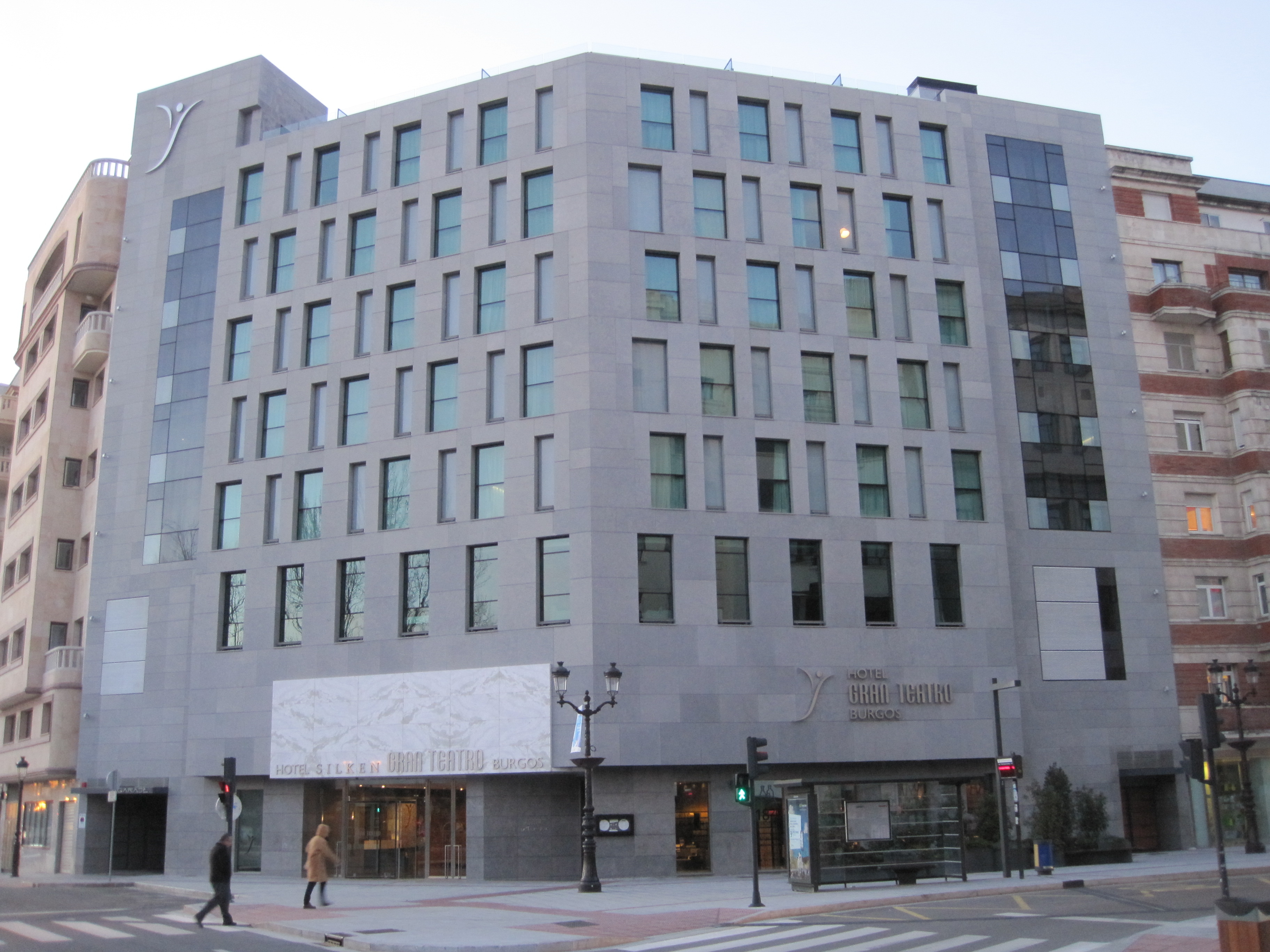
Recientemente, gracias a un auge en el turismo, han abierto sus puertas varios hoteles a lo largo de la ciudad

La ciudad posee una amplia oferta hotelera, que ha contribuido a que el municipio y la provincia posean los establecimientos hoteleros de mejor relación calidad precio de España, superando a urbes europeas como Berlín o Praga.
En marzo de 2012, existían un total de 4400 plazas hoteleras, distribuidas entre 46 hoteles, 35 hostales y pensiones, y tres albergues privados. Esto supone un 50 % del total de la provincia.[cita requerida]
Turismo
La ciudad ha experimentado un fuerte aumento del número de visitantes en los últimos años. Actualmente, es la segunda ciudad de Castilla y León que más turistas extranjeros recibe, principalmente de Francia y Alemania.
Su amplio patrimonio histórico, unido a una oferta museística variada, sus extensas zonas verdes y su conocida gastronomía, le permiten ser un foco de atracción turístico del norte de España.
Centro de interpretación y recepción de turistas - CITUR
El CITUR fue inaugurado el 16 de febrero de 2011 y se encuentra situado en la calle Nuño Rasura, a escasos metros de la catedral. Se puede acceder al edificio tanto por la calle Corral de los Infantes (fachada norte del Arco de Santa María) como por la calle Nuño Rasura. Ofrece información turística gratuita de la ciudad en la primera planta, y dos parte expositivas en la planta inferior y superior.

## Demografía
Burgos cuenta con una población de 176 551 habitantes (INE 2024).
| Gráfica de evolución demográfica de Burgos entre 1842 y 2021 |
| |
| Población de derecho según los censos de población del INE Población de hecho según los censos de población del INEEn 1857 crece el término del municipio porque incorpora a Villalonquéjar En 1930 crece el término del municipio porque incorpora a Villayuda o La Ventilla |

Burgos engrosa la lista de grandes ciudades españolas. Esta cifra supone el 48,92 % de la población total provincial, ocupando dentro de ella el primer puesto demográfico, seguido de Miranda de Ebro y Aranda de Duero. En la comunidad de Castilla y León es la segunda ciudad más poblada, detrás de Valladolid y delante de Salamanca. El gentilicio de Burgos es burgalés o burgalesa.
Evolución de la población de Burgos en la época precensal
A finales del siglo xv, la población se vio mermada debido a diversos fenómenos, entre ellos a una epidemia de peste.
| 900  | 1000   | 1300   | 1400   | 1500 | 1600   | 1700   | 1750 | 1800   |
| ---- | ------ | ------ | ------ | ---- | ------ | ------ | ---- | ------ |
| 9000 | 18 000 | 21 000 | 27 000 | 8000 | 11 000 | 10 000 | 9000 | 10 000 |

Evolución de la población de Burgos en la época censal
La población de la ciudad ha experimentado un incremento considerable desde principios del siglo xx, sobre todo después de la guerra civil, y especialmente entre 1950 y 1980, debido en parte a un fuerte proceso de industrialización producido al ser nombrada Polo de Desarrollo Industrial. El único decremento de población se produjo en los años 1990, debido a la crisis y a la migración de parte de la población a municipios del área metropolitana y del alfoz, marcando un mínimo de 161 984 habitantes en 1998. En el año 2012 se marcó un dato histórico demográfico, con 179 906 habitantes.

### Urbanismo
Burgos constituye en la actualidad una ciudad de tamaño medio dentro de la escala española.
Origen de la ciudad
Burgos nació a partir de las pequeñas edificaciones que fueron surgiendo alrededor de las laderas del cerro del Castillo, por lo que las zonas más antiguas de la ciudad se encuentran entre este cerro y el río Arlanzón. Esta distribución era típica en los tiempos de la repoblación durante la Reconquista.
El primer entramado urbano fue de carácter militar y defensivo. Se cree que las primeras edificaciones fueron dos torres de vigilancia situadas en lo alto del cerro, al cual le siguieron en los años siguientes una sencilla muralla y un castillo. Burgos se convirtió con rapidez y gracias a su estratégica y privilegiada situación geográfica en una verdadera encrucijada por la que pasaban y confluían los principales caminos y vías medievales que atravesaban la meseta castellana.
Conforme avanzaba la Reconquista, la ciudad fue ganando en tranquilidad y se pudo empezar la construcción de otras edificaciones fuera de la muralla. Estas edificaciones fueron la base de lo que es hoy en día la ciudad.
Burgos y el Camino de Santiago
En el siglo xi empieza a perder su importancia militar y comienza a tomarla el Camino de Santiago. Es entonces cuando Burgos comienza a adoptar su típica configuración alargada de este a oeste, marcada por el valle del río. En 1075 se convirtió en una importante sede episcopal, debido sobre todo a la influencia del paso del Camino de Santiago, produciéndose un espectacular crecimiento demográfico, social, artístico y económico. A comienzos del siglo xii la ciudad cuenta ya con unos 1000 habitantes. Se abren esguevas y canales para sanear la ciudad.
En el siglo xiii se derribó la catedral románica que tan solo contaba con 150 años de vida, para después levantar la actual catedral gótica. Con el apoyo del rey Fernando III y del obispo Mauricio en 1221 se empezó a edificar el templo actual. De este siglo data también la muralla y el monasterio de las Huelgas. La ciudad ya cuenta con 7000 habitantes.
Durante los siglos xiv y xv se convierte en el centro del comercio animado por las actividades de judíos y moriscos que tienen sus propios barrios de la ciudad. Burgos se organizó ya en torno a la plaza Mayor. A finales del siglo xv Burgos contaba con 20 000 habitantes.
La judería burgalesa
La judería de Burgos fue durante mucho tiempo la más importante y la más poblada de todo el norte de España. Se encontraba ubicada cerca del castillo. Existieron dos juderías: la de Arriba y la de Abajo, ambas separadas por la calle Fernán González.
Es muy probable que Burgos tuviera a lo largo del tiempo varias sinagogas, pero apenas se sabe nada de ellas y tampoco de su emplazamiento ni su destino ulterior. El único dato es que documentos de 1440 hablan de una sinagoga cerca del arco de San Martín.
Del cementerio judío burgalés solo se puede decir que por un documento de 1386 se sabe que estaba por el camino de San Andrés.[cita requerida]
Época dorada
En el siglo xvi fue el siglo de la prosperidad. Se construyen palacios y grandes edificios civiles y la ciudad llega a 25 000 habitantes. Surge el barrio del Vega al otro lado del río. Sin embargo, la expulsión de los judíos y los moriscos iniciaría una etapa de deterioro y declive que llega casi hasta el siglo xx.
Una serie de factores que confluyen en la historia de Burgos en la segunda mitad del siglo xvi hacen que se frene su próspero desarrollo y que la gran urbe castellana entre en una profunda depresión, lo que produjo que la población disminuyera hasta los 4500 habitantes.

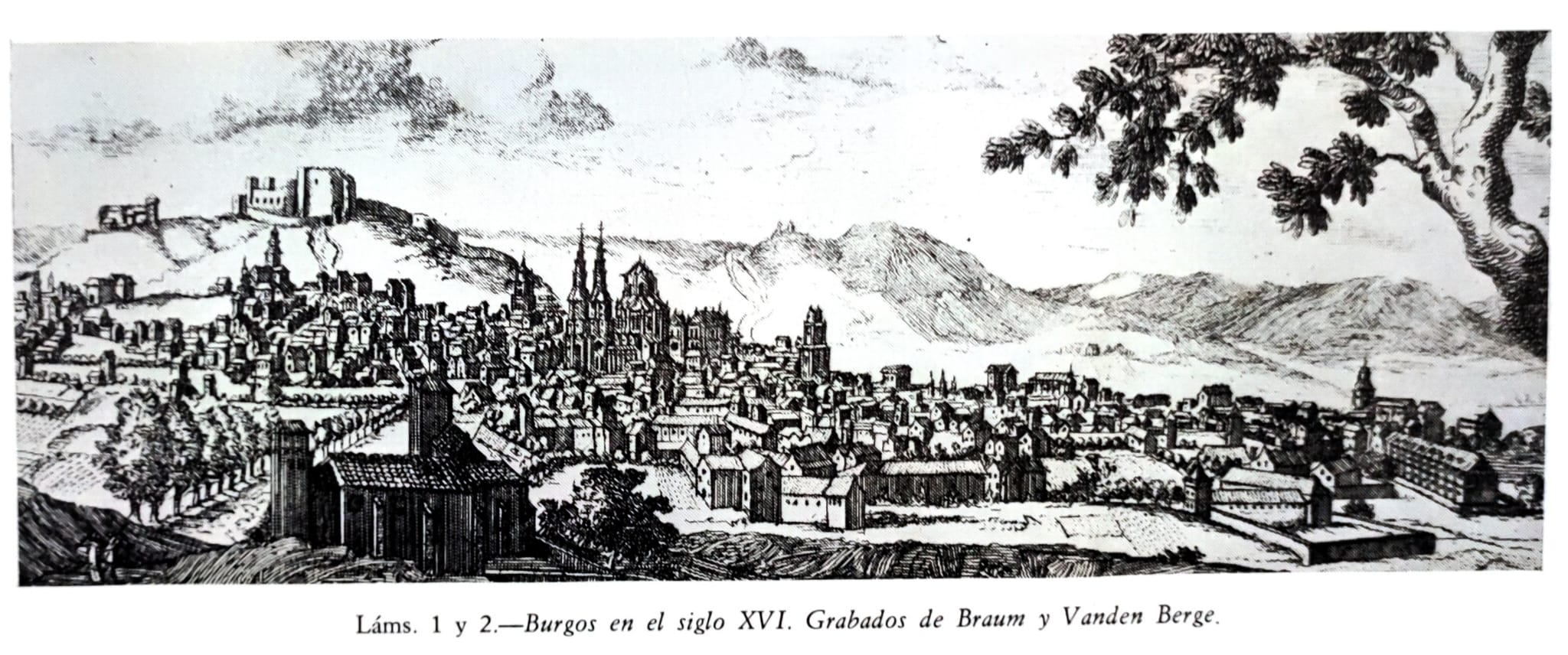
Grabado de la ciudad de Burgos en el

En este siglo, las calles de la ciudad se describían como estrechas y faltas de luz, siendo la estrechez causada debido a la necesidad de aprovechamiento del núcleo urbano guarnecido por la muralla, pues en el momento existía la prohibición de edificar en la parte exterior de los muros.
Lo que más destaca de la ciudad en la época fue la existencia de corrientes de agua que atravesaban la ciudad en varios puntos con distintas utilidades, siendo la principal de ellas la de higienización y desagüe. A estas corrientes o ríos internos se les denomina Esguevas, y fue en el siglo XVI cuando estas fueron encauzadas de manera definitiva.

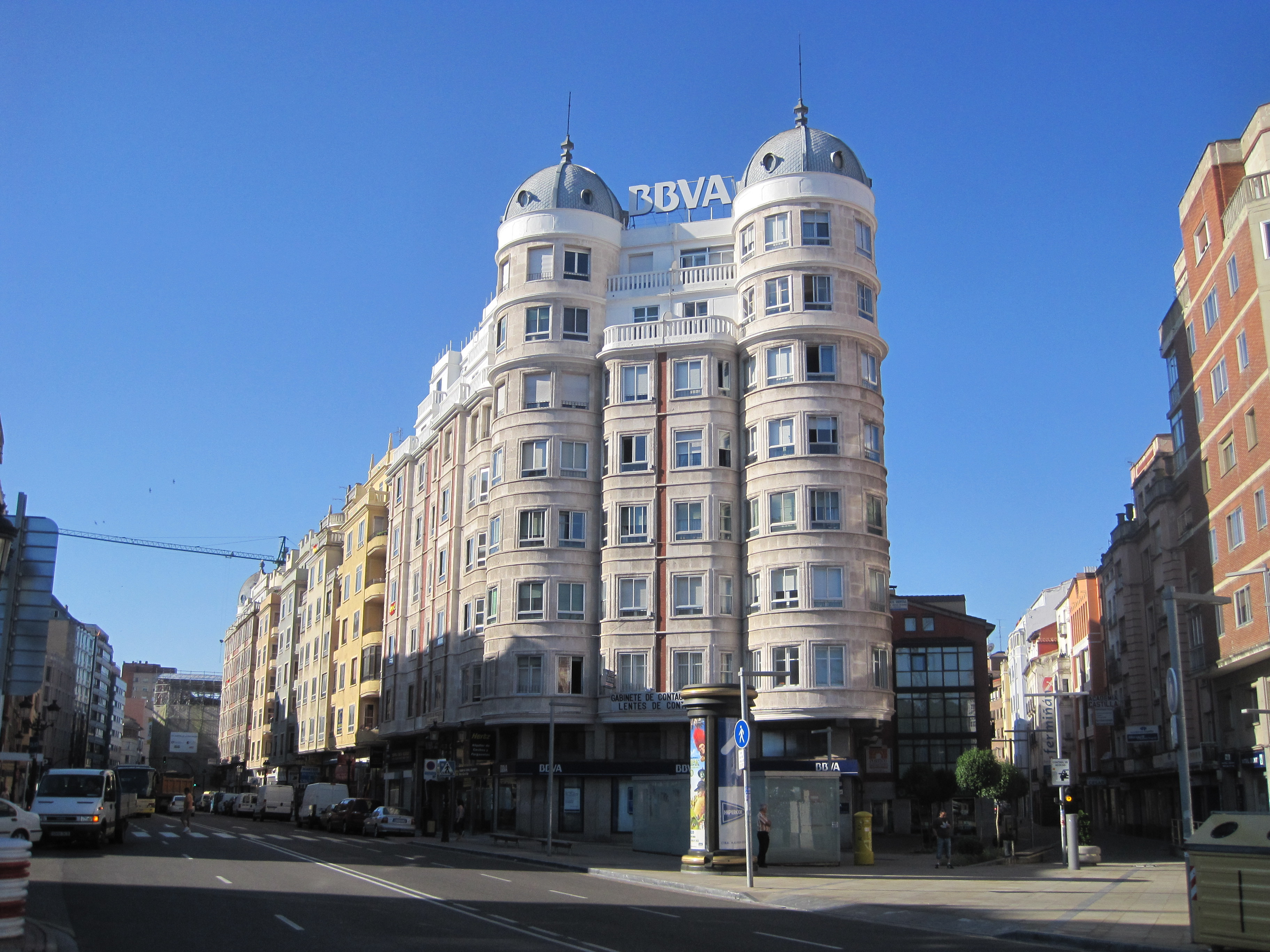
Edificio de la zona sur, situado en las inmediaciones de plaza Vega

En el siglo xviii se inicia una lenta recuperación llegando a los 14 000 habitantes. De esta época son el edificio del Ayuntamiento, los cuarteles de la calle Vitoria y el paseo del Espolón.
A comienzos del siglo xix llegan las tropas francesas. Vienen en 1801 y se van el 13 de junio de 1813 después de volar el castillo. Con ellos, sin embargo, vino un nuevo concepto urbanístico, como la creación del Espoloncillo.
En 1834, Burgos se convierte en capital de provincia. Ello conlleva la instalación de más cuarteles. Se crea el paseo de la Isla, el paseo de la Quinta y toda la parte superior del Espolón. La mayor parte de los edificios del centro histórico son de esta época.
Siglo xx

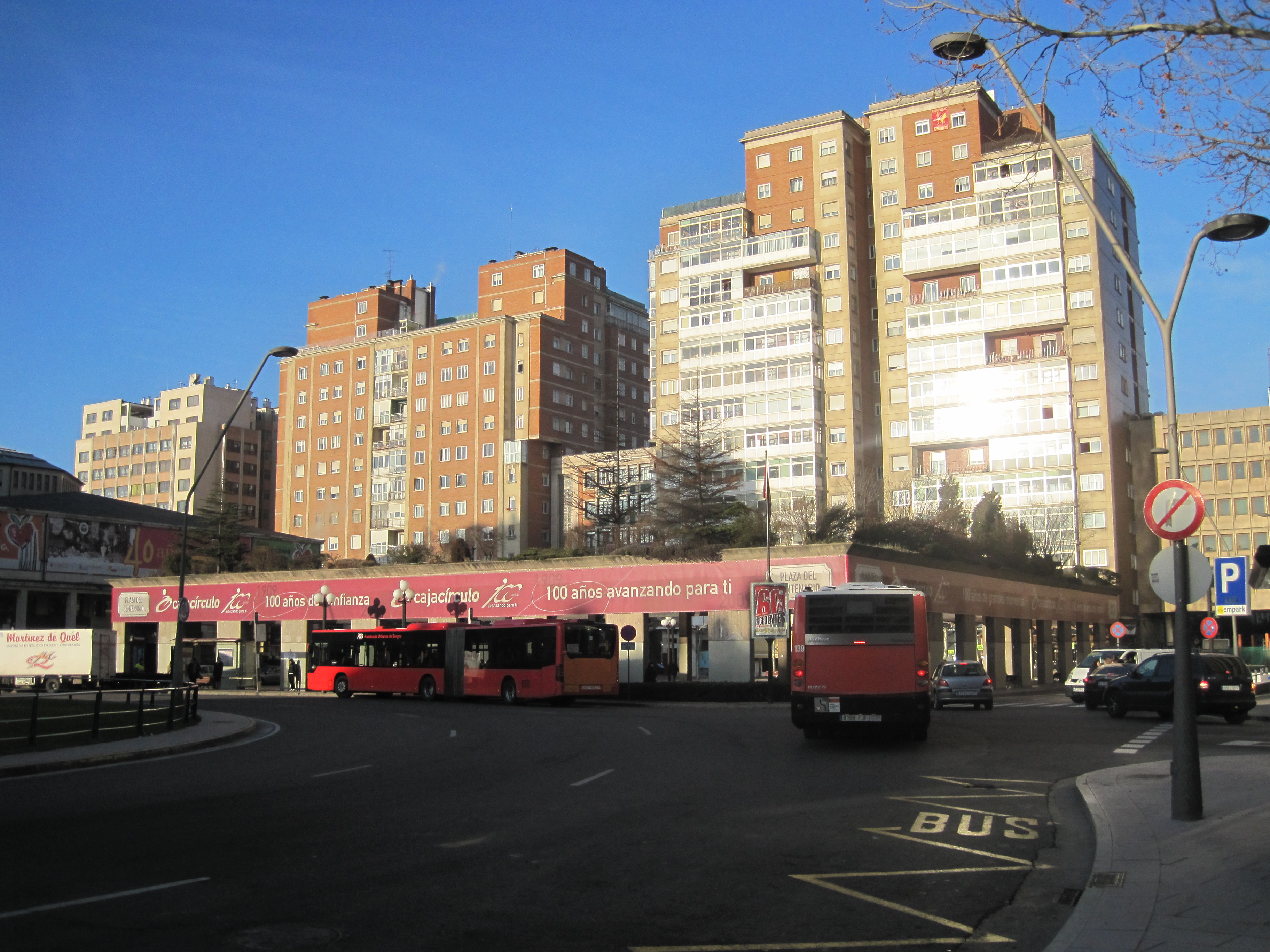
Plaza de España, con el edificio Feygon a la derecha. Es uno de los principales nodos de distribución de transporte urbano de la ciudad

A principios del siglo xx comenzó el Ensanche. Se crearon grandes avenidas, que hoy distribuyen gran parte del tráfico de la ciudad. Puede considerarse a plaza de España como el centro neurálgico, pues de él parten la avenida de la Paz, la avenida del Cid y la avenida de los Reyes Católicos. Es también la principal parada de numerosas líneas de autobús urbano, distribuidas en torno a la rotonda de los delfines.
La calle Vitoria fue construida en su mayor parte en esta época, constituyendo uno de los grandes ejes vertebradores de la ciudad. Conecta el centro histórico con Gamonal, y en ella se encuentran algunos de los principales organismos e instituciones de la ciudad.
La ciudad apenas rebasaba el perímetro de las murallas si no era por los arrabales de la Vega, al otro lado del río, y de San Lesmes en la zona este. Sin grandes variaciones llegamos a 1940 con 60 000 habitantes. En esta década comienzan a instalarse las primeras grandes industrias que cambiaran el plano económico de la ciudad. Los años sesenta son los del verdadero despegue del Burgos moderno, con la anexión de varios pueblos que se han convertido en barrios de la ciudad. Es una década marcada por la creación del Polo de Desarrollo Industrial que habría de traer a Burgos la primera industrialización importante.
En 1970 se construyó el edificio residencial más alto de la ciudad, el Feygon. Cuenta con 16 plantas y algo más de 70 m, solo por detrás de la catedral, que sigue siendo el edificio más alto, superando con sus agujas los 80 m. No fue hasta 1978 cuando se construyeron más edificios de esas alturas, en la zona del Vena.
Se encuentran en proyecto unas torres en el entorno de la futura ciudad del AVE, que llegarán hasta las 25 plantas. También en el entorno de la vieja estación está contemplada una torre de 20 plantas.
Declaración de polo de desarrollo y anexión de Gamonal. Desarrollismo y crecimiento espectacular de la población. La calle Vitoria es una de las más largas de la ciudad, alcanzando los 3,5 km, conectando Gamonal con el centro. Será ampliamente superada por el bulevar, alcanzando los 12 km.

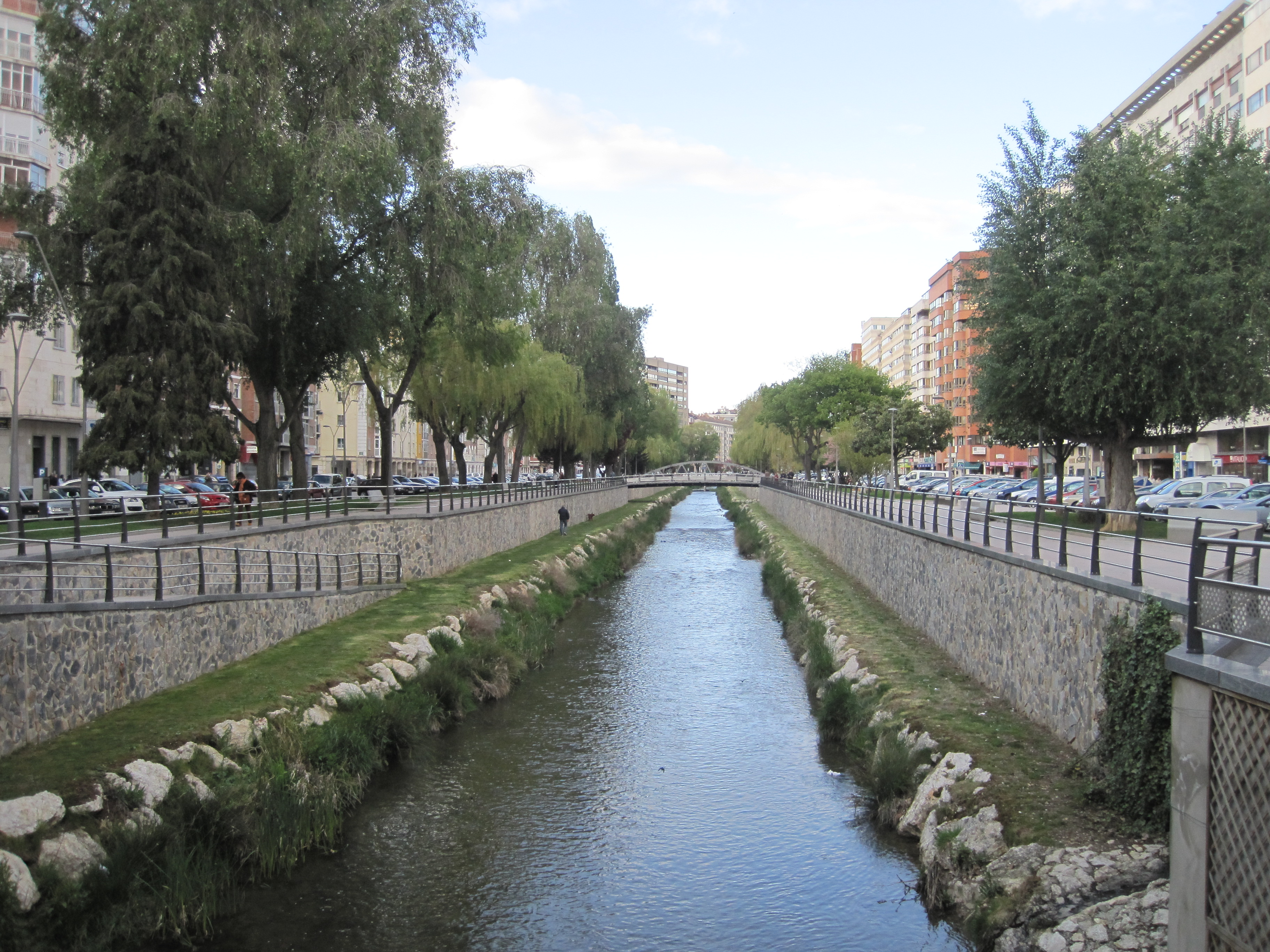
Avenida de los Reyes Católicos, dividida por el río Vena, en su confluencia en plaza de España

Durante los años 60 y 70, se crearon algunas de las principales arterias de tráfico de la ciudad, como la avenida del Cid, avenida de Cantabria, avenida de los Reyes Católicos y avenida de la Paz, las cuales distribuyen buena parte del tráfico de la ciudad, y las cuales parten de un mismo origen, en la plaza de España. A partir de los años 90, la ciudad ha experimentado un resurgimiento urbanístico que queda patente en algunos de sus edificios, sencillos, pero con líneas de modernidad.
Durante el primer decenio del siglo XXI, el reto que supuso optar a la capitalidad europea de la cultura para 2016 significó un gran esfuerzo de reflexión y promoción en el entorno del city marketing. Para ello se creó el Documento Estratégico de la Ciudad de Burgos Plan 2020 que incluía el estudio de marca de la ciudad de Burgos, de Gildo Seisdedos Domínguez, director del Foro de Gestión Urbana del Instituto de Empresa (IE).

#### Peatonalización del centro histórico
A lo largo de la historia reciente de la ciudad, se han desarrollado varios planes de peatonalización con el objetivo de devolver zonas del centro histórico al peatón. Se comienza en los años 80 y 90, con la calle San Juan, Hortelanos, la calle la Paloma y plaza del Rey San Fernando y la calle Laín Calvo. Se realiza un nuevo plan entre los años 2000 y 2010 peatonalizando la plaza Mayor, el puente Santamaría y San Lesmes.
Durante el año 2010 y 2011, se produjeron importantes peatonalizaciones, como las de la explanada del antigua N-120 Complejo de la Evolución Humana o la calle Concordia.

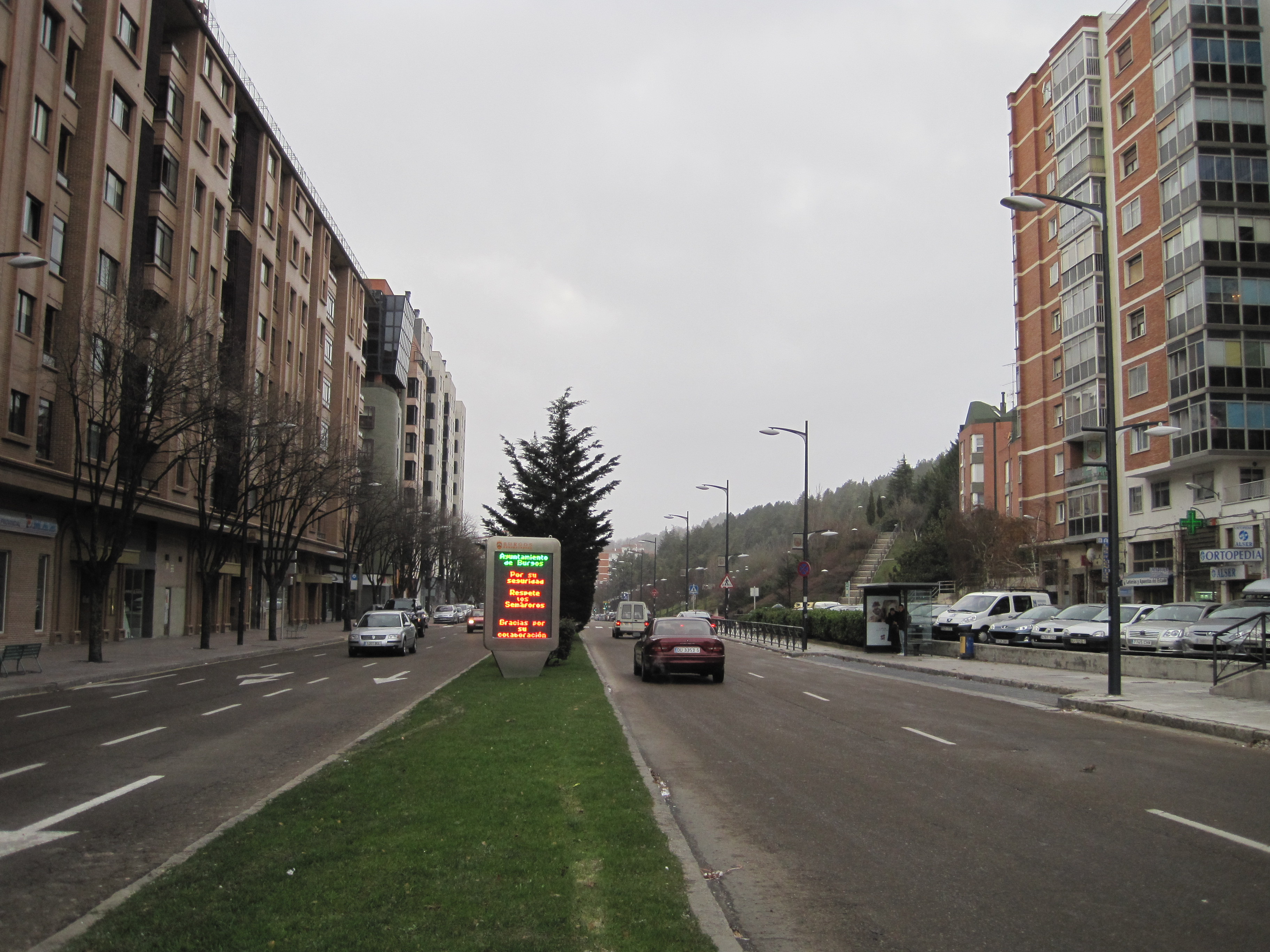
Fin de la avenida del Cid, a la altura del parque de las Avenidas

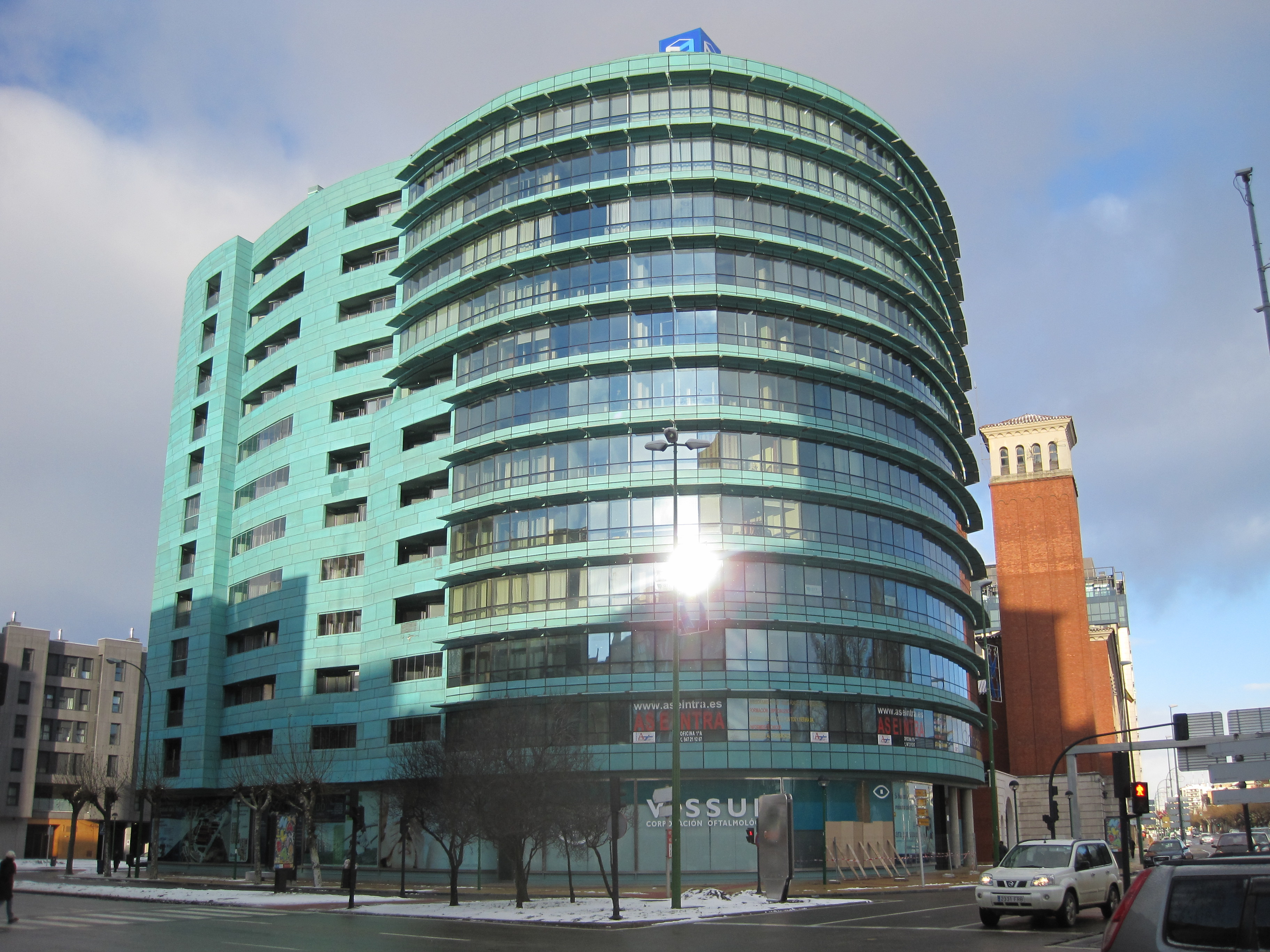
La avenida de Cantabria se ha convertido recientemente en una de las zonas de diseño de la ciudad

#### Bulevar
En 2008, se finalizaron las obras que redirigieron el trazado del ferrocarril del sur al norte de la ciudad, colindante con el polígono de Villalonquéjar, pasando por las inmediaciones de Villatoro, hasta un túnel que accede a la nueva estación de ferrocarril, al noreste de la ciudad, cerca de la BU-30. Gracias a esto, se eliminó el tráfico ferroviario por el centro, evitando atropellos y el paso de cientos de trenes al día, los cuales bloqueaban el paso de la zona norte hasta algunas partes de la zona sur durante decenas de minutos al día.
En el año 2010, comenzaron las obras de urbanización del nuevo eje transversal de la ciudad, el llamado bulevar del Ferrocarril, que con sus más de 12 km de longitud, recorrerá el antiguo trazado del tren a su paso por la ciudad, convirtiéndose en la avenida más larga de Europa. Supondrá la mayor transformación urbanística sufrida por Burgos en su historia, al unir la zona norte con la zona sur, creando a su paso zonas verdes, carriles dedicados para transporte público (autobuses y bicicletas) y alguna zona de aparcamiento.
El 25 de marzo de 2011 se inauguró el primer tramo del bulevar, correspondiente al primer kilómetro. En diciembre de 2011, se abrió el tramo comprendido entre la antigua Cellophane y la calle del Carmen, completándose la obra licitada en 2012.
Ciudad del AVE
Hace referencia a la nueva planificación urbanística que surgió debido a la apertura de la ronda interior norte y a la inauguración de la nueva estación de ferrocarril. Se trata de una zona residencial y de servicios, que en un futuro estará conectada al bulevar, y que poseerá centros comerciales, amplios parques, y de un acceso directo al hospital Universitario de Burgos. En 2011 se iniciaron los trámites urbanísticos necesarios para comenzar su urbanización en 2012.
El proyecto consta de más de diez torres de entre 15 y 25 plantas. También se prevé la construcción de una nueva estación de autobuses para tráfico nacional e internacional, dejando la estación actual como cabecera de líneas provinciales y metropolitanas.

### Área metropolitana
| Posición            | Municipio               | Población |
| ------------------- | ----------------------- | --------- |
| 1.ª                 | Burgos                  | 176 551   |
| 2.ª                 | Alfoz de Quintanadueñas | 2139      |
| 3.ª                 | Villagonzalo Pedernales | 1879      |
| 4.ª                 | Arcos de la Llana       | 1838      |
| 5.ª                 | Villalbilla de Burgos   | 1522      |
| 6.ª                 | Ibeas de Juarros        | 1459      |
| 7.ª                 | Cardeñadijo             | 1430      |
| 8.ª                 | Merindad de Río Ubierna | 1415      |
| 9.ª                 | Cardeñajimeno           | 1168      |
| 10.ª                | Quintanilla Vivar       | 900       |
| Resto de municipios | Resto de municipios     | 9378      |
| Total               | Total                   | 199 679   |

Burgos cuenta con pequeñas poblaciones en sus cercanías que usan parte de los servicios de forma especial, pudiéndose considerar como una pequeña área metropolitana. Todos ellos pertenecen al alfoz de la ciudad, pero no todos estos están incluidos. Forman, junto con la ciudad, una conurbación de 199811 habitantes. Esto la convierte en la 32.ª área metropolitana más poblada de España.

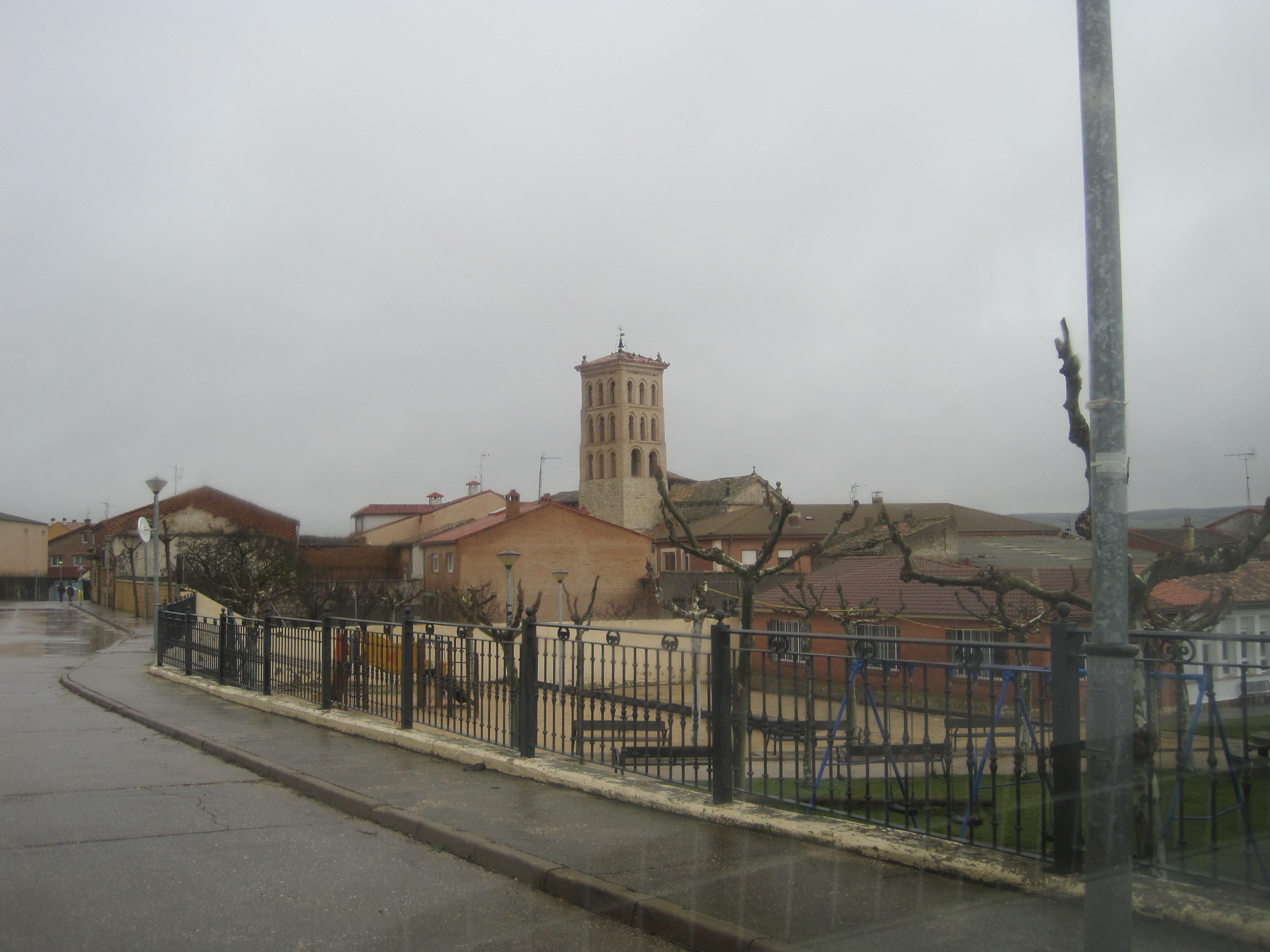
Arcos de la Llana, uno de los municipios del área metropolitana de Burgos con mayor crecimiento de los últimos años

La cercanía con la ciudad y el menor coste de la vivienda ha hecho que el crecimiento demográfico siga más o menos paralelo al de la capital.
Aunque algunos de ellos se encuentran fuera de la circunvalación, la cercanía temporal hace que dependan fuertemente de la capital. Su reducido tamaño no permite desarrollar algunos servicios, como el sanitario.
En 2010, entró en funcionamiento el Transporte metropolitano de Burgos, el cual conecta todos estos municipios con la capital.

## Administración y política

### Gobierno municipal
Desde el 17 de junio de 2023 la alcaldesa del municipio es Cristina Ayala, del Partido Popular (PP).

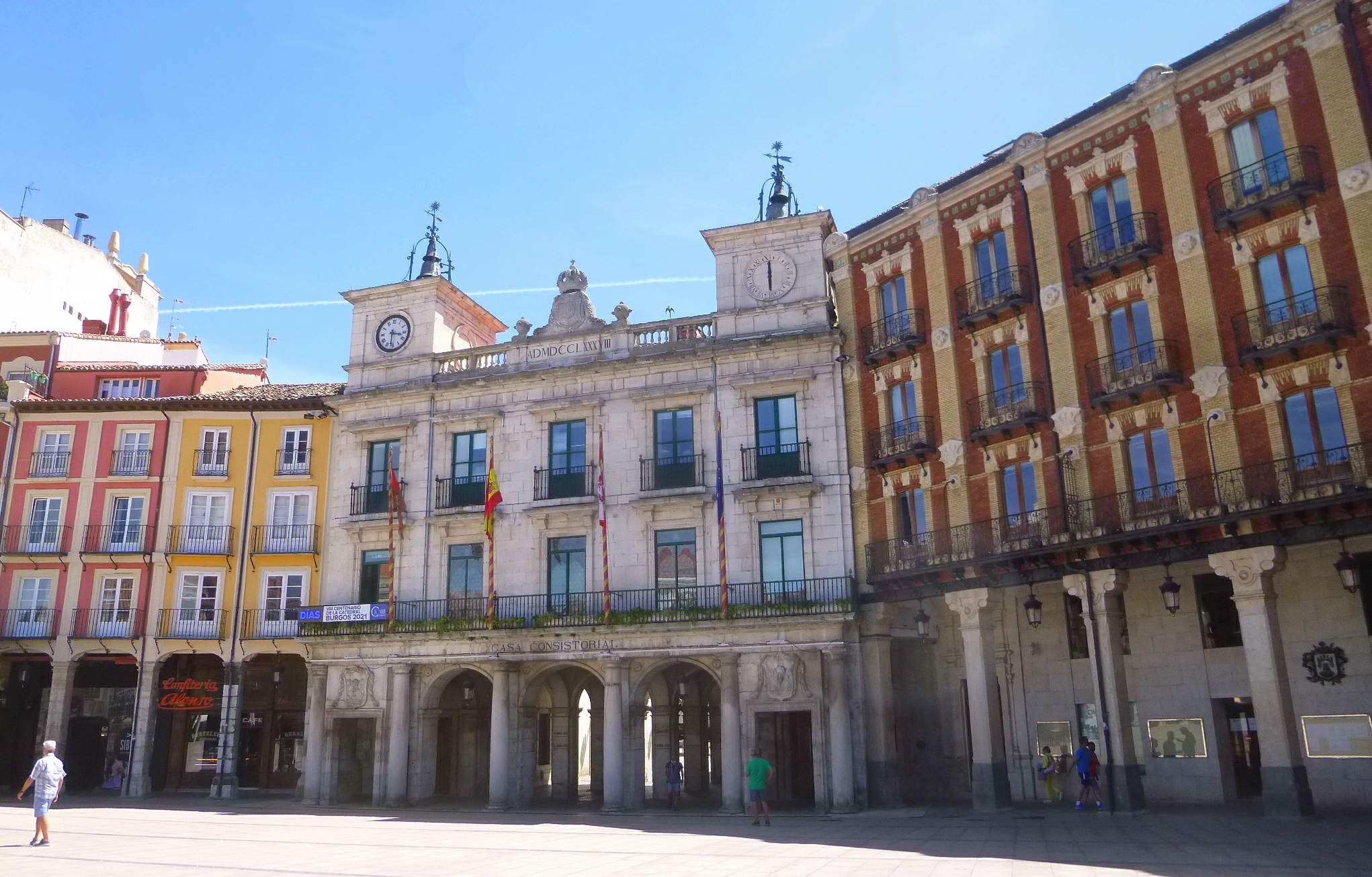
Ayuntamiento de Burgos

| Periodo   | Nombre                     | Partido | Partido                                  |
| --------- | -------------------------- | ------- | ---------------------------------------- |
| 1979-1983 | José María Peña San Martín |         | Unión de Centro Democrático (UCD)        |
| 1983-1987 | José María Peña San Martín |         | Alianza Popular (AP)                     |
| 1987-1991 | José María Peña San Martín |         | Solución Independiente (SI)              |
| 1991-1992 | José María Peña San Martín |         | Partido Popular (PP)                     |
| 1992-1999 | Valentín Niño Aragón       |         | Partido Popular (PP)                     |
| 1999-2003 | Ángel Olivares             |         | Partido Socialista Obrero Español (PSOE) |
| 2003-2011 | Juan Carlos Aparicio       |         | Partido Popular (PP)                     |
| 2011-2019 | Javier Lacalle             |         | Partido Popular (PP)                     |
| 2019-2023 | Daniel de la Rosa          |         | Partido Socialista Obrero Español (PSOE) |
| 2023-act. | Cristina Ayala             |         | Partido Popular (PP)                     |

| Partido político                         | 2023        | 2023        | 2023        | 2019   | 2019  | 2019       | 2015               | 2015               | 2015               | 2011   | 2011  | 2011       | 2007   | 2007  | 2007       |
| Partido político                         | Votos       | %           | Concejales  | Votos  | %     | Concejales | Votos              | %                  | Concejales         | Votos  | %     | Concejales | Votos  | %     | Concejales |
| Partido Socialista Obrero Español (PSOE) | 29 626      | 35,01       | 12          | 33 090 | 36,21 | 11         | 20 371             | 22,72              | 7                  | 22 539 | 25,57 | 8          | 31 802 | 34,21 | 10         |
| Partido Popular (PP)                     | 27 555      | 32,56       | 11          | 23 700 | 25,93 | 7          | 28 187             | 31,44              | 10                 | 40 674 | 46,14 | 14         | 44 383 | 47,74 | 15         |
| Vox                                      | 10 786      | 12,74       | 4           | 6556   | 7,17  | 2          | 2032               | 2,27               | 0                  | —      | —     | —          | —      | —     | —          |
| Podemos-Imagina Burgos                   | 4196        | 4,95        | 0           | 6064   | 6,64  | 2          | 18 579             | 20,72              | 6                  | —      | —     | —          | —      | —     | —          |
| Izquierda Unida-Los Verdes (IU-LV)       | Con Podemos | Con Podemos | Con Podemos | 4275   | 4,68  | 0          | Con Imagina Burgos | Con Imagina Burgos | Con Imagina Burgos | 4550   | 5,16  | 1          | 4292   | 4,62  | 0          |
| Ciudadanos (CS)                          | 1957        | 2,31        | 0           | 15 425 | 16,88 | 5          | 12 490             | 13,93              | 4                  | —      | —     | —          | —      | —     | —          |
| Unión Progreso y Democracia (UPyD)       | —           | —           | —           | 355    | 0,39  | 0          | 2167               | 2,42               | 0                  | 10 424 | 11,82 | 3          | —      | —     | —          |
| Solución Independiente (SI)              | —           | —           | —           | —      | —     | —          | —                  | —                  | —                  | —      | —     | —          | 6009   | 6,46  | 2          |

### Instituciones provinciales
Cuenta con la delegación provincial de la Junta de Castilla y León, situada en la glorieta de Bilbao, que representa al máximo órgano de gobierno de la región en la provincia. Comprende los siguientes organismos:
| - Secretaría Territorial de Burgos - Servicio Territorial de Economía y Hacienda - Servicio Territorial de Fomento - Servicio Territorial de Agricultura y Ganadería - Servicio Territorial de Industria Comercio y Turismo | - Servicio Territorial de Medio Ambiente - Servicio Territorial de Cultura | - Dirección Provincial de Educación |
| Glorieta de Bilbao, 3 | Calle Juan de Padilla                                                      | Avenida de Cantabria                |

| - Servicio Territorial de Sanidad y Bienestar Social - Departamento Territorial de Familia e Igualdad de Oportunidades | - Oficina Territorial de Trabajo   |

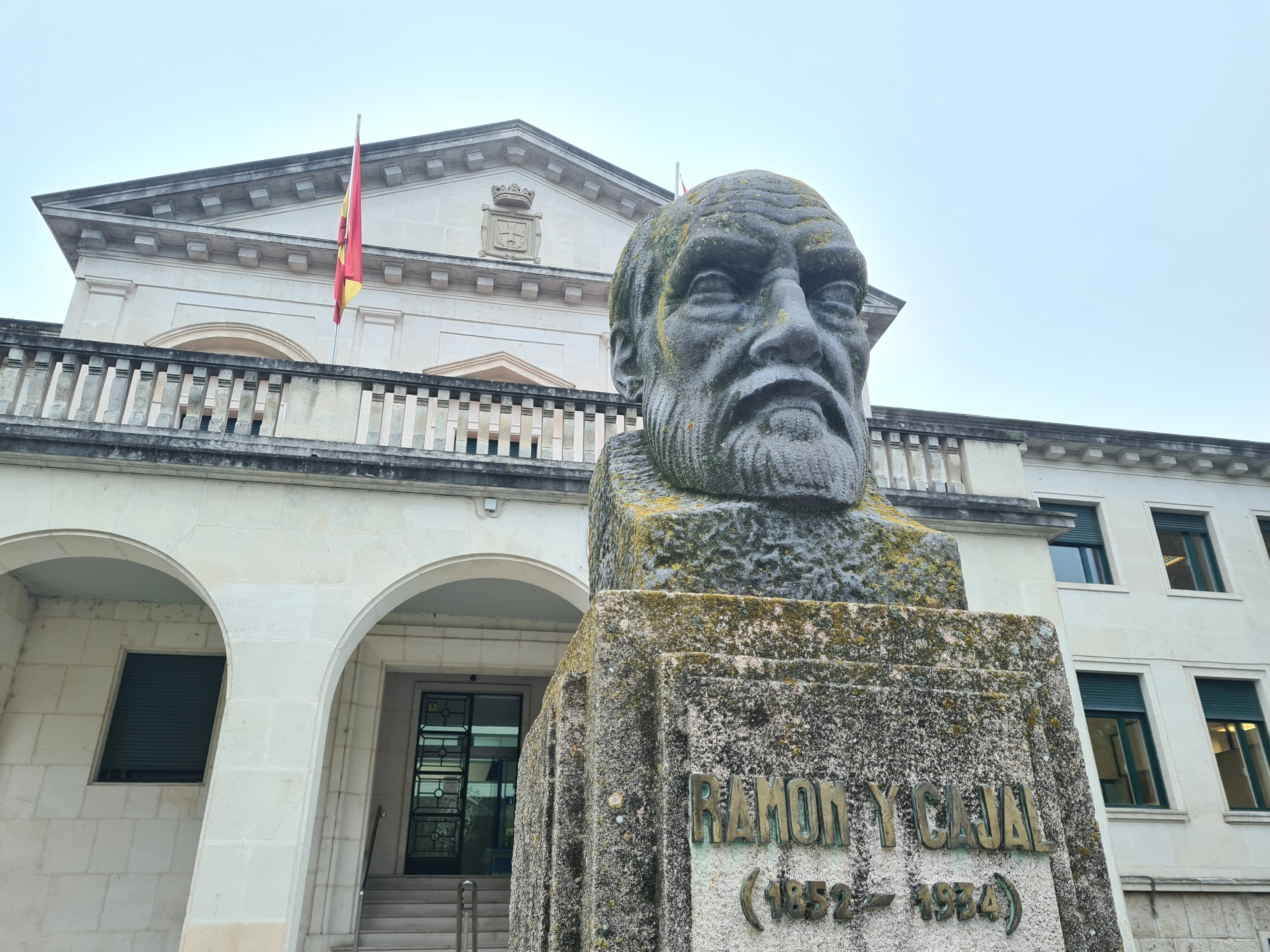
Servicio Territorial de Sanidad, en el paseo de la Sierra de Atapuerca

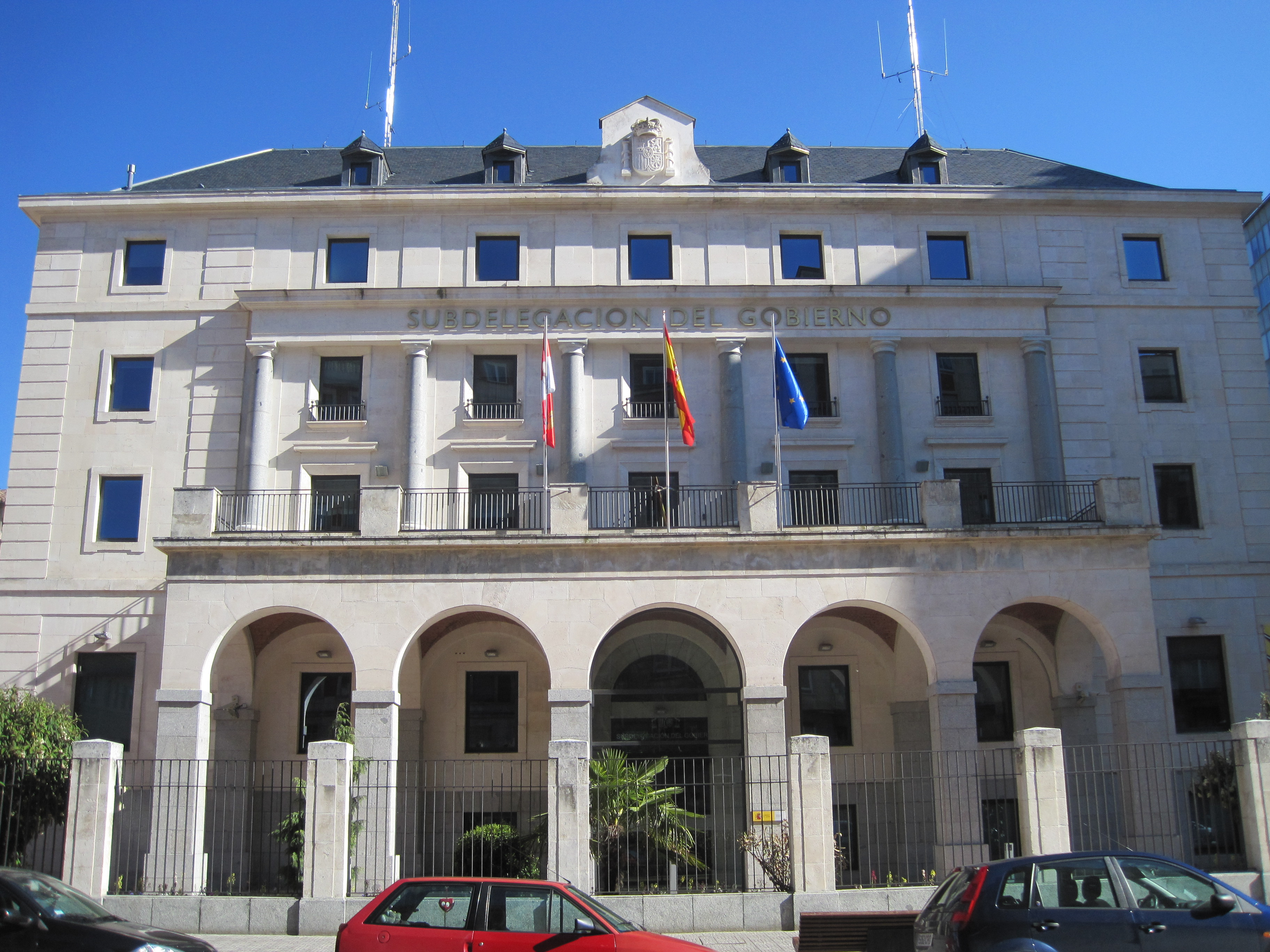
Subdelegación del gobierno en Burgos, en la c/ Vitoria

| Paseo de la Sierra de Atapuerca                                                                                        | Calle de la Virgen del Manzano, 16 |

### Administración nacional
La Subdelegación del Gobierno. Situada en el edificio del antiguo Banco de España en la calle Vitoria.

### Justicia

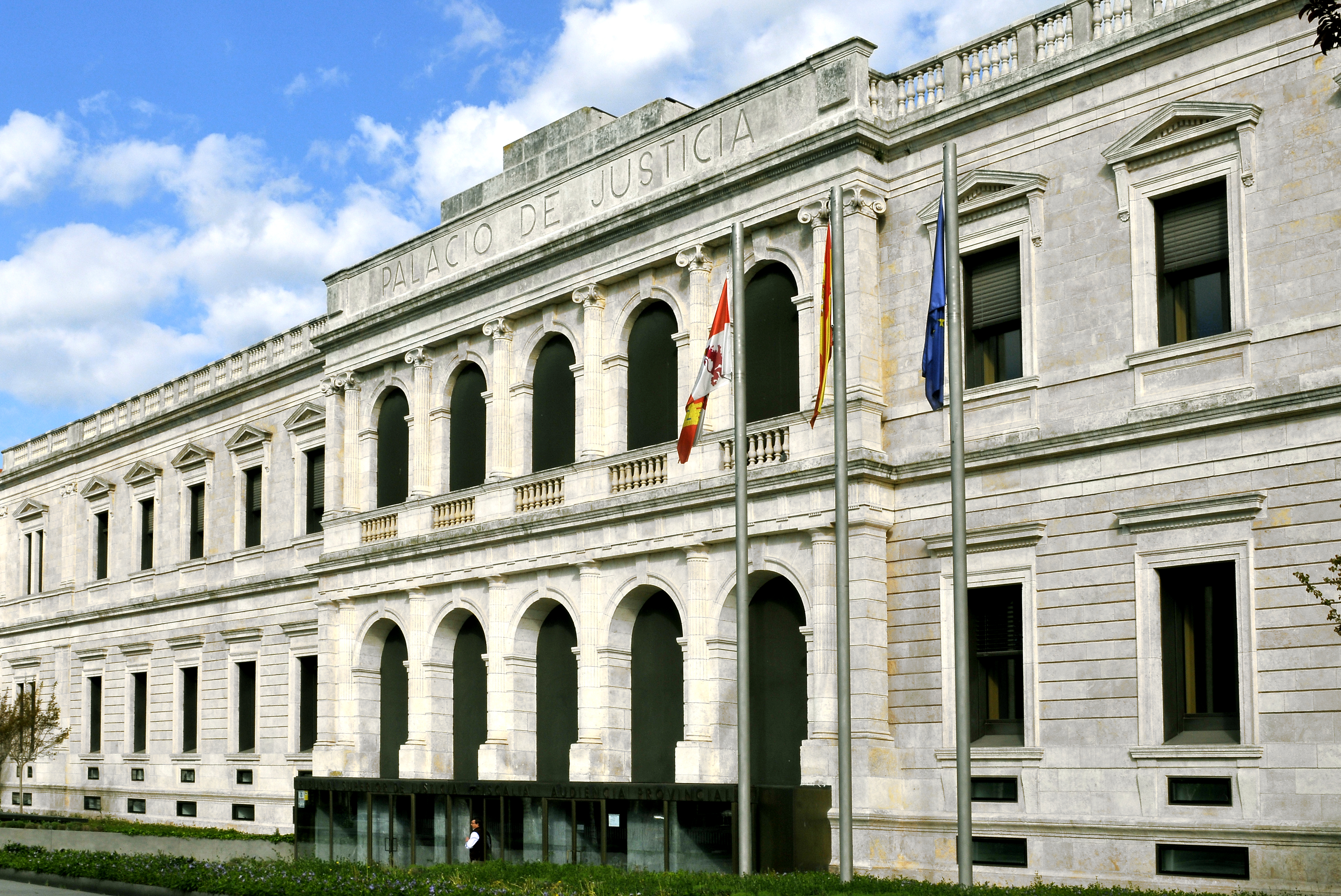
Sede del Tribunal Superior de Justicia de Castilla y León

La ciudad es sede del Tribunal Superior de Justicia de Castilla y León, máximo órgano judicial de la comunidad autónoma, ubicado en el Palacio de Justicia de la Isla, así como de la Fiscalía de Castilla y León.

### Organización territorial
En 1785 quedó dentro del partido de Burgos, uno de los catorce que formaban la Intendencia de Burgos, hasta la creación de la provincia de Burgos en 1833.
Próximos a Burgos existieron durante años varios núcleos de población independientes que con el crecimiento de la ciudad han quedado adheridos como barrios. Estos fueron Las Huelgas, hospital del Rey, Villargámar y Gamonal de Riopico.
Distritos y barrios

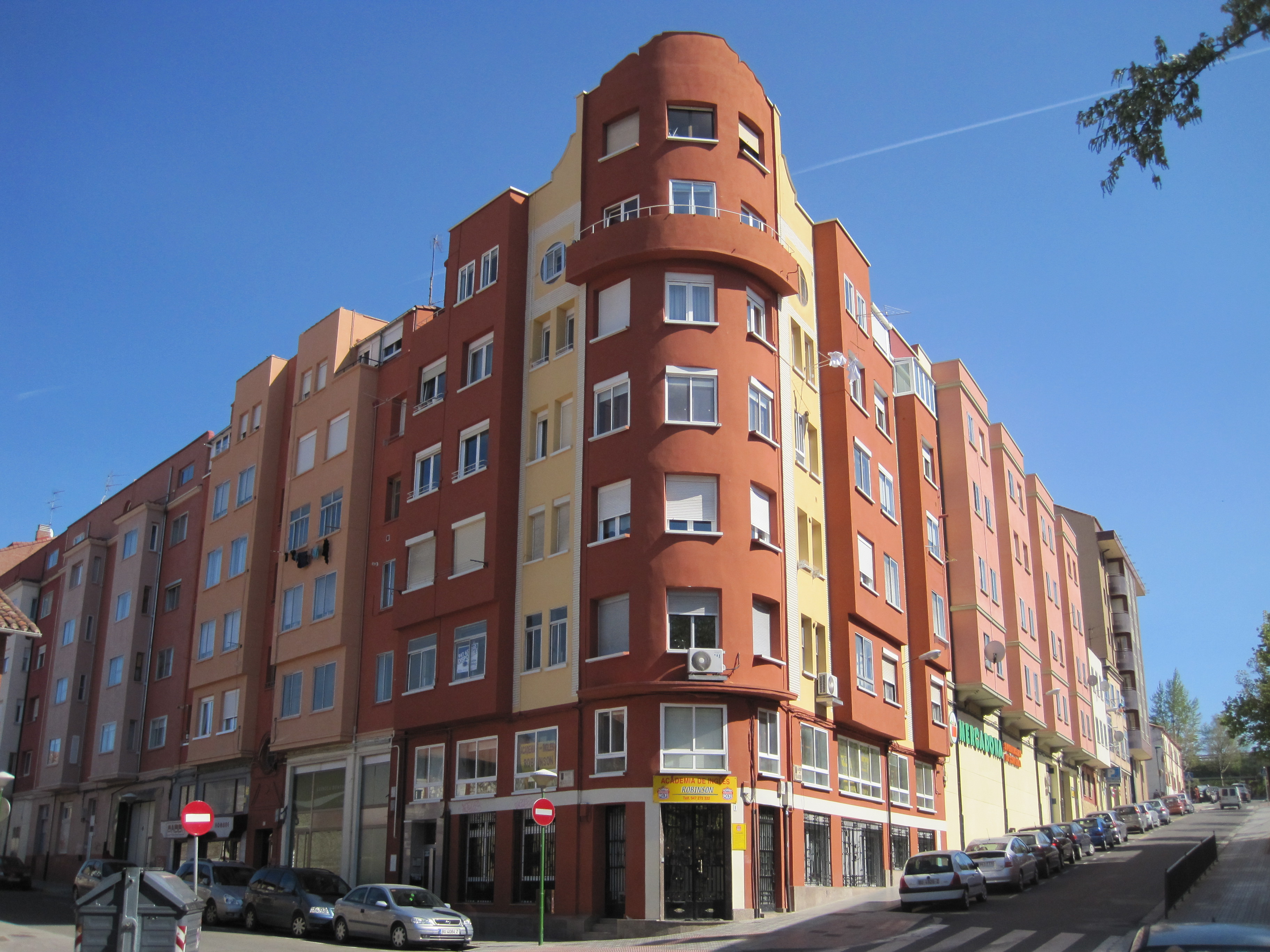
Un edificio de los años 50, en la zona sur, al comienzo del barrio El Crucero-San José

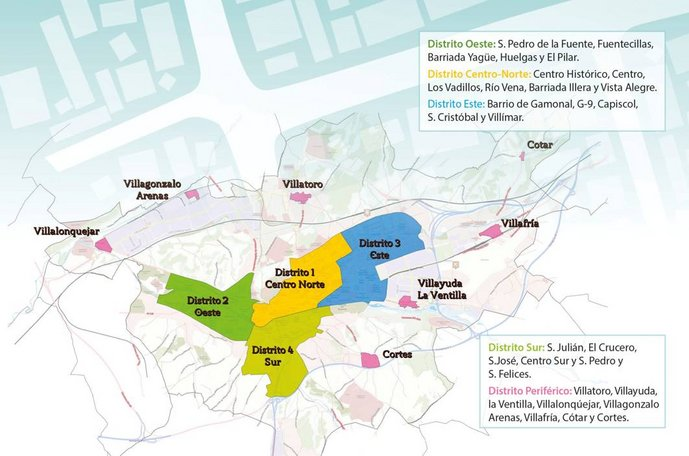
Mapa de distritos de la ciudad de Burgos aprobado en el año 2016

La ciudad se encuentra dividida en distritos y barrios:
En mayo de 2016 el Ayuntamiento aprobó cinco distritos de participación ciudadana:
| Distrito 1 - Centro-Norte: - Centro histórico - Centro - Los Vadillos - Río Vena - Barriada de los Ríos - Vista Alegre | Distrito 2 - Oeste: - San Pedro de la Fuente - Fuentecillas - Barriada San Juan Bautista - Huelgas - El Pilar | Distrito 3 - Este: - Barrio de Gamonal - G-9 - Capiscol - San Cristóbal - Villímar | Distrito 4 - Sur: - San Julián - El Crucero-San José - Centro Sur - San Pedro y San Felices | Distrito 5 - Periferia: - Cortes - Villayuda - Villafría - Cótar - Villatoro - Villagonzalo-Arenas - Villalonquéjar |

Plan General de Ordenación Urbana
En enero de 2010 fue aprobado inicialmente la revisión el Plan General de Ordenación Urbana, documento que pretende incorporar las modificaciones introducidas con el pretexto de rentabilizar económicamente la variante ferroviaria, que libera 12 km de trazado ferroviario, circunvalando por el norte y con la construcción de la nueva estación.
Premios y reconocimientos
En 2013, Burgos recibió el Premio Reina Sofía de Accesibilidad de Municipios españoles, por su esfuerzo en la integración, normalización y participación activa de la ciudadanía, sin importar su condición social.
Localidades periféricas
El municipio cuenta además con las localidades de Castañares, Cortes, Cótar, Villafría de Burgos, Villagonzalo-Arenas, Villalonquéjar, Villatoro, Villayuda o La Ventilla y Villímar.
Se caracterizan por ser pequeños núcleos en torno a un centro histórico, en el que suele encontrarse una iglesia. En origen, algunos de ellos fueron un municipio independiente (como Villafría). Sin embargo, a lo largo del siglo xx, se fueron anexionando entre ellos y con la capital. Otros, como Villatoro, han sido localidades que han pertenecido siempre al municipio de Burgos.
Durante los últimos años, se han realizado proyectos de reurbanización de varias de ellas, con el objetivo de mejorar el entramado de las calles y los accesos.

## Monumentos y lugares de interés
El origen medieval de la ciudad queda patente debido al gran número de edificaciones de la época.

### Arquitectura religiosa
Burgos posee un amplio número de iglesias, conventos, monasterios y otros edificios religiosos históricos, resultado de la importancia que tuvo la ciudad durante la Edad Media y la Edad Moderna. La mayoría de las edificaciones son de arquitectura gótica. En algunas de ellas, se encuentran las vidrieras más antiguas de España.

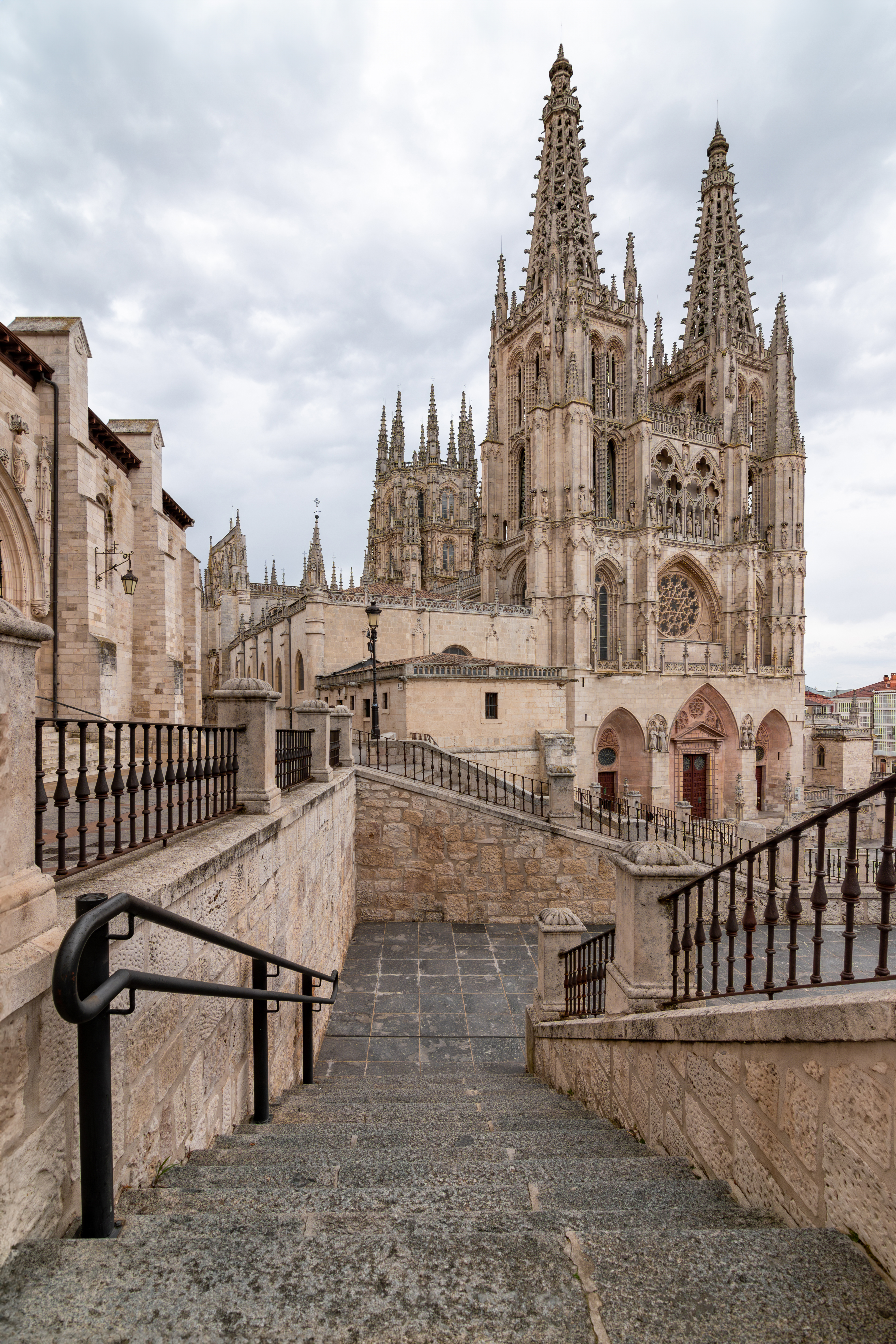
Catedral de Burgos

Catedral de Santa María La Mayor de Burgos
Se trata del edificio más representativo de la ciudad. Su construcción comenzó en 1221 siguiendo los patrones góticos franceses y fue concluida en 1260. Tuvo importantísimas modificaciones en los siglos xv y xvi (agujas de la fachada principal, capilla del Condestable, cimborrio del crucero; estos elementos del gótico avanzado dotan al templo de su perfil inconfundible).
Entre sus visitantes es muy popular por inusual el reloj del Papamoscas. Fue declarada en 1984 Patrimonio de la Humanidad por la UNESCO. En 2011, la catedral recibió un total de unos 380 000 visitantes.
Monasterio de Santa María la Real de Las Huelgas
Se trata de un monasterio cisterciense fundado en 1189 por el rey Alfonso VIII de Castilla, considerado uno de los más grandes de España. Forma parte del Patrimonio Nacional.
En él están enterrada buena parte de la nobleza y realeza castellana. También alberga el Museo de Telas Medievales de Burgos.
El monasterio alberga el pendón de las Navas de Tolosa, trofeo arrebatado a los árabes en la batalla de las Navas de Tolosa, que está considerado el mejor tapiz almohade que se conserva.[cita requerida]
Cartuja de Santa María de Miraflores

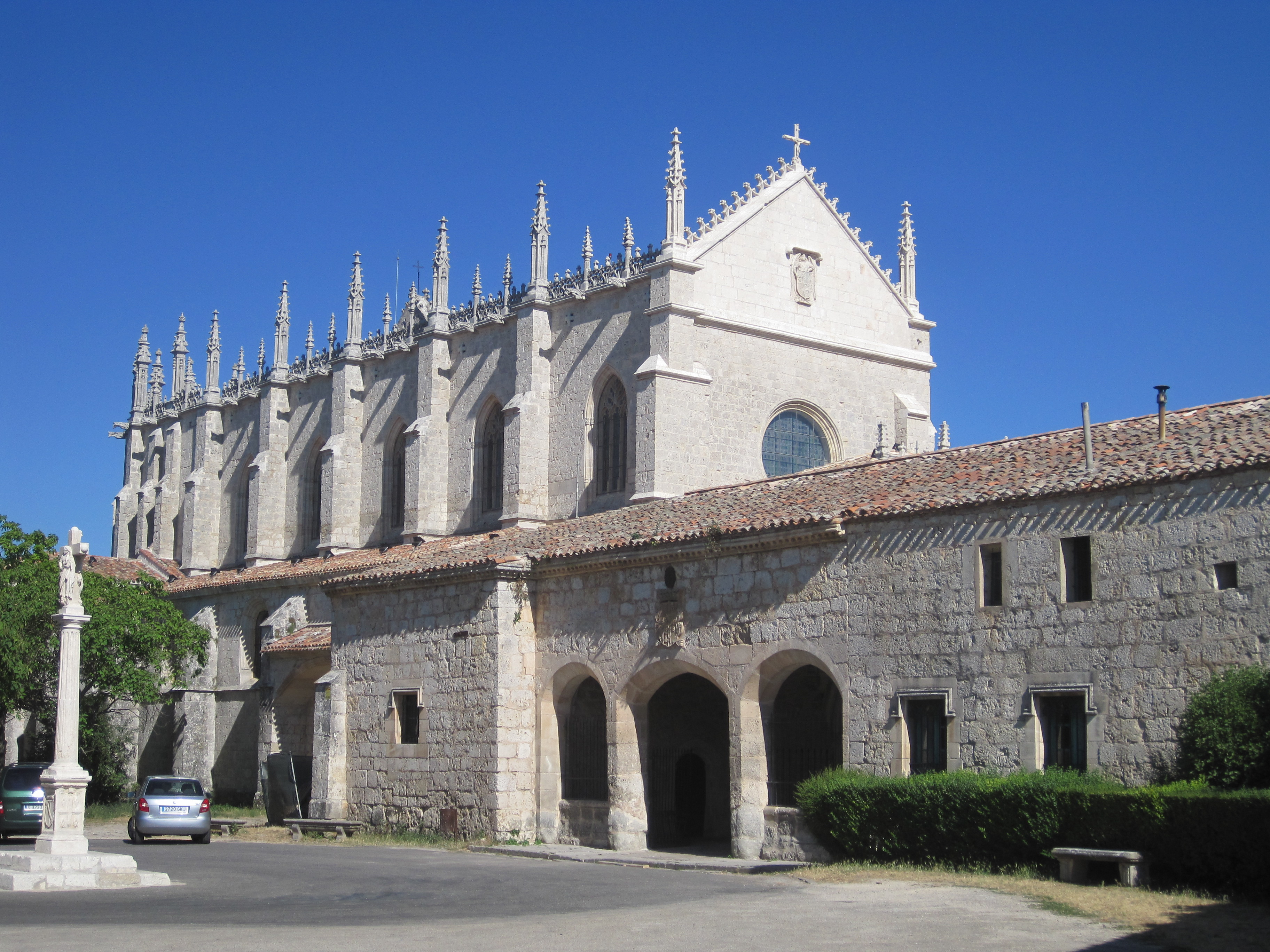
Cartuja de Miraflores, con su crucero frente a la entrada principal

Conjunto monástico edificado a unos tres kilómetros del centro de la ciudad de Burgos, en el parque de Fuentes Blancas. Fue fundado en 1441 por el rey Juan II de Castilla, gracias a la donación que el propio monarca realizó de un palacio de caza a la Orden cartuja, donde se instalaron hasta que un incendio producido en 1452 provocó la destrucción del edificio. En 1453 se decidió construir el conjunto que ha llegado a nuestros días, concebido para ser sepultura de los padres de Isabel la Católica, Juan II e Isabel de Portugal, que allí descansan junto a su hermano, el infante Alfonso.
En su construcción trabajaron algunos de los mejores arquitectos, escultores y pintores de la época, tales como Simón de Colonia, Gil de Siloé, o Pedro Berruguete, entre otros, convirtiéndose en uno de los conjuntos más destacados dentro del arte gótico de finales del siglo xv.
En 2010 se realizaron labores de rehabilitación, como la de la puerta isabelina de acceso a la cartuja. Las restauradas capillas anexas a la nave principal son hoy un interesante museo con las obras de arte del monasterio.
Iglesia de San Gil Abad

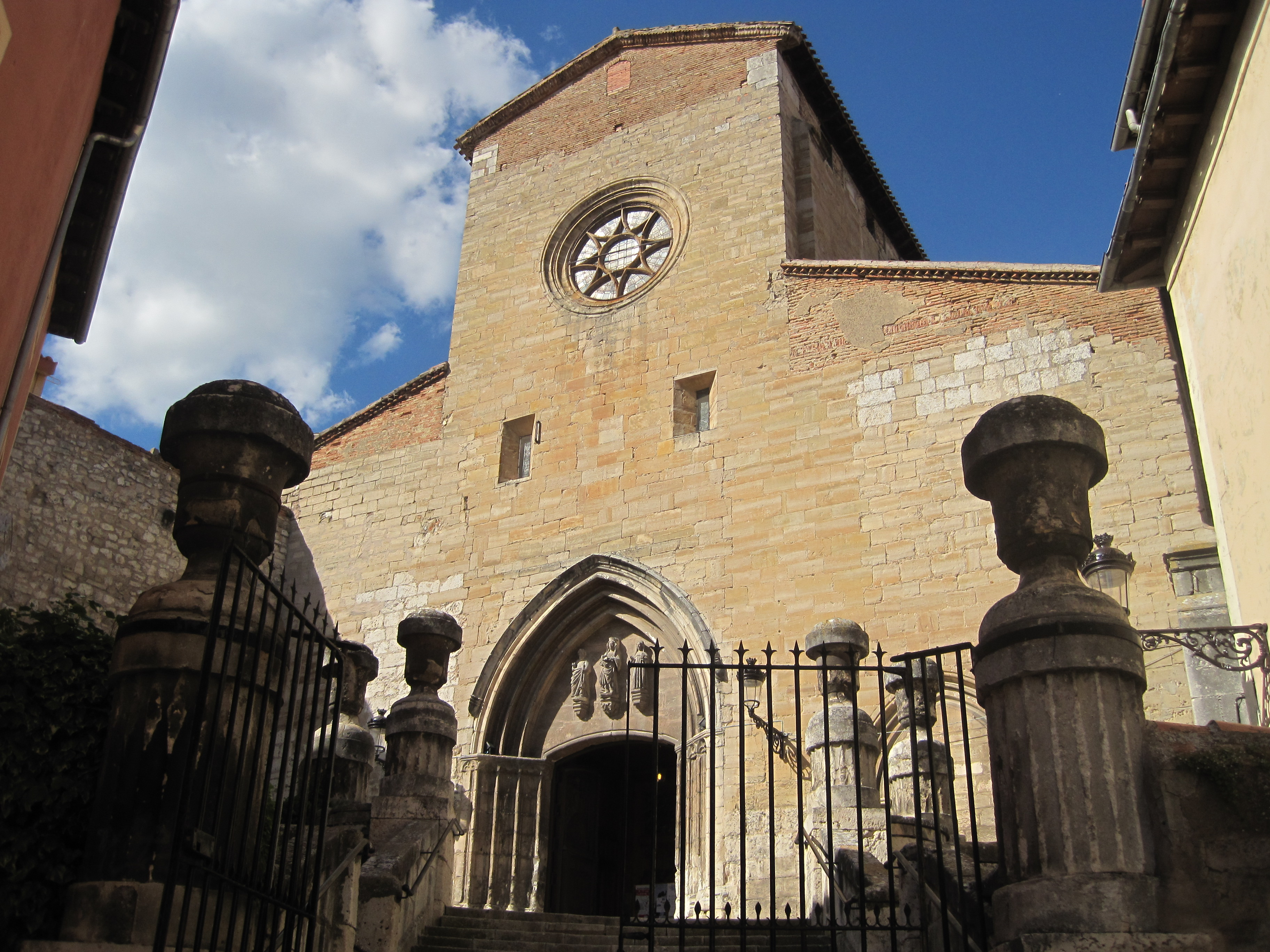
Entrada principal a la iglesia de San Gil. Después de la catedral, es considerada la mejor muestra del gótico de la ciudad

De estilo gótico, fue posiblemente construida sobre la ermita de San Bartolomé que existía hacia finales del siglo xiii.
Posee una estructura en tres naves con crucero y capillas laterales entre las cuales destacan la capilla de la Buena Mañana, con retablo gótico de finales del siglo xv, obra de Gil de Siloé; la capilla de los Reyes, con retablo renacentista atribuido a este último; y la capilla funeraria de la Natividad, añadida en el siglo xvi y atribuida a Juan de Matienzo.
La capilla del Santísimo Cristo fue añadida en el siglo xvi por el arquitecto burgalés Juan de Vallejo. Por último, en los laterales del templo, se sitúa el arco de Texada, que permitía el paso de grandes carros de mercancías provenientes de los puertos del Cantábrico.
Iglesia de San Esteban - Museo del Retablo
De estilo gótico, el actual templo se construyó sobre un antiguo templo romano a finales del siglo xiii y durante la primera mitad del siglo xiv. Desde hace décadas esta iglesia no tiene culto (trasladado a la iglesia cercana de San Nicolás de Bari) y es el conocido Museo del Retablo.
Iglesia de San Nicolás de Bari

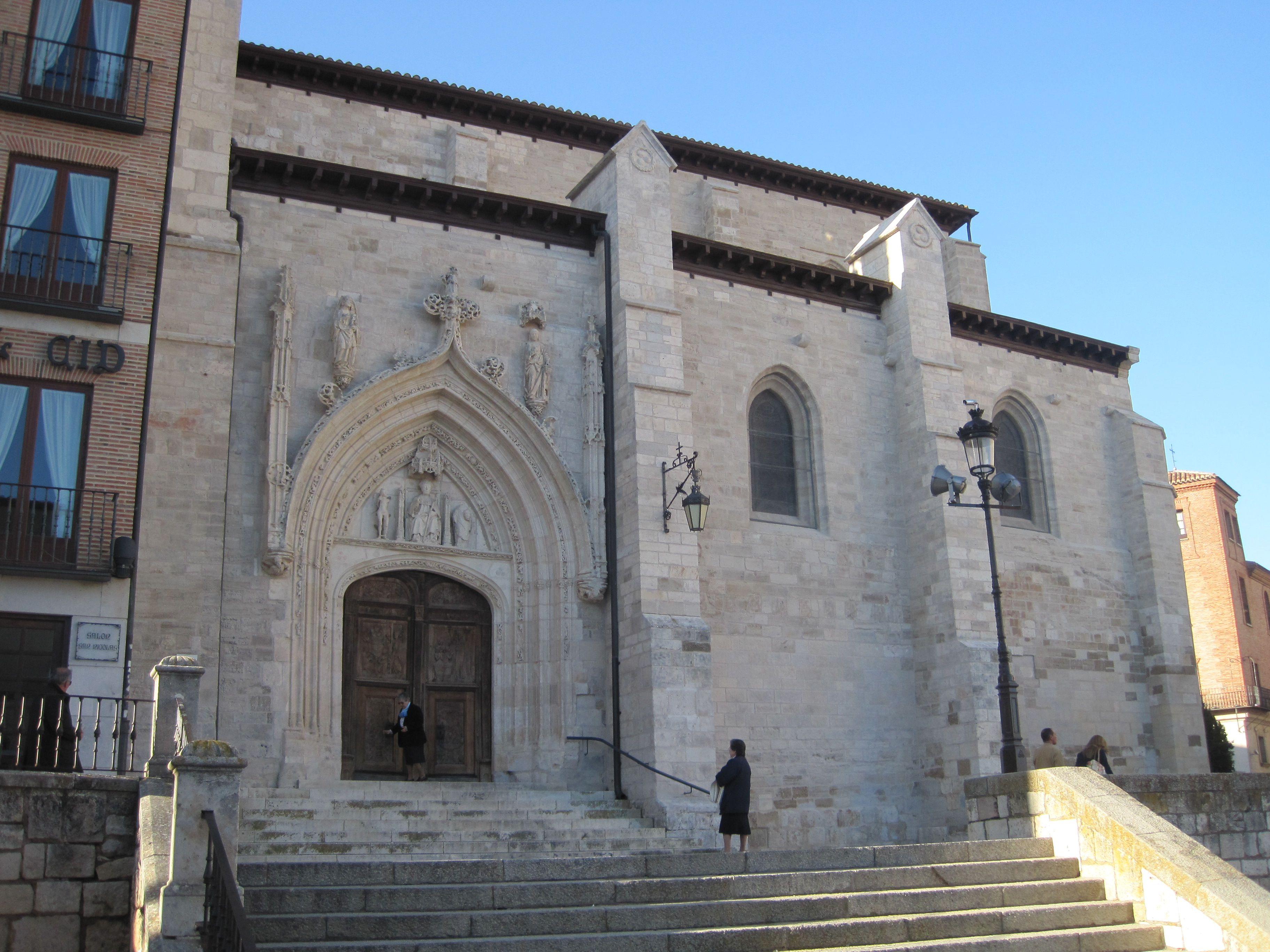
Vista externa de San Nicolás

Situada frente a la fachada principal de la catedral. Fue levantada en 1408 sobre otro templo románico. La preside uno de los retablos más impresionantes y monumentales del Arte del Renacimiento Castellano, realizado en el siglo xv en el taller de Simón de Colonia, diseñado por él y realizado por su hijo Francisco. También de gran interés son sus sepulcros góticos, el arco renacentista de María Sáez de Oña y Fernando de Mena y las tablas de la Escuela Burgalesa del Maestro de San Nicolás.
Iglesia de Santa María la Real y Antigua de Gamonal

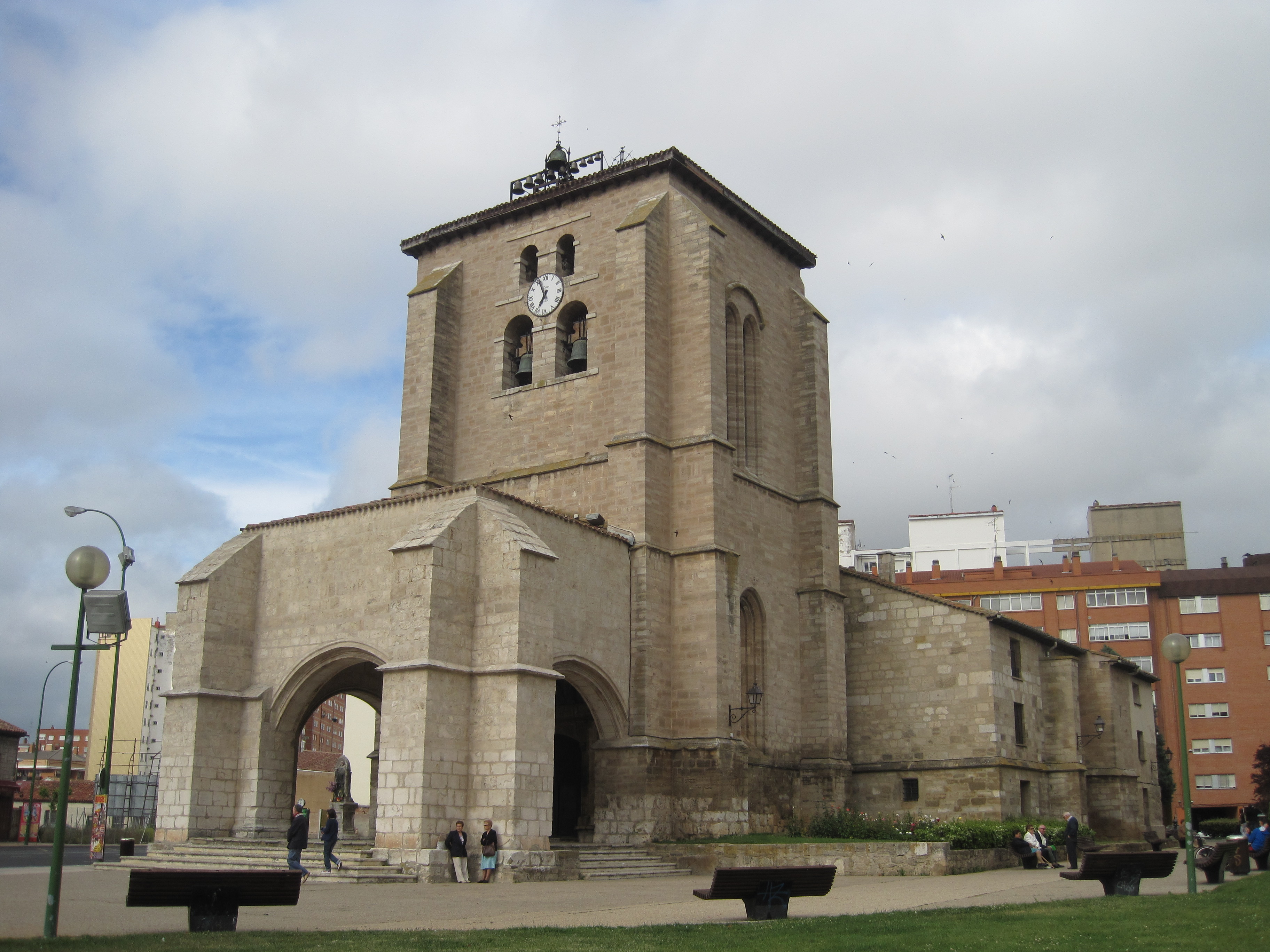
La iglesia de la Antigua, situada en el populoso barrio de Gamonal

Edificación gótica, iniciada en el siglo xiv. Constituía la iglesia del antiguo pueblo de Gamonal. Posee planta de cruz latina, de una única nave con transepto, bóvedas cuatripartitas (salvo en el presbiterio) y ligadura longitudinal (espinazo), siguiendo el modelo de la catedral. Cuenta además con un pórtico a los pies y una esbelta torre-campanario. La cruz de piedra del siglo xvi que presidía el cementerio anexo (hoy desaparecido) ha sido trasladada a unos jardines cercanos al pórtico. Entre su decoración escultórica sobresale el calvario y la típica iconografía jacobea.
Iglesia de La Merced

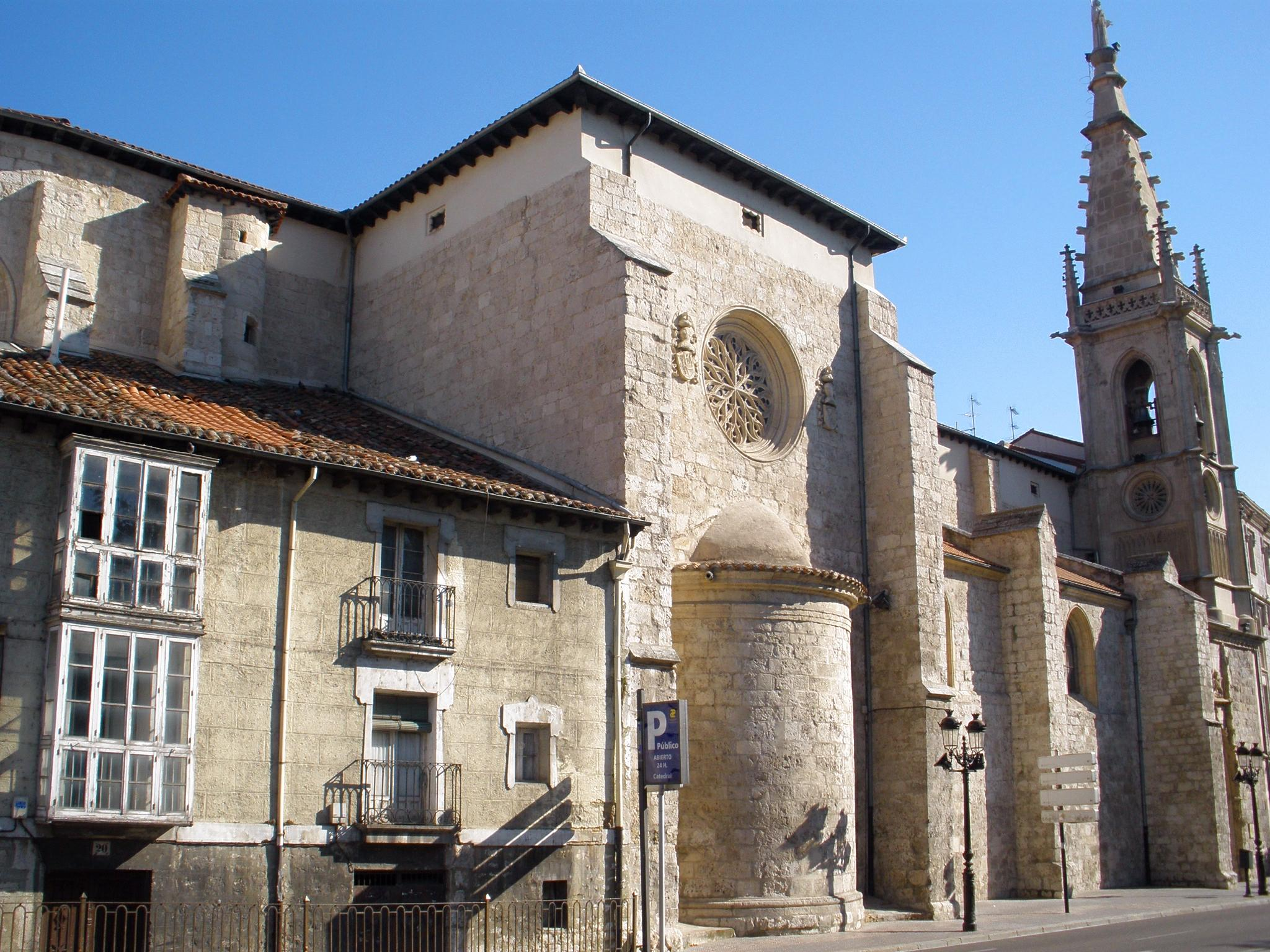
Iglesia de los Jesuitas en la ciudad, restaurada recientemente

Monumento tardogótico de los siglos xv y xvi sito en la calle de la Merced. Hoy día continúa teniendo un uso religioso como parroquia de los padres jesuitas, mientras que las antiguas dependencias conventuales, habitadas por los mercedarios durante más de tres siglos, están hoy integradas en un negocio de hostelería.
Iglesia de San Cosme y San Damián
Edificación construida en el siglo xvi a caballo entre el gótico y el Renacimiento. Destaca la portada de Juan de Vallejo, varios retablos y por ser lugar de enterramiento de destacados artistas burgaleses de la época.
Iglesia de San Lesmes

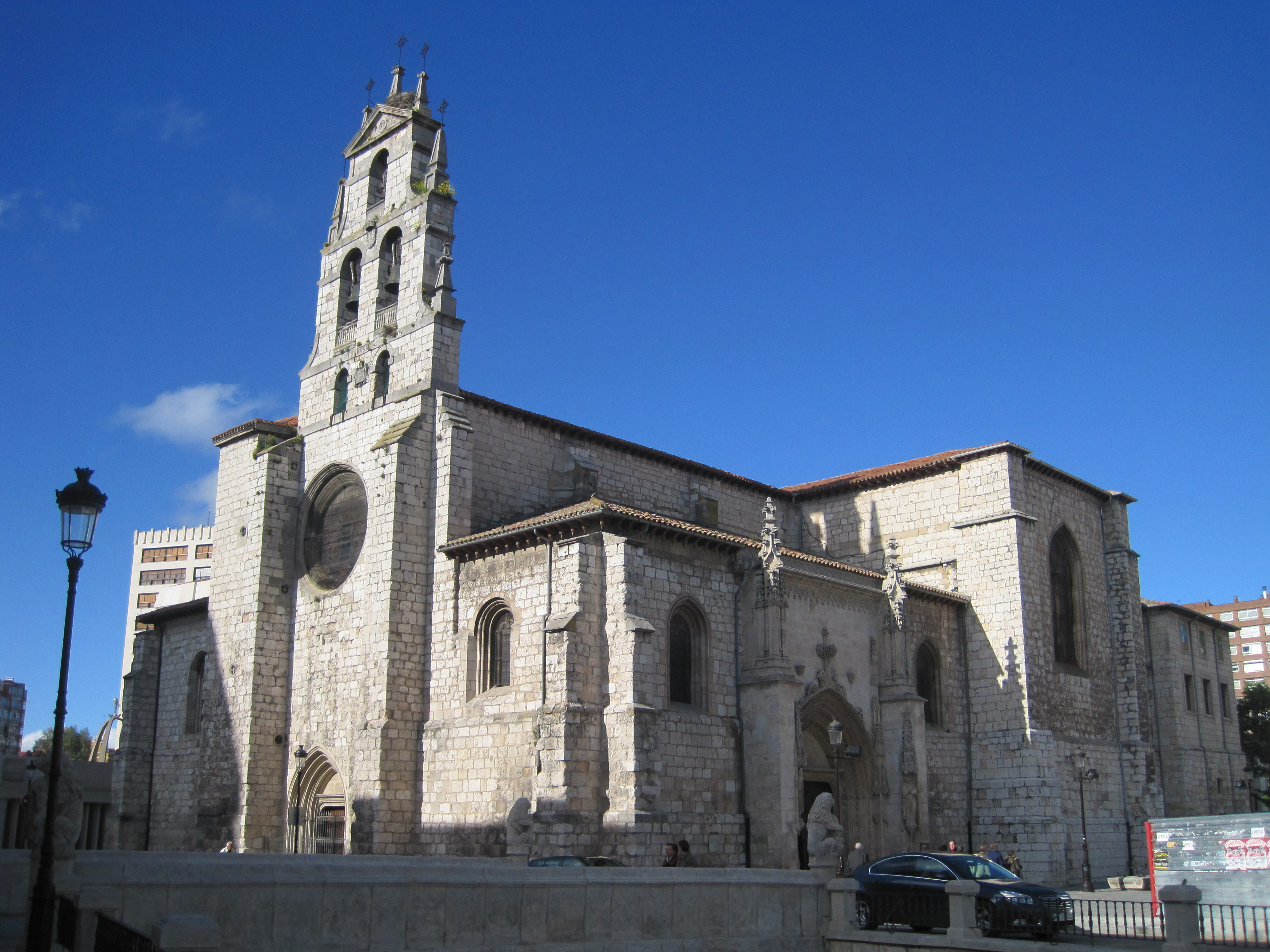
Vista desde orillas del río Vena de la iglesia de San Lesmes

Se trata de una iglesia gótica situada en pleno Camino de Santiago. Fue mandada a construir por Alfonso VI de Castilla en 1074 en honor a san Lesmes, patrón de la ciudad, albergando los restos del monje. A instancias de Juan I de Castilla, fue totalmente reconstruida a finales del siglo xiv, ampliándose notablemente un siglo después. Destaca su portada meridional, con tres amplias naves de híbrido estilo gótico-renacentista.
Iglesia de Santa Águeda
Templo gótico con modificaciones neoclásicas, situado a pocos metros de la Catedral.
En este templo sitúa la leyenda la Jura de Santa Gadea, protagonizada por el Cid Campeador, quien obligó, según la leyenda, al rey Alfonso VI el Bravo a jurar que no había tomado parte en el asesinato de su hermano Sancho II el Fuerte, rey de Castilla, quien fue asesinado mientras sitiaba la ciudad de Zamora.
Iglesia de San Lorenzo

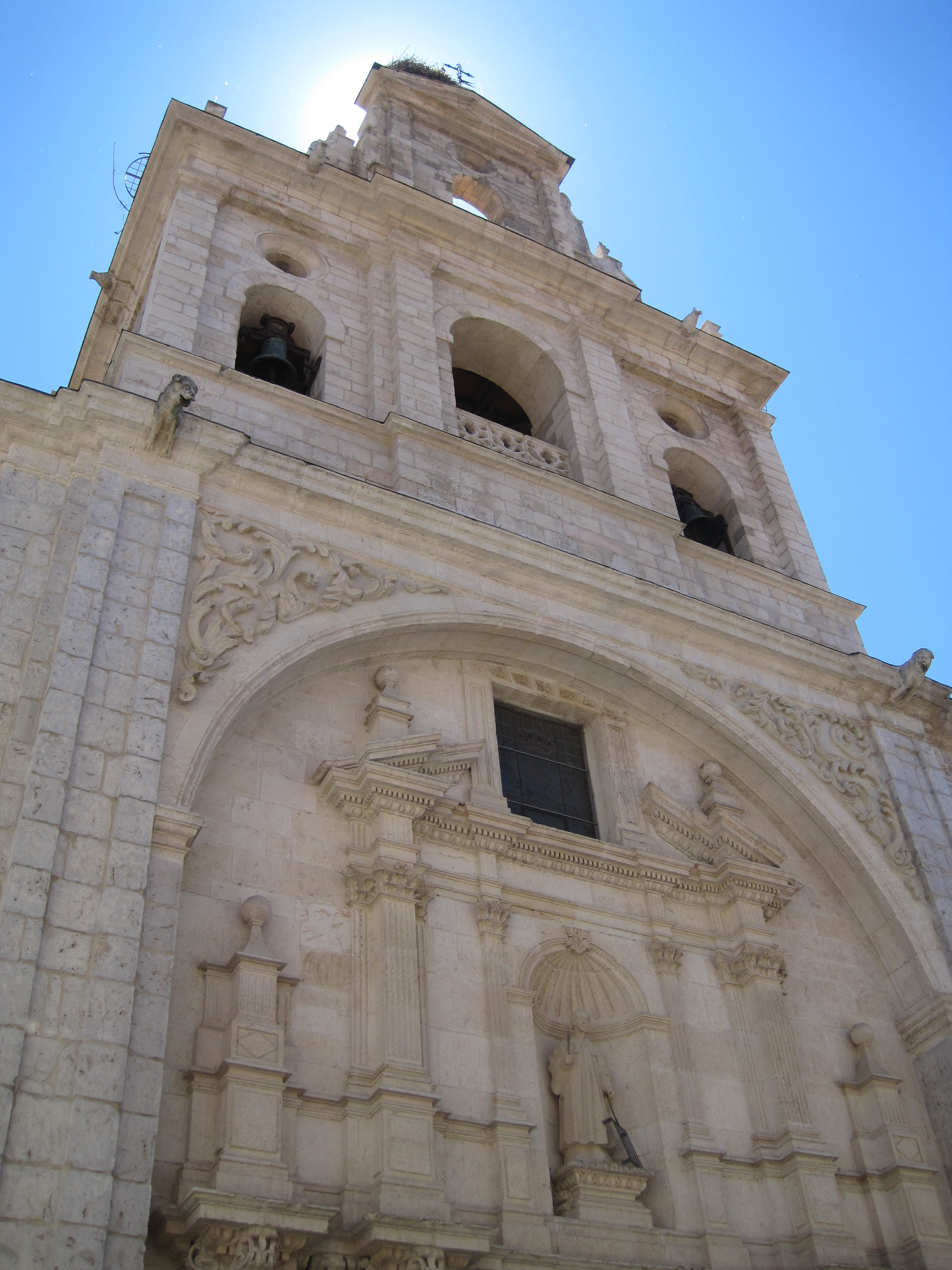
Fachada principal de San Lorenzo, de estilo barroco

Barroca, de finales del siglo xvii. Anteriormente perteneció a los jesuitas.
Monasterio de San Juan
Situado en uno de los extremos de la plaza de San Juan, se trata de un edificio construido en el siglo xi y reconstruido en ocasiones posteriores. Fue declarado Monumento Histórico Artístico en 1944. Tenía función de hospital de peregrinos, y pertenecía a la orden benedictina. Se conservan fragmentos de la iglesia del siglo xv y de la sala capitular del siglo xvi.
Su restauración recibió el premio Europa Nostra en 2017.
Conserva un claustro renacentista, en el que se encuentra un museo que exhibe las obras del pintor burgalés Marceliano Santa María.
Palacio Arzobispal
Edificio construido en 1916 en estilo neorrenacentista, tras haber derribado el primitivo medieval, y situado colindante con la catedral. Fue mandado construir el arzobispo José Cadena Eleta a los arquitectos Julián de Apráiz y Javier de Luque, quienes optaron por un estilo historicista. Destacan sus balcones en las esquinas, las vidrieras, el Salón del Trono, y en general toda su decoración interior. Se encuentra situado entre el paseo de la Audiencia y la catedral.
Ermita de San Amaro

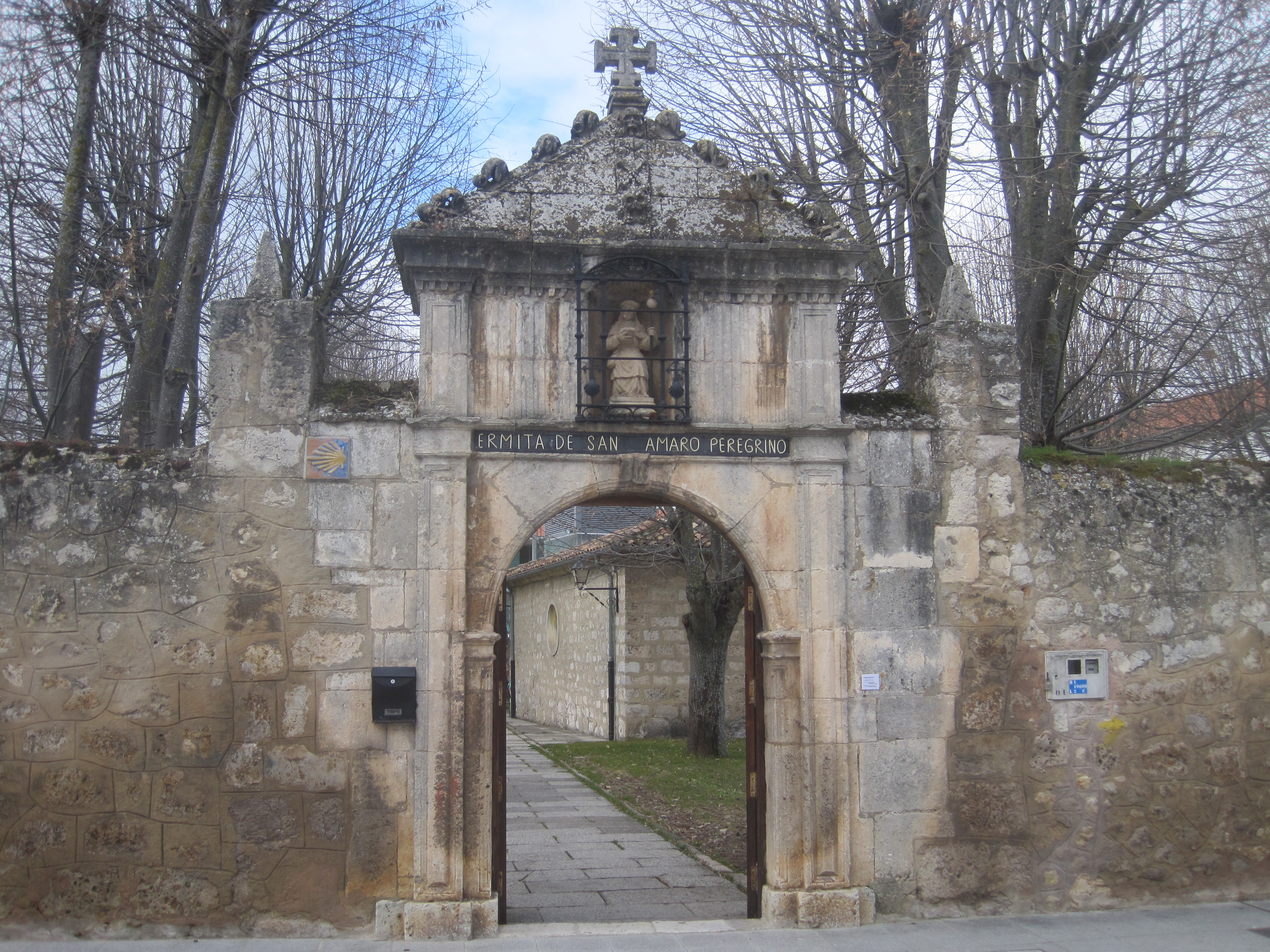
Acceso a la ermita de San Amaro, situada en pleno Camino de Santiago

Se trata de una edificación sencilla en la que se encuentra enterrado San Amaro. Se encuentra situado en la zona este de la ciudad, colindante con el hospital del Rey. La ermita se encuentra delimitada por un muro, a modo de santuario.
Convento de Santa Clara
Se encuentra situado al sur de la ciudad. Es una edificación gótica levantada principalmente en el siglo xiii. Si se exceptúa el monasterio de Santa María la Real de Las Huelgas, es el más antiguo convento de la ciudad que mantiene la vida comunitaria.
Convento de Santa Dorotea
Se trata de una construcción gótica que data del siglo xv, situada en la zona sur de la ciudad. Destacan la portada y varios sepulcros. Actualmente, lo habitan monjas canónigas agustinas.
Iglesia de San Pedro y San Felices
La iglesia parroquial de San Pedro y San Felices es un templo católico levantado en el siglo xiv al suroeste de la ciudad española de Burgos. También fue conocida como San Pedro Saelices (corrupción de San Felices). En el altar mayor se expone una imagen de la Virgen de Rocamador, advocación relacionada con el Camino de Santiago.

### Arquitectura civil
Palacio de Castilfalé

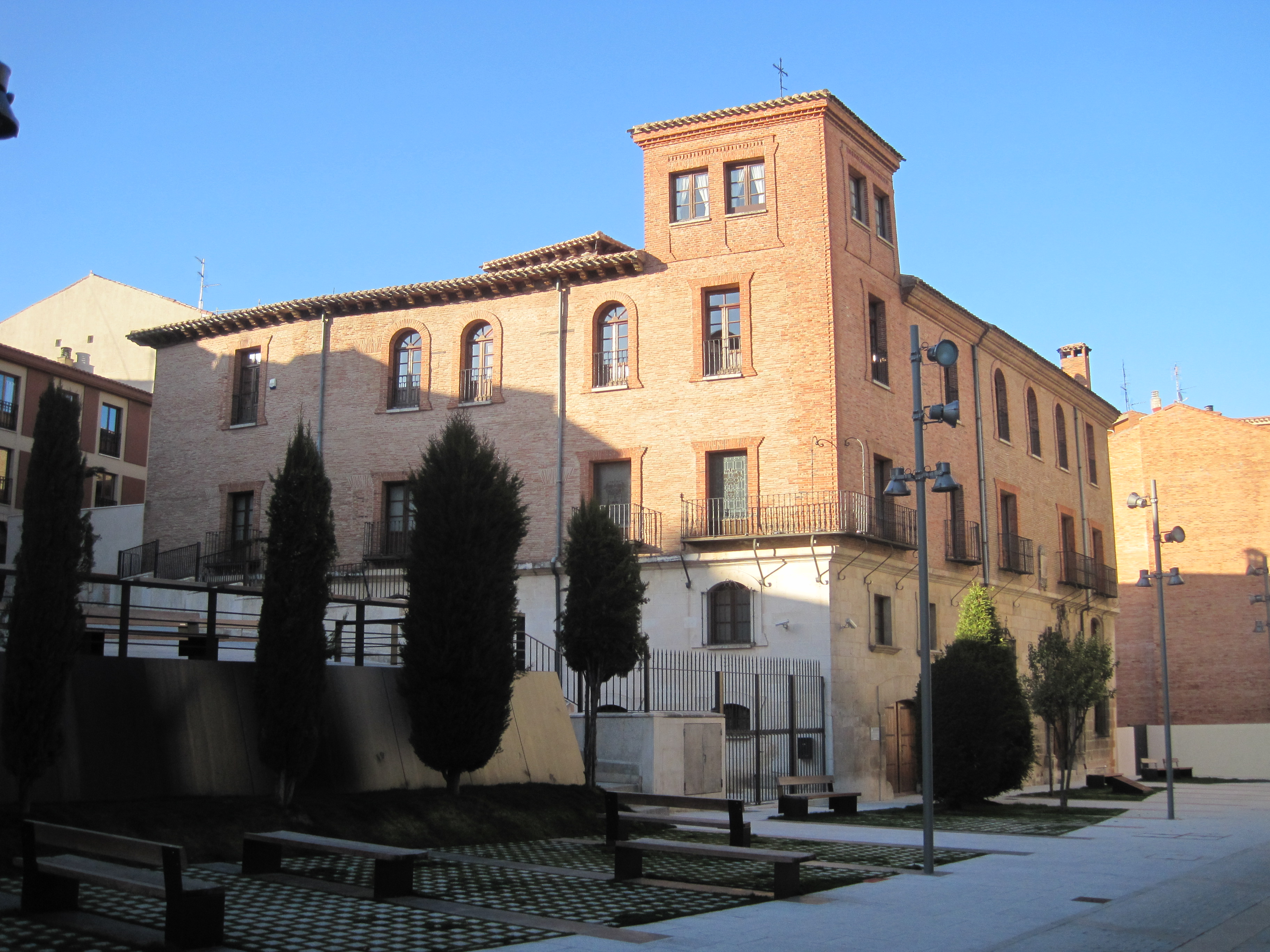
Palacio de Castilfalé, sede del archivo municipal de la ciudad

Frente a la puerta de la Coronería de la catedral, se levantó la casa de Los Colonia, en la segunda mitad del siglo xv. Sobre el solar de la misma, Juan de Vallejo inició la construcción de un palacio adquirido en 1565 por Andrés de Maluenda.
Aunque el edificio, hecho de piedra y ladrillo, como era habitual en la arquitectura doméstica burgalesa, fue transformado por sus sucesivos propietarios; el último, en el siglo xx, fue el conde de Castilfalé.
Fue residencia ocasional de personalidades como el rey Fernando VII y de Napoleón Bonaparte. Cedido por sus últimos propietarios, los condes de Castilfalé, al Ayuntamiento de Burgos en 1969, fue restaurado y rehabilitado como archivo municipal, en 1985.
Palacio de los Condestables de Castilla - Casa del Cordón

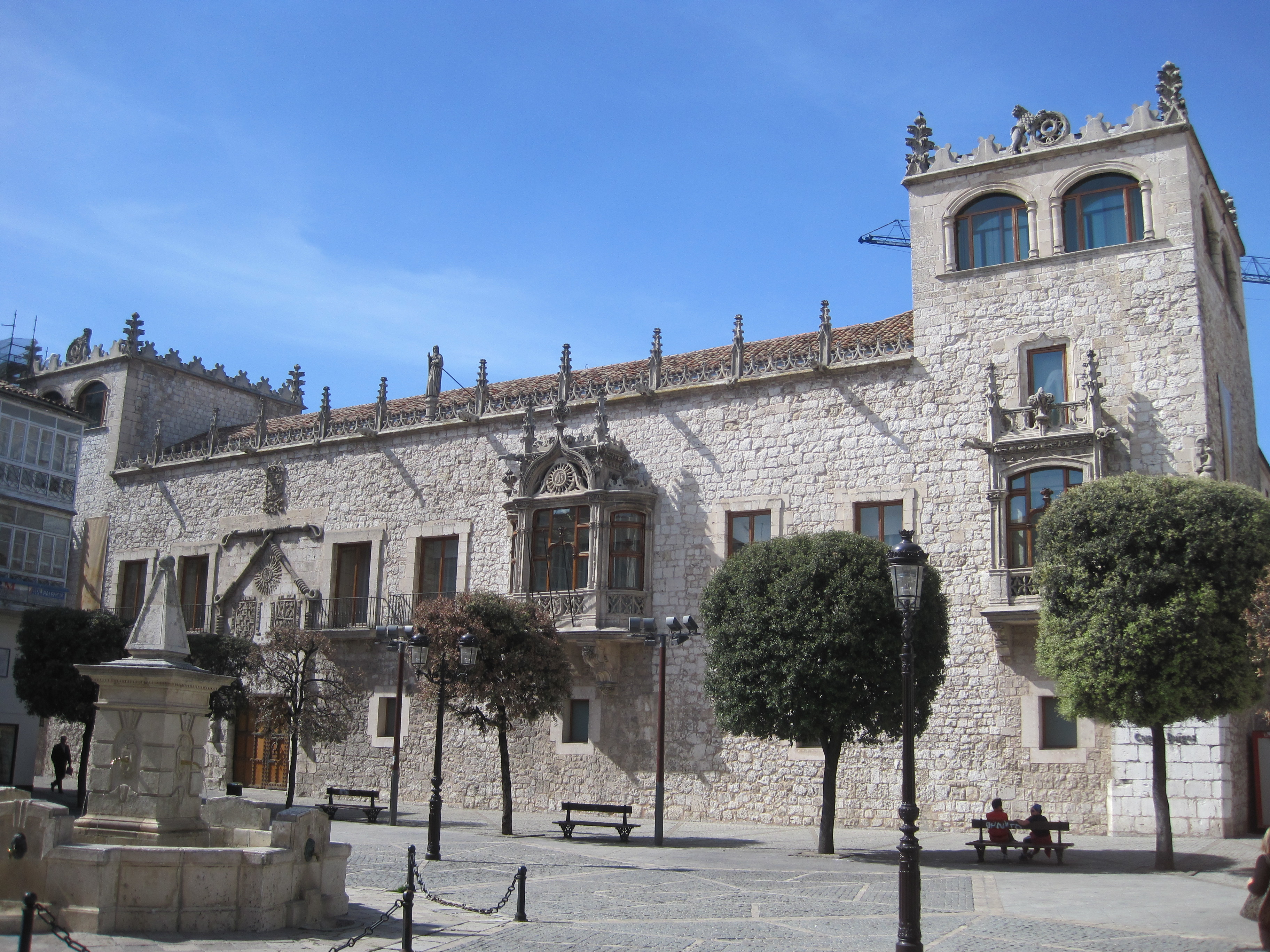
palacio de los Condestables, situado en la plaza de la Libertad, antigua plaza del Mercado Mayor

También conocido como la casa del Cordón, se trata de un antiguo palacio renacentista originario del siglo xv que se alza en el casco histórico de Burgos. Su promotor fue Pedro Fernández de Velasco, condestable de Castilla. El diseño inicial es atribuible a Juan de Colonia y a su hijo Simón y se trata de un edificio civil de estilo gótico tardío. Como acredita una inscripción en su fachada, en el edificio recibieron los Reyes Católicos a Cristóbal Colón después de su segundo viaje a las Indias. También en él murió Felipe I el Hermoso.
Palacio de la Diputación Provincial

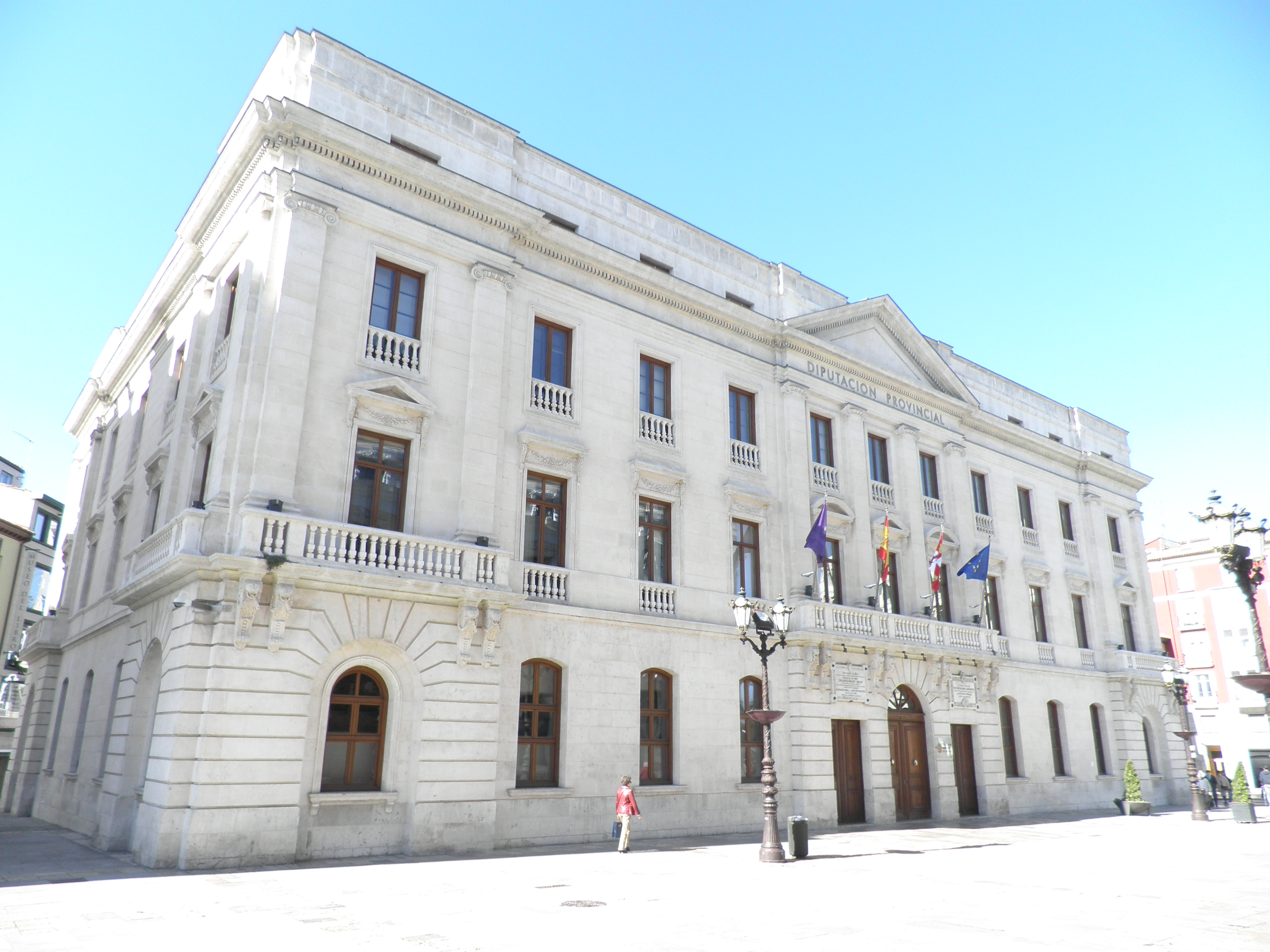
El Palacio de la Diputación se edificó sobre una antigua cárcel, que a su vez se levantaba sobre la desaparecida Torre de San Pablo

Alberga la sede de dicho gobierno. Se trata de un edificio neoclásico que data de principios del siglo xx. Su restauración fue finalizada en 2008.
Palacio de la Isla

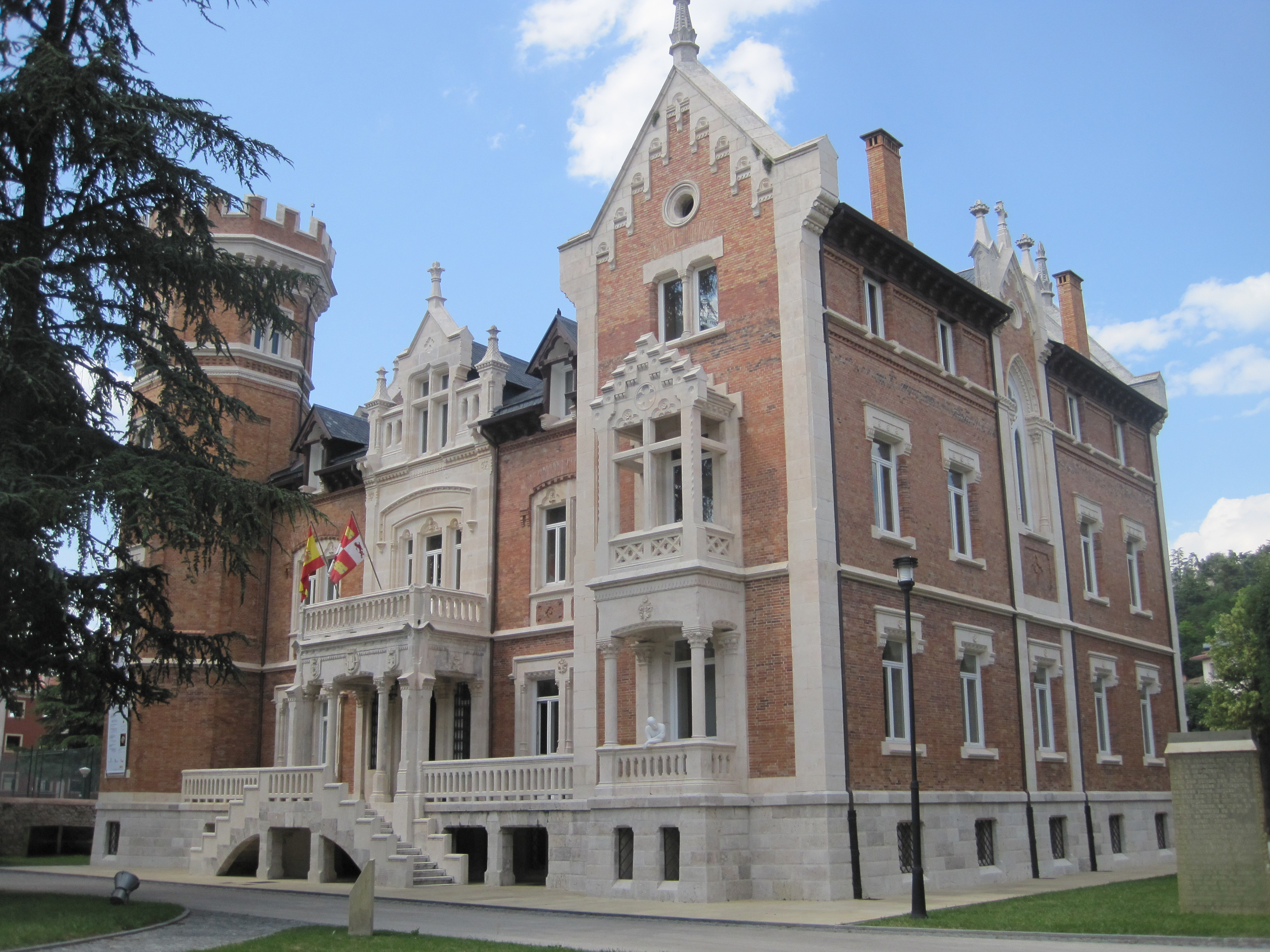
Palacio de la Isla, sede del Instituto Castellano y Leonés de la Lengua

Fue mandado construir en el año 1883 por el abogado y banquero Juan Muguiro y Casi en la huerta que había adquirido en el paseo de la Isla de Burgos, con la intención de veranear en la ciudad. Su estilo es romántico con influencias neogóticas. En 1942, el edificio fue declarado Bien de Interés Cultural.
Casa de Miranda (Museo de Burgos, sección de Prehistoria y Arqueología)
En sus dependencias se encuentra el museo provincial, antiguo Museo Arqueológico, que se levanta en dos palacios contiguos del siglo xvi. Destaca su patio interior con galerías soportadas.
Casa de Íñigo Angulo (Museo de Burgos, sección de Bellas Artes)

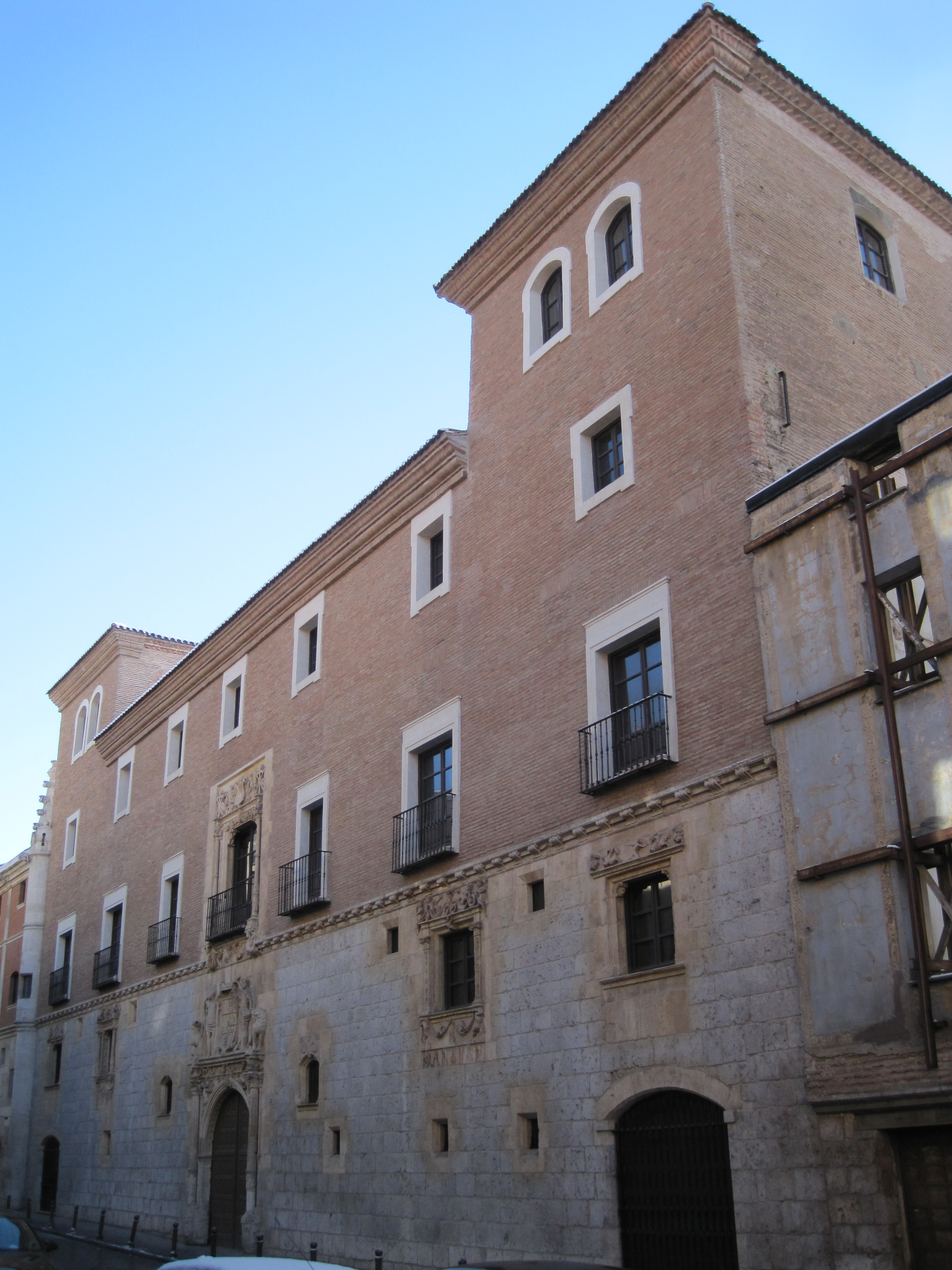
Casa de Íñigo Angulo, parte del Museo de Burgos

Situada adosada a la Casa Miranda, Museo de Burgos, complejo del cual forma parte. Es uno de los mejores ejemplos del renacimiento burgalés y fue construida por Juan de Vallejo en 1547. La portada principal queda rematada por un gran escudo con las armas de los propietarios del siglo xviii, de los cuales recibe su nombre.
Contigua a la Casa Íñigo Angulo se encuentra la Casa Melgosa (solo se conserva la fachada y el solar), la cual albergará también en un futuro la ampliación del museo con las secciones de Artes Decorativas y Arte Moderno.
Consulado del Mar
Se trata de un edificio de estilo neoclásico, diseñado por Manuel Eraso en 1796 y ubicado en el paseo del Espolón. Constituyó la sede de agrupaciones de comerciantes burgaleses durante la Edad Moderna para fletar barcos desde los puertos cántabros a los de Flandes. Posteriormente acogió la Real Academia Provincial de Dibujo. La planta baja, a nivel de calle, es una sala de exposiciones gratuita abierta al público.
Hospital del Rey
Situado en la zona oeste de la ciudad, junto al Camino de Santiago. Fue fundado por Alfonso VIII en 1195. Dependiente del monasterio de Santa María la Real de Las Huelgas. En el siglo xv llegó a contar con 87 camas siendo uno de los hospitales más importantes de toda la ruta jacobea, constituía un gran centro de acogida de peregrinos.
En la actualidad, alberga la sede de la facultad de derecho y del rectorado de la universidad.
Hospital de la Concepción
Antiguo hospital situado en la zona sur de la ciudad. De estilo renacentista, fue iniciada su construcción en el siglo xvi. Albergó la Facultad de Medicina de la ciudad durante más de cien años. Actualmente pertenece a la universidad.
Colegio de San Nicolás - Instituto López de Mendoza

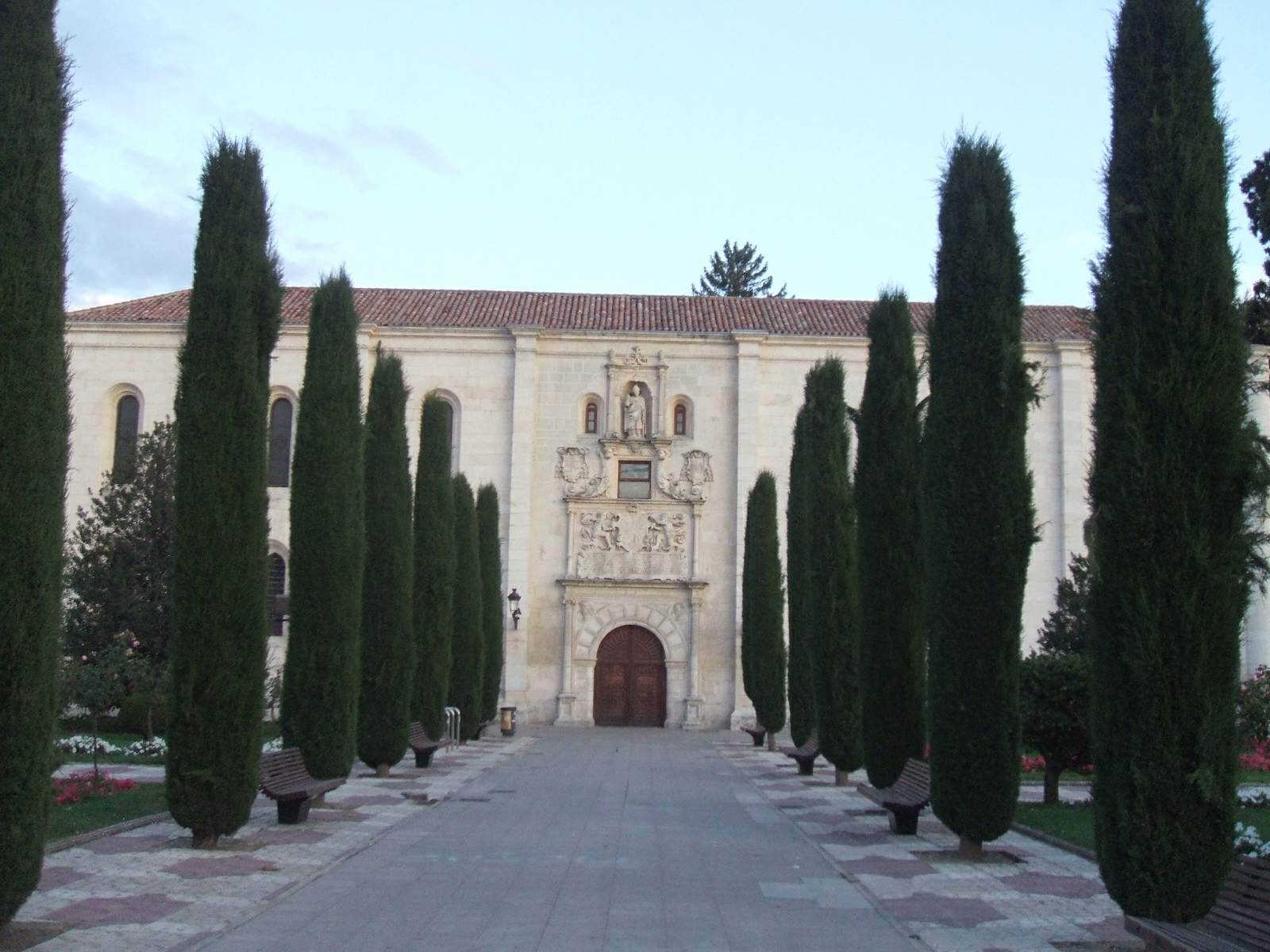
IES Cardenal López Mendoza

Centro de enseñanza legado por Íñigo López de Mendoza y Zúñiga construido entre 1537 y 1579. En la fachada principal se funden las reminiscencias góticas de los estribos y ventanales del piso inferior con el manierismo del escultor Diego Guillén. Desde el siglo xx es conocido por ser el Instituto de Enseñanza Secundaria Cardenal López de Mendoza.
Teatro Principal
Edificación de estilo isabelino, situada al inicio del paseo del Espolón, frente al palacio de la diputación provincial. Se empezó a construir en el año 1843 y fue inaugurado en 1858. Desde su inauguración y hasta 1956 albergó gran número de conciertos y espectáculos. En el mismo edificio se encontraba el llamado Salón de Recreo, que aún se conserva. Tras la reforma de 1997, el edificio ha recuperado su función cultural original.
Edificio de viajeros de la antigua estación de ferrocarril de Burgos

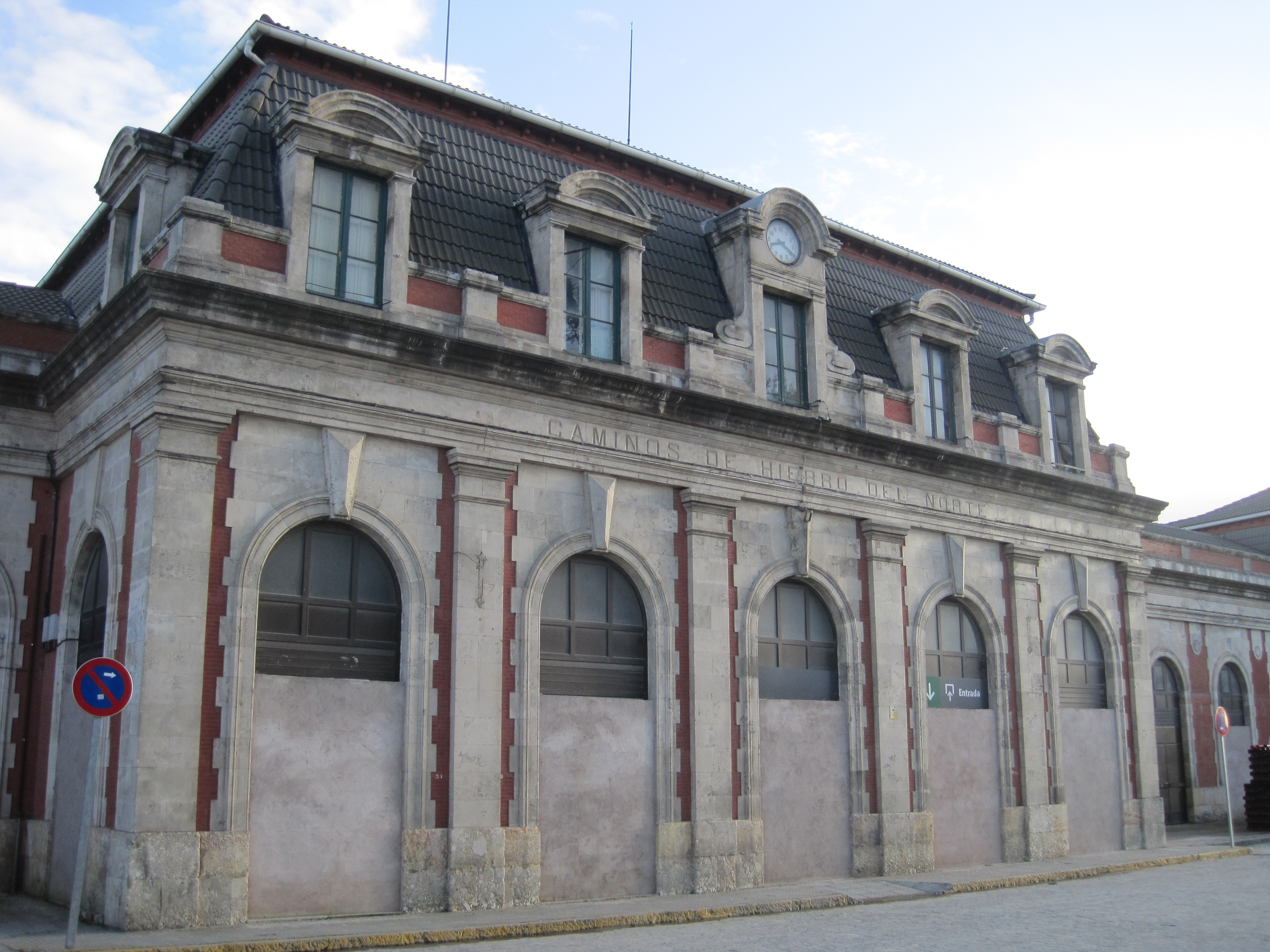
Edificio de viajeros de la antigua estación de ferrocarril, estación del Norte, antes de ser rehabilitado

Fue mandada construir en 1901 por parte de la compañía de los Caminos de Hierro del Norte de España, que sustituyó al edificio provisional, el cual llevaba 40 años en funcionamiento, desde la llegada del ferrocarril a la ciudad el 25 de octubre de 1860. La compañía encargó el diseño de la obra al ingeniero de caminos franco-español Enrique Grasset y Echevarría.
Apenas un año más tarde se inauguraba el edificio de viajeros que, al igual que en la mayoría de estaciones de la compañía, estaba formado por tres partes diferenciadas: pabellón central con vestíbulo, venta de billetes y algunas oficinas; un cuerpo lateral izquierdo, con salas de espera y estafeta de Correos (aunque posteriormente se construiría otro edificio para el servicio postal); y un cuerpo lateral derecho, con sala de equipajes, cantina y algunos despachos de maquinistas, vigilantes o personal de Norte.
El edificio, de algo más de 92 m, está realizado con piedra y ladrillo y la cubierta es de teja plana negra.
La estación no recibe trenes desde que el 14 de diciembre de 2008 se desvió la circulación al norte, a la nueva variante ferroviaria, y se construyó la nueva estación de ferrocarril. Actualmente el edificio ha sido rehabilitado y reformado para servir como centro municipal de ocio infantil y juvenil, denominado La Estación.
Edificio de Correos

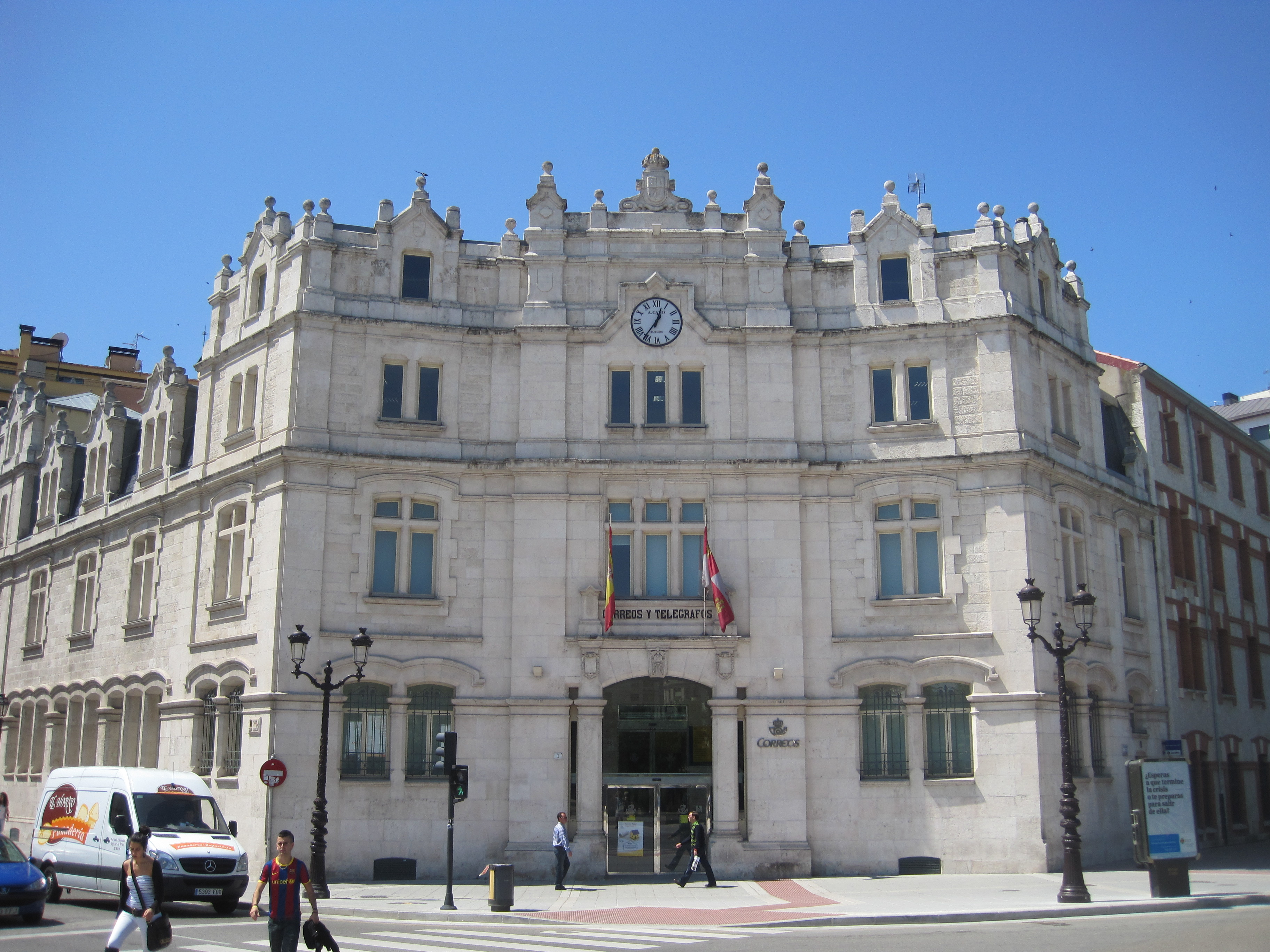
Edificio de Correos, situado en las confluencias de la calle San Pablo y la calle Valladolid

Este edificio está situado en la zona sur de la ciudad, data de principios del siglo xx. Desde su construcción hasta la actualidad, ha realizado funciones del servicio de Correos. Fue restaurado en los últimos años, recuperando su valor original.
Plaza del Cid

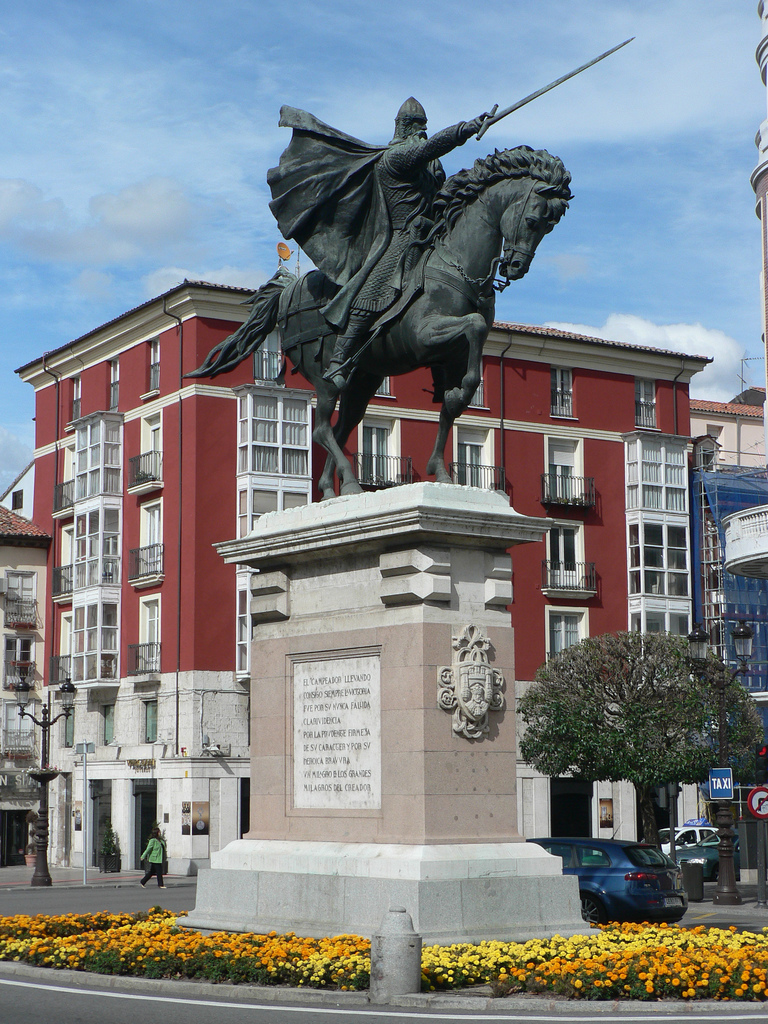
Monumento al Cid Campeador, inaugurado en 1955

Plaza situada enfrente del Teatro Principal, entre la calle Vitoria y el puente de San Pablo. En el centro se alza el Monumento al Cid Campeador, una figura de bronce del Cid Campeador, instalada allí en 1955.

### Arquitectura militar
Castillo de Burgos
Se encuentra ubicado en el cerro de su nombre elevado a 75 m sobre el nivel de la ciudad. Fue mandado levantar por el conde Diego Porcelos en los tiempos de la Reconquista, en el año 884, y bajo el mandato de Alfonso III.
El edificio defensivo llegó a convertirse en gran alcázar Real y lugar de prisión, y lugar de alojamiento de nobles. La construcción final del castillo tuvo lugar hacia finales del siglo xv o a principios del siglo xvi. En 1813, los soldados de Napoleón lo hicieron volar poco antes de abandonar la ciudad.
Arco de Santa María

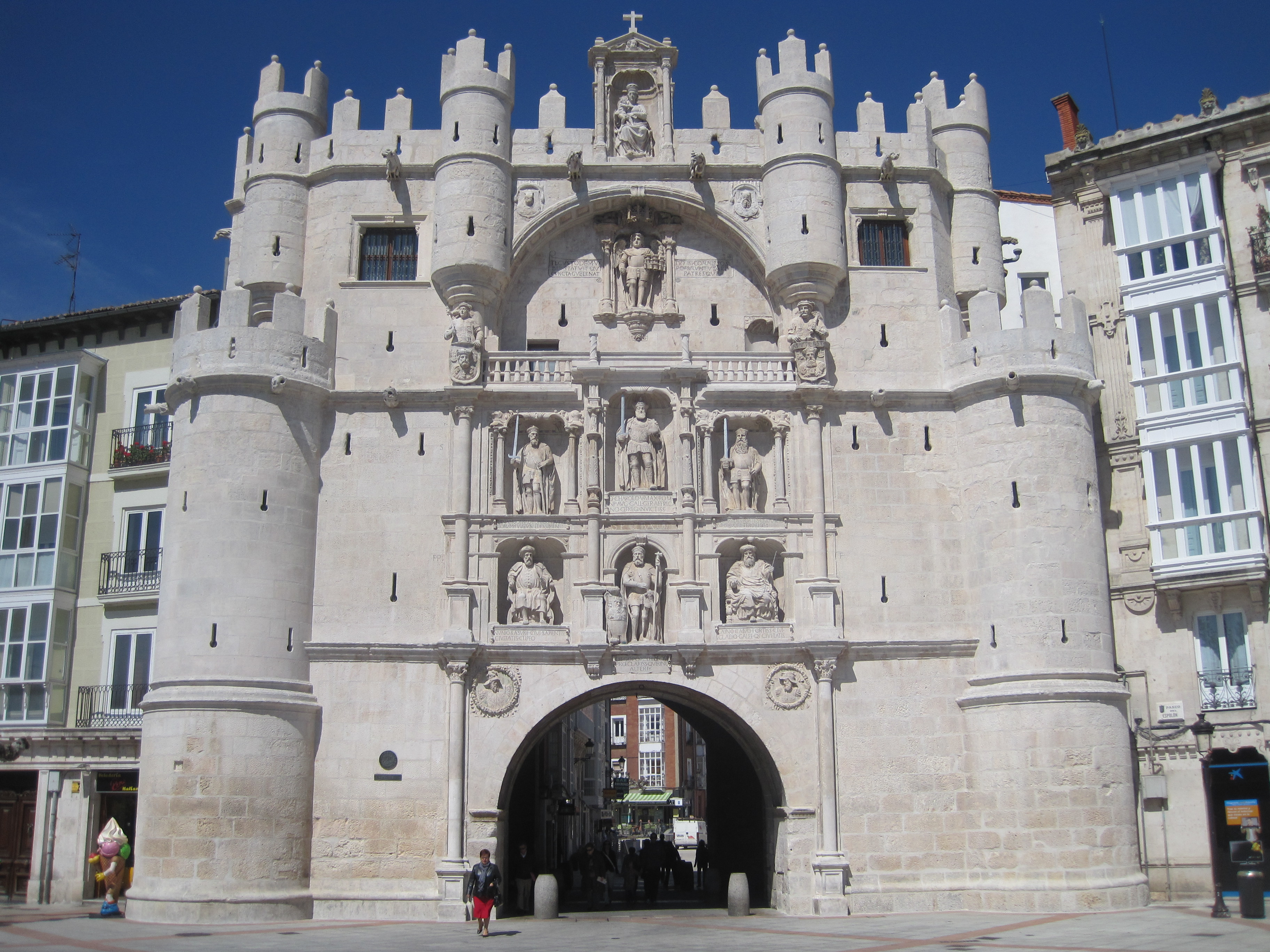
Arco de Santa María desde el puente del homónimo

Es uno de los monumentos más emblemáticos de Burgos. Se trata de una de las antiguas doce puertas de acceso a la ciudad en la Edad Media, reconstruida como arco en honor de Carlos I de España. Comunica el puente de Santa María, sobre el río Arlanzón, con la plaza del rey san Fernando, donde se yergue la catedral.
Murallas

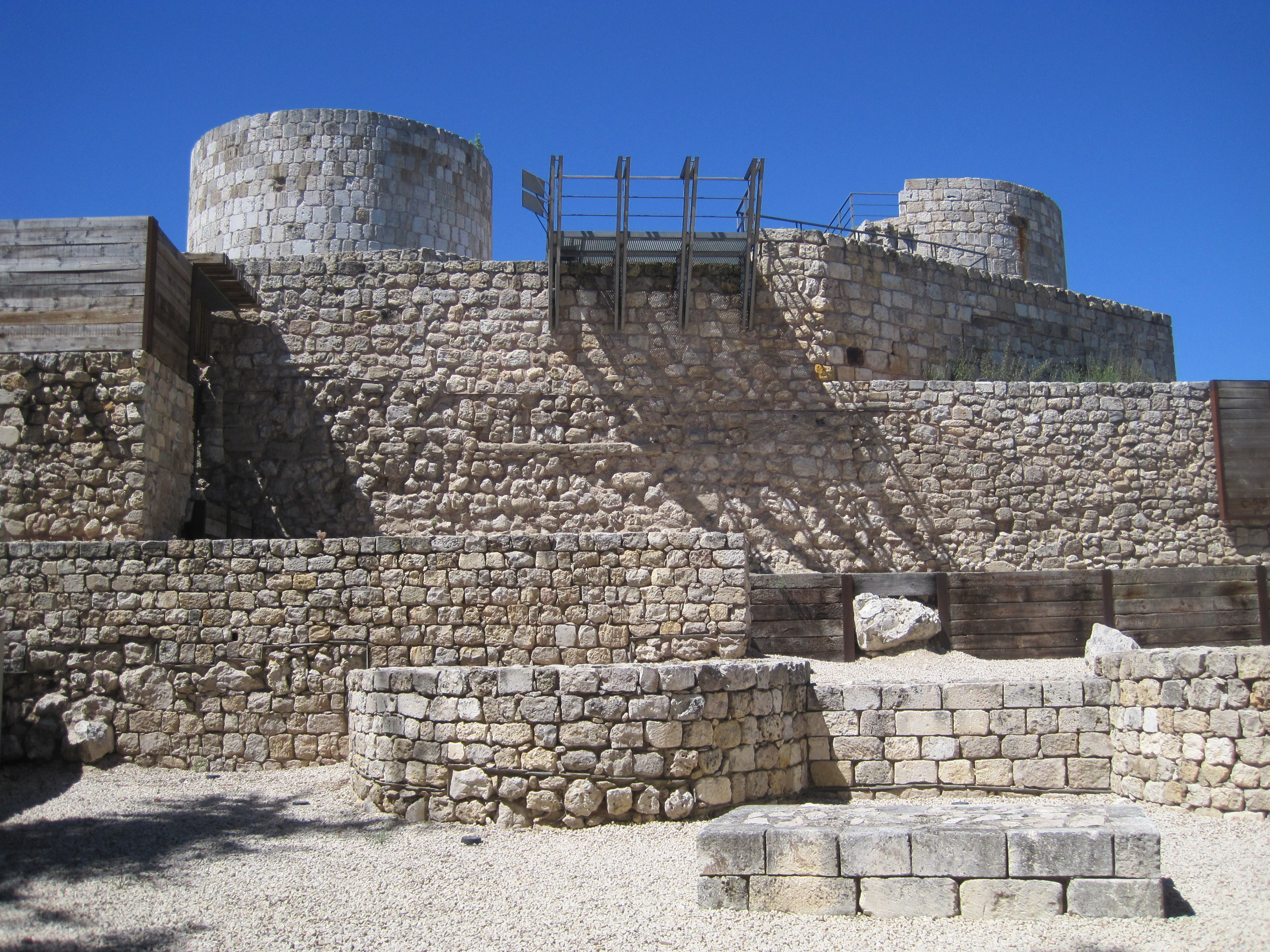
Ruinas de la puerta sur del castillo

La ciudad se amuralló por completo entre los siglos xiii y xiv, comenzándose las obras en tiempos de Alfonso X el Sabio. La muralla tenía más de 90 torres y 12 puertas, casi 3 m de grosor, cerca de 4 km de longitud, una altura de alrededor de 10 m y abarcaba unas 45 ha. Debido al ensanche burgalés de los siglos xix y xx, parte de los muros se derribaron. Actualmente se conservan numerosos restos de ella, entre los que destacan:
- Paseo de los Cubos. Esta era la muralla que rodeaba el perímetro de la ciudad en el siglo xiii. En este tramo, el mayor y mejor conservado de todos los restos de las murallas de la ciudad, se alterna el lienzo de muralla con el cubo semicircular, de ahí su denominación. Casi al final del paseo, justo antes del torreón de doña Lambra, nos encontramos con un arco con reja conocido como la puerta de la judería, o portillo de los judíos, porque era por donde entraban los judíos a su barrio. Tras la judería de Toledo la aljama burgalesa era la más importante de Castilla.
- Arco de San Martín. Fue construido por maestros alarifes mudéjares que emplearon ladrillo y piedra. También se hace presente en el arco de herradura las técnicas árabes por ellos utilizadas. Esta era la puerta de entrada para los reyes en sus visitas reales a la ciudad, y por ella los peregrinos salen dirigiéndose a Santiago, muestra de ello la tenemos en el intradós del arco; una concha nos lo recuerda.
- Arco de San Esteban. En las inmediaciones del Castillo, al descender por San Esteban nos encontraremos con otro tramo de muralla y con el arco mudéjar del mismo nombre. Esta puerta es la manifestación del Burgos medieval y es, sin duda, la puerta más interesante desde el punto de vista arquitectónico de todas las que se conservan de la cerca primitiva.

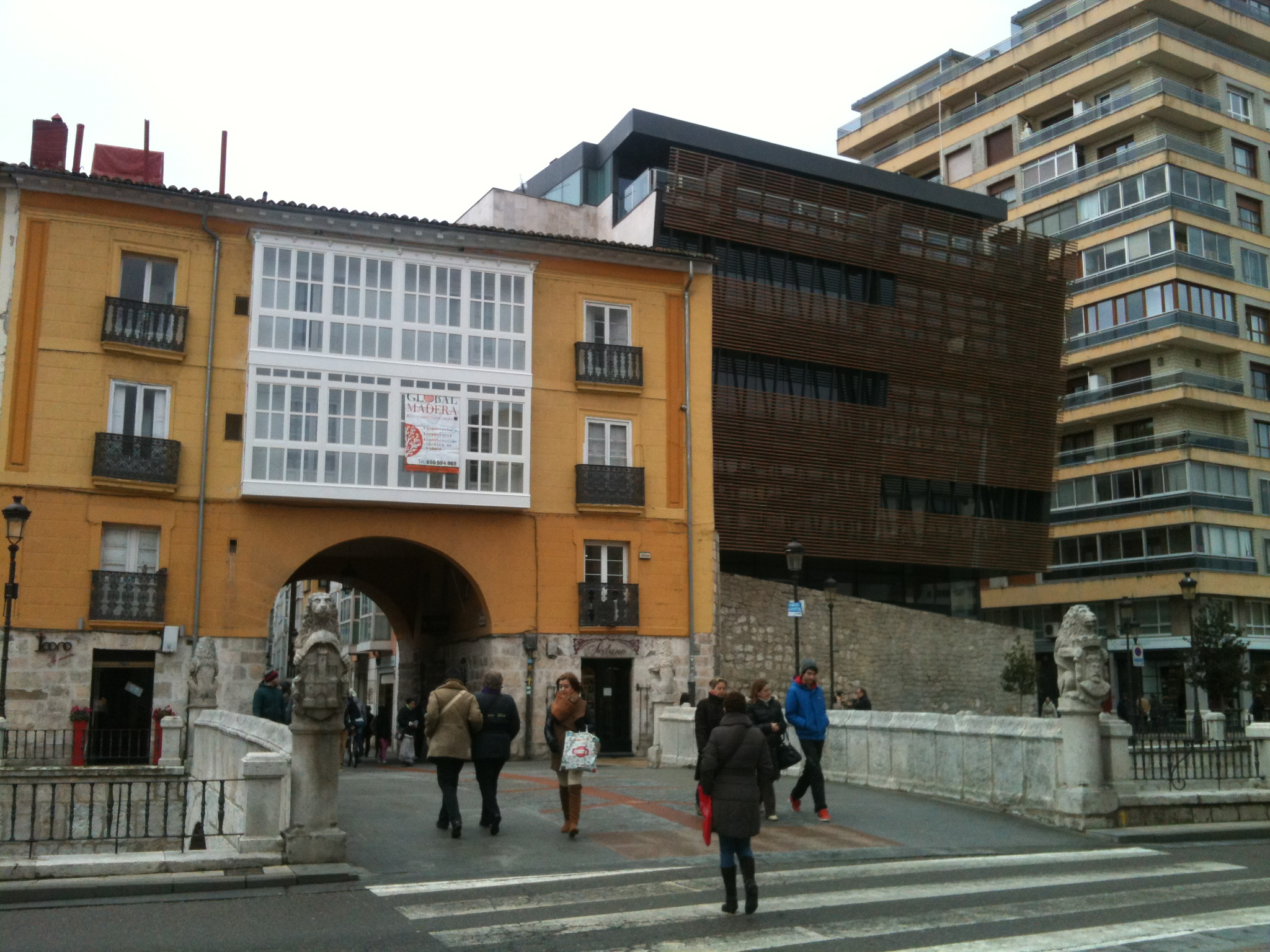
Arco de San Juan y Casa de la Muralla

- Arco de San Juan. Puerta de entrada de los peregrinos en la ciudad, actualmente está muy modificada. Junto a ella se construyó en el siglo xxi la llamada Casa de la Muralla, edificio de oficinas diseñado por el arquitecto Albert Viaplana.[78]
- Arco de San Gil. Situado en la zona noreste de la ciudad. Poseía adosado a él un torreón llamado de las emparedadas, que fue eliminado tras una reforma. Se decía que en él se acogían las mujeres que querían meditar y desarrollar penitencias para alejarse del mundo. Era una entrada muy importante, pues de aquí se iba o se venía hacia Santander.

Cabe destacar la función de parte de la propia iglesia de San Gil, cuyo lado norte sigue el trazado de la muralla de la ciudad. Es una de las muestras del carácter defensivo que tenían iglesias y otros elementos arquitectónicos en la Edad Media.
Palacio de Capitanía General

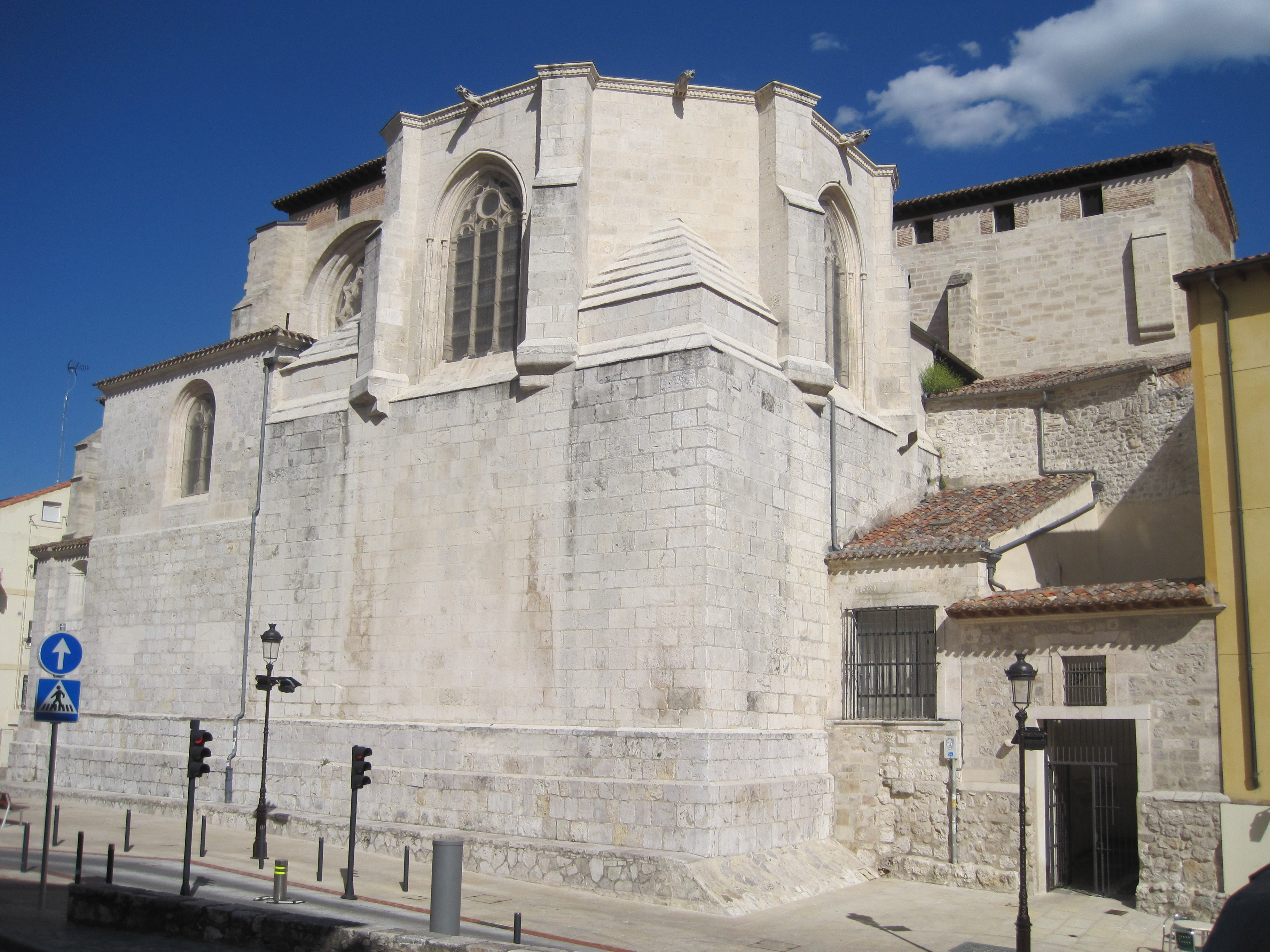
Lateral de la iglesia de San Gil, que da continuidad a la antigua muralla

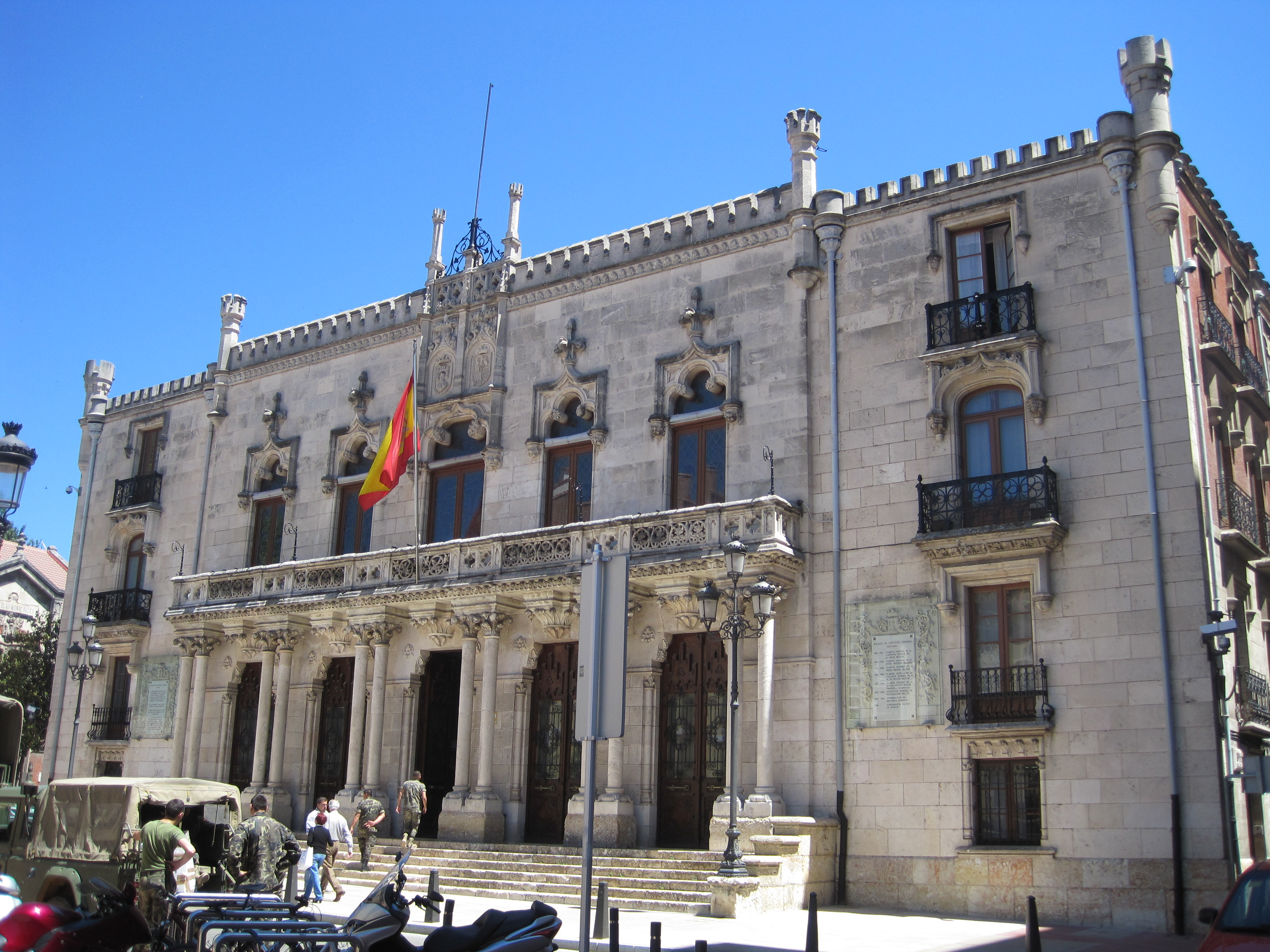
Edificio de Capitanía, en pleno centro histórico de la ciudad

Sirvió de base militar durante el levantamiento de la guerra civil. Desde él, Franco fue declarado jefe superior de los Ejércitos de España. En un futuro albergará dependencias de la subdelegación de Defensa en la ciudad. Actualmente está situado en él el Museo Regional Militar, que fue trasladado de su anterior emplazamiento en el Acuartelamiento Diego Porcelos (antigua Academia de Ingenieros).

### Puentes
Puente de San Pablo

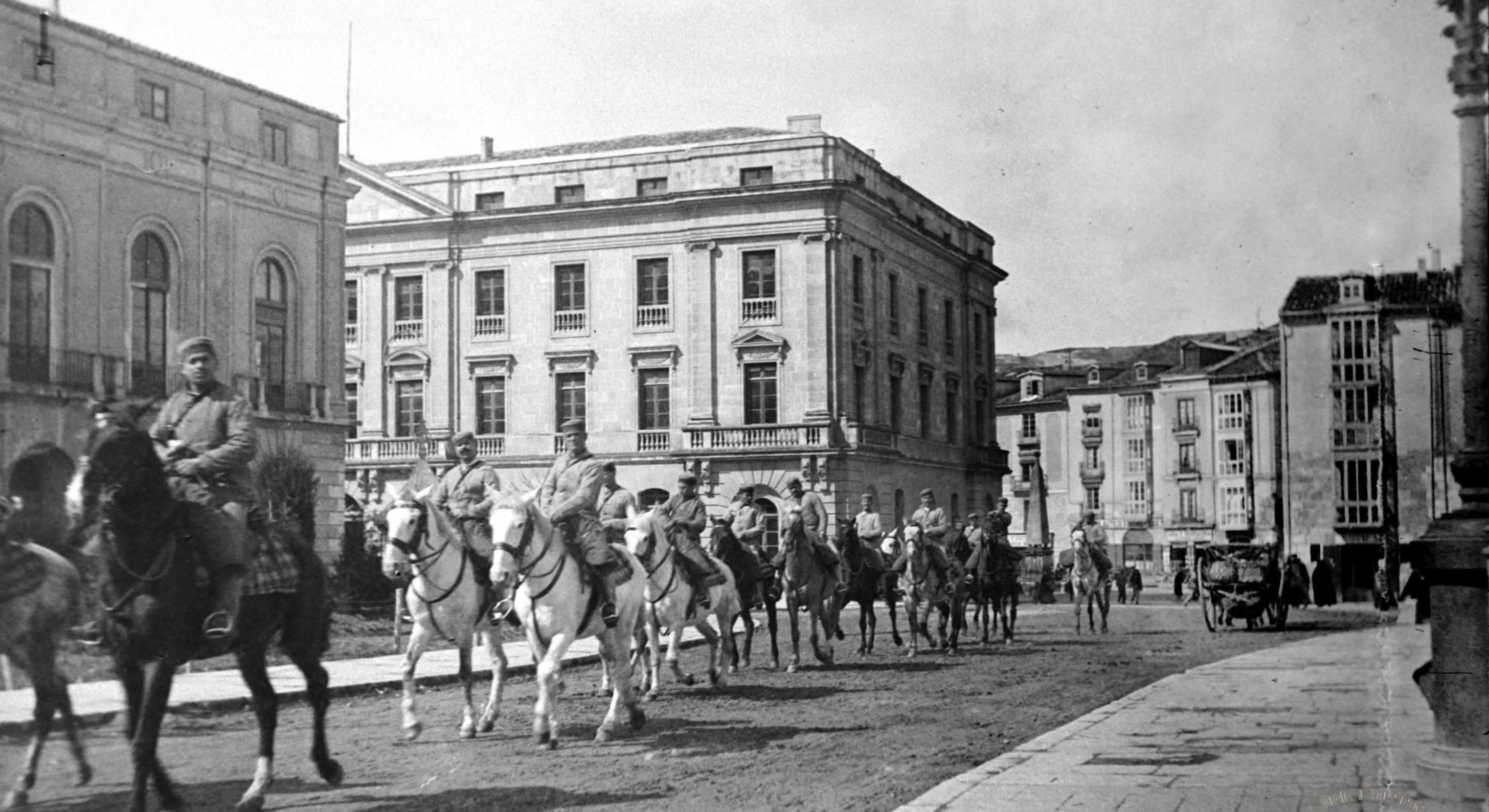
Tropas de Caballería cruzando el puente de San Pablo (Burgos). Fondo del fotógrafo Isidro Gil Gavilondo, finales del

Puente construido en piedra que une la parte sur de la ciudad con la plaza del Cid. Se encuentra adornado con diferentes esculturas relacionadas con la vida del Campeador. Comunicaba el recinto amurallado con el antiguo convento de San Pablo, defendía la torre del mismo nombre y según la tradición se construyó a expensas de la Hermandad de los Reyes Magos, fundada por el conde Fernán González y vulgarmente conocida como Cofradía de los 13 Caballeros, puesto que en sus estatutos queda establecido como sus miembros no deben exceder de tal número.
Puente de Malatos
Puente de piedra de traza medieval, situado en la zona oeste de la ciudad. Permite atravesar el río Arlanzón comunicando el barrio de San Pedro de la Fuente con el hospital del Rey. Permitía a los peregrinos que recorrían el Camino de Santiago cruzar el río una vez atravesada la ciudad. Hoy exclusivamente peatonal.

#### Puente de Veterinaria o de San Amaro
Este Puente une el cruce del paseo de Fuentecillas y la avenida de la Independencia, dando continuidad a esta última, con la avenida de José María Villacián Rebollo. Permite conectar la zona del Sudoeste, principalmente el campus universitario, con la ronda interior norte.

### Monumentos desaparecidos
Convento de San Pablo
En el solar que ocupaba está situado en la actualidad el Complejo de la Evolución Humana. En el interior del palacio de congresos Fórum Evolución de dicho complejo se conservan partes restauradas del suelo de dicho monasterio integradas en el moderno edificio. Durante el siglo xx se utilizó como edificio militar, el cuartel de Caballería, tras ser derribado se utilizó su solar durante décadas transformándolo en un aparcamiento de superficie, el conocido como aparcamiento de Caballería, en uso hasta que en 2005 se empezó a edificar sobre él el actual Complejo de la Evolución.
Convento de la Santísima Trinidad
Estaba situado en la calle San Francisco, entre la iglesia de San Gil y el monasterio de San Francisco. Acertadamente rehabilitado y modernizado hoy es la sede de Cáritas en la ciudad que cuenta, entre otras dependencias con comedor, talleres y albergue para personas necesitadas, además de la capilla restaurada del antiguo convento.
Monasterio de San Francisco
Situado cerca de la iglesia de San Gil, actualmente solo queda un edificio en ruinas, del que destaca un bello rosetón pétreo. El edificio fue rehabilitado para evitar su derrumbe. Fue el lugar en el que la población adinerada de la ciudad buscaba tener sepultura. Entre los restos que se creen que aún podrían estar entre las ruinas estarían los de Almirante Bonifaz, conquistador de Sevilla, o Diego López V de Haro, señor de Vizcaya y fundador de la ciudad de Bilbao. Las piedras comenzaron a fraguar su esplendor en el siglo xiii con una nave mayor de 90 m. Fue también archivo de los Reyes Católicos, y aquí depositaron el testamento de la reina Isabel, que fue fascinada por el templo. El monasterio era de amplias dimensiones, pues poseía hasta 21 capillas.
Convento del Carmen
Del primitivo convento carmelitano situado cerca del río Arlanzón no queda ningún resto. El monasterio actual es posterior, ya que durante la invasión francesa de 1808 sufrió graves destrucciones y expolio. Recuperado y rehabilitado por los monjes en 1813, su destino quedó sellado con la Desamortización de 1835, que supuso su exclaustración, la partición de la hacienda y su venta a diferentes postores. La vida conventual fue restablecida en 1877, pero a mediados del siglo xx fue derruida la iglesia y en su lugar se levantó un templo moderno.
Hospital del Emperador
Fue uno de los hospitales más antiguos e importantes de la ciudad, fundado por el rey Alfonso VI tres meses antes de la conquista de Toledo. Se encuentra situado en el barrio de San Pedro de la Fuente y tuvo por objeto atender a los pobres y recoger a los peregrinos que pasaban por el Camino de Santiago.
Hospital de San Juan
Levantado extramuros de la ciudad, a orillas del río Vena, en el que san Lesmes atendía a los peregrinos que llegaban por el Camino de Santiago. Sobre su solar se alza actualmente la Biblioteca Pública del Estado en Burgos, edificio moderno que conserva la restaurada portada original del antiguo hospital.
Iglesia de San Román
La iglesia de San Román se encontraba en la zona alta de la ciudad de Burgos, cerca del castillo. Fue una importante parroquia con cementerio propio y estuvo relacionada con el Camino de Santiago (habiendo contado con un pequeño hospital para peregrinos, el hospital de Rocamador). En su origen fue románica, pero cuando fue destruida en el siglo xix era una construcción gótica. En 2014 comenzaron las excavaciones y en 2015 se encontraron los primeros restos de esta iglesia, destruida durante la guerra de la Independencia (concretamente, el 18 de octubre de 1812).
Judería
Bajo las faldas del cerro del Castillo, se encontraba la judería, que llegó a ser una de las más importantes de la península ibérica junto con la de Toledo. Se tiene previso realizar cartas arqueológicas en la zona para poner en valor los restos que se encuentren.

### Otros lugares de interés

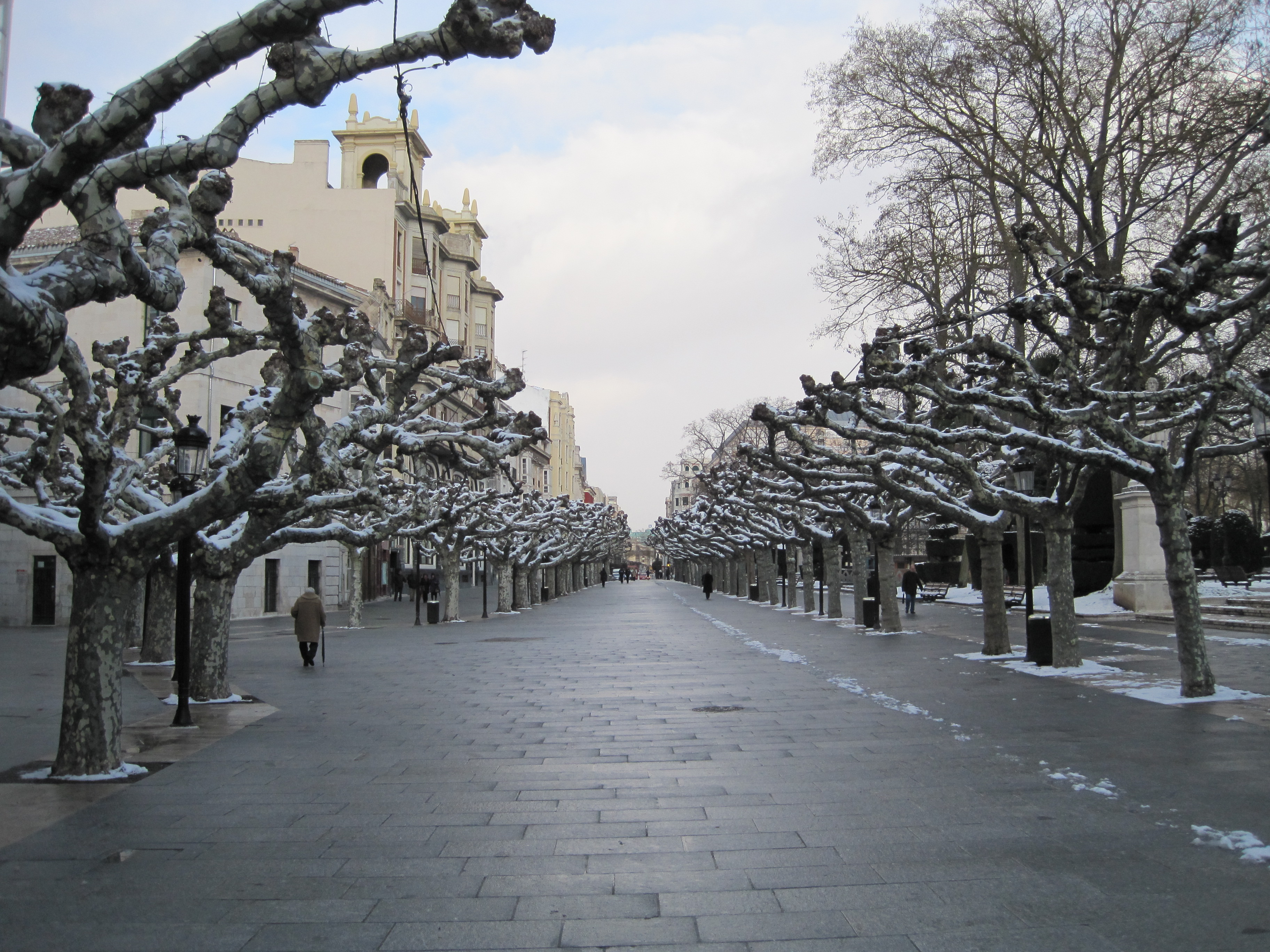
Paseo del Espolón
Es el paseo arbolado y ajardinado más céntrico y popular de todos los parques de Burgos. Surgió a finales del siglo xviii y se fue configurando durante el siglo xix. Conecta el arco de Santa María con la plaza del Cid, junto al teatro Principal y el palacio de la Diputación. En este paseo se encuentra también el Consulado del Mar y a través de los arcos del ayuntamiento se conecta el paseo directamente con la plaza Mayor. El Espolón tiene estatuas de reyes y personas ilustres relacionadas con la ciudad, un bonito templete de música, estanques, fuentes y árboles recortados de forma llamativa. Este paseo está considerado como «el salón» de la ciudad.

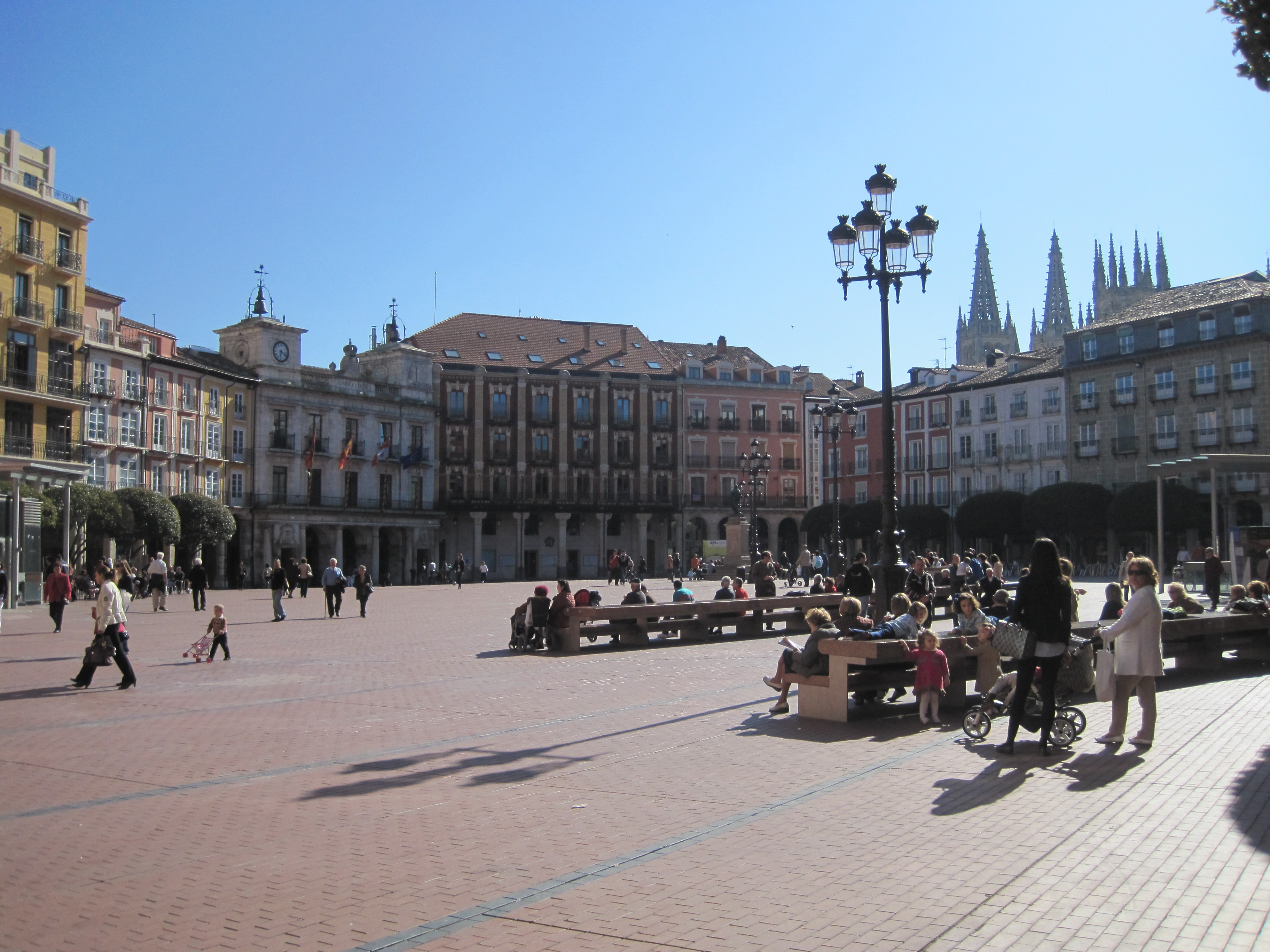
Plaza Mayor
Antiguamente conocida como plaza del Mercado Menor. Se trata de una construcción en forma de polígono irregular, situada colindante al paseo del Espolón, en pleno casco viejo. Primeramente llamada plaza de mercados semanales, concedida por los reyes Fernando el Católico y Carlos I, se convirtió en el mayor centro de actividad comercial de Burgos. En ella se abría la puerta de las Carretas, coincidiría actualmente con los arcos del ayuntamiento, por donde entraban los carros a los mercados que abastecían la ciudad y en su contorno se distribuían los puestos de venta, bajo los soportales que rodean la plaza. Con la reforma acaecida en 1791, se produjo la definitiva implantación como centro administrativo de la ciudad. Se derribó la puerta de las Carretas y la muralla contigua, dando luz verde para que se fueran construyendo nuevos edificios, alineados con el entorno de la plaza mediante fachadas porticadas. De esta manera, quedaba al sur, fuera de la muralla y junto al río y el paseo, la carretera que unía Francia con Madrid y al norte el espacio mercantil.
Calle de Fernán González

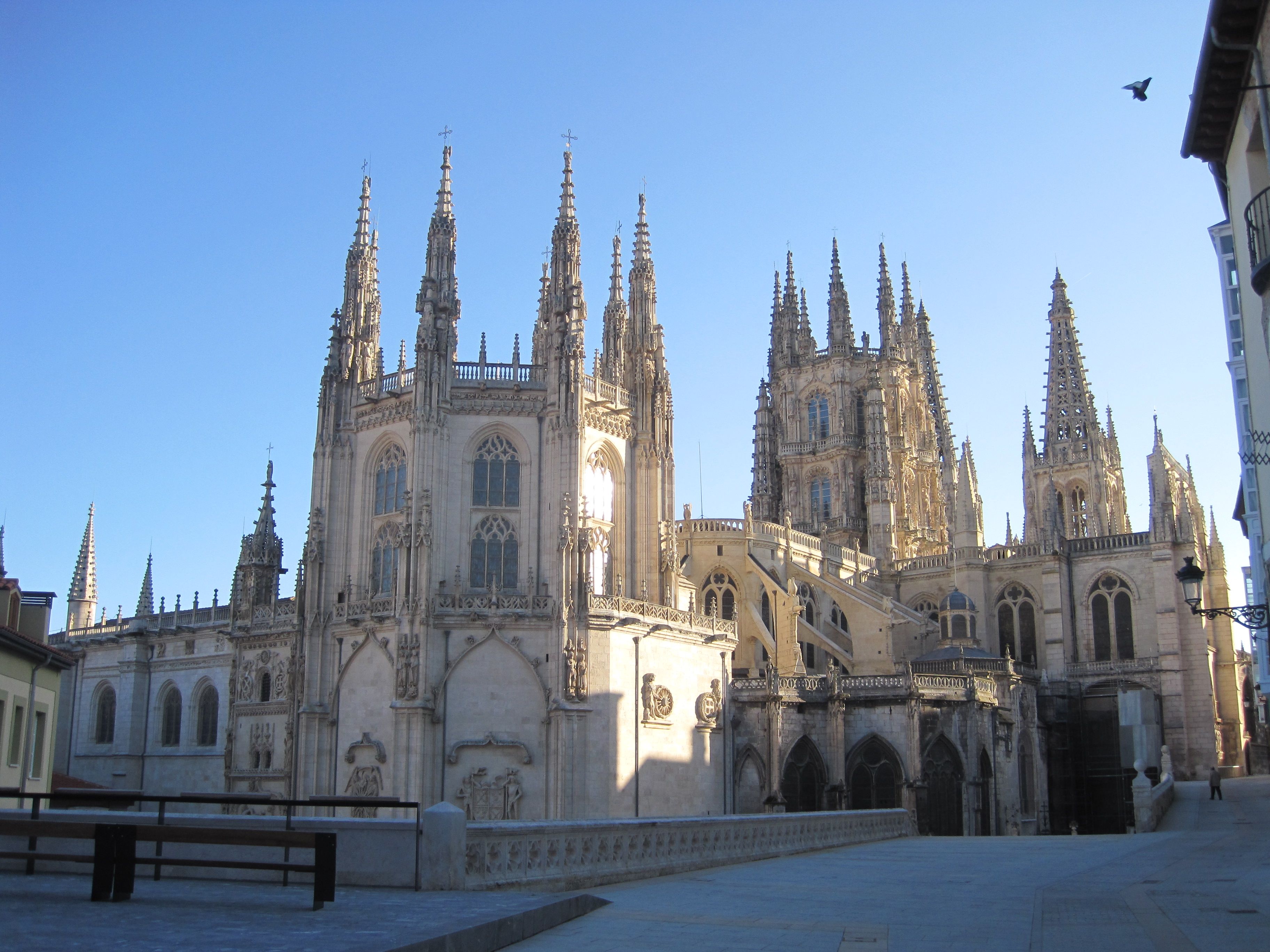
Desde la calle de Fernán González puede verse una amplia panorámica de la trasera de la catedral

Se trata de una de las calles con más historia de la ciudad, por ella discurre la mayor parte del Camino de Santiago. Comienza en las cercanías de la iglesia de San Gil, discurriendo hacia el oeste cuesta arriba, rodeando la catedral.
Entre el gran número de edificios singulares e históricos que se encuentran a lo largo de su recorrido, destaca el arco de Fernán González, pasada ya la catedral. Fue construido por el maestro Juan Ortega de Castañeda en 1586. Está formado por un arco de medio punto escoltado por dos columnas circulares. En la parte superior, varios escudos recuerdan la tradición heráldica del homenajeado. Se sitúa sobre el solar de la residencia del conde Fernán González, primer conde independiente de Castilla.
Antigua plaza del Mercado Mayor
Situada enfrente de la casa del Cordón. Durante la Edad Media, constituía el principal punto de comercio de la ciudad. Fue partida en dos plazas (las actuales plaza de Santo Domingo y plaza de la Libertad) a primeros del siglo xix con la construcción de los Soportales de Antón.
Las Llanas

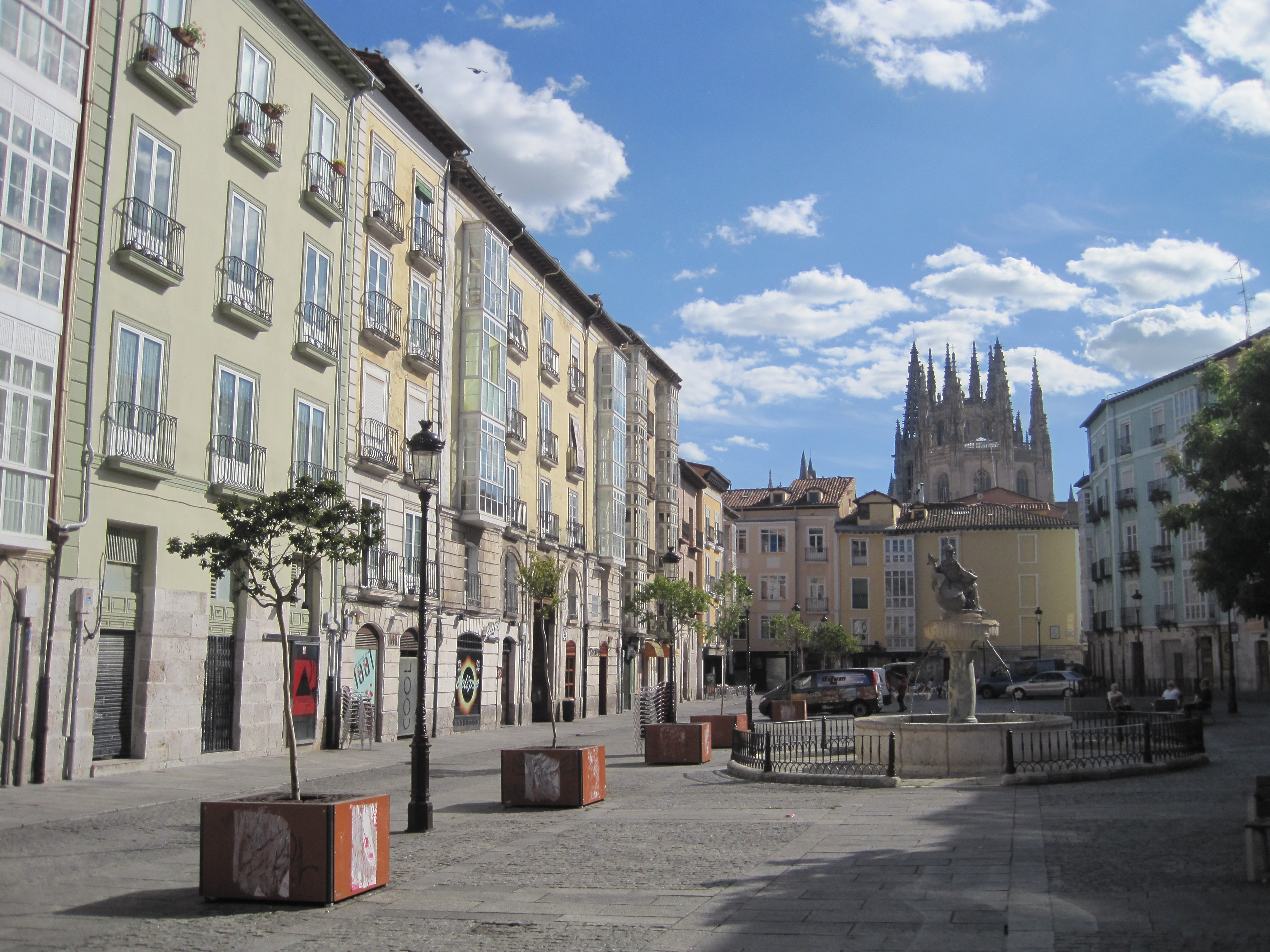
Calle Huerto del Rey, con la catedral al fondo

La Llana de Afuera es una plaza situada en la fachada este de la catedral, junto a la capilla de los Condestables, que da acceso a través de dos pasadizos a una plaza interior llamada Llana de Adentro que mediante otro pasaje conecta con la calle de la Paloma. Con el nombre de Las Llanas se conoce al espacio aledaño comprendido al este de la catedral, entre las calles Laín Calvo y Fernán González, como la calle Huerto del Rey, también conocida como la Flora. La zona es conjunto arquitectónico de traza medieval, formado por iglesias, casas, arcos y plazas. Desde hace décadas es una de las zonas de fiesta de la ciudad, frecuentada principalmente los fines de semana por jóvenes y universitarios.
Plaza de San Juan
Colindante con la antigua muralla, en la zona este de la misma, se encuentra esta plaza, una de las más emblemáticas de la ciudad, rodeada de edificios monumentales y culturales. Es atravesada por el Camino de Santiago que entra en ella a través del arco de San Juan cruzando el puente de los leones. Posee una configuración que puede denominarse italiana, al combinar el puente (sobre el río Vena), una iglesia (iglesia de San Lesmes), un monasterio (el monasterio de San Juan) y un edificio público (la biblioteca de San Juan). En esta plaza estuvo situada la estatua de Diego Porcelos hasta que se trasladó a su emplazamiento actual en la plaza de Santa Teresa, junto al Complejo de la Evolución Humana.
Plaza del Rey San Fernando

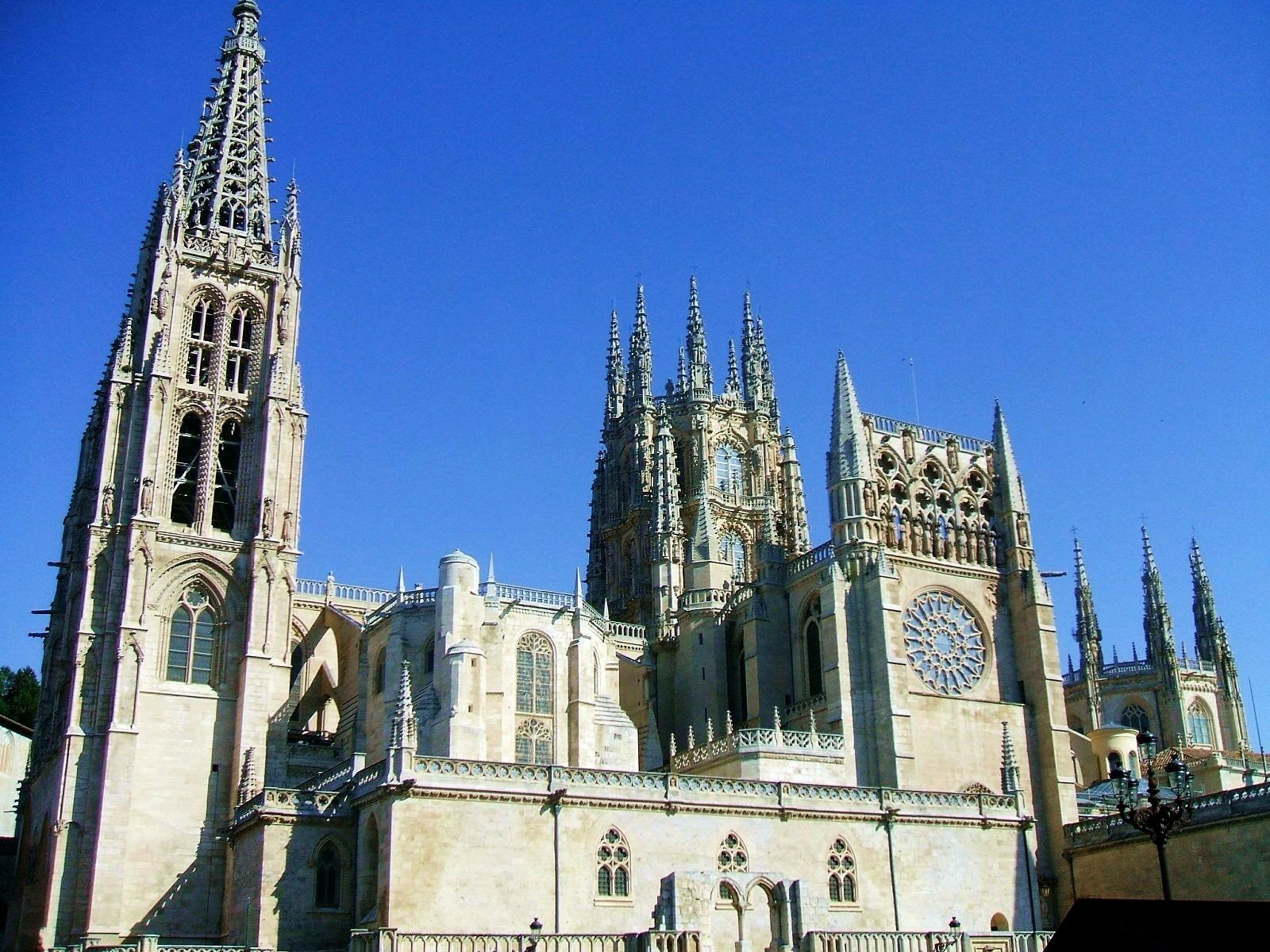
La catedral, desde la plaza del Rey San Fernando al atravesar el arco de Santa María

Enclavada entre el arco de Santa María y la catedral, es una de las más tradicionales y transitadas. En 2010 se remodeló dentro del plan catedral XXI, que pretende revitalizar el entorno de la catedral.
Plaza de Alonso Martínez
Situada colindante con el trazado del Camino de Santiago. Se trata de una de las plazas más transitadas de la ciudad, dado su carácter peatonal y de paso. En ella se encuentra el edificio de Capitanía en el que está situado actualmente en Museo Militar.
Ayuntamiento

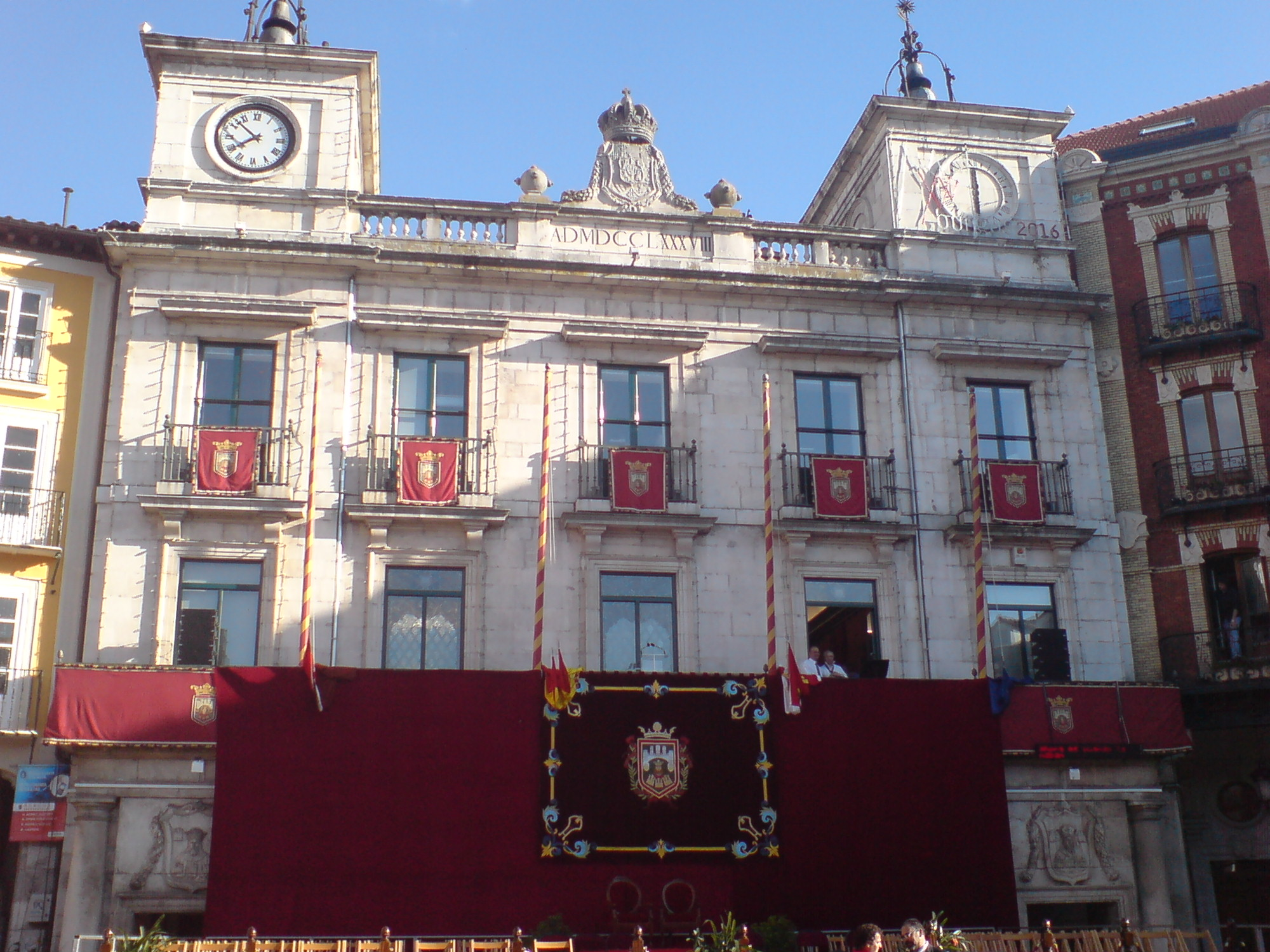
Fachada del Ayuntamiento, durante la celebración de los Sampedros

Edificado en 1787, alberga la sede del Ayuntamiento de la ciudad. Al igual que otros edificios colindantes a él, fueron diseñados por Ventura Rodríguez, y constituyen un singular ejemplo del neoclasicismo español. Unas marcas rojas con fechas en los soportales inferiores indican el nivel al que llegaron las aguas en diferentes fechas, debido a las fuertes lluvias, que hicieron crecer el caudal desbordando los ríos Pico y Vena (no el río Arlanzón como se suele creer, aunque esté más cerca del lugar).
Vía Aquitana
Se tratan de los únicos vestigios romanos existentes en la ciudad. La vía conectaba el eje este-oeste del norte de la península.[cita requerida] Todavía se conservan en buen estado algunos tramos. Se tiene prevista la restauración y puesta en valor de una parte de ella, en un parque urbano que se situará cerca de la estación de ferrocarril.

### Parques y zonas verdes
La mayoría de parques de la ciudad de Burgos se encuentran en los alrededores del río Arlanzón. Precisamente, las riberas del propio río constituyen un corredor verde a lo largo de la ciudad.
| Paraje                                                                                        | Superficie (ha) |
| --------------------------------------------------------------------------------------------- | --------------- |
| Parque de Fuentes Blancas y paseo de La Quinta, aguas arriba del Museo de la Evolución Humana | 202,67          |
| Parque lineal del río Arlanzón, aguas abajo del Museo de la Evolución Humana                  | 85,94           |
| Cerro del Grajo, Hospital Universitario de Burgos                                             | 18,34           |
| Cerros del Castillo y de San Miguel                                                           | 90,91           |
| Fuente del Rey, Villalonquéjar                                                                | 104,98          |
| Bella Vista                                                                                   | 205,96          |
| Villafría de Burgos                                                                           | 51,00           |
| Total                                                                                         | 759,8           |

Parque del Castillo
El cerro de San Miguel es uno de los pulmones de la ciudad. La ciudad nació en este lugar y fue creciendo por la falda sur del cerro del castillo. Progresivamente, los barrios altos fueron desapareciendo. Tras la voladura del propio castillo por las tropas napoleónicas en 1813, se ubicaron posteriormente instalaciones militares. En los años cincuenta, el ingeniero Mariano Jaquotot, que más tarde sería alcalde de la ciudad, decide poblar de arbolado el monte del Castillo, que hasta el momento había permanecido totalmente desnudo.
Además de las ruinas del Castillo, su museo, el pozo medieval y las galerías subterráneas (todo ello visitable), en la zona hay dos bares-restaurantes, también hay algunos tramos de las murallas de la ciudad que rodean el parque (San Esteban, calle Las Murallas) y varias zonas de aparcamiento en distintos lugares del cerro, tanto junto al Castillo como cercanas al mirador sobre la ciudad.
Muy cercano al parking junto al recinto del Castillo se encuentra una de las atracciones de ocio del parque, tanto para niños como para adultos, se trata de un parque de cuerdas entre los pinares con varios circuitos para distintas edades. También en el cerro de San Miguel se encuentra el Centro de Conservación de Aves en el que se recuperan dichos animales. Cerca existe una pista de carreras de galgos. También dispone de zonas recreativas para niños con columpios y circuito por todo el parque para practicar ejercicio con instalaciones al aire libre, así como un recorrido para bicis BTT y también si se desea se puede practicar senderismo. Así mismo, hay una zona aterrazada con jardines y una fuente ornamental entre el castillo y el mirador. Lo más destacable del parque, en cuanto a vistas, aparte de las que se disfrutan desde el torreón más alto del castillo, son las vistas desde el Mirador, desde el cual se obtiene una gran panorámica de una buena parte de la ciudad, especialmente de la catedral y el centro histórico. Una cartela metálica en la barandilla permite identificar los lugares y monumentos más característicos de la ciudad.
Fuentes Blancas
Situado aguas arriba del río Arlanzón, se encuentra en la zona este de la ciudad. Es un parque de gran extensión, con zonas recreativas, una playa artificial en el río y un circuito de bicicletas BMX. En esta área se encuentra la Cartuja de Miraflores. Su nombre proviene de las numerosas fuentes que tiene (del Prior, de la Teja, de la Salud y de los Castaños).
Paseo de la Isla

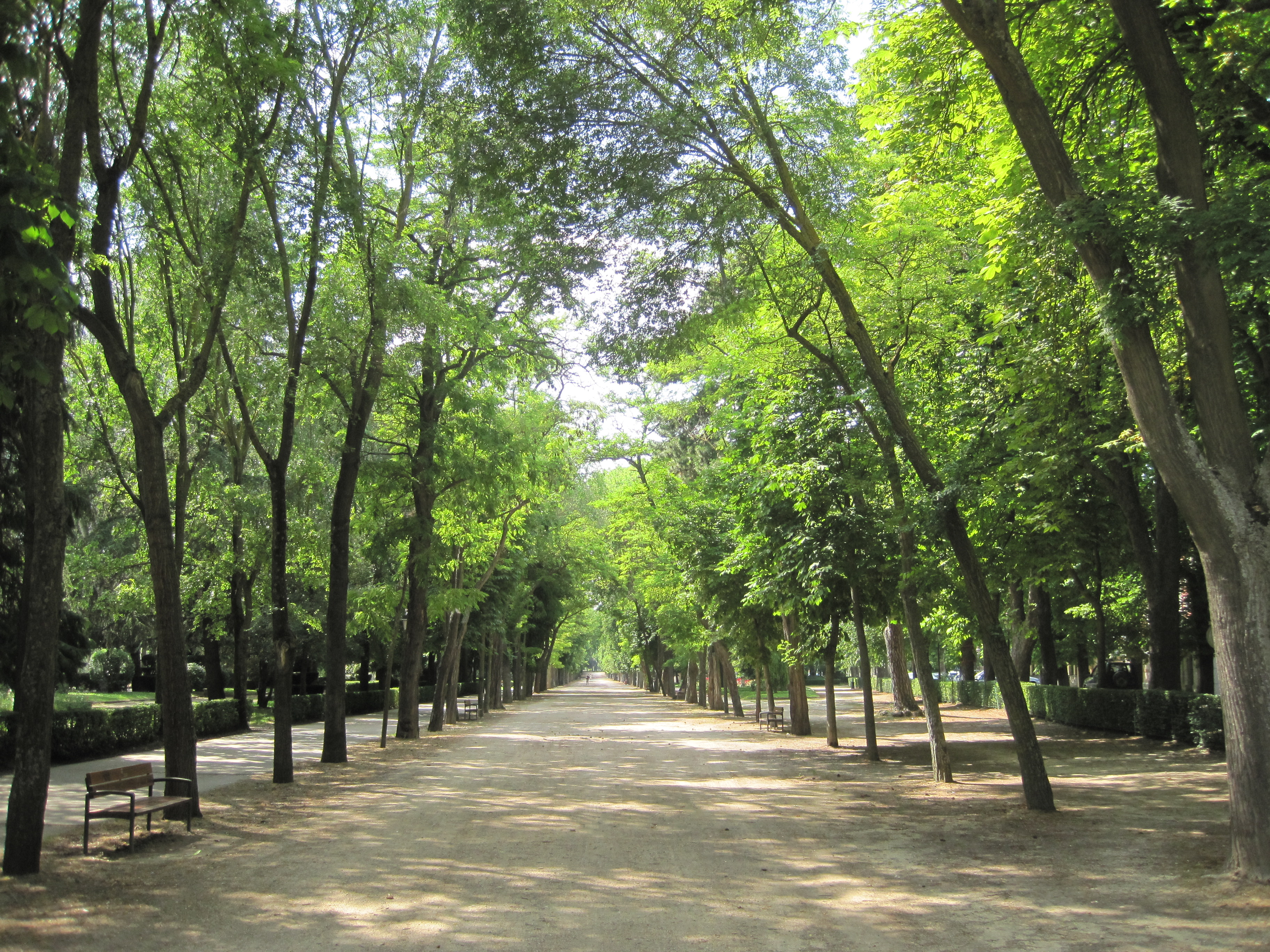
Corredor principal del paseo de la Isla, uno de los parques más emblemáticos de la ciudad

Este paseo, situado a la orilla del río Arlanzón, en un terreno de una antigua isla formada entre el río y los canales de la ciudad, es considerado un verdadero jardín botánico.
Se encuentra en la margen derecha del Arlanzón. Es un paseo de corte romántico. Dispone de gran variedad botánica, así como de monumentos. Así, se puede encontrar un busto de Miguel de Cervantes, los Arcos de Castilfalé, la fuente del monasterio de San Pedro de Arlanza, la portada de la ermita románica de Cerezo de Río Tirón, así como una gran fuente-cascada y un parque muy completo con interesantes columpios para los niños donde están representados los personajes más conocidos de la ciudad.
Su nombre proviene de la forma en islotes que poseía el parque en tiempos de la ocupación francesa, puesto que debido al Arlanzón existían una serie de pequeñas islas entre el curso del río.
Tiene una longitud aproximada de 800 m. En 2011 se realizó una reforma integral, al mejorarse los pavimentos, el ajardinado, la integración con el río, y la restauración de elementos patrimoniales de interés.
Parque de El Parral
Situado en la orilla opuesta del río Arlanzón, en el punto que finaliza el paseo de la Isla y que comienza el paseo de las Fuentecillas hay que cruzar el puente de Malatos y adentrarse en el recinto del Parral que se sitúa entre el monasterio de las Huelgas y el hospital del Rey. Es un gran parque propiedad de Patrimonio Nacional abierto al público y en el que se situaba anteriormente el albergue de peregrinos de la ciudad. En este parque se celebra en junio la festividad local del Curpillos con asistencia masiva de burgaleses con gran ambiente festivo amenizado por las peñas de la ciudad con sus puestos de pinchos y bebidas y con mercadillo alrededor del parque.
Parque de la Quinta
Es un paseo y parque con dos tramos diferenciados. El tramo más céntrico comienza de forma continua al paseo de Atapuerca y la plaza de Santa Teresa siguiendo aguas arriba el río Arlanzón. Este tramo es un jardín botánico con especies de la provincia de Burgos que se convierte en parque forestal desde el puente de la autovía de ronda para finalizar en la zona de Fuente del Prior. Así que resumiendo, La Quinta conecta el parque de Fuentes Blancas con el centro de la ciudad siguiendo el cauce del río Arlanzón por su margen izquierda.
Parque de Félix Rodríguez de la Fuente
Entre los barrios de Capiscol y Gamonal, ha sido ampliado recientemente. Dispone de estanques, el principal con una fuente con cascada, zonas recreativas y un monumento al naturalista pozano.
Parque Lineal del Río Vena

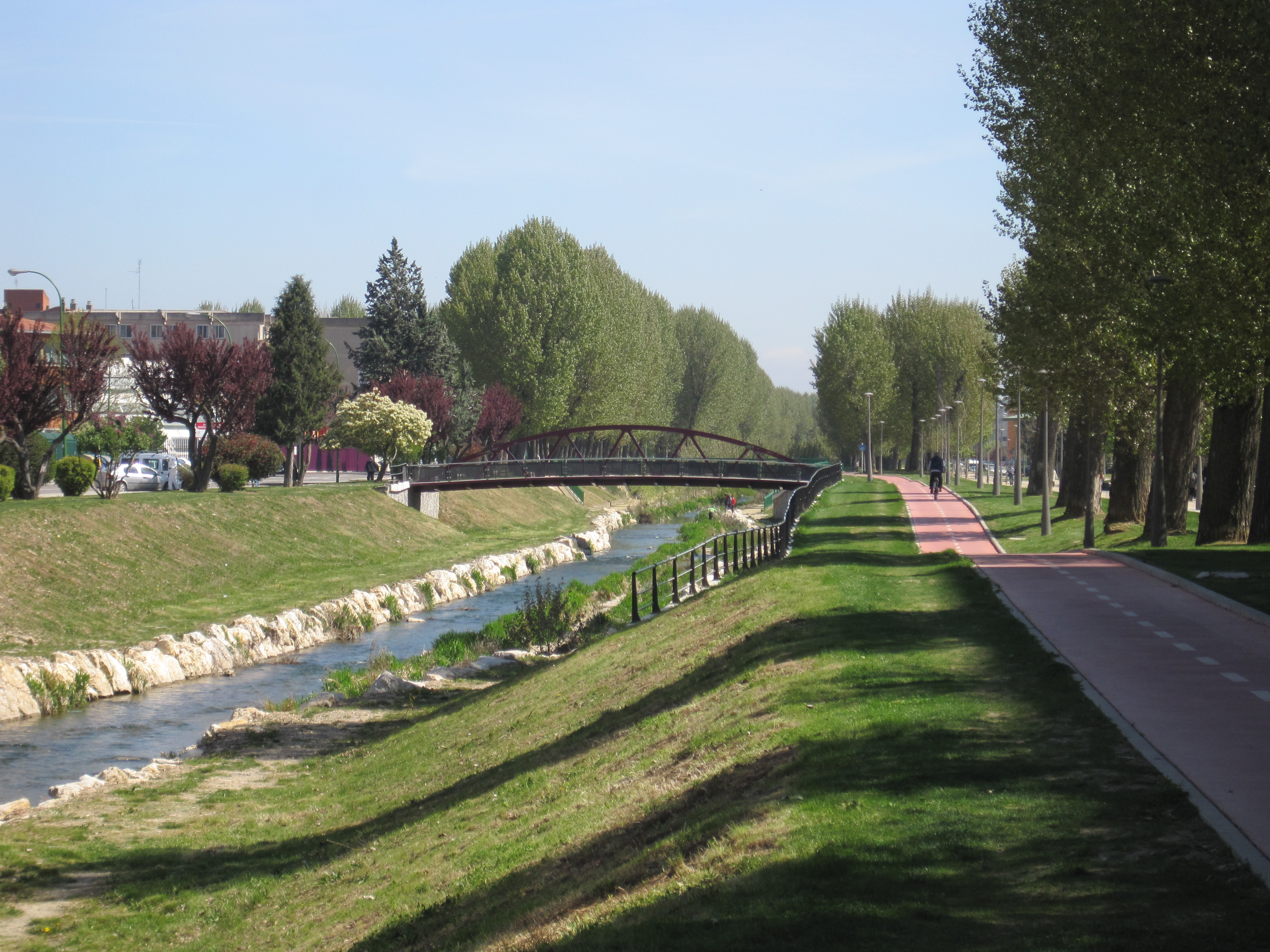
Gracias a fondos europeos, se han rehabilitado buena parte de las riberas del río Vena

Se configura a través de remodelaciones en las orillas del río Vena. Arranca en la plaza de España y continúa subiendo el cauce de dicho río en dirección este de la ciudad hacia el barrio de Villímar.
Paseo del Espolón
Se trata del paseo más emblemático de la ciudad. De carácter arbolado y ajardinado, fue creado a finales del siglo xviii con añadidos del siglo xix. Conecta el arco de Santa María con el Teatro Principal. Por el discurría la carretera de Madrid a Bayona, cuyo paso de carruajes atraía al paseo de los ciudadanos.
Paseo del Espoloncillo
Situado a la altura del Espolón, pero en la otra orilla del río, entre los puentes de San Pablo y Santa María.
Ribera del río Arlanzón

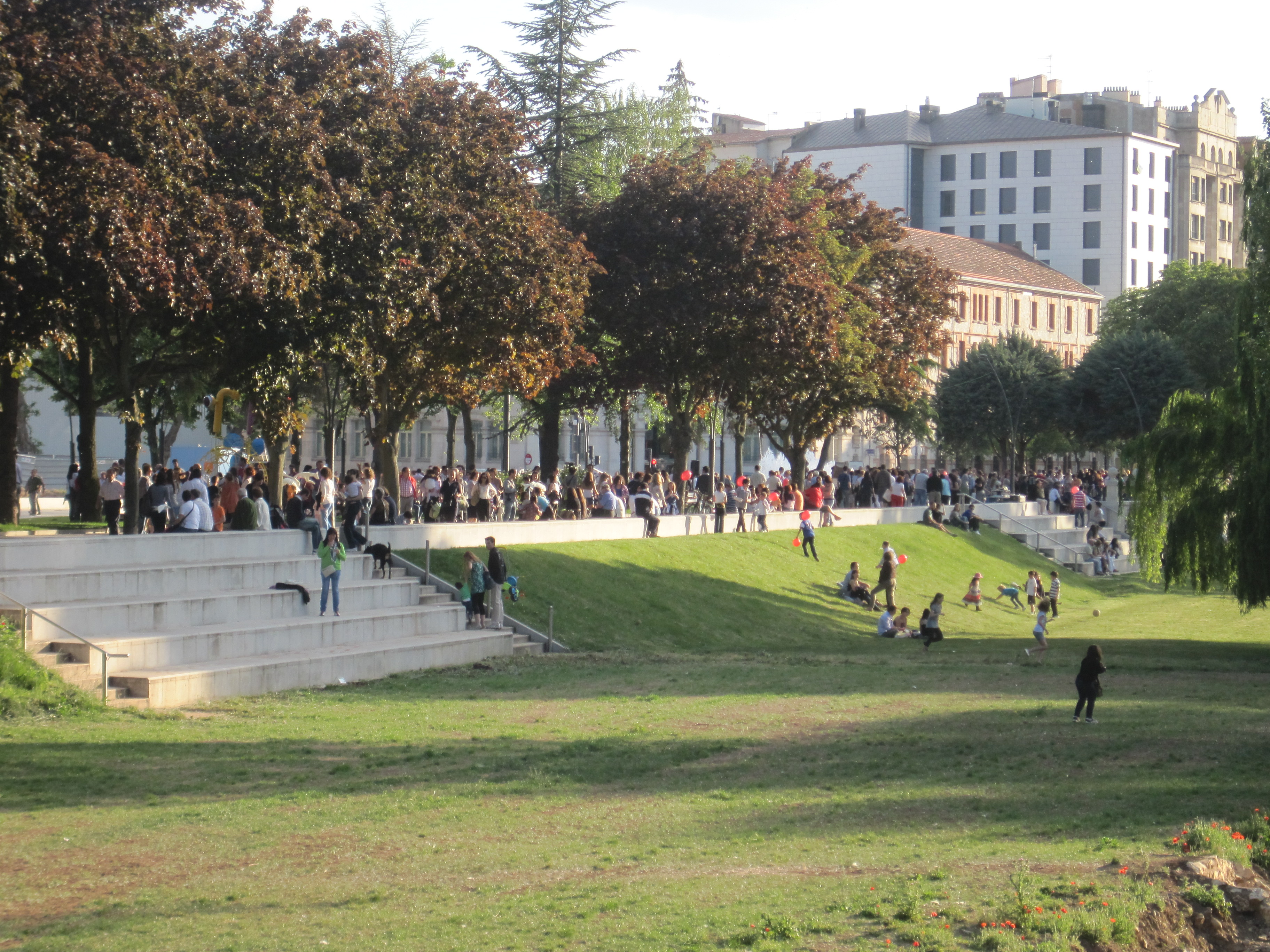
Escaleras de acceso al río Arlanzón, en pleno parque lineal, y junto al MEH

A orillas del Arlanzón, se extiende un parque lineal que abarca todo su cauce a su paso por la ciudad. Conecta con Fuentes Blancas y con el paseo de la Isla.
Humedal de Fuentes Blancas
Se trata de un humedal surgido de forma artificial a partir de un antiguo meandro del río Arlanzón, punto de encuentro de una amplia diversidad de fauna y flora, en especial de aves.
Parque de San Isidro
Es un parque creado en 2016 sobre el cerro de San Isidro, en el barrio de San Pedro y San Felices, al suroeste de Burgos.
Parque de Logroño o de la Cruz Roja
Diseñado por el paisajista uruguayo Leandro Silva, se inauguró en 1974. El parque se caracterizaba por sus fuentes, que brotaban del suelo.

## Servicios

### Sanidad

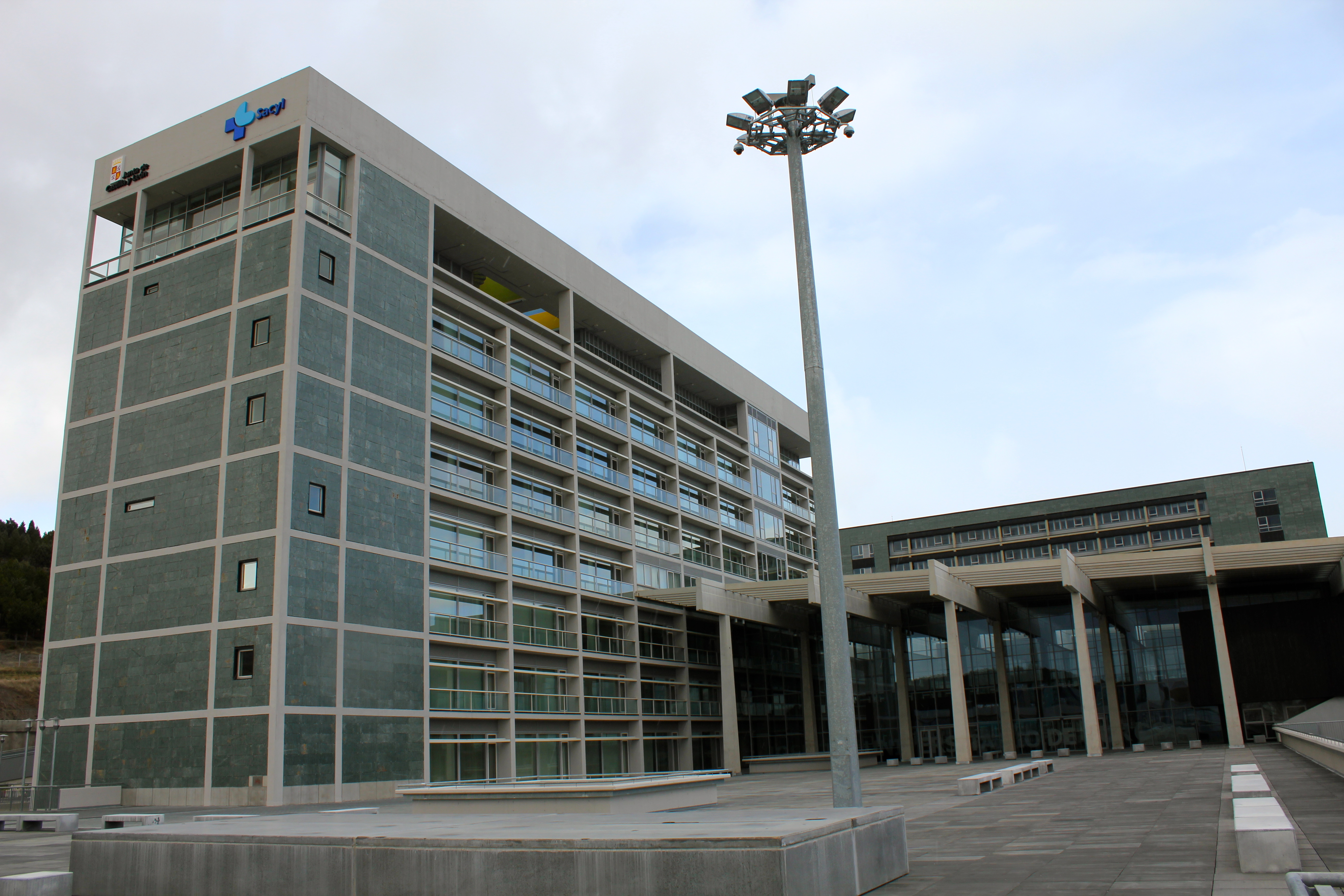
Entrada principal al hospital Universitario de Burgos

La ciudad de Burgos cuenta con dos grandes centros sanitarios de titularidad pública, gestionados por Sanidad Castilla y León (Sacyl):
- Hospital Universitario de Burgos (HUBU), construido en régimen CPP (colaboración Público-Privada), está en funcionamiento desde 2012 y ha sustituido tanto al hospital provincial Divino Valles,[90] como al antiguo hospital principal público de la ciudad, el hospital General Yagüe. Posee un total de 677 camas básicas, de las que el 42 % de las habitaciones son individuales y en caso de necesidad podrían duplicarse hasta alcanzar un número total 900 camas.
- Hospital Fuente Bermeja: forma parte del complejo hospitalario de Burgos en la especialidad de psiquiatría junto a las unidades de la misma especialidad del hospital Divino Valles y del hospital Universitario.

La ciudad cuenta además con dos hospitales privados: San Juan de Dios y Recoletas, numerosos centros de salud; existe también, un puesto permanente de Cruz Roja Española, y 114 farmacias repartidas por diferentes puntos del casco urbano.
Con la apertura del hospital Universitario de Burgos quedaron parcial o totalmente sin uso o cambiaron de utilidad, según el caso, los 3 hospitales públicos con los que contaba la ciudad:
- Hospital General Yagüe: era el hospital principal de la ciudad, en marzo de 2016 se comenzó su desmantelamiento interior con el reciclaje de los materiales por una empresa especializada y reconocida a nivel nacional que también se encargó de los trabajos de demolición exterior del edificio durante el verano y hasta noviembre de 2016.[91]
- Hospital Provincial Divino Valles: hoy en día se mantiene como complemento al hospital Universitario con los distritos de Salud Mental y además en él se encuentran las instalaciones del Instituto Anatómico Forense y también en él se encuentra el Punto de Atención Continuada (PAC) que reúne las urgencias fuera de horario que estaban divididas en dos centros de salud de la ciudad. En este hospital además está situada la sede de Donantes de Sangre Burgos y el Banco de Sangre.
- Hospital Militar de Burgos: sus instalaciones se han remodelado y adaptado a otros usos y ahora sus distintos módulos son facultades de la Universidad de Burgos y uno de sus pabellones es el centro de salud de Huelgas que da servicio a la zona.

### Transporte y comunicaciones
La ciudad posee un sistema de comunicaciones desarrollado que, unido a su privilegiada situación geográfica, la convierte en el principal nodo de transportes del norte de España. Muestra de ello es la sede de estacionamiento y mantenimiento de vehículos de ALSA para las rutas norteñas.
Burgos es la ciudad española más galardonada en términos de transporte sostenible. Iniciativas como la implantación del biodiésel en la flota municipal (Policía, Bomberos, Autobuses), la renovación de parte de la flota de autobuses, el sistema Bicibur de préstamo de bicicletas o el control de acceso de vehículos al casco histórico, han recibido el reconocimiento de galardones como Ciudad Civitas del año 2007 o el Energy Globe Award en 2009.
Sus amplias avenidas, unido a la reciente apertura de rondas interiores y de partes de la circunvalación exterior, permiten un tráfico fluido, convirtiéndose en la capital de provincia en España que posee un menor número de calles con retenciones, con menos del uno por ciento.

#### Carretera

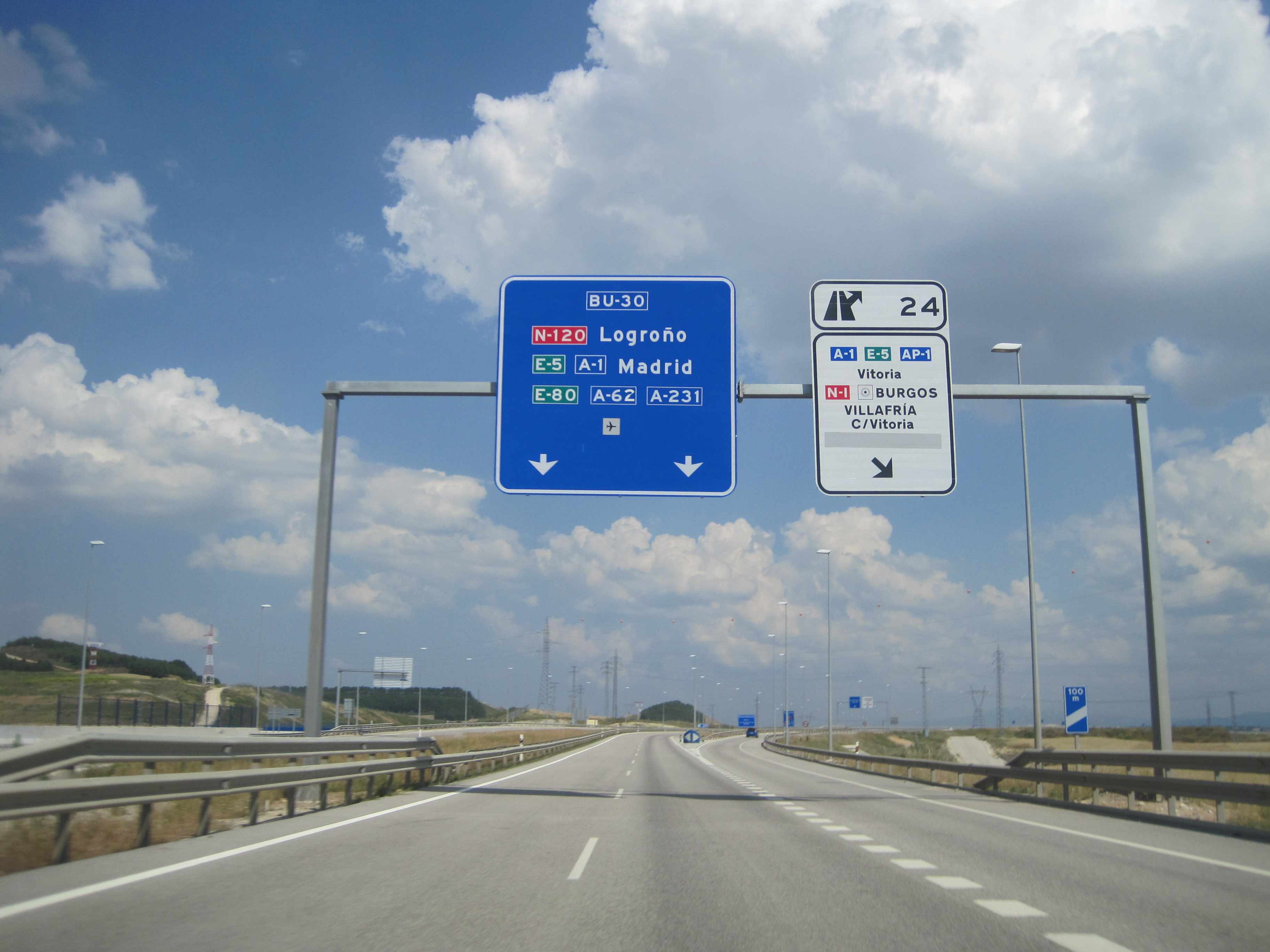
En 2008, entró en funcionamiento parcial la ronda norte, parte de la BU-30

Por el municipio discurren numerosas carreteras nacionales, autovías y autopistas que unen a la ciudad con todas las capitales que la rodean. Gracias a su ubicación, Burgos ha prosperado económicamente como nudo de enlaces tanto de transportes nacionales (Madrid-País Vasco, Barcelona-Logroño-Vigo), como internacionales (Francia-Marruecos, Portugal-Francia, Camino de Santiago Francés). El eje principal y mejor desarrollado de comunicaciones terrestres es la N-I, que une Burgos con Madrid y la frontera francesa. Otras autovías que conectan la ciudad con León y Valladolid forman el segundo gran eje de comunicaciones, fuente de un importante tráfico con Portugal y Galicia. Hay previstas nuevas autovías conectarán con la Rioja y Cantabria.
Destacan las siguientes vías rápidas:
| Identificador | Identificador | Denominación                       | Itinerario                     |
| ------------- | ------------- | ---------------------------------- | ------------------------------ |
| A-1           | E-5           | Autovía Madrid-Burgos              | Madrid-Aranda de Duero-Burgos  |
| AP-1          | E-5 E-80      | Autopista del Norte                | Burgos-Armiñón                 |
| A-62          | E-80          | Autovía de Castilla                | Burgos-Portugal                |
| A-73          |               | Autovía Burgos-Aguilar             | Burgos-Aguilar de Campoo       |
| A-231         |               | Autovía Camino de Santiago         | León-Burgos                    |
| BU-11         |               | Ronda de Burgos                    | Plaza del Rey-Nudo Landa       |
| BU-30         |               | Circunvalación de Burgos o Ronda 2 | Peaje de Castañares-Nudo Landa |

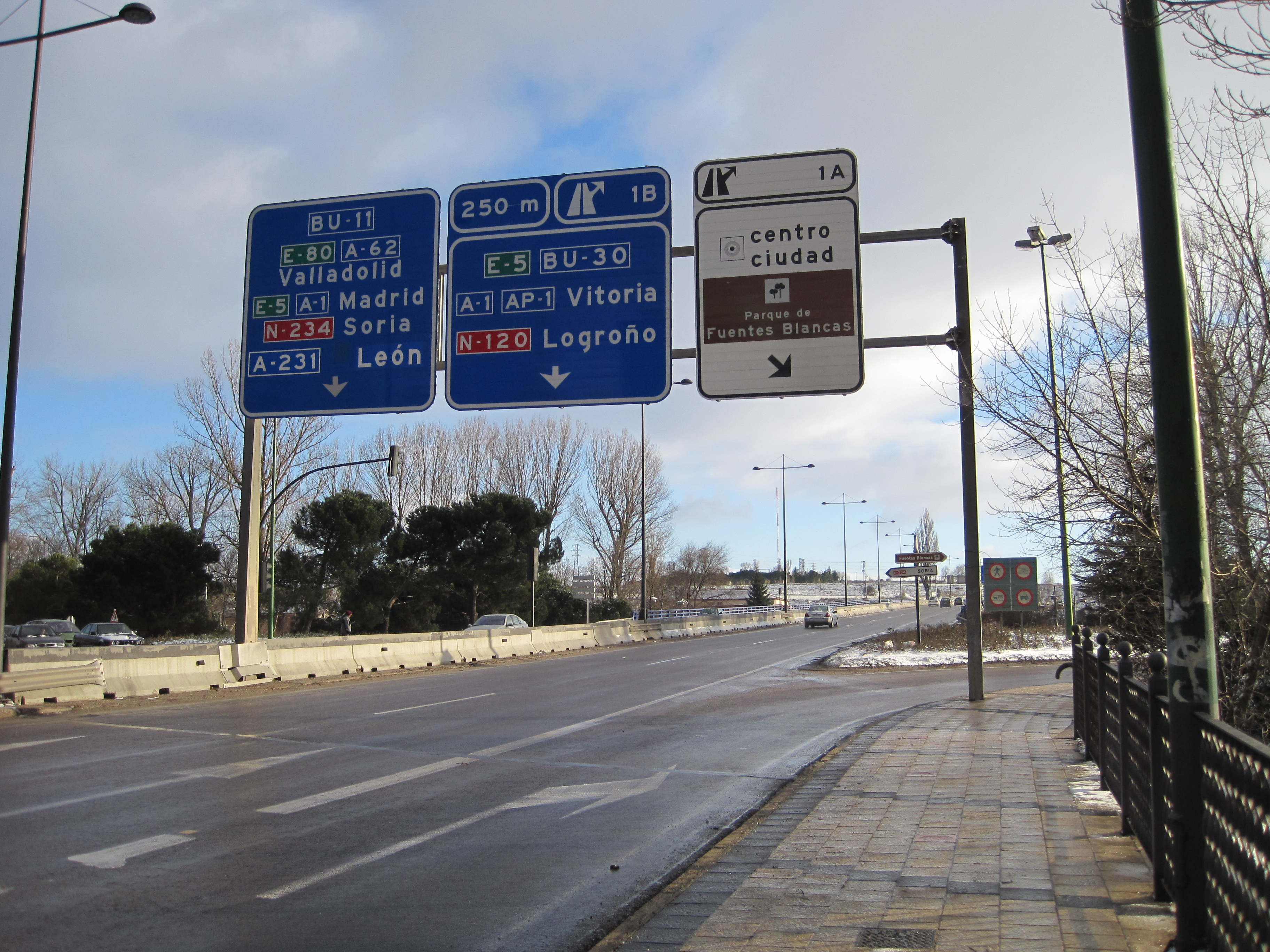
Inicio de la BU-11. Actualmente ha visto reducido su tráfico con la apertura de nuevos tramos de la BU-30

La ciudad se encuentra totalmente circunvalada mediante la BU-30. Permite que cualquier tráfico externo evite el tener que entrar a la ciudad y circular hacia su destino en cualquier dirección mediante vías rápidas.
El principal acceso por el sur (viniendo desde Madrid por la A-1) se realiza a través de la BU-11, entrando en la ciudad por la plaza del Rey.
Existen otras carreteras nacionales con origen en la ciudad, entre ellas:
| Identificador | Itinerario                                                       |
| ------------- | ---------------------------------------------------------------- |
| N-I           | Burgos-Briviesca-Miranda de Ebro-Irún-Frontera francesa          |
| N-120         | Logroño-Burgos-Vigo                                              |
| N-234         | Sagunto-Teruel-Soria-Burgos                                      |
| N-620         | Burgos-Valladolid-Salamanca-Fuentes de Oñoro-Frontera portuguesa |
| N-623         | Burgos-Santander                                                 |
| N-627         | Burgos-Aguilar de Campoo                                         |

La red autonómica:
| Identificador | Denominación                      | Itinerario                                                                                   |
| ------------- | --------------------------------- | -------------------------------------------------------------------------------------------- |
| BU-622        | Carretera de Aguilar de Campoo    | Burgos-Quintanadueñas-Montorio                                                               |
| BU-800        | Carretera de San Pedro de Cardeña | Burgos-Cardeñadijo-Monasterio de San Pedro de Cardeña-Carcedo de Burgos-Cardeñajimeno-Burgos |

En la red secundaria, está la carretera de Poza, entre otras.
| Identificador | Denominación                         | Itinerario                   |
| ------------- | ------------------------------------ | ---------------------------- |
| BU-P-1001     | Burgos a Roa, sección Burgos a Arcos | Burgos-Arcos de la Llana-Roa |
| BU-V-5021     | Villímar a Poza de la Sal BU-5020    | Villímar-Poza de la Sal      |

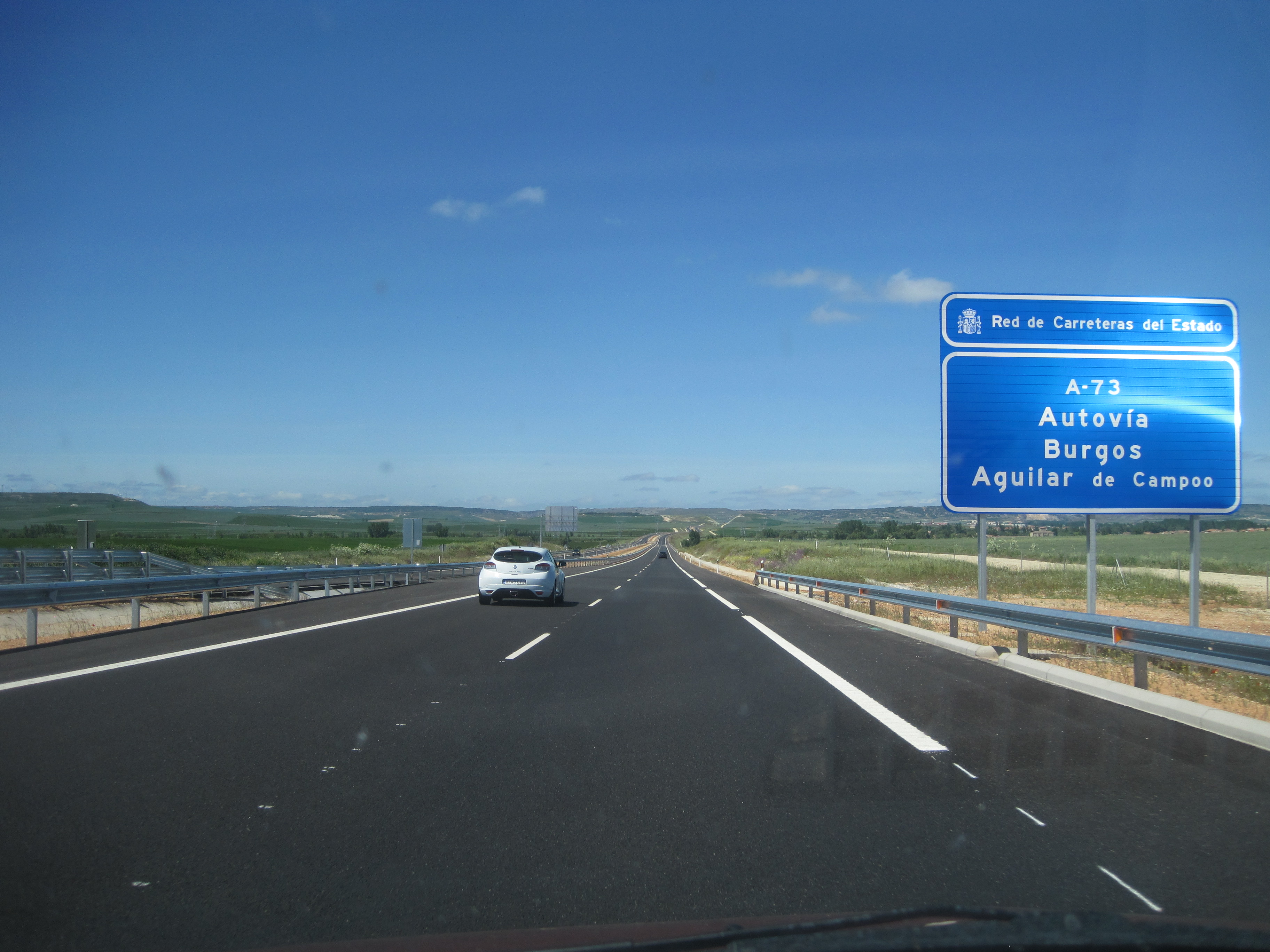
Ya se encuentran en funcionamiento los primeros 10 km de la autovía a Aguilar, que permitirá conectar Burgos con Santander en apenas 1h 45 minutos

Actualmente se encuentra en proyecto una nueva autovía que tendrá su punto de partida en el norte de la ciudad. Se trata de la A-73 que unirá Burgos con la cornisa cantábrica a través de Aguilar de Campoo. Los dos primeros tramos, entre Burgos y Quintanaortuño, abrieron en 2013. El resto han sido rescindidos por el Ministerio de Fomento debido a la crisis económica, pero siguen proyectados, y se espera su finalización antes de 2024.
También se prevé el desdoblamiento del tramo de la carretera N-120 entre Logroño y la capital, donde conectará con la parte más oriental de la autovía del Camino de Santiago A-231 y que se denominará A-12 (Burgos-Logroño-Pamplona). Actualmente, los tramos en la provincia se encuentran en proceso de redacción de proyecto.
Una de las vías principales que ha descongestionado el tráfico de la ciudad es la Ronda Interior Norte de Burgos que es una calle de 10 km y de doble carril por sentido, que discurre desde el barrio de Villímar (al este) hasta el barrio de Villalonquéjar (oeste), pasando puntos de gran interés del norte de la ciudad como hospital Universitario de Burgos, estación de Burgos Rosa Manzano o el cementerio conectando además el polígono industrial de Gamonal-Villayuda con el de Villalonquéjar.

#### Autobuses urbanos

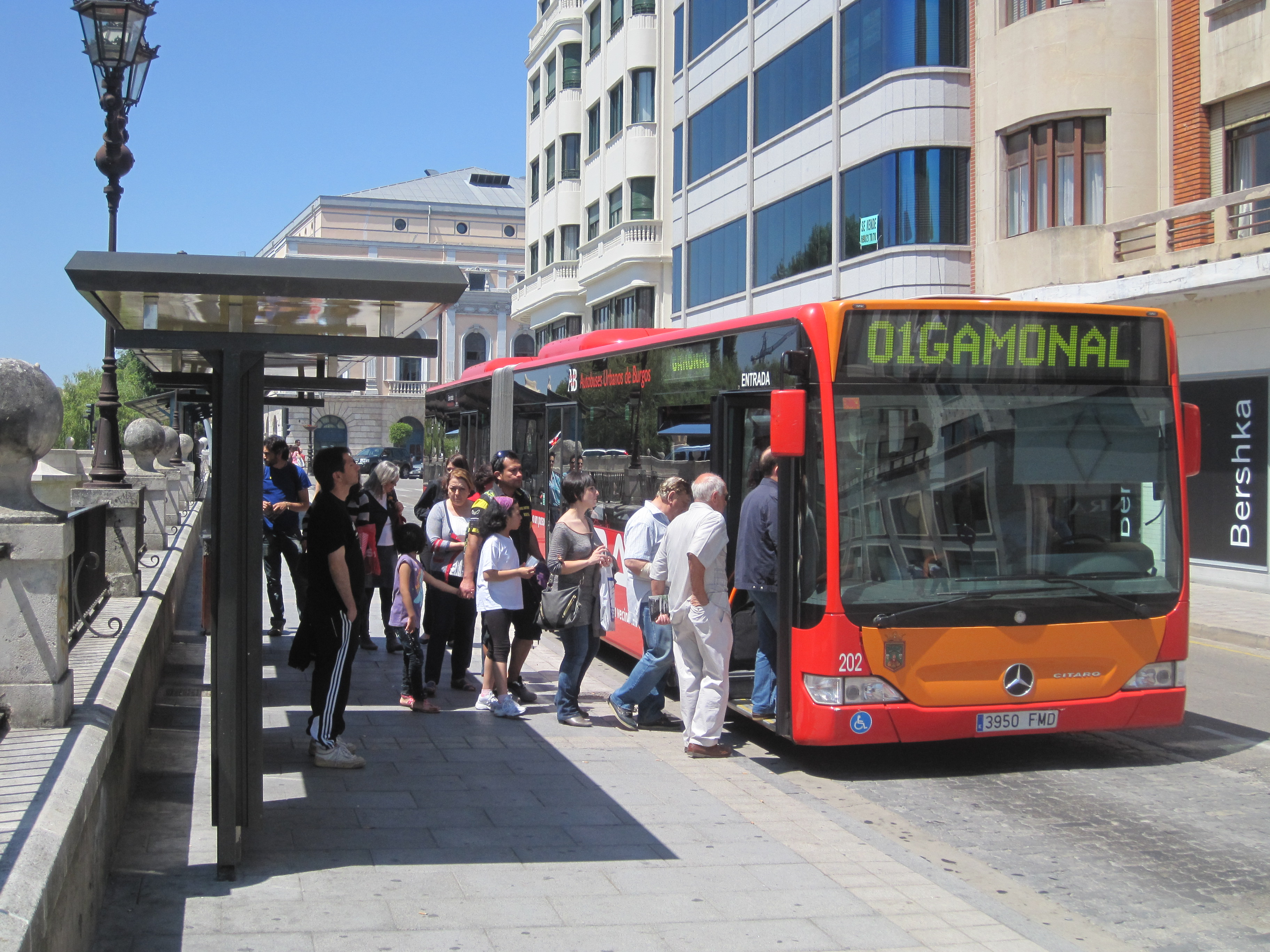
La línea 1, que une el barrio de Gamonal con el casco histórico, es la de mayor ocupación y frecuencia

Para el transporte interno en la ciudad existe una flota de autobuses urbanos que opera mediante 40 líneas, de ellas dos son nocturnas. En el año 2011, se contabilizaron unos 14 millones de viajeros.
La entidad encargada de la gestión del servicio es el Servicio Municipalizado de Autobuses Urbanos de Burgos. Los principales nodos de buses se encuentran en plaza de España, soportales de Antón, calle Vitoria 7, avenida del Arlanzón, calle Gran Teatro y plaza de Mío Cid.
En 2010, se puso en funcionamiento el sistema de tarjetas sin contacto del BonoBus. Al año siguiente, se instalaron máquinas de recarga automática en las principales paradas de la ciudad.
El precio del billete es uno de los diez más bajos de España, y el bonobús tiene el precio por viaje más bajo de todo el país.[cita requerida]

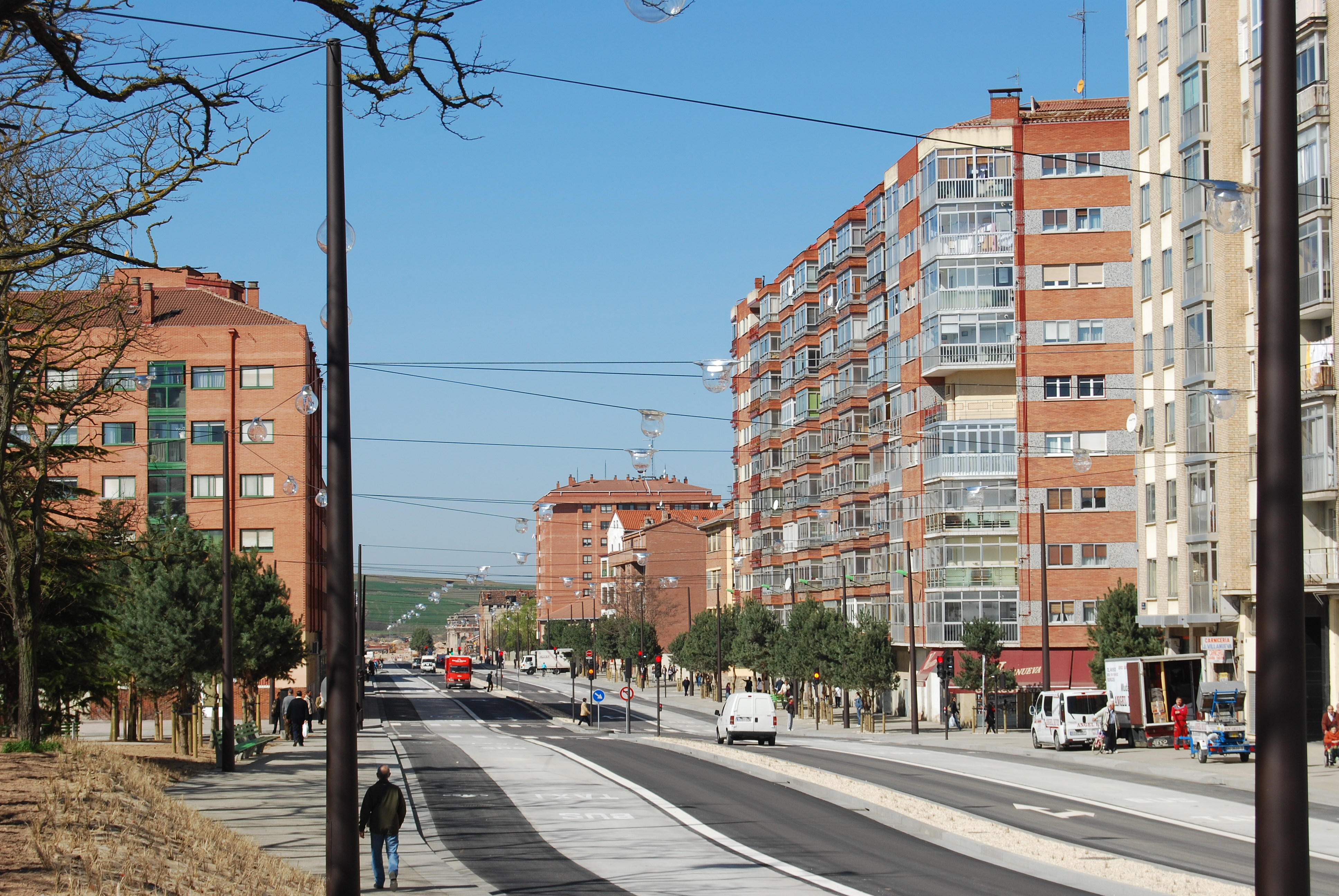
El Bulevar del Ferrocarril posee un carril por sentido reservado para transporte público, además de paradas de diseño y con letreros electrónicos

Debido a que la planificación de líneas es antigua y demasiado centralizada, se tiene previsto una reestructuración total, en la cual el bulevar del Ferrocarril se convertirá en uno de los principales ejes de transporte público, gracias a sus carriles dedicados (uno por cada sentido). Por ahora la línea 22 Bulevar-Hospital Universitario es la que tiene más recorrido por el bulevar.
Taxi
Burgos también cuenta con servicio de taxi y tiene 15 paradas repartidas por la ciudad: avenida del Cid (edificio Feygon), plaza del Cid, calle de Vitoria 27, avenida del Cid 96 (antiguo hospital General Yagüe), calle Madrid 5, avenida de la Audiencia (junto a la plaza de Castilla), avenida de Castilla y León (junto a plaza de Bilbao y edificio de la Junta de Castilla y León), paseo de los Pisones 1, antiguo hospital militar, hospital Divino Valles, Hospital Universitario (HUBU), calle Vitoria (junto a la barriada Juan XXIII), avenida de los Derechos Humanos (junto al centro de salud de la Antigua en Gamonal), estación de tren Rosa de Lima, aeropuerto.
Transporte metropolitano
Desde el año 2005, Burgos cuenta con el llamado Transporte Metropolitano, un sistema de autobuses que une los municipios del alfoz con la capital. Consta de nueve líneas que ofrecen servicio a más de 15 000 habitantes de 51 municipios.
En el año 2011, se realizó una leve ampliación de frecuencias en algunos servicios. También se tiene prevista la unificación de la tarjeta de transporte con la actual tarjeta sin contacto del servicio de autobuses urbanos, mejorando la realización de transbordos.

#### Ciclismo

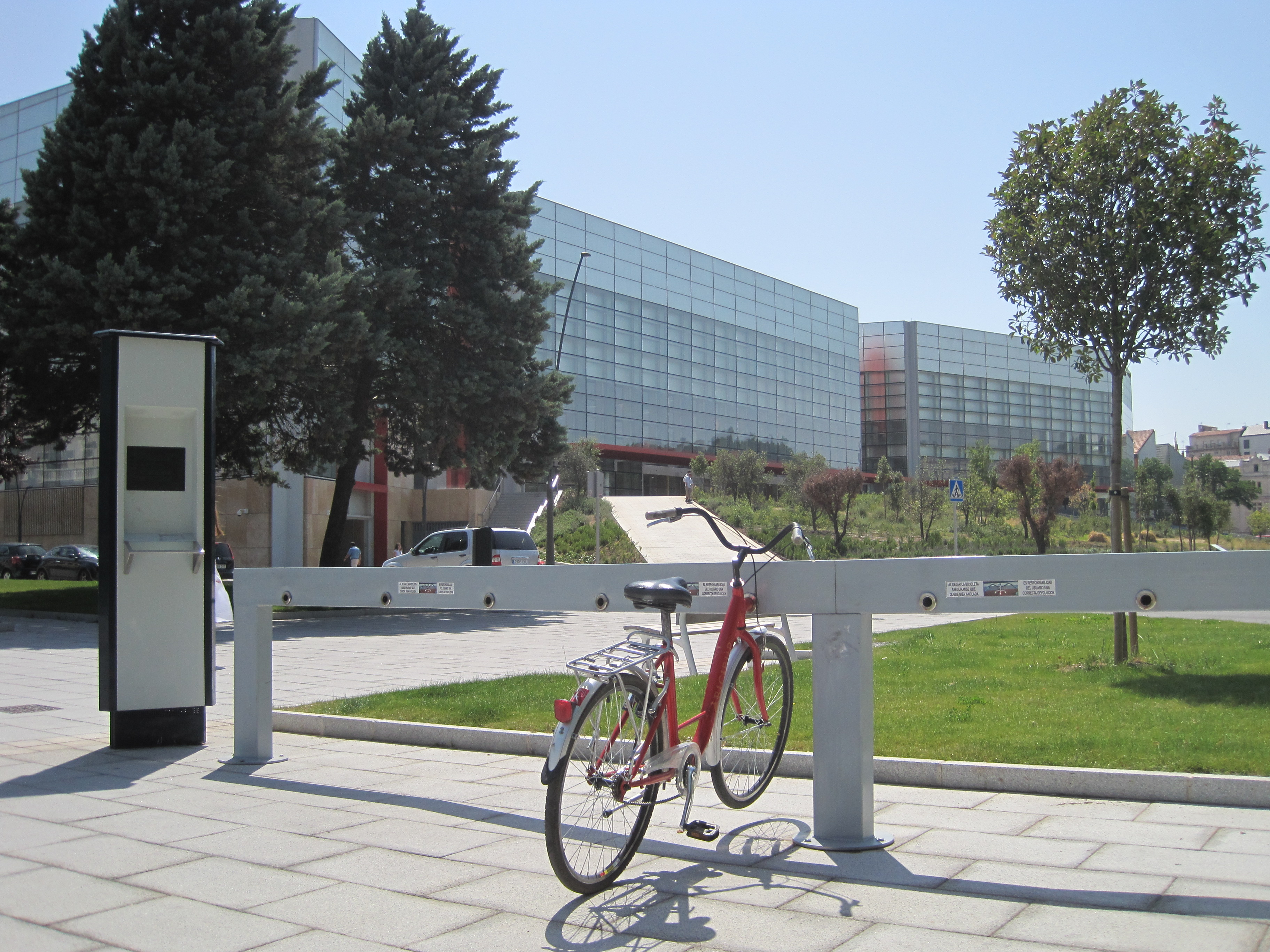
Una de las bancadas del sistema de alquiler de bicis Bicibur, situada enfrente del MEH

El uso de la bicicleta como medio de transporte está aumentando debido a diversas actuaciones como la instalación de aparcabicicletas recientemente renovado llegando hasta los actuales 1300 puntos de aparcamiento o el Servicio de Registro para evitar robos. Ostenta el segundo mayor uso porcentual del uso de la bicicleta en España (7,8 %) solo detrás de Vitoria, y muy por encima de otras ciudades españolas como Barcelona o Sevilla.
Carril bici
La ciudad cuenta con una red de carril bici de algo más de 60 km, convirtiéndose en la 6.ª ciudad española en kilómetros de carril bici, y la primera en kilómetros por habitante.[cita requerida] El principal eje es el que conecta Gamonal con el centro histórico y la universidad siguiendo el trazado del río Arlanzón.
Gracias al bulevar y su longitud, se dispone de un carril bici doble continuo de 12 km, compartiendo calzada con el resto de tráfico rodado, mejorando notablemente los tiempos de desplazamiento entre los extremos de la ciudad. Este carril bici en su mayoría del recorrido está distribuido en dos sentidos, es decir, cada uno de los sentidos de circulación del carril bici están separados por la mediana de la propia avenida.
Bicibur
Existe un servicio público de préstamo de bicicletas, el primero en España de estas características. Este servicio permite alquilar una bicicleta durante un tiempo limitado. Se dispone de un total de 23 plataformas de préstamo distribuidas por toda la ciudad (una de ellas doble), en los puntos de transporte más estratégicos. Cada una de ellas tiene anclaje para 10 bicicletas.
Actualmente el uso de Bicibur requiere un previo registro con el que poder utilizar el servicio de forma conjunta en la tarjeta del autobús urbano, aunque se prevé introducir un sistema que permita el alquiler con una simple tarjeta bancaria, favoreciendo su implantación. En 2011, el servicio contaba con 13 415 usuarios registrados. En 2016 se ha renovado completamente el servicio con nuevas bicicletas de color blanco (inicialmente fueron azules y después rojas) y ahora incluye publicidad de un centro comercial de la ciudad en la misma bici.

#### Autobuses interurbanos

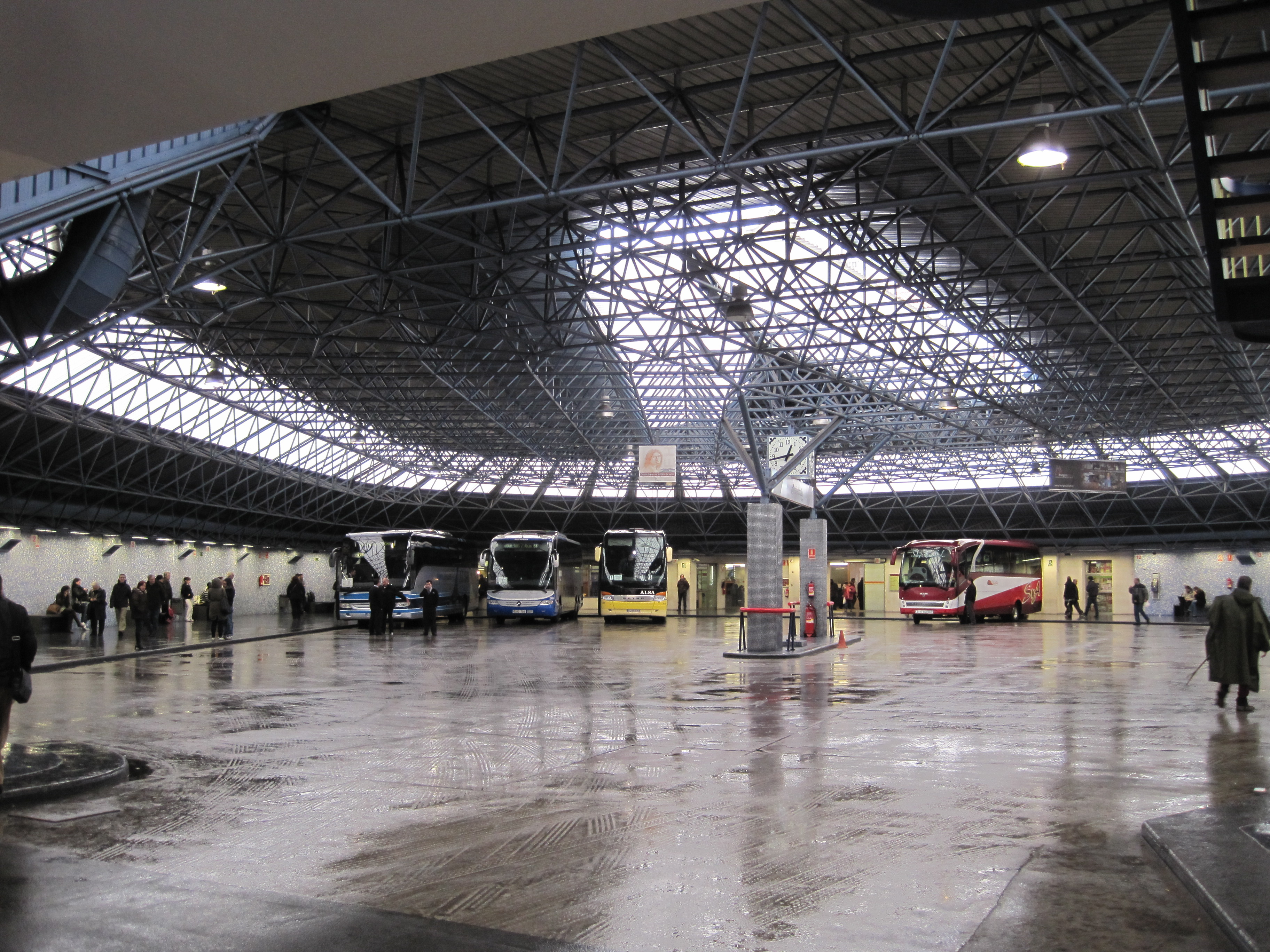
Interior de la estación de autobuses de Burgos, situada en la calle Miranda

La estación de autobuses de Burgos se encuentra en la calle Miranda, muy cerca del casco histórico y a escasos metros de la catedral. Construida en 1949, ha sido objeto de sucesivas reformas, la última, en 2006. Es parada de recorridos nacionales e internacionales, así como cabecera de líneas provinciales y de las líneas del autobús metropolitano.
Se tiene previsto desplazar la estación al extrarradio, en la zona noreste de la ciudad, frente a la actual estación de trenes (favoreciendo así la intermodalidad), muy cerca de un acceso a la BU-30, mejorando los tiempos de entrada y salida de los autobuses de largo recorrido. La estación actual seguiría dando servicio a las líneas provinciales y a las metropolitanas y la nueva estación a las líneas nacionales e internacionales.

#### Ferrocarril
La ciudad es considerada un eje ferroviario de primer orden, por la cual circulan dos líneas, ambas gestionadas por Renfe: la línea Madrid-Irún, y el ferrocarril directo Madrid-Burgos por Aranda de Duero.

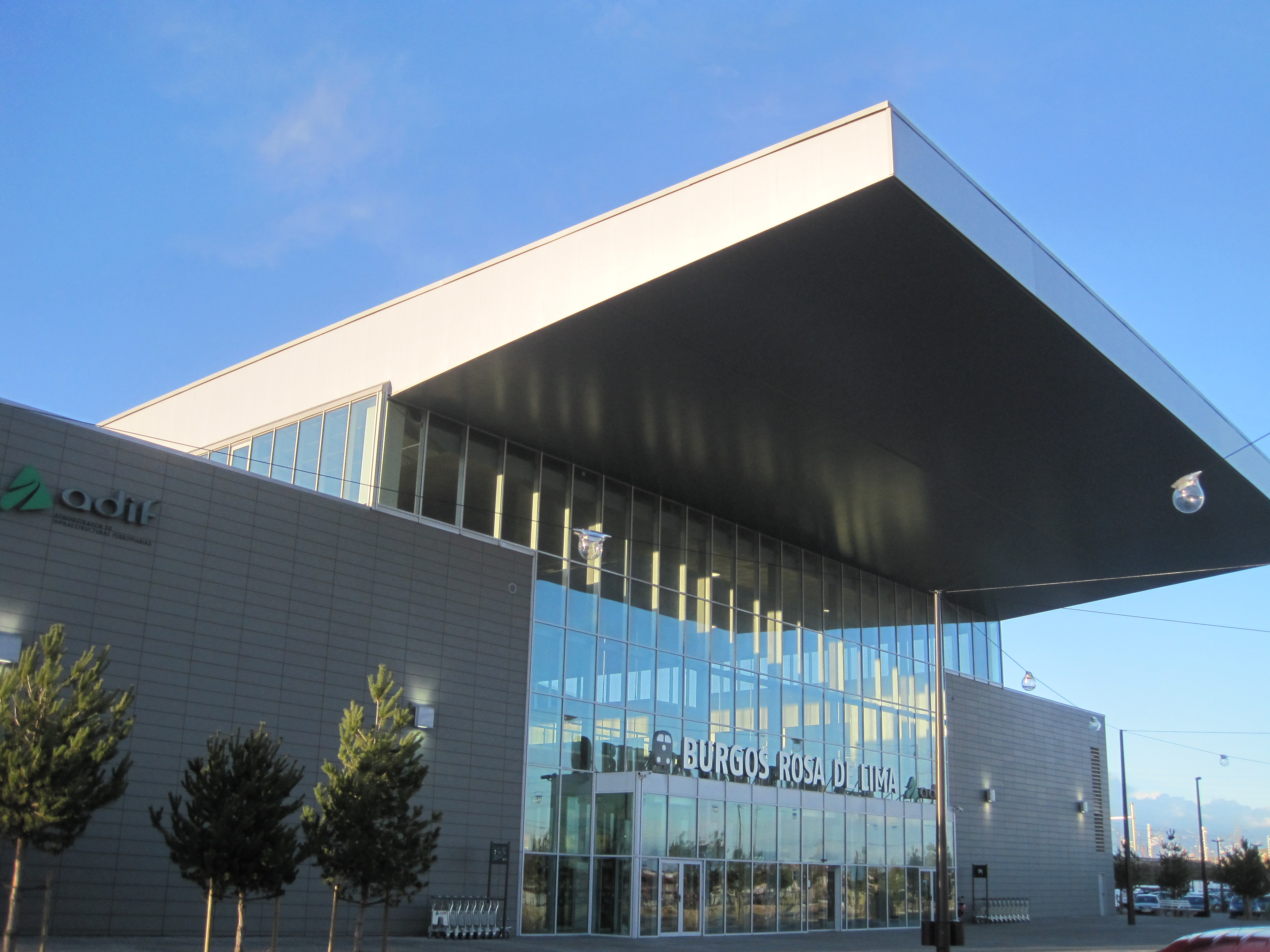
Vista exterior de la estación de Burgos Rosa Manzano

En 2010, se cumplieron 150 años de la llegada del ferrocarril a la ciudad, puesto que el primer tren hizo presencia el 25 de octubre de 1860. Unió Madrid con la frontera francesa y estaba considerada como la principal vía de comunicación ferroviaria entre España y Europa. Situada en la mitad del trayecto, Burgos pronto se convertiría en un importante nudo de comunicaciones entre el centro y el norte del país.
Desde diciembre de 2007, la ciudad está conectada con las principales capitales de provincia mediante el servicio de alta velocidad Alvia. También dispone de otros servicios de Larga Distancia y de Media Distancia, que la conectan con los principales núcleos de población del país. Por la estación, circula una media diaria de 18 trenes de larga distancia y 12 de media distancia, lo que se traduce en un número de usuarios en torno a los 330 000 anuales.
El 13 de diciembre de 2008 se inauguró la variante ferroviaria y con ella, la nueva estación de ferrocarril, bajo el nombre de estación de Burgos Rosa de Lima, nombre modificado posteriormente a estación de Burgos Rosa Manzano en 2021 y perteneciente a Adif. Situada al noreste de la ciudad, cercana al barrio de Villímar, se accede a la estación desde la avenida de los Príncipes de Asturias (ronda interior norte). La estación está adaptada para la próxima llegada del AVE.
Alta velocidad
La ciudad será una de las cuatro paradas de la línea de alta velocidad Valladolid-Burgos-Vitoria. Actualmente todos los tramos entre Valladolid y Burgos se encuentran finalizados, y aunque se esperaba que el AVE llegase a Burgos hacia el año 2017, los retrasos surgidos en las obras, retrasaron la inauguración del servicio hasta el año 2022.

Situación de la Alta Velocidad en España (enero de 2011). Burgos se encuentra en un eje prioritario del transporte ferroviario internacional, al unir directamente Francia con Portugal y España

El AVE reduce notablemente el tiempo de viaje, conectando la ciudad con capitales de su alrededor en cortos períodos de tiempo, tales como:
- Burgos-Valladolid: 35 min.
- Burgos-Bilbao: 1 h.
- Burgos-Madrid: 1 h 25 min.

Puerto seco
Burgos cuenta con un puerto seco para el transporte de mercancías. Está situado en el barrio de Villafría muy cerca del aeropuerto y le da servicio la vía de ferrocarril del polígono industrial de Gamonal y la estación de Burgos-Villafría. Tiene conexión con los puertos de Barcelona, Valencia y Bilbao. Cabe destacar la doble conexión semanal de doble sentido con Barcelona.
En septiembre de 2011, entró en funcionamiento un tren de mercancías procedente del puerto de Bilbao y con destino Madrid, servicio que se tiene previsto aumentar a 2 frecuencias semanales.

#### Tranvía
Se proyectó la implementación de un tranvía en la ciudad, que recorrería el bulevar. Se compondría de una línea de unos 12 km de longitud y tendría origen en la estación de tren y fin en la universidad. Como material rodante, se pensó utilizar un Translohr, un tranvía neumático, de menor coste y con mayor seguridad. Su coste se estimó entre los 80 y 120 millones de euros.
Debido a la crisis económica e inmobiliaria, el proyecto ha sido aparcado hasta que se encuentre la financiación necesaria cuando mejoren las condiciones económicas. Actualmente el medio de transporte utilizado en lugar del tranvía es el autobús urbano, ya que se dispone de carriles bus específicos en gran parte del bulevar.

#### Aeropuerto

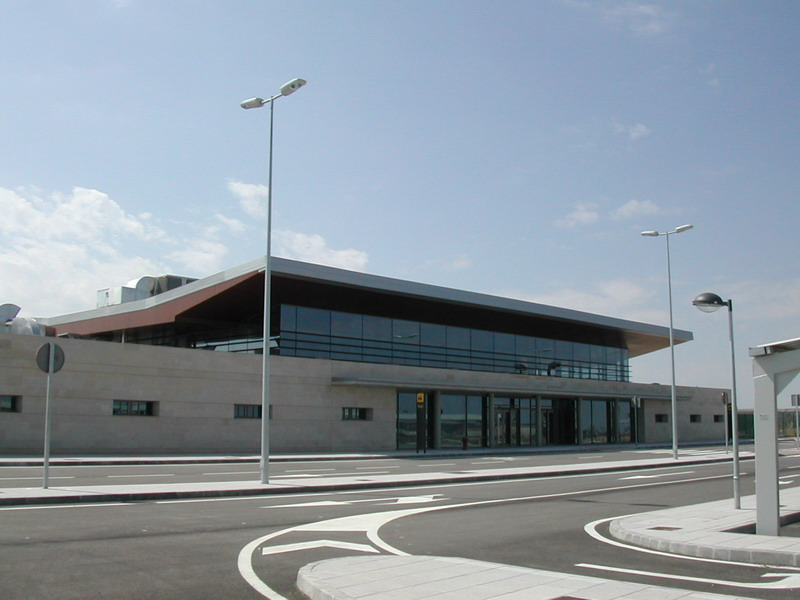
Aeropuerto de Burgos

La nueva terminal del aeropuerto de Burgos se inauguró el 7 de julio de 2008, la terminal antigua y los hangares están situados en una parcela cercana. El 10 de julio de 2008 el aeropuerto de Burgos comenzó a operar vuelos comerciales tras su completa remodelación, en la que se invirtieron cerca de 45 millones de euros. La instalación aeroportuaria se ubica junto al barrio de Villafría, a unos 4 km al este del centro de la ciudad. El acceso al mismo se realiza mediante la carretera BU-12, que une la glorieta donde confluyen la autovía A-1 y la carretera N-120 (Logroño-Vigo) con las instalaciones aeroportuarias, mediante una vía de un carril para cada sentido exclusiva para el aeropuerto.
A pesar de su reciente inauguración y de haber entrado en funcionamiento en plena crisis económica, en su primer año consiguió superar en número de pasajeros comerciales a otros aeropuertos españoles similares, como los de Vitoria, Logroño o León.
Villafría es la sede del mantenimiento de la compañía Aeronova, en la que se encuentra la totalidad de su flota.
En 2014, el destino regular ofertado durante todo el año fue con Air Nostrum a Barcelona.
Durante la época estival, se ofrecieron vuelos chárter a diversos lugares de la península y de las islas, como a Mallorca, Menorca, Ibiza, Alicante o Málaga, a través de la compañía Aeronova.
Desde 2015, el aeropuerto dejó de contar con vuelos regulares de pasajeros tras los problemas surgidos con la única compañía que operaba en ese momento en el aeropuerto: LeonAir.
Gracias a la iniciativa del Ayuntamiento de Burgos de aumentar el presupuesto, están operativos 3 vuelos semanales (lunes, miércoles y viernes) de ida y vuelta a Barcelona desde junio de 2018 con Air Nostrum.
También se ofertan vuelos chárter puntuales durante puentes o festividades concretas. El aeropuerto obtuvo el permiso para la operación de vuelos fuera del espacio aéreo Schengen, para así poder operar destinos como Reino Unido.
Mercancías
El aeropuerto también realiza transporte de mercancías, principalmente en torno al sector de la automoción para el norte de España, Inglaterra y Europa del este.

### Educación

#### Universidades
Universidad de Burgos

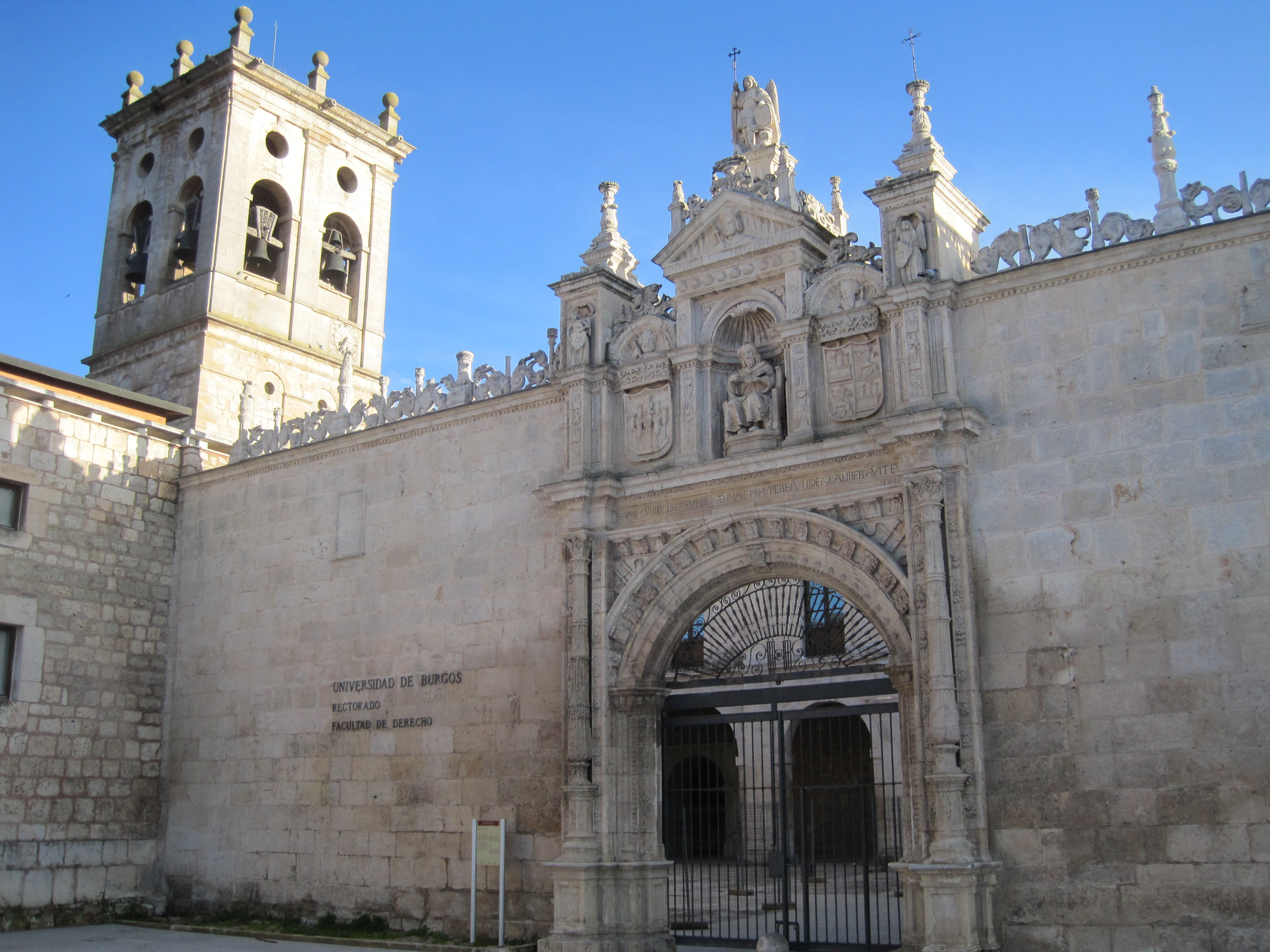
Sede del rectorado de la Universidad de Burgos, antiguamente fue un hospital

Abreviadamente conocida como la UBU, se trata de una universidad pública, dependiente de la Junta de Castilla y León. Fue creada en 1994 como escisión de la Universidad de Valladolid, a partir del campus que esta tenía en la provincia de Burgos. Tiene su sede en un edificio situado junto al Camino de Santiago a su paso por la ciudad, que fue fundado por Alfonso VIII, en 1195, como hospital del Rey. Es la más joven de las cuatro universidades públicas de la Comunidad, y la más pequeña en número de alumnos.
A pesar de su reciente creación, en 2012 ocupó el primer puesto en investigación dentro de Castilla y León. Desde el curso 2014-2015 imparte algunos de sus grados y másteres en modalidad online.
Universidad Internacional Isabel I de Castilla
Es la única universidad privada on line de la comunidad. Tiene la sede en el edificio del antiguo Seminario Mayor. Fue reconocida como universidad en 2011.
Otros estudios universitarios
También se pueden seguir estudios universitarios en el centro de Universidad Nacional de Educación a Distancia y en la Facultad de Teología del Norte de España.

#### Institutos y centros de investigación

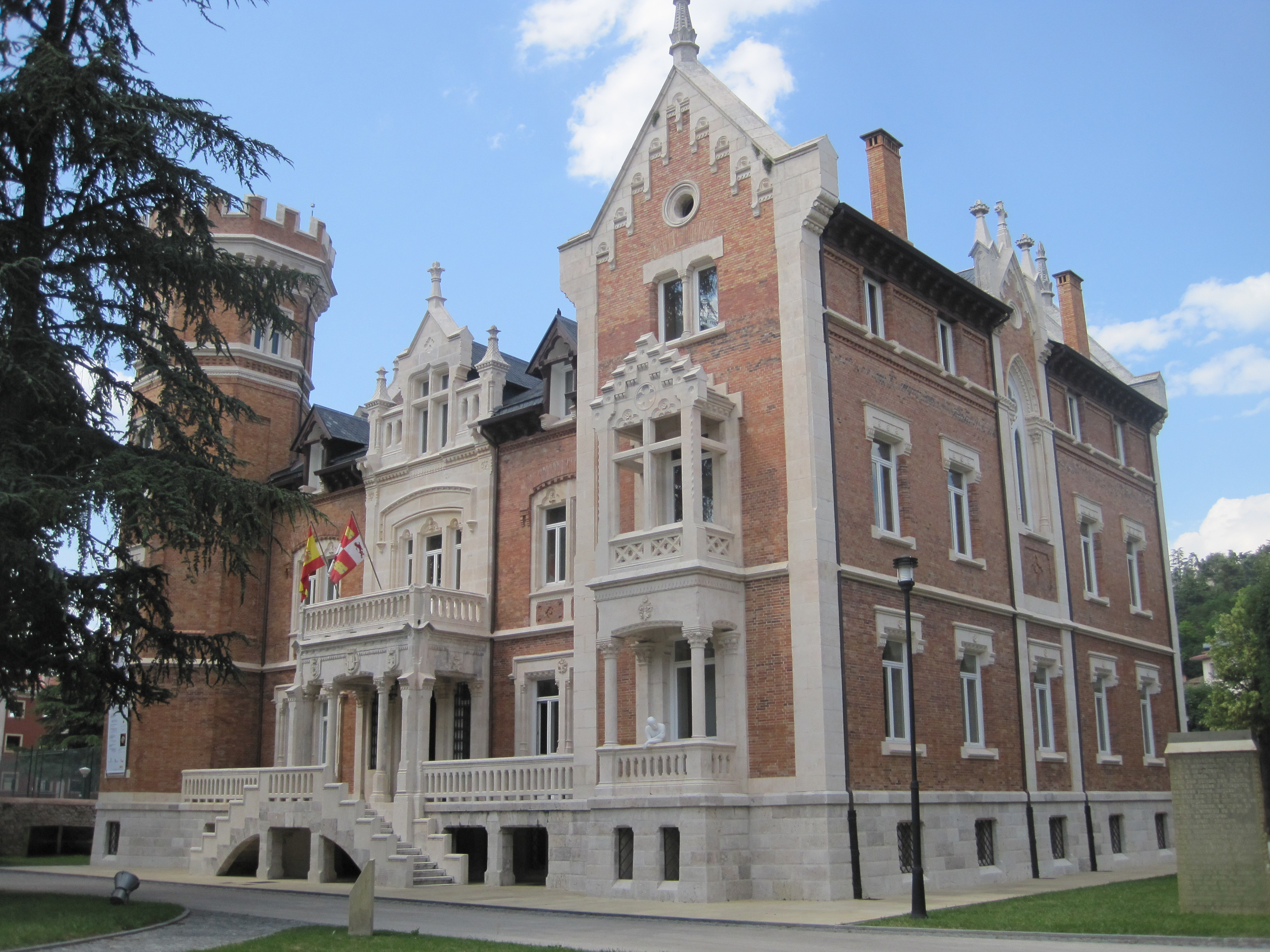
Palacio de la Isla, sede del Instituto Castellano y Leonés de la Lengua

Dentro del sector de la investigación, Burgos cuenta con instituciones como el Centro Nacional de Investigación sobre la Evolución Humana (CENIEH), el Área Burgalesa de Investigación, el Centro de Referencia Estatal de Atención a Personas con Enfermedades Raras y sus Familias de Burgos (CREER) y el Instituto Tecnológico de Castilla y León (ITCL), entre otros.
Entre los proyectos, figuran el parque tecnológico de Burgos y el complejo de actividades económicas de Burgos-Riopico (CAE), una plataforma multimodal que pretende aglutinar transporte y empresas del sector servicios.
Instituto Castellano y Leonés de la Lengua
Fundación patrocinada por la Junta de Castilla y León que tiene como objetivos difundir y promover el uso y conocimiento del idioma castellano, así como promover y apoyar la formación del profesorado de castellano en todos los grados de enseñanza. Tiene su sede en el Palacio de la Isla.
Posee diversas acreditaciones de calidad como la de enseñanza de lengua española a extranjeros, concedida por el Instituto Cervantes.
Alberga una sala de exposiciones con muestras temporales, variando bianualmente. La entrada es gratuita y posee los mismos horarios que el propio Instituto. Los contenidos están relacionados con el mundo de la literatura, pero también del arte en sus diversas formas.

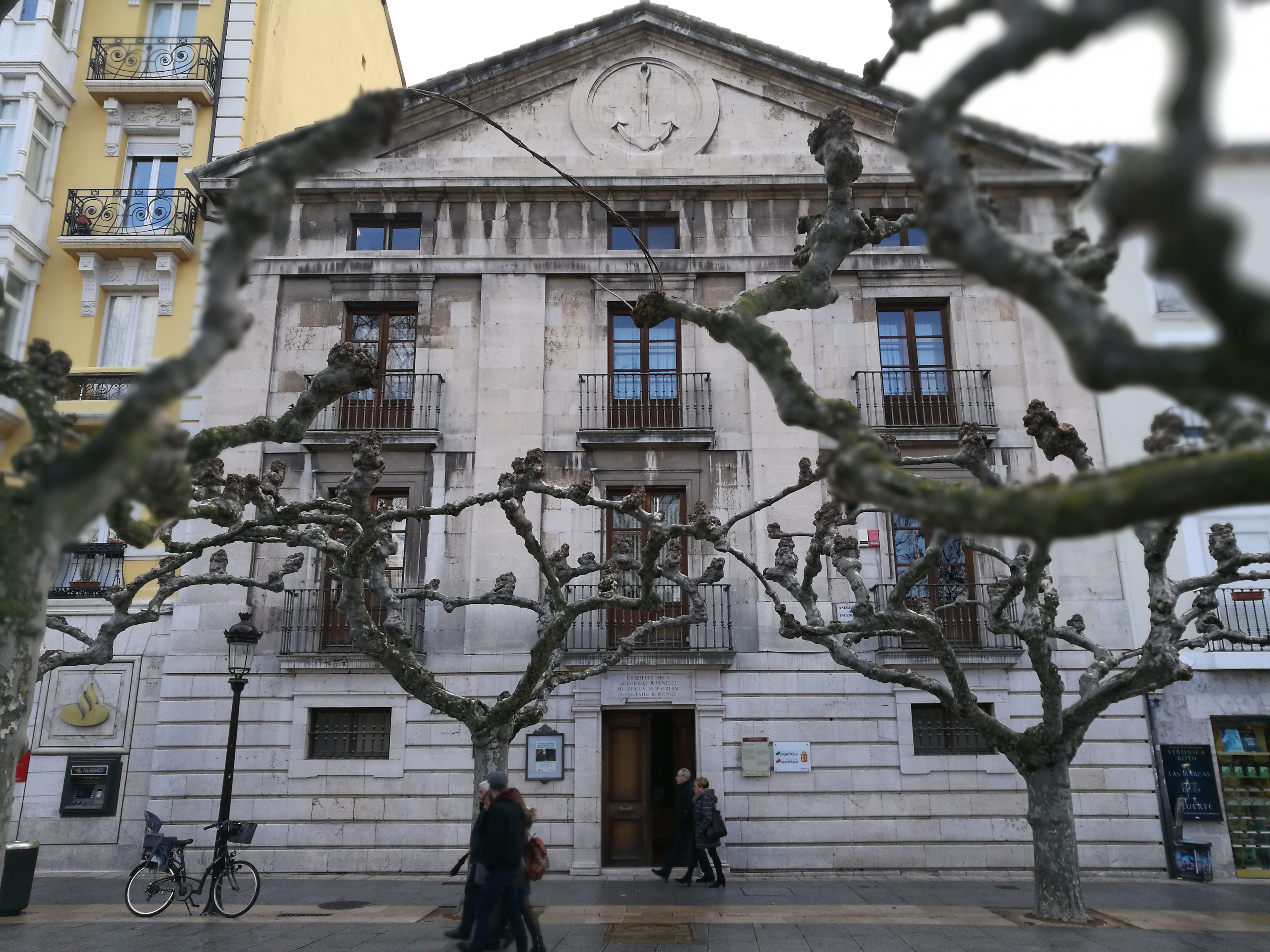
Consulado del Mar, sede de la Real Academia Burgense de Historia y Bellas Artes (Institución Fernán González)

#### Escuela de Arte y Superior de Diseño y de CyRBC de Burgos
A principios de los años 70 se crea en la ciudad de Burgos la Escuela de Arte y Oficios, ubicada en la calle Francisco de Vitoria s/n. y tras casi cuatro décadas, en 2012 inició su actividad docente en su nuevo centro ubicado en la calle Sahagún, s/n. de la misma localidad, bajo el nombre de Escuela de Arte y Superior de Diseño y de Conservación y Restauración de Bienes Culturales de Burgos, es conocida como la EASD Burgos. En la actualidad imparte estudios de Enseñanzas Artísticas Profesionales y Superiores de Artes Plásticas y Diseño así como de Bachillerato en Modalidad Artes.
Real Academia Burgense de Historia y Bellas Artes (Institución Fernán González)
Organización cultural fundada en 1946 y patrocinada por la Diputación Provincial de Burgos.
CENIEH

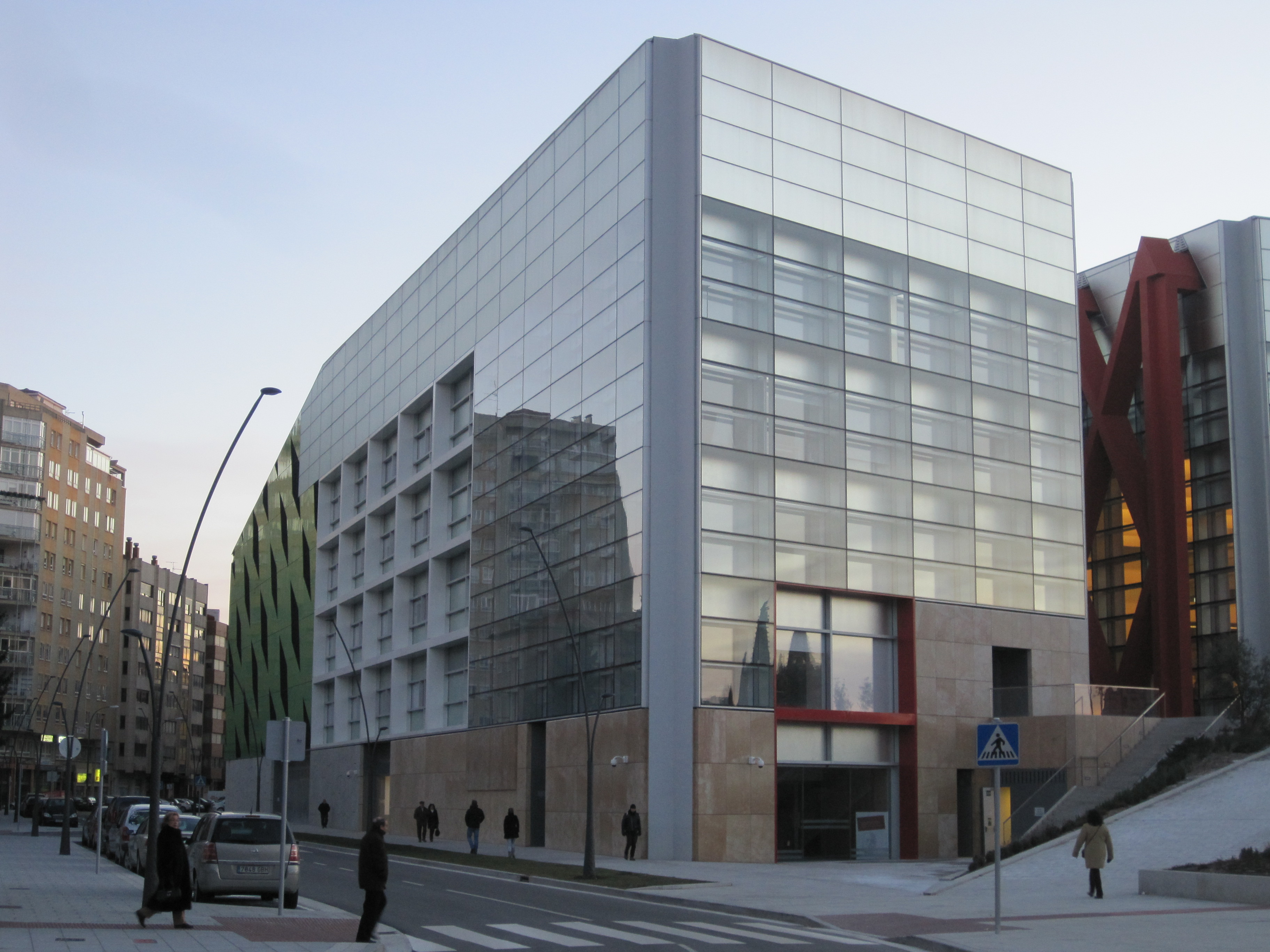
Sede del CENIEH, colindante con el Museo de la Evolución Humana. Es un referente mundial en evolución

Se trata de un centro de investigación inaugurado en 2004 que tiene como objetivo dar a conocer a la sociedad la investigación que se realiza sobre la evolución humana a lo largo de la historia. Impulsa y apoya de diferentes formas las excavaciones en yacimientos, tanto españoles como en distintos países africanos y euroasiáticos. En 2009 fue inaugurado su nueva ubicación contigua al MEH, en el que ya trabajan decenas de investigadores procedentes tanto del ámbito nacional como del internacional.
CREER
Centro de Referencia Estatal de Enfermedades Raras y Atención a sus Familias. Situado en la zona de la universidad.

#### Conservatorio Profesional de Música y Escuela Profesional de Danza
El Centro Ana Laguna de Burgos dispone de 10 aulas y tres departamentos. Además, hay 800 m2 de zonas comunes con una biblioteca y un auditorio con 381 butacas y 119 m2 destinados a administración.

## Cultura
En la ciudad se encuentra la librería más antigua de España en funcionamiento, aunque el local actual no se corresponde con el original, ya que se ha trasladado recientemente. Fue fundada en el año 1850 por Santiago Rodríguez y además fue también en su momento una imprenta y una editorial con el lema «La escuela redime y civiliza».

### Museos

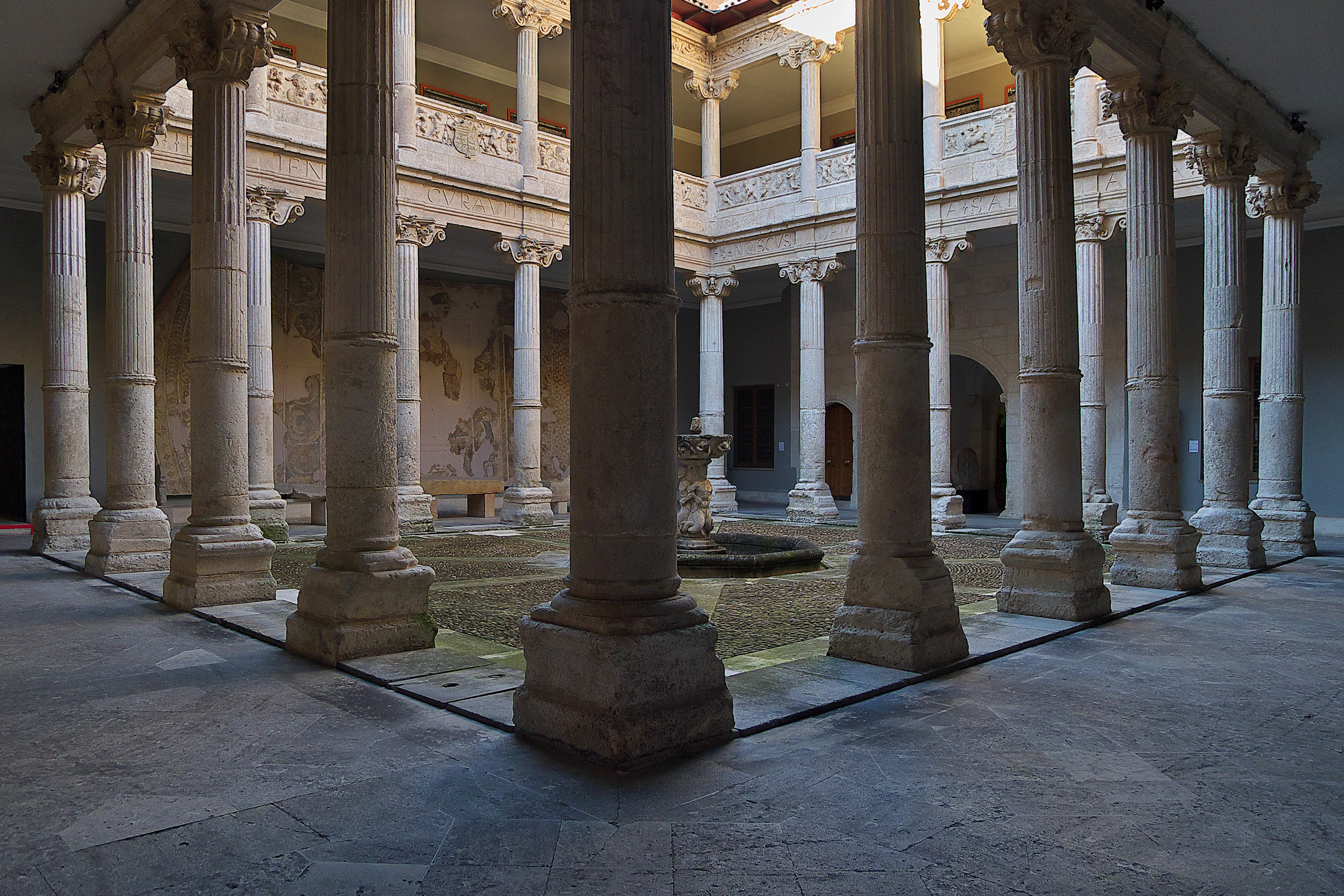
Patio interior del Museo de Burgos, de estilo renacentista

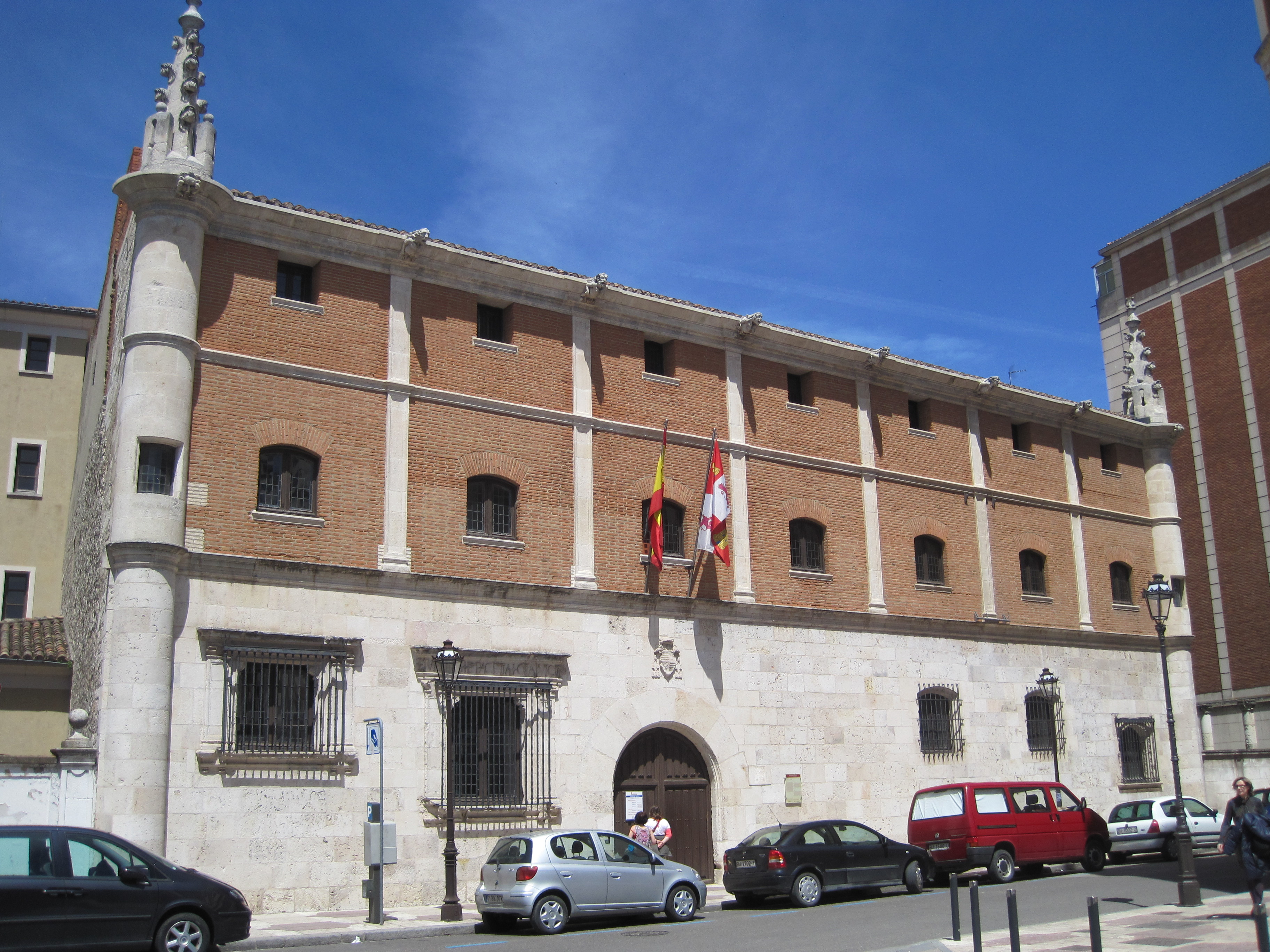
Vista exterior del Museo de Burgos

La ciudad cuenta con una oferta museística que se ha visto notablemente aumentada en los últimos años.
Museo de Burgos
Antiguamente conocido como Museo Arqueológico Provincial, tiene sus dependencias en dos palacios contiguos del siglo xvi, la Casa de Miranda y la Casa de Íñigo Angulo, formando una manzana entre las calles Calera y Miranda. Las colecciones del Museo tienen una procedencia exclusivamente burgalesa, por origen o destino, y muestran la evolución histórica y cultural de la provincia.
Museo de Telas Medievales
El museo de Telas Medievales, situado en el monasterio de las Huelgas Reales de Burgos, es un museo que alberga indumentaria civil medieval femenina, masculina e infantil de los siglos xi, xii, y xiii.
Aunque el conjunto de piezas encontradas está formado por unos 300 elementos, la exposición está formada por 51 piezas sobre las que se ha realizado una exhaustiva tarea de restauración y limpieza. Una de las piezas que más llamativas y de gran valor histórico es el pendón de Las Navas de Tolosa. El buen estado de conservación de los tejidos, atribuido a la alta calidad de la seda, ha permitido su conservación, convirtiéndose en la colección más importante del mundo de estas características.
Museo del Retablo

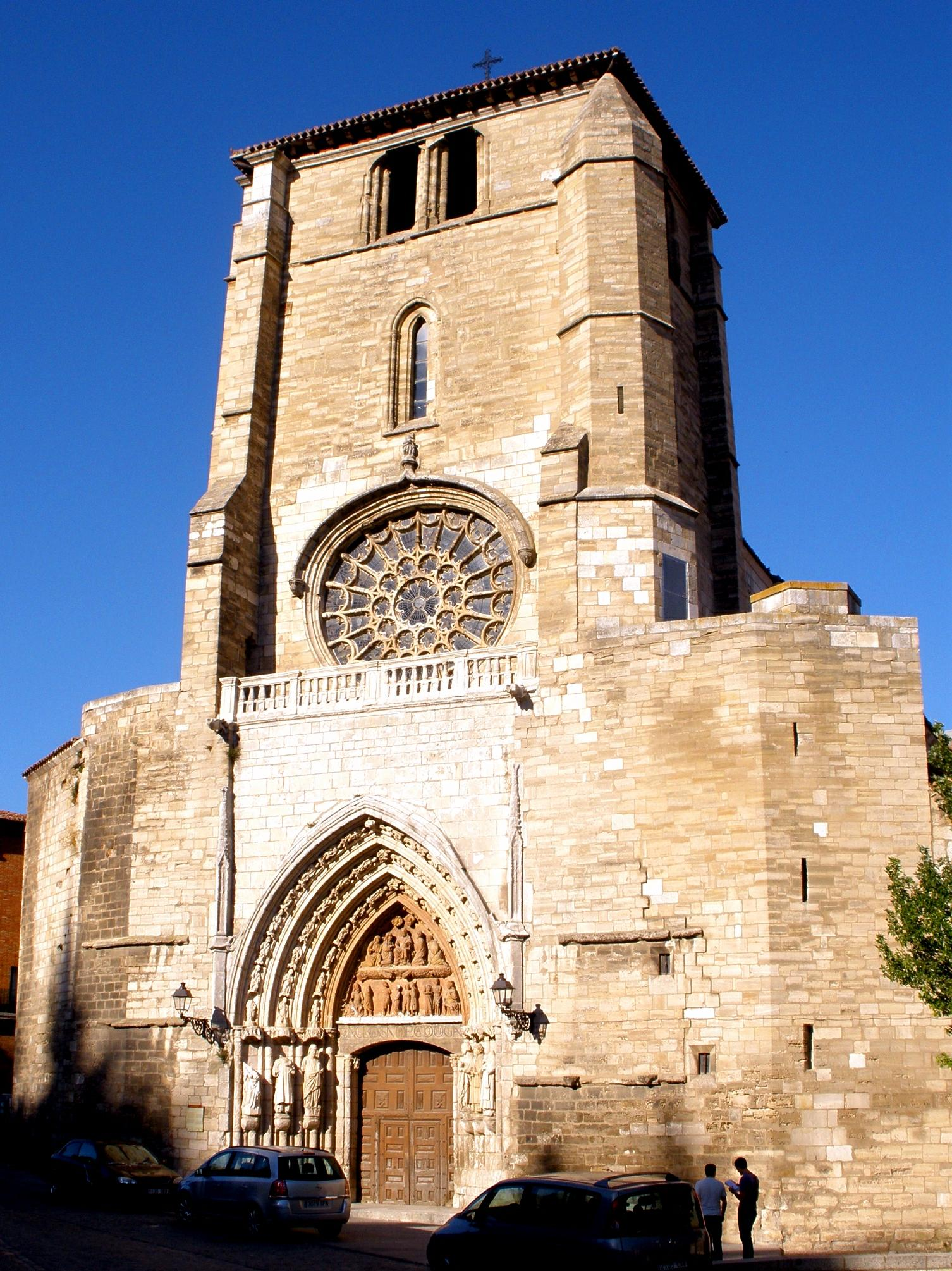
Iglesia de San Esteban, que acoge el Museo del Retablo, situado en las faldas del Castillo

Este museo pertenece al Arzobispado de Burgos y reúne retablos del siglo xv al xviii procedentes de diversas localidades de la provincia de Burgos. Se encuentra situado en el interior de la iglesia de San Esteban, actualmente sin culto. También alberga piezas de orfebrería de la época.
Museo catedralicio
Se trata de un conjunto de espacios en el interior de la catedral, que alberga multitud de obras procedentes en su mayoría de diversas capillas que, por razones fundamentalmente de seguridad y conservación, se exponen en este espacio museístico, al cual se accede desde el claustro alto. El museo cuenta también con obras que abarcan desde la orfebrería hasta los tapices y pinturas, todo expuesto a lo largo de cuatro capillas y de la Sala Capitular. Entre la multitud de obras importantes que alberga, destaca el documento de la carta de arras del Cid Campeador.
Es el museo más visitado de la ciudad, y dispone también de un centro de interpretación con una zona abierta gratuitamente al público con exposiciones temporales y permanentes.
CAB
Un edificio de corte moderno situado frente a la iglesia de San Esteban. El edificio está compuesto por tres originales volúmenes que se asoman a la ciudad y sugieren un permanente diálogo con ella. Dispone de varios espacios expositivos intercomunicados mediante pasarelas desde las que se divisan sugerentes vistas urbanas, además de otros situados en plantas inferiores. Alberga colecciones permanentes y temporales de arte contemporáneo.
MEH

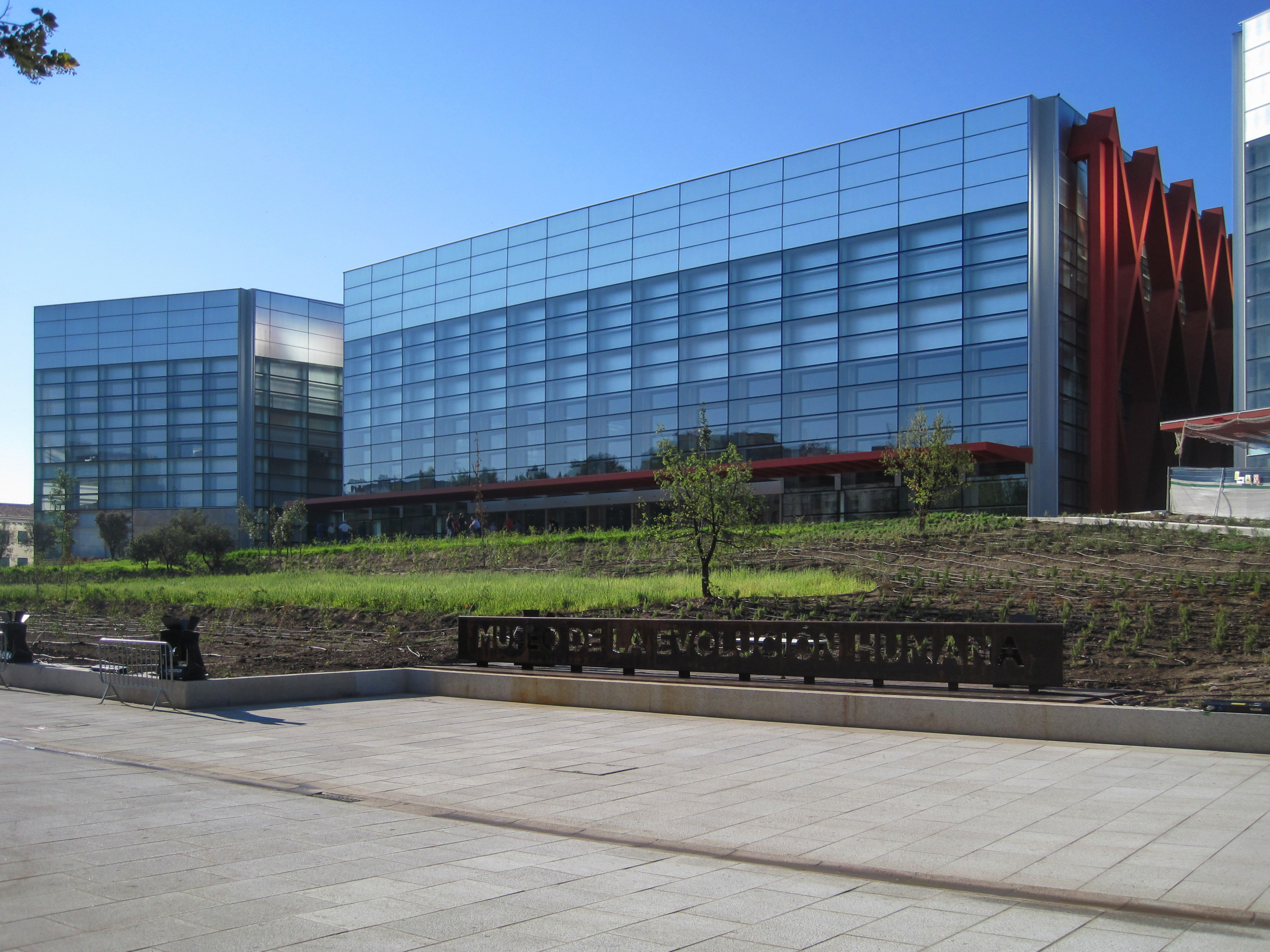
Vista frontal del MEH desde el paseo de Atapuerca

Comenzado a construir en 2006, el MEH es uno de los museos más importante sobre la evolución humana en el mundo. En él se exponen los hallazgos de los Sitio arqueológico de Atapuerca.
Fue inaugurado el día 13 de julio de 2010 por la Reina Sofía. El entorno incluye el CENIEH, Centro Nacional de Investigación sobre la Evolución Humana, ya en funcionamiento, además del futuro auditorio y palacio de congresos de Burgos que será inaugurado el primer trimestre de 2011.

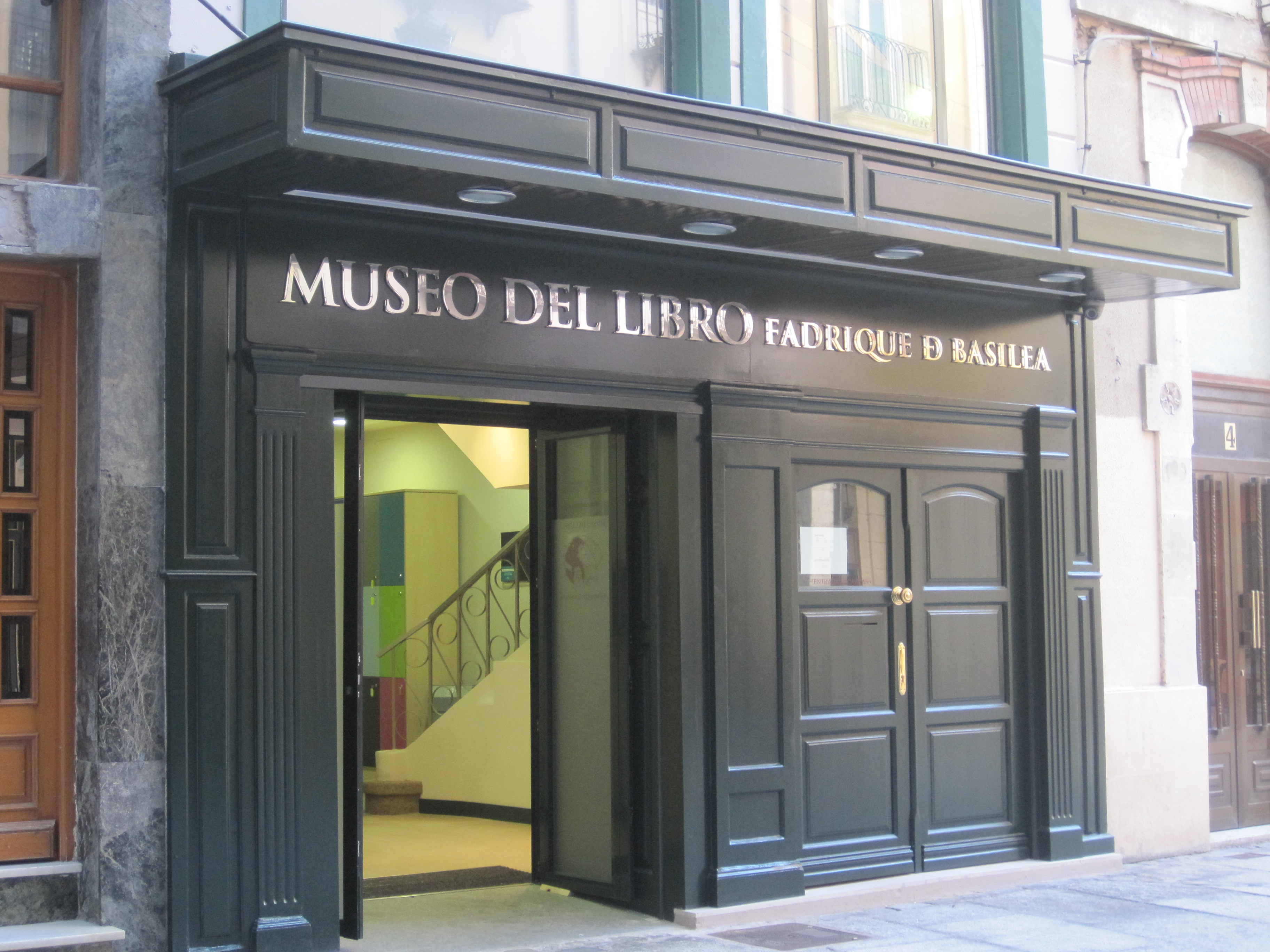
Museo Fadrique de Basilea
Fue el museo del libro e imprenta de la ciudad, abrió sus puertas el 23 de julio de 2010 y cerró el 23 de julio de 2019. Fue único de sus características en España. Se trataba de una iniciativa museística privada en la que se exponían alrededor de 200 publicaciones, entre originales y réplicas, además de otros elementos ilustrativos relacionados con la historia escrita.
El nombre del museo, hacía referencia a Fadrique de Basilea, también conocido como Fadrique Alemán, el que fue el más renombrado impresor burgalés del siglo xv. Ejerció su profesión en Burgos durante treinta años, dejando importantes huellas, como la primera edición de la Celestina.[cita requerida]
El proyecto de museo nació de las manos de la Editorial Siloé, pretendiendo crear un espacio en el que se narrara, con ejemplares originales y facsímiles, la historia del libro desde el nacimiento de la escritura hasta las ediciones actuales, que lo hacían único en España.
Centro de interpretación del Castillo
El castillo de Burgos está abierto durante todo el año y combina una rehabilitación de la estructura básica de lo que fue el castillo, y un centro de interpretación que explica la historia de la fortaleza situado en el mismo emplazamiento donde estuvo ubicada la Batería Imperial de Napoleón durante la Guerra de la Independencia.
Una de sus principales peculiaridades es la visita guiada a la llamada cueva del Moro, una galería subterránea que comunica con un pozo del siglo xii usado en el pasado para el aprovisionamiento de agua. Se trata de un pozo único en Europa por su profundidad y características, una auténtica obra de ingeniería medieval.
El Castillo se encuentra en estado de ruina consolidada pero la historia de esta fortaleza y su puesta en valor actual la convierten en uno de los lugares más emblemáticos a visitar de la ciudad de Burgos.
Museo Marceliano Santa María
Situado en el monasterio de San Juan, muestra de forma permanente un amplio repertorio de cuadros del pintor burgalés Marceliano Santa María. Fue inaugurado en 1966, a partir de una serie de cuadros donados por su familia, entre los que destacan retratos, cuadros de historia y de paisajes castellanos.
El antiguo monasterio está siendo objeto de una nueva fase de rehabilitación, tras haber instalado nuevas cubiertas en las ruinas de la iglesia y están ejecutándose las nuevas obras de rehabilitación integral de todo el edificio en la que se incluye cubrir el claustro, limpieza de fachadas y renovación de suministros, entre otros, por ello el Museo Marceliano Santa María está siendo modificado para albergar a más artistas en un futuro.
Museo Militar
Forma uno de los ocho museos que el ejército posee en España. Situado en el emblemático palacio de Capitanía, sus fondos museísticos recuerdan una parte de la Historia Militar del país. La exposición está dividida en cuatro salas: banderas, miniaturas, armamento y transmisiones.

### Espacios culturales
Auditorio y Palacio de Congresos
Fue inaugurado el 19 de septiembre de 2012 por la reina Sofía, con la interpretación musical y coral de la 9.ª Sinfonía de Beethoven y el Himno a Burgos. Forma parte del Complejo de la Evolución Humana, es el edificio de mayor presupuesto y tamaño.
Entre sus instalaciones, destaca un auditorio principal de más de 1500 plazas, además de un auditorio secundario y de una sala de exposiciones.
Esta infraestructura cultural está llamada a convertirse en uno de los puntos de celebración de congresos y eventos más importante del norte de España. Su privilegiada situación, en pleno centro de la ciudad, y la disponibilidad de un aparcamiento subterráneo de 1400 plazas, dotarán de gran valor al complejo.

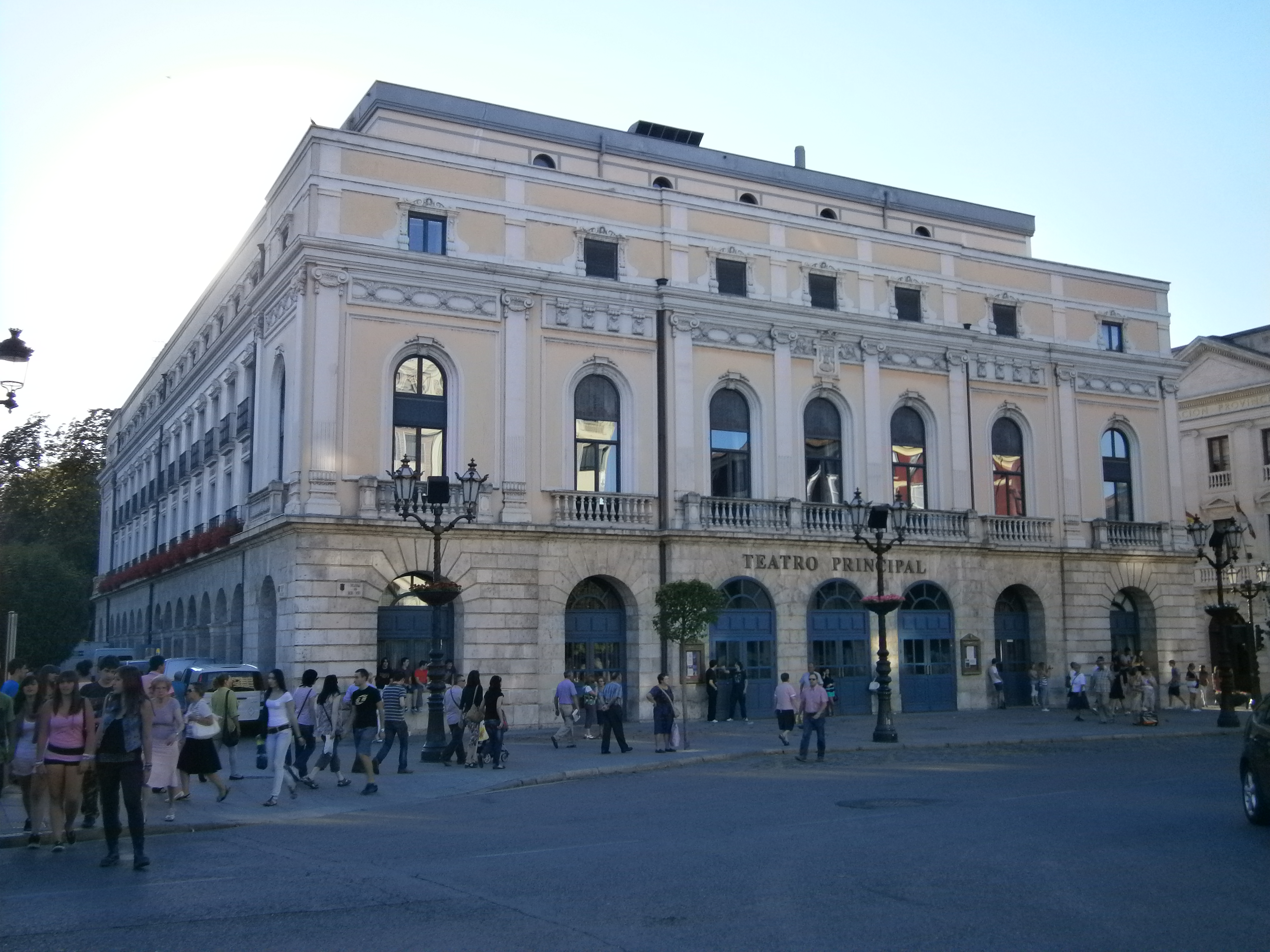
Teatro Principal
Se trata del teatro más emblemático de la ciudad. De estilo isabelino, tras una acertada rehabilitación actualmente acoge celebraciones del Instituto Municipal de Cultura, además de otros eventos de carácter artístico, posee salas de exposiciones, biblioteca y en sus bajos se encuentra un museo sobre las tradiciones de Burgos: La Casa de los Gigantillos.
Teatro Clunia
Situado en la calle Santa Águeda, acoge eventos de carácter público y privado. El edificio eran los antiguos almacenes municipales.
Coliseum Burgos (plaza de toros)
Es un pabellón multiusos situado en una parte de la ciudad conocida como El Plantío, junto a otras instalaciones deportivas como son el estadio de fútbol y uno de los complejos de piscinas climatizadas y de verano de la ciudad. Cuenta con un aforo de 9454 personas. Acoge las celebraciones taurinas de los Sampedros. Tras su reforma, en el pabellón multiusos Coliseum Burgos, aparte de los toros, habrá conciertos y eventos deportivos, entre otros usos.

### Equipamientos culturales
Complejo de la Evolución
Se trata de un equipamiento cultural constituido por tres elementos: MEH, Auditorio y CENIEH.
Bibliotecas
- Biblioteca Pública del Estado: Gestionada por la Junta de Castilla y León, en la actualidad ocupa un edificio de reciente construcción alzado sobre el solar del antiguo hospital de San Juan, del que conserva el arco de entrada.[121]
- Biblioteca municipal: Dependiente del Instituto Municipal de Cultura, presta sus servicios mediante varias sucursales diseminadas por toda la ciudad.[122] Además, ofrece diferentes servicios a través de Internet, incluido un Club Virtual de Lectura[123] y un escritorio virtual.[124]
  - Biblioteca Gonzalo de Berceo: cabeza del sistema municipal de bibliotecas de Burgos, es la mayor de las bibliotecas municipales y la que cuenta con mayor fondo bibliográfico.[125] Inaugurada en 1994, se encuentra en el barrio de Gamonal.
  - Biblioteca del Teatro Principal: se encuentra en pleno centro de la ciudad, en un emblemático edificio que acoge la sede del Instituto Municipal de Cultura.[126] Fue abierta coincidiendo con la restauración del Teatro Principal. Su fondo bibliográfico está especializado en teatro, aunque se emplea como sala de estudio.
  - Biblioteca María Teresa León: situada en la zona de Gamonal Norte, fue abierta en 2003. Dispone de un fondo bibliográfico especializado en cómic.[127]
  - Biblioteca Miguel de Cervantes: la biblioteca municipal de más reciente apertura (2006), se encuentra en el barrio de San Pedro de la Fuente. Es un edificio moderno con referencias al autor del Quijote.[128]
  - Biblioteca del centro cívico Río Vena: inaugurada a comienzos de 1997, cuenta con 174 puestos de lectura para el público, distribuidos en varias salas situadas en la primera planta del edificio, que alberga además otros servicios municipales.[129]
  - Biblioteca del centro cívico San Agustín: inaugurada a comienzos de 2007, ocupa más de 1000 m² distribuidos en varios niveles.[130]
  - Biblioteca del centro cívico Capiscol: inaugurada en 2006, cuenta con 82 puestos de lectura para el público, distribuidos en varias salas situadas en la primera planta del edificio.[131]
  - Biblioteca del centro cívico Vista Alegre: con 279 m² y orientada fundamentalmente hacia un público familiar, fue inaugurada en 2005.[132]

Centros cívicos
- Río Vena: calle Juan de Padilla, s/n. Cuenta con sala de encuentro, ludoteca, biblioteca, programa de cesión de espacios, una biblioteca deportiva y una zona deportiva.
- Vista Alegre: calle Victoria Balfé, s/n. Cuenta con biblioteca, sala de conferencias, zona de jóvenes y niños, sala de exposiciones, sala de informática y varias aulas para talleres.
- Capiscol: calle Sonsoles Ballvé. Cuenta con hemeroteca, biblioteca (especializada en público infantil y juvenil), mediateca, sala de informática y programa de cesión de espacios. Se ubica en las antiguas oficinas de la fábrica de embutidos Campofrío.
- San Agustín: parque de San Agustín. Cuenta con biblioteca, hemeroteca, aulas para talleres y piscinas climatizadas. Se encuentra en el antiguo Hospicio del monasterio de San Agustín.
- Huelgas-El Pilar: calle Gumiel de Izán, s/n. Dispone de sala de conferencias, ludoteca, bebeteca, sala de encuentro y aulas.
- Gamonal-Norte: se encuentra en la av. Casa La Vega y dispone de unos 2000 m².

El Hangar

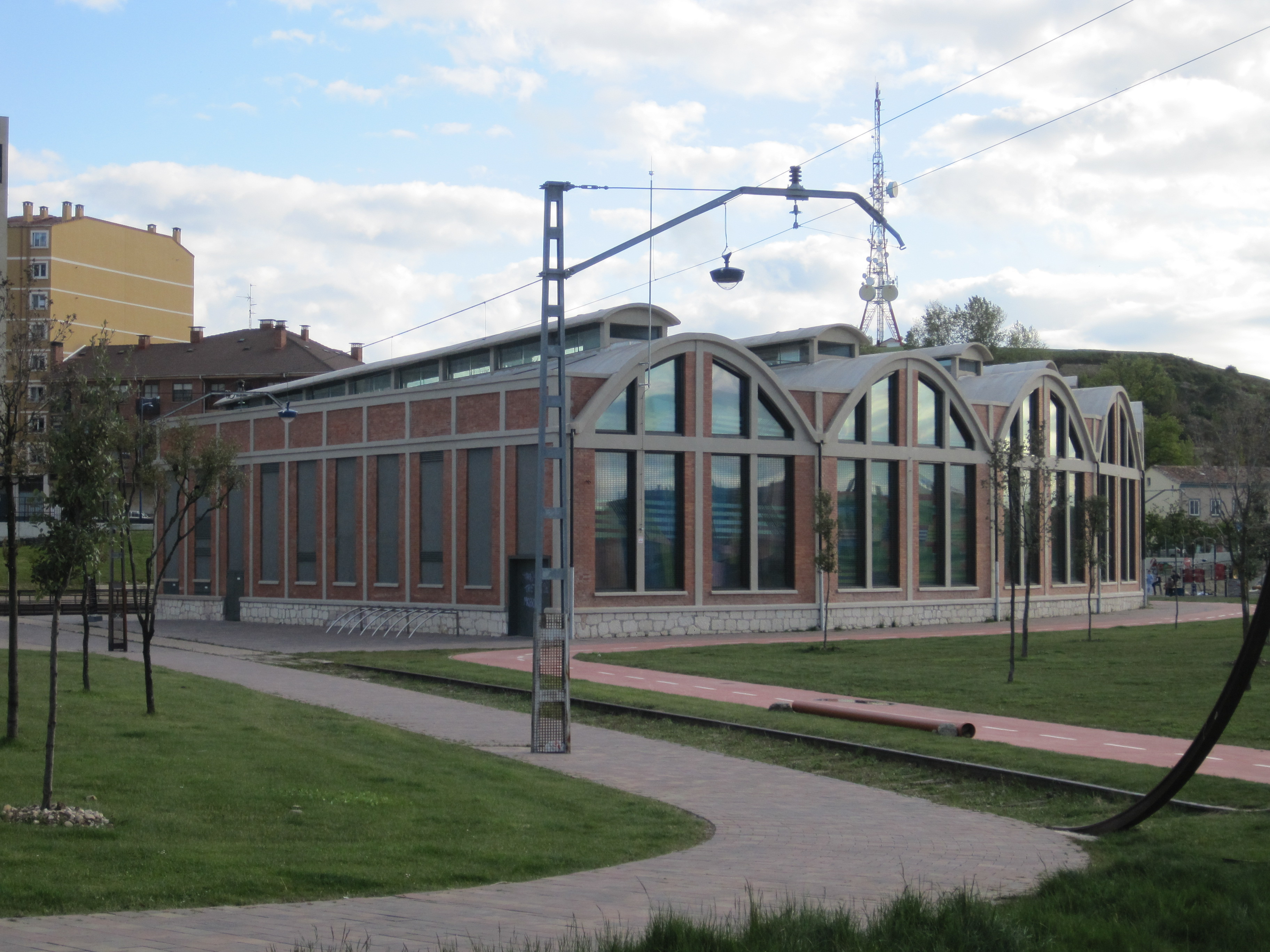
El Hangar, situado en la zona de la antigua estación de trenes de la ciudad

Ubicado en el depósito de locomotoras de la antigua estación de ferrocarril, el centro de creación musical El Hangar es un espacio destinado a sala de ensayos para grupos musicales locales y para conciertos de música. Fue inaugurado en 2009, y ha logrado situarse como centro de referencia del panorama musical del norte de España. Cuenta con su propio sello musical, y ofrece contenido musical muy variado, que va desde el rock hasta la música electrónica.
Escuela municipal de música Antonio de Cabezón
Se encuentra en el antiguo convento de las Bernardas, en pleno Centro y junto al Camino de Santiago, en el lugar en el que anteriormente se ubicaba el conservatorio.
Monasterio de San Agustín
Depende de la Diputación Provincial. Se ubica en la calle Madrid, en la zona sur de la ciudad. Es un edificio moderno que conserva los restos del antiguo monasterio. En él se encuentra el Archivo de la Diputación Provincial, el Consorcio Camino del Cid y la llamada Biblioteca Castilla y León (no debe confundirse con la biblioteca de Castilla y León de Valladolid), situada en una amplia y luminosa sala de lectura.
Centro cultural Francisco de Salinas - Teatro Clunia
Se encuentra en la antigua Alhóndiga (posteriormente empleada como cárcel), en pleno casco histórico.
La Estación
Es un centro municipal de ocio infantil y juvenil establecido en el edificio de viajeros de la antigua estación de ferrocarril de Burgos, situado en la calle Dr. José Luis Santamaría, junto al bulevar de la capital burgalesa.
Red Wifi
Existen más de 35 centros culturales de la ciudad y zonas concurridas que poseen un servicio de acceso a Internet sin cables, denominado WiFiBur. Es gratuito y cuenta con unos 6000 usuarios.

### Gastronomía
La gastronomía burgalesa tiene como platos típicos platos de carne y legumbre principalmente. Cabe destacar la morcilla y el queso de Burgos como platos típicos de la ciudad al igual que en la provincia. También tienen especial protagonismo el cordero asado, la sopa castellana, la sopa burgalesa y las alubias o caparrones, especialidades destacadas de la ciudad.
Pero sin duda el plato más famoso de la ciudad es el llamado olla podrida, que es un cocido de alubias, morcilla, chorizo, costilla, panceta y otros productos cárnicos procedentes del cerdo. Entre los postres más tradicionales, destacan las yemas de Burgos, o el postre del abuelo, formado a base de queso de Burgos y miel.

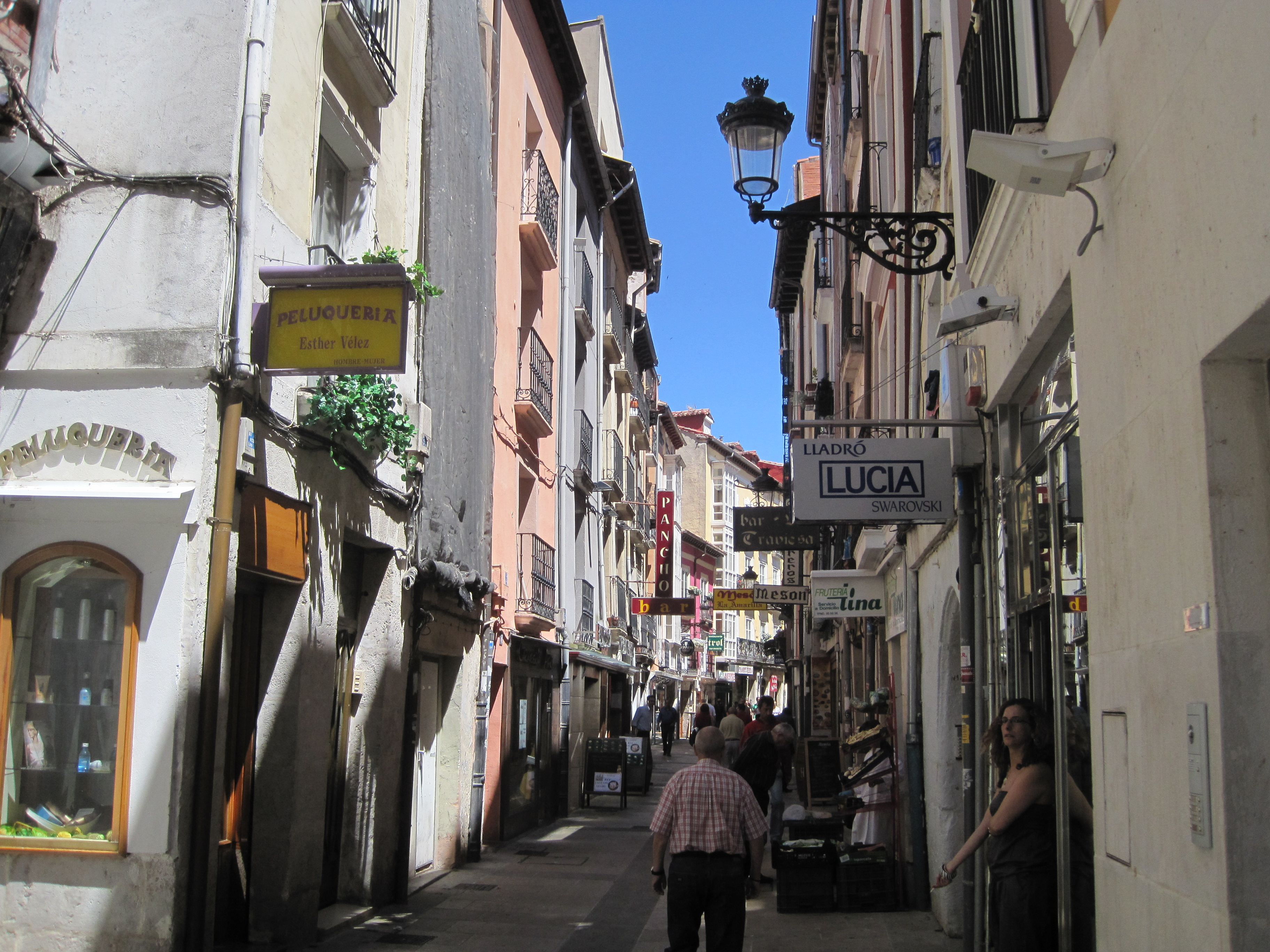
Calle de San Lorenzo, una de las más emblemáticas de la ciudad para la práctica del tapeo

Aunque la ciudad no se encuentre en una zona con denominación de origen, el vino es pieza fundamental dentro de la gastronomía local gracias a la cercanía de los caldos con denominación de origen Ribera del Duero, Arlanza y Rioja.
Burgos ha sido seleccionada como capital española de la gastronomía en 2013, gracias a su combinación entre modernidad y tradición.
El tapeo
Al igual que ocurre en otras zonas de España, en Burgos también es frecuente tomar tapas o pinchos cómo es más común denominarlas en Burgos, como aperitivo o sustitución de comida o cena. Las zonas de tapeo más frecuentes son las cercanas a la plaza Mayor, como son la calle de San Lorenzo o la calle Sombrerería, entre otras. Entre las tapas más reconocidas, destaca la cojonuda, las patatas bravas o la tortilla de patatas.

### Itinerarios culturales
La ciudad ha sido desde tiempos remotos una encrucijada de caminos. Ya desde la época romana, existieron numerosas calzadas, que conectaban la zona con otras partes del imperio. Una vez entrada la Edad Media y con la fundación de la ciudad, Burgos fue un lugar estratégico por el que se realizaba buena parte del comercio castellano. También cabe reseñar la importancia de la ciudad al encontrarse en el principal eje de comunicación entre Madrid y Francia, el llamado eje norte, uno de los más transitados del país, que convierte a Burgos en una ciudad de paso y nudo de caminos.
Camino de Santiago

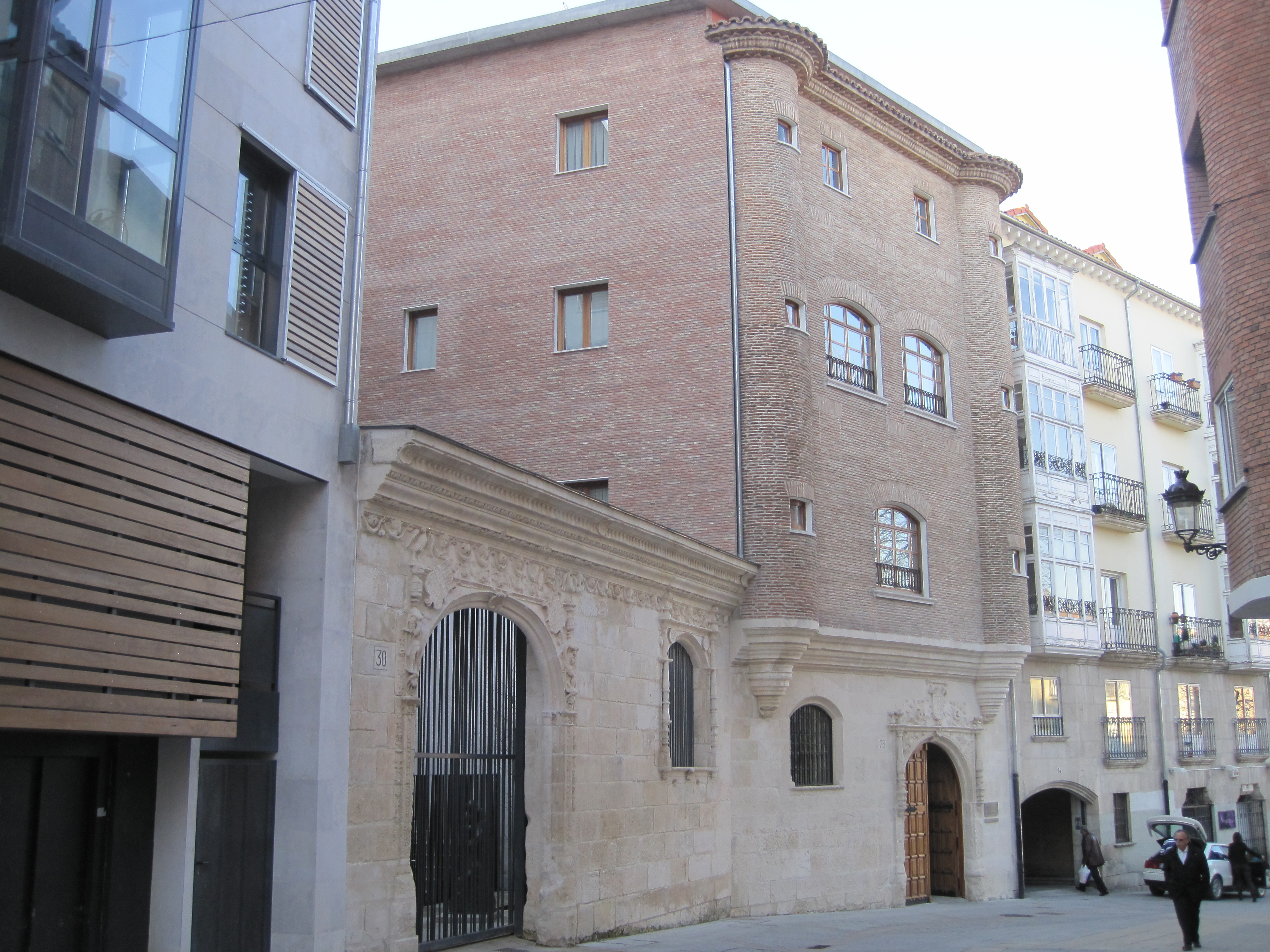
El principal albergue de la ciudad, situado en la Casa del Cubo, posee una capacidad para albergar a 130 peregrinos

Burgos es atravesada por el Camino de Santiago Francés. Cuenta actualmente con tres albergues de peregrinos: la Casa del Cubo, de propiedad municipal, el de Emaús, y el de Santiago y Santa Catalina.
Camino del Cid
La ciudad es etapa del Camino del Destierro o Camino del Cid. Además, la capital burgalesa cuenta con numerosos elementos que recuerdan la figura del caballero castellano como el monumento al Solar del Cid (al lado del Arco de San Martín), la iglesia de Santa Águeda o el arco de Santa María. La ciudad también alberga importantes obras pictóricas cidianas como los grandes lienzos de Vela Zanetti que se exhiben en la cúpula del palacio de la Diputación Provincial de Burgos y otras arquitectónicas como las ocho estatuas, obra del escultor Lucarini, que hay sobre el puente de San Pablo y que representan a los amigos del Cid Campeador o la estatua del nudo Landa.
Ruta de la Lana
El Camino de la Lana, procedente de Alicante, llega hasta la ciudad castellana, donde enlaza con el Camino de Santiago. Esta ruta de la Lana es uno de los más antiguos trazados comerciales peninsulares.
Ruta de Carlos V
Burgos es la 13.ª población por la que pasa la Ruta de Carlos V. El rey Carlos I de España y V del Sacro Imperio Romano Germánico pernoctó en la ciudad en su último viaje por la península, desde el puerto de Laredo hasta el monasterio de Yuste, y fue entonces cuando se inauguró en su honor la nueva portada del arco de Santa María.
Ruta de la Luz
Se trata de un itinerario nocturno por diversas zonas históricas de la ciudad. Con inicio en la catedral, un tren turístico va recorriendo otros 27 hitos, la mayoría de ellos iluminados.
Paseos literarios
Proyecto elaborado por la biblioteca municipal que permite recorrer diferentes rutas por la ciudad mientras se escuchan fragmentos literarios sobre esos parajes escritos por diferentes autores de la literatura universal, española y local.
Huellas de Santa Teresa
Ruta de peregrinación, turística, cultural y patrimonial que reúne las diecisiete ciudades donde santa Teresa de Jesús dejó su huella en forma de fundaciones. La ruta no tiene un orden establecido o un tiempo limitado ya que cada peregrino o visitante puede realizarla cómo y en el tiempo que desee.

### Festividades
Son muchas las fiestas y ferias que se celebran en Burgos a lo largo del año.
San Antonio Abad
La primera de ellas es la de San Antón, que se celebra el 17 de enero; ese día se realiza en el barrio de Gamonal una comida popular y gratuita a base de titos.
San Lesmes
Durante el domingo más cercano al 30 de enero se celebran las fiestas al patrón de la ciudad, San Lesmes. El origen francés del antiguo abad del monasterio de San Juan propició el hermanamiento de Burgos con su localidad natal, Loudun.
La celebración comienza en la zona del Ayuntamiento. La corporación municipal, junto con autoridades invitadas de Loudun, se desplaza escoltados por guardias de gala hasta la iglesia de San Lesmes. Allí se realiza la ofrenda al santo, por parte del alcalde, de un cirio y un rosco de pan. Tras el acto religioso la fiesta continúa en la plaza de San Juan en la que se degustan el chorizo, la morcilla, el vino y los roscos de pan que se ofrecen al santo (bendecidos).
Carnaval
Todos los años, la Sociedad Recreativa Castellana congrega en la puerta de la catedral de Burgos a gran número de burgaleses desde 1988 con sus originales chirigotas y disfraces, habiéndose disfrazado con trajes de: toreros, peregrinos, templarios, turistas, monaguillos, brujas, etc. Los disfraces están diseñados por Román García Rodrigo y confeccionados por los propios miembros de la comparsa.
Romería de la Virgen Blanca

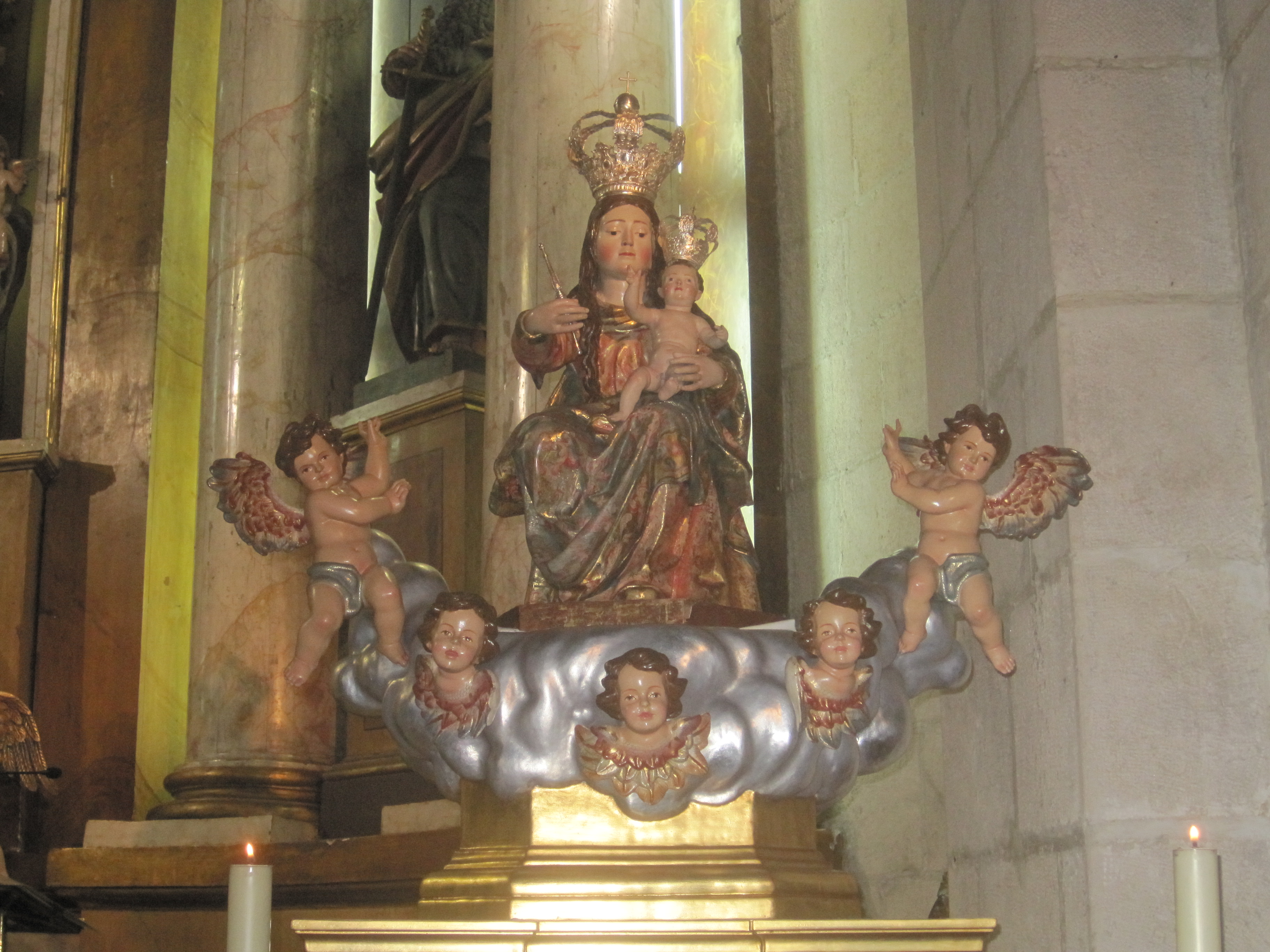
Imagen de Santa María la Blanca, en la iglesia de San Pedro de la Fuente. Procede de la desaparecida iglesia de Santa María la Blanca

El último fin de semana de mayo se celebra la romería de la Virgen Blanca, que hasta 2005 se hacía coincidir con un mercado medieval que dejó de celebrarse. La romería consiste en llevar la imagen de la Virgen desde la iglesia de San Pedro de la Fuente hasta la explanada del castillo, lugar donde se encontraba el templo de Santa María la Blanca (que albergaba la imagen y que fue destruido en 1813).
El Curpillos
La festividad más antigua de Burgos es el Curpillos. Tradicionalmente se celebraba al día siguiente del Corpus Christi. Cuando el Corpus dejó de celebrarse en jueves para pasar al domingo, el Curpillos sufrió movimientos, pasando a celebrarse el primer año, el lunes siguiente, en sucesivos años pasó a celebrarse el viernes siguiente y actualmente es el viernes anterior o el posterior al Corpus Christi, en función de si el Corpus es pronto o tarde para que el Curpillos no coincida con el viernes en el que comienzan las fiestas mayores de Burgos, los Sampedros, a finales de junio. El Curpillos también es conocido como El día del Parral puesto que se celebra en el paraje de nombre homónimo. La fiesta comienza en el monasterio de las Huelgas realizando una procesión con el Pendón arrebatado al jefe moro Miramamolín tras la victoria de la batalla de las Navas de Tolosa. Tras la celebración civil y religiosa se realiza una romería en El Parral. En esta fiesta popular los peñistas instalan puestos de venta de bebida y comida (chorizo, morro, morcilla, tortilla...) a la venta para todo el público asistente. Hay concierto/DJ dentro del recinto del parque y se instalan numerosos puestos de mercadillo para la ocasión en las calles próximas al parque del Parral entre el barrio de las Huelgas y la zona de la Universidad (San Amaro). En 1953 el Ayuntamiento declaró la fiesta del Curpillos como festiva por aclamación popular y es día festivo local en el calendario laboral de la ciudad de Burgos.
Fiestas patronales de San Pedro y San Pablo

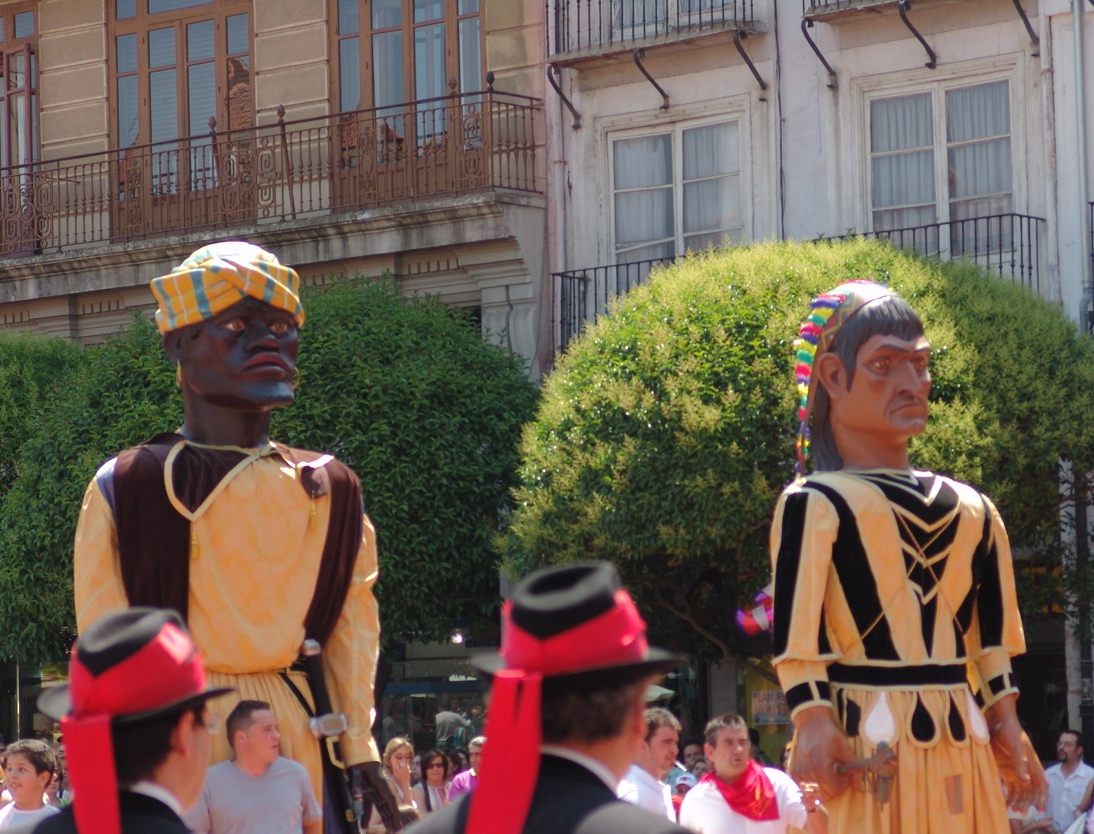
Gigantones, fiestas de San Pedro

Pero la principal fiesta de Burgos es la de San Pedro y San Pablo, celebrada el 29 de junio. Esta fiesta se celebra en junio desde el medievo en forma de feria, la cual se celebraba desde el día de San Juan hasta el día de San Pedro y San Pablo, pese a que las fiestas mayores eran las del Santísimo Cristo de Burgos y la Virgen Blanca celebradas en septiembre; teniendo como día grande el día de la Santa Cruz el 14 de septiembre, pero en 1873 se creó una Comisión de Festejos que decidió celebrarlas en una época más calurosa y con mayor posibilidad de afluencia de público. El primer acto oficial es el pregón de fiestas, se realiza desde el ayuntamiento con su correspondiente bomba anunciadora/chupinazo. Durante la semana de fiestas, a mediodía, en el centro de la ciudad, se celebra un pasacalles con los bailes de gigantillos, gigantones y danzantes, finalizando con el canto del Himno a Burgos. Otro de los actos tradicionales es La Cabalgata que consiste en hacer un recorrido a lo largo de las calles de la ciudad con varias carrozas elaboradas por las peñas, y a través de un concurso se elige a la mejor. En el día de San Pedro además de la misa solemne se celebra la tradicional ofrenda floral a Santa María la Mayor siendo la segunda más antigua de toda España detrás de Valencia.

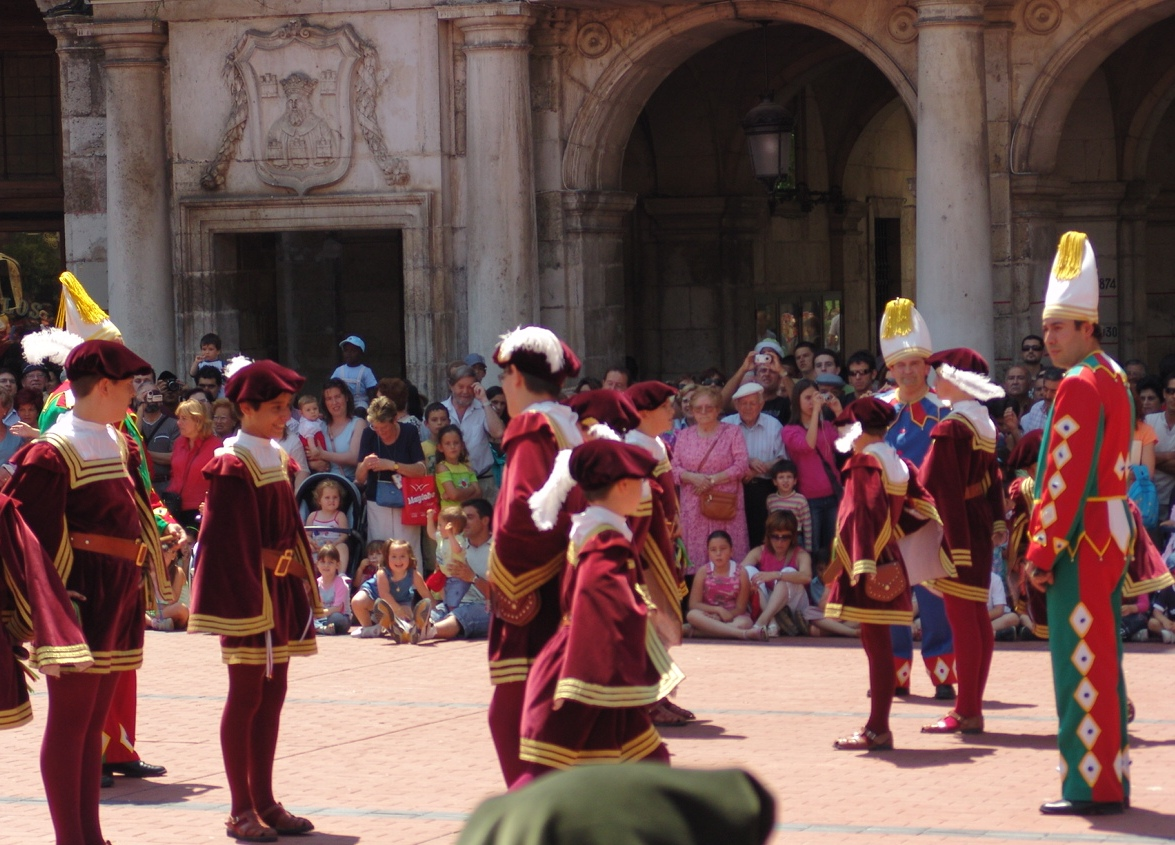
Danzantes en la plaza Mayor

En las fiestas destaca sobre todo el Concurso Internacional de Fuegos Artificiales, los conciertos de numerosos artistas tanto nacionales como internacionales además de las actividades para niños y de las actividades callejeras. Todas las tardes hay corridas de toros en el Coliseum Burgos tras las cuales se producen las animadas bajadas de las peñas hacia el centro de la ciudad y el concurso hípico de saltos en la ciudad deportiva.
Las fiestas acaban en el parque de Fuentes Blancas con varios actos tradicionales:
- El concurso gastronómico del Buen Yantar: en él las peñas cocinan sus platos cada año con un ingrediente obligatorio típico para el concurso.
- El burgalés ausente: una romería en el parque de Fuentes Blancas en la que rinde homenaje y se recibe oficialmente por las autoridades, reinas y representantes de las peñas a los burgaleses que emigraron que regresan a la ciudad por las fiestas y en la que reciben también a los descendientes de burgaleses emigrados, sobre todo de países latinoamericanos, que gracias a esta iniciativa pueden conocer durante varios días la ciudad y provincia en la que vivieron sus antepasados.

Durante todas las fiestas también se realiza la Feria de tapas por Burgos (la XIII edición ha sido en 2017) durante la cual diversas empresas de restauración y asociaciones colocan casetas en las que se ofrecen tapas de concurso. Las casetas se sitúan a lo largo de diversos puntos de la ciudad, sobre todo en plazas, paseos y calles del centro tales como el paseo de Atapuerca en la zona del museo de la Evolución Humana, en la plaza Mayor, plaza de la Libertad, plaza de España, plaza de Santo Domingo, plaza Roma en el barrio de Gamonal y hay más o menos plazas o calles con zonas de tapas cada año dependiendo de la cantidad de hosteleros que instalen caseta.
El Obispillo
Otro evento de menor importancia es la celebración de El Obispillo que coincidiendo con el Día de los Inocentes, el 28 de diciembre, uno de los niños de la escuela de cantores de la catedral (Pueri Cantores) es vestido de obispo y montado a caballo por las calles del centro, Espolón y plaza Mayor interviene en distintos actos.
Semana Santa
Las procesiones de Burgos están declaradas de Interés Turístico Regional y Nacional y están formadas por un total de dieciséis cofradías. Una de las procesiones más destacadas es la del Santo Entierro, en la tarde-noche del Viernes Santo, en la cual participan todas las cofradías de la ciudad y se procesiona dieciocho pasos, los cuales recorren los diferentes momentos de la Pasión de Cristo.

### Eventos

#### Festival Internacional de Folclore «Ciudad de Burgos»

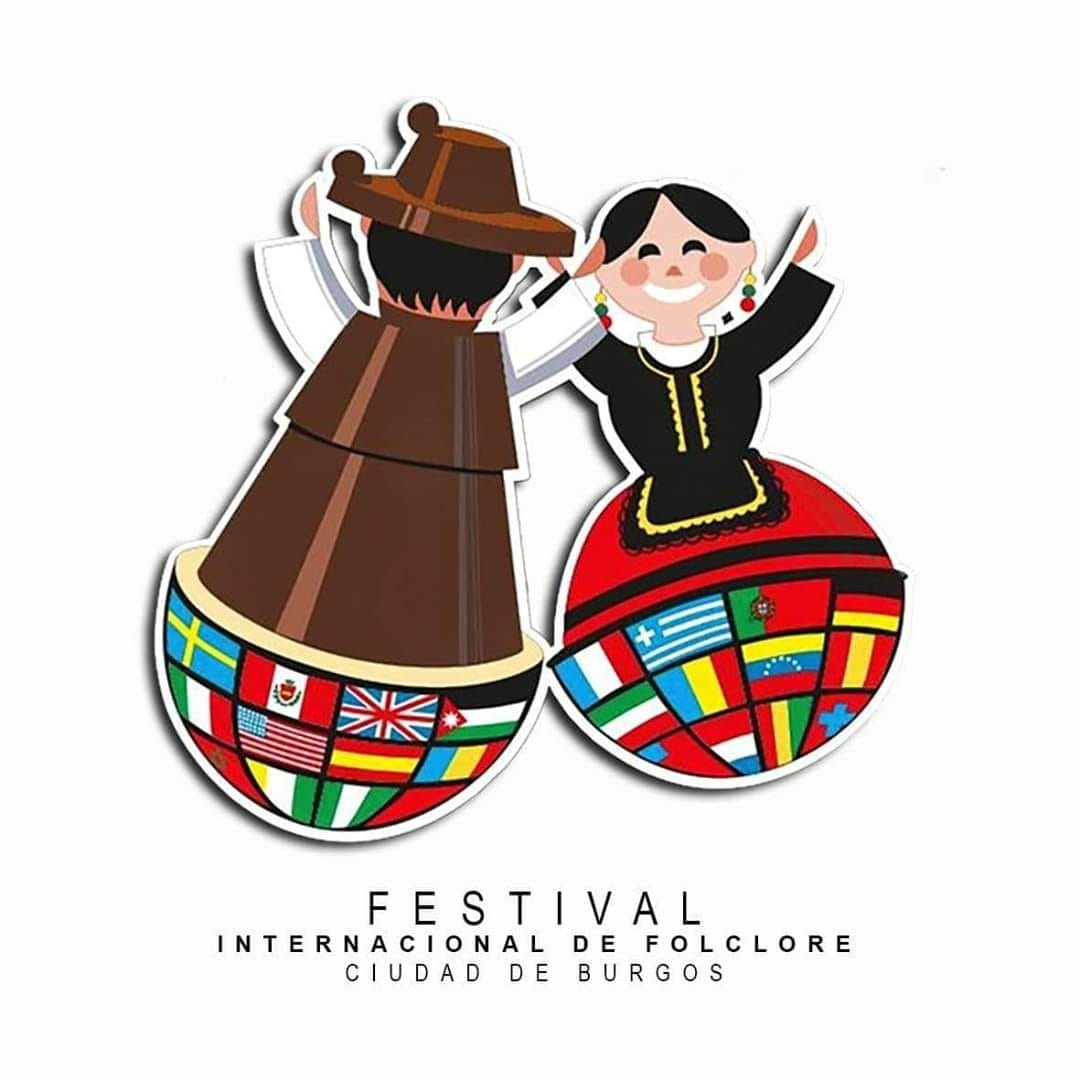

Desde 1977, de forma ininterrumpida, se viene celebrando este festival que convierte el verano burgalés en un atractivo punto de encuentro de las culturas del mundo.
Participan en él grupos internacionales, nacionales, regionales y locales. Es una muestra no competitiva de periodicidad anual con muestras de canciones, músicas y danzas de los pueblos del mundo dedicada a la exhibición de bailes y músicas tradicionales por grupos de folclore, estrechando lazos de amistad entre los mismos y los pueblos, favoreciendo la comprensión en el campo de las tradiciones y de las artes populares, dando a conocer la diversidad cultural. Los grupos participantes realizan pasacalles y desfiles por plazas y calles, animaciones folclóricas, mercadillos de artesanía, exposiciones, talleres de danzas, recitales de músicas y las actuaciones y conciertos. Han pasado por el 620 grupos representando a 92 naciones y más de 21 370 participantes.
Este festival se ha convertido en el referente cultural del verano. Se suele celebrar durante la tercera semana del mes de julio, al aire libre, en la plaza de San Juan. Durante cinco días Burgos se convierte en el centro universal de la paz, la tolerancia, la diversidad, la integración y las culturas.
Está organizado por el Comité de Folclore Ciudad de Burgos y cuenta con el patrocinio de la Gerencia Municipal de Cultura y Turismo del Ayuntamiento de Burgos y la colaboración de entidades públicas y privadas. Un eje importante del festival es el voluntariado cultural y la participación ciudadana. Su organización y cuidado trato y esmero a los participantes hace que sea reconocido por todos cuantos lo conocen.
Está reconocido como festival internacional por el Consejo Internacional de Organizaciones de Festivales de Folclore y de las Artes Tradicionales y Cultura Tradicional (Cioff), entidad que es colaboradora oficial de la Unesco y esta acredita para el Comité del Patrimonio Cultural Inmaterial de la Unesco.

#### Noche Blanca

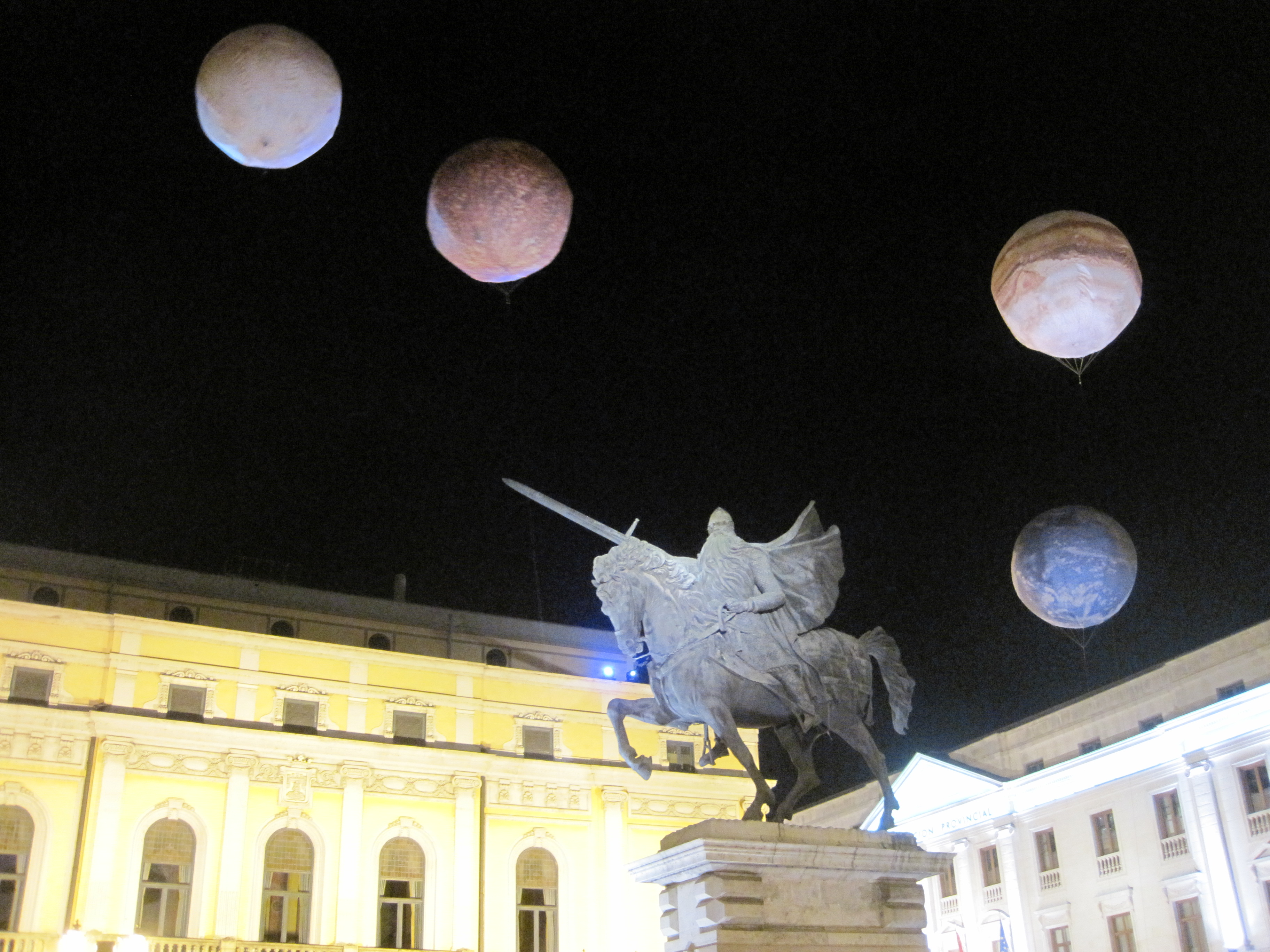
La plaza del Cid durante la Noche Blanca de 2010

El Instituto Municipal de Cultura y Turismo del Ayuntamiento de Burgos pone en marcha por primera vez la Noche Blanca de Burgos el 17 de mayo de 2008, eligiendo esta fecha como víspera a la celebración de la Romería de la Virgen Blanca.
La Noche Blanca de Burgos pretende ser una manifestación cultural gratuita y abierta a todos los ciudadanos que se celebra en numerosos espacios de uso público, tanto abiertos como cerrados. Parques, plazas, calles, teatros, centros de creación artística, museos y el patrimonio histórico de la ciudad serán visitados por artistas de una forma original con propuestas originales para una Noche Blanca. Es una noche de artistas invadiendo las calles y espacios e instituciones de acceso restringido se abren a los ciudadanos. La hostelería de la ciudad también abre sus puertas con sugerencias para la Noche Blanca de Burgos.
|                    | 2008 | 2009 | 2010 | 2011 | 2012 | 2013 | 2014 | 2015 | 2016 | 2017 | 2018 | 2019 | 2022 | 2023 |
| ------------------ | ---- | ---- | ---- | ---- | ---- | ---- | ---- | ---- | ---- | ---- | ---- | ---- | ---- | ---- |
| N.º de actividades | 65   | 80   | 87   | 141  | 124  | 120  | 138  | 147  | 172  | 196  | 167  | 172  | 129  | 150  |

Los años 2020 y 2021 no se celebra debido a la pandemia del COVID-19.
La participación ha sido espectacular en todas las ediciones celebradas desde las 50 000 personas en la primera edición a 180 000 en el año 2011, no bajando nunca en el resto de ediciones de más de cien mil espectadores.
Actualmente la organización de este evento corresponde a la Gerencia Municipal de Cultura y Turismo del Ayuntamiento de Burgos.

#### Electrosonic
Entre 2005 y 2009, tuvo lugar en la ciudad el festival de música electrónica Electrosonic, que en solo cuatro ediciones consiguió convertirse en un referente tanto nacional como internacional de la cultura electrónica, al conseguir reunir a más de 25 000 personas. En 2010 se suspendió su celebración por problemas entre la Organización y el Ayuntamiento.

#### Fin de semana Cidiano
Se trata de un conjunto de actividades relacionadas con la historia del Cid Campeador, que se celebra el primer fin de semana de octubre. Entre los eventos que se realiza, se incluyen mercados medievales, actuaciones teatrales y espectáculos al aire libre, así como una oferta gastronómica centrada en esta temática.

#### Semana de la Moda de Castilla y León
Celebrada en el Palacio de la Merced, reúne a diversas empresas y diseñadores de la Comunidad. Cuenta con dos ediciones para las temporadas otoño-invierno y primavera-verano que suelen celebrarse en octubre y marzo y reúne diseñadores de la talla de Amaya Arzuaga, María Lafuente, Ágatha Ruiz de la Prada o Ángel Iglesias entre otros.

#### Otros eventos
En 2010, se celebró el concierto La Cochambre, para conmemorar el 35.º aniversario del primer macro concierto de rock que hubo en la España democrática.
Burgos fue, del 29 al 31 de marzo de 2017, la sede del FesTVal, el festival nacional de televisión, en su edición de primavera.

### Música
Desde el año 2005 Burgos posee la Orquesta Sinfónica de Burgos que desarrolla periódicamente ciclos de conciertos en esta ciudad.

### Traje típico
Según el folclorista local Justo del Río, el traje típico burgalés se compone en la parte inferior del cuerpo de medias, pololos, enaguas, manteo, mandil, faltriquera, y en el costado izquierdo un pañuelo blanco. En la parte superior se compone de camisa, justillo y jubón. También puede llevar como complementos pendientes, lazo sobrio negro y zapatos negros con tacón de carrete.

### Deporte

#### Clubes deportivos
Burgos Club de Fútbol
Fundado en 1936 y refundado en 1994, es el equipo de fútbol de la ciudad de Burgos. Es uno de los clubes históricos de España, puesto que llegó a competir en primera división durante seis temporadas. Numerosos problemas económicos le llevaron a su desaparición en 1983. En 1994 se llevó a cabo la refundación del club, el cual llegó a estar una temporada en segunda división, pero la no conversión en SAD al finalizar la temporada 2001/02 hizo que el club bajase de categoría. Actualmente milita en segunda división tras ascender recientemente.
El equipo entrena y compite en el estadio municipal de El Plantío, con capacidad para 12 654 espectadores, todos ellos sentados, después de haber sufrido varias remodelaciones.
San Pablo Burgos
Fundado en el año 1994 fue un equipo provincial hasta 2015 se profesionaliza para poder competir en la LEB Oro, es el club de baloncesto de Burgos y actualmente compite en la Liga ACB. Tras la desaparición del CB Atapuerca, la FEB invita al nuevo equipo a participar en la categoría de LEB Oro, como compensación a los aficionados y a la ciudad de Burgos por no haber podido ascender durante tres años consecutivos a la Liga ACB y tras la desaparición del anterior club. En el verano de 2017 y tras el cambio en las condiciones de acceso a la máxima categoría, el club se convierte en el primer equipo de la ciudad que compite en la misma. Por temas de patrocinio, compite bajo el nombre de Hereda San Pablo Burgos. Actualmente compite en LEB Oro.
El equipo compite en el Coliseum Burgos, con capacidad para 9454 espectadores, todos ellos sentados. El equipo entrena en el polideportivo municipal El Plantío.
Club Baloncesto Tizona
Fue el club de baloncesto de Burgos y actualmente sigue compitiendo en el baloncesto profesional. Consiguió tres ascensos consecutivos a la Liga ACB en las temporadas 2012/13, 2013/14 y 2014/15 jugando en la LEB Oro, pero no consiguió debutar en la máxima categoría por no cumplir con los requisitos de entrada en la asociación. Al finalizar esta última temporada y viendo que el equipo no iba a ser admitido en ACB, la junta directiva decide disolver el club y dejar de competir, haciendo ver que el equipo ha tocado techo y no iba a poder ascender en las próximas temporadas. Finalmente no desapareció y actualmente compite en la LEB Oro. Por temas de patrocinio, compite bajo el nombre de Autocid Ford Burgos.
El equipo entrena y disputa sus encuentros en el polideportivo municipal El Plantío, con capacidad para 2500 espectadores todos ellos sentados.
Aparejadores Rugby Burgos
Club oficial de rugby de la ciudad. Fundado en 1970, cuenta con una placa de bronce de la Federación española de rugby en 1996. Tras obtener dos ascensos en sendas temporadas 12/13 y 13/14, tras varias temporadas en la División de Honor B (grupo A) consigue el ascenso en la temporada 2017/2018 desde entonces milita en la División de Honor, máxima categoría del rugby español. Por temas de patrocinio, compite bajo el nombre de UBU Colina Clinic.
Su campo se encuentra en el complejo deportivo San Amaro. Con capacidad para 1500 espectadores de los cuales 500 sentados.
Club Deportivo Balonmano Burgos
Es el club de balonmano de Burgos. Actualmente, el equipo de mayor categoría milita en la División de Honor Plata. Fundado en 2013, cuenta con categorías inferiores desde alevín hasta juvenil tanto en femenino como en masculino. Por temas de patrocinio, compite bajo el nombre de UBU San Pablo Inmobiliaria. Sus partidos los juega en el polideportivo Carlos Serna.
Club Baloncesto Ciudad de Burgos
Fue un club de baloncesto femenino de la ciudad de Burgos. Fue fundado en 1996 y desapareció en el año 2014, tras la imposibilidad del club de afrontar la nueva temporada por problemas económicos. Militó durante varios años en la máxima categoría del baloncesto femenino español, la Liga Femenina.
Club Voleibol Diego Porcelos

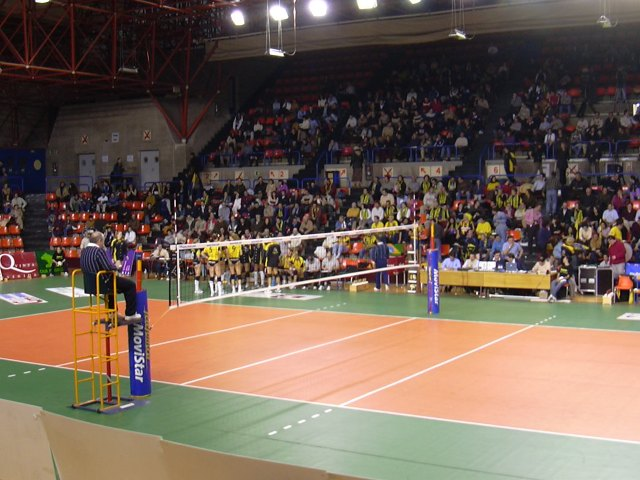
Partido de voleibol en polideportivo de El Plantío

Fue un club de voleibol femenino de la ciudad de Burgos. Fue fundado en 1976 y tras varios años en la máxima categoría del voleibol femenino español, llegando a jugar algún año competiciones europeas, el club renuncia a seguir compitiendo en el año 2012 por problemas económicos.
Otros clubes
El CD Burgos Promesas 2000, fundado en el año 2000 por varios exjugadores de fútbol de Burgos y siendo el presidente del mismo el ex-guardameta internacional José Luis Fernández Manzanedo, es otro equipo de fútbol de la ciudad y milita actualmente en tercera división. En 2020, se convierte en filial del Burgos CF.
El Real Burgos Club de Fútbol, fundado en el año 1983 compite hoy en día en la tercera división. Llegó a permanecer, en la década de los noventa, durante tres temporadas en primera división.
La Sala de Esgrima de Burgos, fundada en 1980 compite en todas las categorías, tanto masculino como femenino, incluso a nivel internacional. Desde 1997 organiza la Copa del Mundo Ciudad de Burgos M-20 Femenino Individual y equipos. Cuenta con grandes esgrimistas como Avaro Ibáñez o el actual presidente Carlos Zayas.
Además en la ciudad existen equipos de atletismo como el Ubu-Caja de Burgos, el Anta Banderas o el Capiscol, que disponen de las pistas Purificación Santamarta, baloncesto, tenis, natación, waterpolo y una larga lista de deportes que compiten en otras categorías.

#### Eventos deportivos
Vuelta ciclista a Burgos
Esta competición ciclista se celebra todos los años a mediados de agosto y suele tener a Burgos como final de alguna etapa.
Milla Urbana Caja de Burgos
Esta prueba cuenta con un total de 18 categorías atléticas. Es organizada y patrocinada por Caja de Burgos y el Ayuntamiento de Burgos con el asesoramiento del Club Campos de Castilla. La prueba se celebra cada 1 de mayo en el paseo del Espolón. Fue catalogada en el año 2012 por la Real Federación Española de Atletismo como la mejor milla urbana del país.

### Medios de comunicación
Prensa escrita
Burgos cuenta con un periódico local, el Diario de Burgos, el más leído en la ciudad, que además incluye información de carácter provincial. Junto con El Mundo se distribuye el Correo de Burgos y periódicos en línea como Burgos Conecta y Burgos Noticias.
También existen varios periódicos y revistas gratuitos como Gente que es un periódico nacido en Burgos, que pasó a ser de tirada nacional, pero de carácter local en cada ciudad en la que se distribuye.
Radio
Radio Arlanzón, Radio Castilla-Cadena Ser Burgos, Cope Burgos, Punto Radio Burgos, Radio Nacional de España, Radio Evolución Burgos y 24FM
Televisión
Existen los canales Canal 54 y CyL8.

## Ciudades hermanadas
- Brujas, Bélgica
- Loudun, Francia
- Morelia, México
- Pessac, Francia
- San Juan de los Lagos, México
- Settat, Marruecos
- Valencia, España
- Vicenza, Italia